# Moulinet (échecs)
Pour les articles homonymes, voir Moulinet.
Cet article utilise la notation algébrique pour décrire des coups du jeu d'échecs.
Le moulinet (ou la moulinette) est une manœuvre tactique aux échecs dans laquelle une série d'attaques à la découverte, généralement commises à l'aide d'un fou et d'une tour, permet un gain de matériel parfois très important.
Un exemple célèbre de cette manœuvre a été joué par Carlos Torre contre l'ancien champion du monde Emanuel Lasker au tournoi de Moscou en 1925. On retrouve aussi cette manœuvre dans la partie du siècle remportée par Bobby Fischer alors âgé de treize ans.
|   | a | b | c | d | e | f | g | h |   |
| 8 | Tour noire sur case blanche a8 · Cavalier noir sur case noire f8 · Roi noir sur case blanche g8 · Fou noir sur case noire a7 · Pion noir sur case blanche b7 · Pion noir sur case noire c7 · Fou noir sur case blanche d7 · Pion noir sur case blanche f7 · Pion noir sur case noire g7 · Fou blanc sur case noire e5 · Tour blanche sur case noire g3 · Roi blanc sur case blanche g2 | Tour noire sur case blanche a8 · Cavalier noir sur case noire f8 · Roi noir sur case blanche g8 · Fou noir sur case noire a7 · Pion noir sur case blanche b7 · Pion noir sur case noire c7 · Fou noir sur case blanche d7 · Pion noir sur case blanche f7 · Pion noir sur case noire g7 · Fou blanc sur case noire e5 · Tour blanche sur case noire g3 · Roi blanc sur case blanche g2 | Tour noire sur case blanche a8 · Cavalier noir sur case noire f8 · Roi noir sur case blanche g8 · Fou noir sur case noire a7 · Pion noir sur case blanche b7 · Pion noir sur case noire c7 · Fou noir sur case blanche d7 · Pion noir sur case blanche f7 · Pion noir sur case noire g7 · Fou blanc sur case noire e5 · Tour blanche sur case noire g3 · Roi blanc sur case blanche g2 | Tour noire sur case blanche a8 · Cavalier noir sur case noire f8 · Roi noir sur case blanche g8 · Fou noir sur case noire a7 · Pion noir sur case blanche b7 · Pion noir sur case noire c7 · Fou noir sur case blanche d7 · Pion noir sur case blanche f7 · Pion noir sur case noire g7 · Fou blanc sur case noire e5 · Tour blanche sur case noire g3 · Roi blanc sur case blanche g2 | Tour noire sur case blanche a8 · Cavalier noir sur case noire f8 · Roi noir sur case blanche g8 · Fou noir sur case noire a7 · Pion noir sur case blanche b7 · Pion noir sur case noire c7 · Fou noir sur case blanche d7 · Pion noir sur case blanche f7 · Pion noir sur case noire g7 · Fou blanc sur case noire e5 · Tour blanche sur case noire g3 · Roi blanc sur case blanche g2 | Tour noire sur case blanche a8 · Cavalier noir sur case noire f8 · Roi noir sur case blanche g8 · Fou noir sur case noire a7 · Pion noir sur case blanche b7 · Pion noir sur case noire c7 · Fou noir sur case blanche d7 · Pion noir sur case blanche f7 · Pion noir sur case noire g7 · Fou blanc sur case noire e5 · Tour blanche sur case noire g3 · Roi blanc sur case blanche g2 | Tour noire sur case blanche a8 · Cavalier noir sur case noire f8 · Roi noir sur case blanche g8 · Fou noir sur case noire a7 · Pion noir sur case blanche b7 · Pion noir sur case noire c7 · Fou noir sur case blanche d7 · Pion noir sur case blanche f7 · Pion noir sur case noire g7 · Fou blanc sur case noire e5 · Tour blanche sur case noire g3 · Roi blanc sur case blanche g2 | Tour noire sur case blanche a8 · Cavalier noir sur case noire f8 · Roi noir sur case blanche g8 · Fou noir sur case noire a7 · Pion noir sur case blanche b7 · Pion noir sur case noire c7 · Fou noir sur case blanche d7 · Pion noir sur case blanche f7 · Pion noir sur case noire g7 · Fou blanc sur case noire e5 · Tour blanche sur case noire g3 · Roi blanc sur case blanche g2 | 8 |
| 7 | Tour noire sur case blanche a8 · Cavalier noir sur case noire f8 · Roi noir sur case blanche g8 · Fou noir sur case noire a7 · Pion noir sur case blanche b7 · Pion noir sur case noire c7 · Fou noir sur case blanche d7 · Pion noir sur case blanche f7 · Pion noir sur case noire g7 · Fou blanc sur case noire e5 · Tour blanche sur case noire g3 · Roi blanc sur case blanche g2 | Tour noire sur case blanche a8 · Cavalier noir sur case noire f8 · Roi noir sur case blanche g8 · Fou noir sur case noire a7 · Pion noir sur case blanche b7 · Pion noir sur case noire c7 · Fou noir sur case blanche d7 · Pion noir sur case blanche f7 · Pion noir sur case noire g7 · Fou blanc sur case noire e5 · Tour blanche sur case noire g3 · Roi blanc sur case blanche g2 | Tour noire sur case blanche a8 · Cavalier noir sur case noire f8 · Roi noir sur case blanche g8 · Fou noir sur case noire a7 · Pion noir sur case blanche b7 · Pion noir sur case noire c7 · Fou noir sur case blanche d7 · Pion noir sur case blanche f7 · Pion noir sur case noire g7 · Fou blanc sur case noire e5 · Tour blanche sur case noire g3 · Roi blanc sur case blanche g2 | Tour noire sur case blanche a8 · Cavalier noir sur case noire f8 · Roi noir sur case blanche g8 · Fou noir sur case noire a7 · Pion noir sur case blanche b7 · Pion noir sur case noire c7 · Fou noir sur case blanche d7 · Pion noir sur case blanche f7 · Pion noir sur case noire g7 · Fou blanc sur case noire e5 · Tour blanche sur case noire g3 · Roi blanc sur case blanche g2 | Tour noire sur case blanche a8 · Cavalier noir sur case noire f8 · Roi noir sur case blanche g8 · Fou noir sur case noire a7 · Pion noir sur case blanche b7 · Pion noir sur case noire c7 · Fou noir sur case blanche d7 · Pion noir sur case blanche f7 · Pion noir sur case noire g7 · Fou blanc sur case noire e5 · Tour blanche sur case noire g3 · Roi blanc sur case blanche g2 | Tour noire sur case blanche a8 · Cavalier noir sur case noire f8 · Roi noir sur case blanche g8 · Fou noir sur case noire a7 · Pion noir sur case blanche b7 · Pion noir sur case noire c7 · Fou noir sur case blanche d7 · Pion noir sur case blanche f7 · Pion noir sur case noire g7 · Fou blanc sur case noire e5 · Tour blanche sur case noire g3 · Roi blanc sur case blanche g2 | Tour noire sur case blanche a8 · Cavalier noir sur case noire f8 · Roi noir sur case blanche g8 · Fou noir sur case noire a7 · Pion noir sur case blanche b7 · Pion noir sur case noire c7 · Fou noir sur case blanche d7 · Pion noir sur case blanche f7 · Pion noir sur case noire g7 · Fou blanc sur case noire e5 · Tour blanche sur case noire g3 · Roi blanc sur case blanche g2 | Tour noire sur case blanche a8 · Cavalier noir sur case noire f8 · Roi noir sur case blanche g8 · Fou noir sur case noire a7 · Pion noir sur case blanche b7 · Pion noir sur case noire c7 · Fou noir sur case blanche d7 · Pion noir sur case blanche f7 · Pion noir sur case noire g7 · Fou blanc sur case noire e5 · Tour blanche sur case noire g3 · Roi blanc sur case blanche g2 | 7 |
| 6 | Tour noire sur case blanche a8 · Cavalier noir sur case noire f8 · Roi noir sur case blanche g8 · Fou noir sur case noire a7 · Pion noir sur case blanche b7 · Pion noir sur case noire c7 · Fou noir sur case blanche d7 · Pion noir sur case blanche f7 · Pion noir sur case noire g7 · Fou blanc sur case noire e5 · Tour blanche sur case noire g3 · Roi blanc sur case blanche g2 | Tour noire sur case blanche a8 · Cavalier noir sur case noire f8 · Roi noir sur case blanche g8 · Fou noir sur case noire a7 · Pion noir sur case blanche b7 · Pion noir sur case noire c7 · Fou noir sur case blanche d7 · Pion noir sur case blanche f7 · Pion noir sur case noire g7 · Fou blanc sur case noire e5 · Tour blanche sur case noire g3 · Roi blanc sur case blanche g2 | Tour noire sur case blanche a8 · Cavalier noir sur case noire f8 · Roi noir sur case blanche g8 · Fou noir sur case noire a7 · Pion noir sur case blanche b7 · Pion noir sur case noire c7 · Fou noir sur case blanche d7 · Pion noir sur case blanche f7 · Pion noir sur case noire g7 · Fou blanc sur case noire e5 · Tour blanche sur case noire g3 · Roi blanc sur case blanche g2 | Tour noire sur case blanche a8 · Cavalier noir sur case noire f8 · Roi noir sur case blanche g8 · Fou noir sur case noire a7 · Pion noir sur case blanche b7 · Pion noir sur case noire c7 · Fou noir sur case blanche d7 · Pion noir sur case blanche f7 · Pion noir sur case noire g7 · Fou blanc sur case noire e5 · Tour blanche sur case noire g3 · Roi blanc sur case blanche g2 | Tour noire sur case blanche a8 · Cavalier noir sur case noire f8 · Roi noir sur case blanche g8 · Fou noir sur case noire a7 · Pion noir sur case blanche b7 · Pion noir sur case noire c7 · Fou noir sur case blanche d7 · Pion noir sur case blanche f7 · Pion noir sur case noire g7 · Fou blanc sur case noire e5 · Tour blanche sur case noire g3 · Roi blanc sur case blanche g2 | Tour noire sur case blanche a8 · Cavalier noir sur case noire f8 · Roi noir sur case blanche g8 · Fou noir sur case noire a7 · Pion noir sur case blanche b7 · Pion noir sur case noire c7 · Fou noir sur case blanche d7 · Pion noir sur case blanche f7 · Pion noir sur case noire g7 · Fou blanc sur case noire e5 · Tour blanche sur case noire g3 · Roi blanc sur case blanche g2 | Tour noire sur case blanche a8 · Cavalier noir sur case noire f8 · Roi noir sur case blanche g8 · Fou noir sur case noire a7 · Pion noir sur case blanche b7 · Pion noir sur case noire c7 · Fou noir sur case blanche d7 · Pion noir sur case blanche f7 · Pion noir sur case noire g7 · Fou blanc sur case noire e5 · Tour blanche sur case noire g3 · Roi blanc sur case blanche g2 | Tour noire sur case blanche a8 · Cavalier noir sur case noire f8 · Roi noir sur case blanche g8 · Fou noir sur case noire a7 · Pion noir sur case blanche b7 · Pion noir sur case noire c7 · Fou noir sur case blanche d7 · Pion noir sur case blanche f7 · Pion noir sur case noire g7 · Fou blanc sur case noire e5 · Tour blanche sur case noire g3 · Roi blanc sur case blanche g2 | 6 |
| 5 | Tour noire sur case blanche a8 · Cavalier noir sur case noire f8 · Roi noir sur case blanche g8 · Fou noir sur case noire a7 · Pion noir sur case blanche b7 · Pion noir sur case noire c7 · Fou noir sur case blanche d7 · Pion noir sur case blanche f7 · Pion noir sur case noire g7 · Fou blanc sur case noire e5 · Tour blanche sur case noire g3 · Roi blanc sur case blanche g2 | Tour noire sur case blanche a8 · Cavalier noir sur case noire f8 · Roi noir sur case blanche g8 · Fou noir sur case noire a7 · Pion noir sur case blanche b7 · Pion noir sur case noire c7 · Fou noir sur case blanche d7 · Pion noir sur case blanche f7 · Pion noir sur case noire g7 · Fou blanc sur case noire e5 · Tour blanche sur case noire g3 · Roi blanc sur case blanche g2 | Tour noire sur case blanche a8 · Cavalier noir sur case noire f8 · Roi noir sur case blanche g8 · Fou noir sur case noire a7 · Pion noir sur case blanche b7 · Pion noir sur case noire c7 · Fou noir sur case blanche d7 · Pion noir sur case blanche f7 · Pion noir sur case noire g7 · Fou blanc sur case noire e5 · Tour blanche sur case noire g3 · Roi blanc sur case blanche g2 | Tour noire sur case blanche a8 · Cavalier noir sur case noire f8 · Roi noir sur case blanche g8 · Fou noir sur case noire a7 · Pion noir sur case blanche b7 · Pion noir sur case noire c7 · Fou noir sur case blanche d7 · Pion noir sur case blanche f7 · Pion noir sur case noire g7 · Fou blanc sur case noire e5 · Tour blanche sur case noire g3 · Roi blanc sur case blanche g2 | Tour noire sur case blanche a8 · Cavalier noir sur case noire f8 · Roi noir sur case blanche g8 · Fou noir sur case noire a7 · Pion noir sur case blanche b7 · Pion noir sur case noire c7 · Fou noir sur case blanche d7 · Pion noir sur case blanche f7 · Pion noir sur case noire g7 · Fou blanc sur case noire e5 · Tour blanche sur case noire g3 · Roi blanc sur case blanche g2 | Tour noire sur case blanche a8 · Cavalier noir sur case noire f8 · Roi noir sur case blanche g8 · Fou noir sur case noire a7 · Pion noir sur case blanche b7 · Pion noir sur case noire c7 · Fou noir sur case blanche d7 · Pion noir sur case blanche f7 · Pion noir sur case noire g7 · Fou blanc sur case noire e5 · Tour blanche sur case noire g3 · Roi blanc sur case blanche g2 | Tour noire sur case blanche a8 · Cavalier noir sur case noire f8 · Roi noir sur case blanche g8 · Fou noir sur case noire a7 · Pion noir sur case blanche b7 · Pion noir sur case noire c7 · Fou noir sur case blanche d7 · Pion noir sur case blanche f7 · Pion noir sur case noire g7 · Fou blanc sur case noire e5 · Tour blanche sur case noire g3 · Roi blanc sur case blanche g2 | Tour noire sur case blanche a8 · Cavalier noir sur case noire f8 · Roi noir sur case blanche g8 · Fou noir sur case noire a7 · Pion noir sur case blanche b7 · Pion noir sur case noire c7 · Fou noir sur case blanche d7 · Pion noir sur case blanche f7 · Pion noir sur case noire g7 · Fou blanc sur case noire e5 · Tour blanche sur case noire g3 · Roi blanc sur case blanche g2 | 5 |
| 4 | Tour noire sur case blanche a8 · Cavalier noir sur case noire f8 · Roi noir sur case blanche g8 · Fou noir sur case noire a7 · Pion noir sur case blanche b7 · Pion noir sur case noire c7 · Fou noir sur case blanche d7 · Pion noir sur case blanche f7 · Pion noir sur case noire g7 · Fou blanc sur case noire e5 · Tour blanche sur case noire g3 · Roi blanc sur case blanche g2 | Tour noire sur case blanche a8 · Cavalier noir sur case noire f8 · Roi noir sur case blanche g8 · Fou noir sur case noire a7 · Pion noir sur case blanche b7 · Pion noir sur case noire c7 · Fou noir sur case blanche d7 · Pion noir sur case blanche f7 · Pion noir sur case noire g7 · Fou blanc sur case noire e5 · Tour blanche sur case noire g3 · Roi blanc sur case blanche g2 | Tour noire sur case blanche a8 · Cavalier noir sur case noire f8 · Roi noir sur case blanche g8 · Fou noir sur case noire a7 · Pion noir sur case blanche b7 · Pion noir sur case noire c7 · Fou noir sur case blanche d7 · Pion noir sur case blanche f7 · Pion noir sur case noire g7 · Fou blanc sur case noire e5 · Tour blanche sur case noire g3 · Roi blanc sur case blanche g2 | Tour noire sur case blanche a8 · Cavalier noir sur case noire f8 · Roi noir sur case blanche g8 · Fou noir sur case noire a7 · Pion noir sur case blanche b7 · Pion noir sur case noire c7 · Fou noir sur case blanche d7 · Pion noir sur case blanche f7 · Pion noir sur case noire g7 · Fou blanc sur case noire e5 · Tour blanche sur case noire g3 · Roi blanc sur case blanche g2 | Tour noire sur case blanche a8 · Cavalier noir sur case noire f8 · Roi noir sur case blanche g8 · Fou noir sur case noire a7 · Pion noir sur case blanche b7 · Pion noir sur case noire c7 · Fou noir sur case blanche d7 · Pion noir sur case blanche f7 · Pion noir sur case noire g7 · Fou blanc sur case noire e5 · Tour blanche sur case noire g3 · Roi blanc sur case blanche g2 | Tour noire sur case blanche a8 · Cavalier noir sur case noire f8 · Roi noir sur case blanche g8 · Fou noir sur case noire a7 · Pion noir sur case blanche b7 · Pion noir sur case noire c7 · Fou noir sur case blanche d7 · Pion noir sur case blanche f7 · Pion noir sur case noire g7 · Fou blanc sur case noire e5 · Tour blanche sur case noire g3 · Roi blanc sur case blanche g2 | Tour noire sur case blanche a8 · Cavalier noir sur case noire f8 · Roi noir sur case blanche g8 · Fou noir sur case noire a7 · Pion noir sur case blanche b7 · Pion noir sur case noire c7 · Fou noir sur case blanche d7 · Pion noir sur case blanche f7 · Pion noir sur case noire g7 · Fou blanc sur case noire e5 · Tour blanche sur case noire g3 · Roi blanc sur case blanche g2 | Tour noire sur case blanche a8 · Cavalier noir sur case noire f8 · Roi noir sur case blanche g8 · Fou noir sur case noire a7 · Pion noir sur case blanche b7 · Pion noir sur case noire c7 · Fou noir sur case blanche d7 · Pion noir sur case blanche f7 · Pion noir sur case noire g7 · Fou blanc sur case noire e5 · Tour blanche sur case noire g3 · Roi blanc sur case blanche g2 | 4 |
| 3 | Tour noire sur case blanche a8 · Cavalier noir sur case noire f8 · Roi noir sur case blanche g8 · Fou noir sur case noire a7 · Pion noir sur case blanche b7 · Pion noir sur case noire c7 · Fou noir sur case blanche d7 · Pion noir sur case blanche f7 · Pion noir sur case noire g7 · Fou blanc sur case noire e5 · Tour blanche sur case noire g3 · Roi blanc sur case blanche g2 | Tour noire sur case blanche a8 · Cavalier noir sur case noire f8 · Roi noir sur case blanche g8 · Fou noir sur case noire a7 · Pion noir sur case blanche b7 · Pion noir sur case noire c7 · Fou noir sur case blanche d7 · Pion noir sur case blanche f7 · Pion noir sur case noire g7 · Fou blanc sur case noire e5 · Tour blanche sur case noire g3 · Roi blanc sur case blanche g2 | Tour noire sur case blanche a8 · Cavalier noir sur case noire f8 · Roi noir sur case blanche g8 · Fou noir sur case noire a7 · Pion noir sur case blanche b7 · Pion noir sur case noire c7 · Fou noir sur case blanche d7 · Pion noir sur case blanche f7 · Pion noir sur case noire g7 · Fou blanc sur case noire e5 · Tour blanche sur case noire g3 · Roi blanc sur case blanche g2 | Tour noire sur case blanche a8 · Cavalier noir sur case noire f8 · Roi noir sur case blanche g8 · Fou noir sur case noire a7 · Pion noir sur case blanche b7 · Pion noir sur case noire c7 · Fou noir sur case blanche d7 · Pion noir sur case blanche f7 · Pion noir sur case noire g7 · Fou blanc sur case noire e5 · Tour blanche sur case noire g3 · Roi blanc sur case blanche g2 | Tour noire sur case blanche a8 · Cavalier noir sur case noire f8 · Roi noir sur case blanche g8 · Fou noir sur case noire a7 · Pion noir sur case blanche b7 · Pion noir sur case noire c7 · Fou noir sur case blanche d7 · Pion noir sur case blanche f7 · Pion noir sur case noire g7 · Fou blanc sur case noire e5 · Tour blanche sur case noire g3 · Roi blanc sur case blanche g2 | Tour noire sur case blanche a8 · Cavalier noir sur case noire f8 · Roi noir sur case blanche g8 · Fou noir sur case noire a7 · Pion noir sur case blanche b7 · Pion noir sur case noire c7 · Fou noir sur case blanche d7 · Pion noir sur case blanche f7 · Pion noir sur case noire g7 · Fou blanc sur case noire e5 · Tour blanche sur case noire g3 · Roi blanc sur case blanche g2 | Tour noire sur case blanche a8 · Cavalier noir sur case noire f8 · Roi noir sur case blanche g8 · Fou noir sur case noire a7 · Pion noir sur case blanche b7 · Pion noir sur case noire c7 · Fou noir sur case blanche d7 · Pion noir sur case blanche f7 · Pion noir sur case noire g7 · Fou blanc sur case noire e5 · Tour blanche sur case noire g3 · Roi blanc sur case blanche g2 | Tour noire sur case blanche a8 · Cavalier noir sur case noire f8 · Roi noir sur case blanche g8 · Fou noir sur case noire a7 · Pion noir sur case blanche b7 · Pion noir sur case noire c7 · Fou noir sur case blanche d7 · Pion noir sur case blanche f7 · Pion noir sur case noire g7 · Fou blanc sur case noire e5 · Tour blanche sur case noire g3 · Roi blanc sur case blanche g2 | 3 |
| 2 | Tour noire sur case blanche a8 · Cavalier noir sur case noire f8 · Roi noir sur case blanche g8 · Fou noir sur case noire a7 · Pion noir sur case blanche b7 · Pion noir sur case noire c7 · Fou noir sur case blanche d7 · Pion noir sur case blanche f7 · Pion noir sur case noire g7 · Fou blanc sur case noire e5 · Tour blanche sur case noire g3 · Roi blanc sur case blanche g2 | Tour noire sur case blanche a8 · Cavalier noir sur case noire f8 · Roi noir sur case blanche g8 · Fou noir sur case noire a7 · Pion noir sur case blanche b7 · Pion noir sur case noire c7 · Fou noir sur case blanche d7 · Pion noir sur case blanche f7 · Pion noir sur case noire g7 · Fou blanc sur case noire e5 · Tour blanche sur case noire g3 · Roi blanc sur case blanche g2 | Tour noire sur case blanche a8 · Cavalier noir sur case noire f8 · Roi noir sur case blanche g8 · Fou noir sur case noire a7 · Pion noir sur case blanche b7 · Pion noir sur case noire c7 · Fou noir sur case blanche d7 · Pion noir sur case blanche f7 · Pion noir sur case noire g7 · Fou blanc sur case noire e5 · Tour blanche sur case noire g3 · Roi blanc sur case blanche g2 | Tour noire sur case blanche a8 · Cavalier noir sur case noire f8 · Roi noir sur case blanche g8 · Fou noir sur case noire a7 · Pion noir sur case blanche b7 · Pion noir sur case noire c7 · Fou noir sur case blanche d7 · Pion noir sur case blanche f7 · Pion noir sur case noire g7 · Fou blanc sur case noire e5 · Tour blanche sur case noire g3 · Roi blanc sur case blanche g2 | Tour noire sur case blanche a8 · Cavalier noir sur case noire f8 · Roi noir sur case blanche g8 · Fou noir sur case noire a7 · Pion noir sur case blanche b7 · Pion noir sur case noire c7 · Fou noir sur case blanche d7 · Pion noir sur case blanche f7 · Pion noir sur case noire g7 · Fou blanc sur case noire e5 · Tour blanche sur case noire g3 · Roi blanc sur case blanche g2 | Tour noire sur case blanche a8 · Cavalier noir sur case noire f8 · Roi noir sur case blanche g8 · Fou noir sur case noire a7 · Pion noir sur case blanche b7 · Pion noir sur case noire c7 · Fou noir sur case blanche d7 · Pion noir sur case blanche f7 · Pion noir sur case noire g7 · Fou blanc sur case noire e5 · Tour blanche sur case noire g3 · Roi blanc sur case blanche g2 | Tour noire sur case blanche a8 · Cavalier noir sur case noire f8 · Roi noir sur case blanche g8 · Fou noir sur case noire a7 · Pion noir sur case blanche b7 · Pion noir sur case noire c7 · Fou noir sur case blanche d7 · Pion noir sur case blanche f7 · Pion noir sur case noire g7 · Fou blanc sur case noire e5 · Tour blanche sur case noire g3 · Roi blanc sur case blanche g2 | Tour noire sur case blanche a8 · Cavalier noir sur case noire f8 · Roi noir sur case blanche g8 · Fou noir sur case noire a7 · Pion noir sur case blanche b7 · Pion noir sur case noire c7 · Fou noir sur case blanche d7 · Pion noir sur case blanche f7 · Pion noir sur case noire g7 · Fou blanc sur case noire e5 · Tour blanche sur case noire g3 · Roi blanc sur case blanche g2 | 2 |
| 1 | Tour noire sur case blanche a8 · Cavalier noir sur case noire f8 · Roi noir sur case blanche g8 · Fou noir sur case noire a7 · Pion noir sur case blanche b7 · Pion noir sur case noire c7 · Fou noir sur case blanche d7 · Pion noir sur case blanche f7 · Pion noir sur case noire g7 · Fou blanc sur case noire e5 · Tour blanche sur case noire g3 · Roi blanc sur case blanche g2 | Tour noire sur case blanche a8 · Cavalier noir sur case noire f8 · Roi noir sur case blanche g8 · Fou noir sur case noire a7 · Pion noir sur case blanche b7 · Pion noir sur case noire c7 · Fou noir sur case blanche d7 · Pion noir sur case blanche f7 · Pion noir sur case noire g7 · Fou blanc sur case noire e5 · Tour blanche sur case noire g3 · Roi blanc sur case blanche g2 | Tour noire sur case blanche a8 · Cavalier noir sur case noire f8 · Roi noir sur case blanche g8 · Fou noir sur case noire a7 · Pion noir sur case blanche b7 · Pion noir sur case noire c7 · Fou noir sur case blanche d7 · Pion noir sur case blanche f7 · Pion noir sur case noire g7 · Fou blanc sur case noire e5 · Tour blanche sur case noire g3 · Roi blanc sur case blanche g2 | Tour noire sur case blanche a8 · Cavalier noir sur case noire f8 · Roi noir sur case blanche g8 · Fou noir sur case noire a7 · Pion noir sur case blanche b7 · Pion noir sur case noire c7 · Fou noir sur case blanche d7 · Pion noir sur case blanche f7 · Pion noir sur case noire g7 · Fou blanc sur case noire e5 · Tour blanche sur case noire g3 · Roi blanc sur case blanche g2 | Tour noire sur case blanche a8 · Cavalier noir sur case noire f8 · Roi noir sur case blanche g8 · Fou noir sur case noire a7 · Pion noir sur case blanche b7 · Pion noir sur case noire c7 · Fou noir sur case blanche d7 · Pion noir sur case blanche f7 · Pion noir sur case noire g7 · Fou blanc sur case noire e5 · Tour blanche sur case noire g3 · Roi blanc sur case blanche g2 | Tour noire sur case blanche a8 · Cavalier noir sur case noire f8 · Roi noir sur case blanche g8 · Fou noir sur case noire a7 · Pion noir sur case blanche b7 · Pion noir sur case noire c7 · Fou noir sur case blanche d7 · Pion noir sur case blanche f7 · Pion noir sur case noire g7 · Fou blanc sur case noire e5 · Tour blanche sur case noire g3 · Roi blanc sur case blanche g2 | Tour noire sur case blanche a8 · Cavalier noir sur case noire f8 · Roi noir sur case blanche g8 · Fou noir sur case noire a7 · Pion noir sur case blanche b7 · Pion noir sur case noire c7 · Fou noir sur case blanche d7 · Pion noir sur case blanche f7 · Pion noir sur case noire g7 · Fou blanc sur case noire e5 · Tour blanche sur case noire g3 · Roi blanc sur case blanche g2 | Tour noire sur case blanche a8 · Cavalier noir sur case noire f8 · Roi noir sur case blanche g8 · Fou noir sur case noire a7 · Pion noir sur case blanche b7 · Pion noir sur case noire c7 · Fou noir sur case blanche d7 · Pion noir sur case blanche f7 · Pion noir sur case noire g7 · Fou blanc sur case noire e5 · Tour blanche sur case noire g3 · Roi blanc sur case blanche g2 | 1 |
|   | a | b | c | d | e | f | g | h |   |

|   | a | b | c | d | e | f | g | h |   |
| 8 | Tour noire sur case blanche a8 · Cavalier noir sur case noire f8 · Roi noir sur case blanche g8 · Fou noir sur case noire a7 · Pion noir sur case blanche b7 · Pion noir sur case noire c7 · Fou noir sur case blanche d7 · Pion noir sur case blanche f7 · Tour blanche sur case noire g7 · Fou blanc sur case noire e5 · Roi blanc sur case blanche g2 | Tour noire sur case blanche a8 · Cavalier noir sur case noire f8 · Roi noir sur case blanche g8 · Fou noir sur case noire a7 · Pion noir sur case blanche b7 · Pion noir sur case noire c7 · Fou noir sur case blanche d7 · Pion noir sur case blanche f7 · Tour blanche sur case noire g7 · Fou blanc sur case noire e5 · Roi blanc sur case blanche g2 | Tour noire sur case blanche a8 · Cavalier noir sur case noire f8 · Roi noir sur case blanche g8 · Fou noir sur case noire a7 · Pion noir sur case blanche b7 · Pion noir sur case noire c7 · Fou noir sur case blanche d7 · Pion noir sur case blanche f7 · Tour blanche sur case noire g7 · Fou blanc sur case noire e5 · Roi blanc sur case blanche g2 | Tour noire sur case blanche a8 · Cavalier noir sur case noire f8 · Roi noir sur case blanche g8 · Fou noir sur case noire a7 · Pion noir sur case blanche b7 · Pion noir sur case noire c7 · Fou noir sur case blanche d7 · Pion noir sur case blanche f7 · Tour blanche sur case noire g7 · Fou blanc sur case noire e5 · Roi blanc sur case blanche g2 | Tour noire sur case blanche a8 · Cavalier noir sur case noire f8 · Roi noir sur case blanche g8 · Fou noir sur case noire a7 · Pion noir sur case blanche b7 · Pion noir sur case noire c7 · Fou noir sur case blanche d7 · Pion noir sur case blanche f7 · Tour blanche sur case noire g7 · Fou blanc sur case noire e5 · Roi blanc sur case blanche g2 | Tour noire sur case blanche a8 · Cavalier noir sur case noire f8 · Roi noir sur case blanche g8 · Fou noir sur case noire a7 · Pion noir sur case blanche b7 · Pion noir sur case noire c7 · Fou noir sur case blanche d7 · Pion noir sur case blanche f7 · Tour blanche sur case noire g7 · Fou blanc sur case noire e5 · Roi blanc sur case blanche g2 | Tour noire sur case blanche a8 · Cavalier noir sur case noire f8 · Roi noir sur case blanche g8 · Fou noir sur case noire a7 · Pion noir sur case blanche b7 · Pion noir sur case noire c7 · Fou noir sur case blanche d7 · Pion noir sur case blanche f7 · Tour blanche sur case noire g7 · Fou blanc sur case noire e5 · Roi blanc sur case blanche g2 | Tour noire sur case blanche a8 · Cavalier noir sur case noire f8 · Roi noir sur case blanche g8 · Fou noir sur case noire a7 · Pion noir sur case blanche b7 · Pion noir sur case noire c7 · Fou noir sur case blanche d7 · Pion noir sur case blanche f7 · Tour blanche sur case noire g7 · Fou blanc sur case noire e5 · Roi blanc sur case blanche g2 | 8 |
| 7 | Tour noire sur case blanche a8 · Cavalier noir sur case noire f8 · Roi noir sur case blanche g8 · Fou noir sur case noire a7 · Pion noir sur case blanche b7 · Pion noir sur case noire c7 · Fou noir sur case blanche d7 · Pion noir sur case blanche f7 · Tour blanche sur case noire g7 · Fou blanc sur case noire e5 · Roi blanc sur case blanche g2 | Tour noire sur case blanche a8 · Cavalier noir sur case noire f8 · Roi noir sur case blanche g8 · Fou noir sur case noire a7 · Pion noir sur case blanche b7 · Pion noir sur case noire c7 · Fou noir sur case blanche d7 · Pion noir sur case blanche f7 · Tour blanche sur case noire g7 · Fou blanc sur case noire e5 · Roi blanc sur case blanche g2 | Tour noire sur case blanche a8 · Cavalier noir sur case noire f8 · Roi noir sur case blanche g8 · Fou noir sur case noire a7 · Pion noir sur case blanche b7 · Pion noir sur case noire c7 · Fou noir sur case blanche d7 · Pion noir sur case blanche f7 · Tour blanche sur case noire g7 · Fou blanc sur case noire e5 · Roi blanc sur case blanche g2 | Tour noire sur case blanche a8 · Cavalier noir sur case noire f8 · Roi noir sur case blanche g8 · Fou noir sur case noire a7 · Pion noir sur case blanche b7 · Pion noir sur case noire c7 · Fou noir sur case blanche d7 · Pion noir sur case blanche f7 · Tour blanche sur case noire g7 · Fou blanc sur case noire e5 · Roi blanc sur case blanche g2 | Tour noire sur case blanche a8 · Cavalier noir sur case noire f8 · Roi noir sur case blanche g8 · Fou noir sur case noire a7 · Pion noir sur case blanche b7 · Pion noir sur case noire c7 · Fou noir sur case blanche d7 · Pion noir sur case blanche f7 · Tour blanche sur case noire g7 · Fou blanc sur case noire e5 · Roi blanc sur case blanche g2 | Tour noire sur case blanche a8 · Cavalier noir sur case noire f8 · Roi noir sur case blanche g8 · Fou noir sur case noire a7 · Pion noir sur case blanche b7 · Pion noir sur case noire c7 · Fou noir sur case blanche d7 · Pion noir sur case blanche f7 · Tour blanche sur case noire g7 · Fou blanc sur case noire e5 · Roi blanc sur case blanche g2 | Tour noire sur case blanche a8 · Cavalier noir sur case noire f8 · Roi noir sur case blanche g8 · Fou noir sur case noire a7 · Pion noir sur case blanche b7 · Pion noir sur case noire c7 · Fou noir sur case blanche d7 · Pion noir sur case blanche f7 · Tour blanche sur case noire g7 · Fou blanc sur case noire e5 · Roi blanc sur case blanche g2 | Tour noire sur case blanche a8 · Cavalier noir sur case noire f8 · Roi noir sur case blanche g8 · Fou noir sur case noire a7 · Pion noir sur case blanche b7 · Pion noir sur case noire c7 · Fou noir sur case blanche d7 · Pion noir sur case blanche f7 · Tour blanche sur case noire g7 · Fou blanc sur case noire e5 · Roi blanc sur case blanche g2 | 7 |
| 6 | Tour noire sur case blanche a8 · Cavalier noir sur case noire f8 · Roi noir sur case blanche g8 · Fou noir sur case noire a7 · Pion noir sur case blanche b7 · Pion noir sur case noire c7 · Fou noir sur case blanche d7 · Pion noir sur case blanche f7 · Tour blanche sur case noire g7 · Fou blanc sur case noire e5 · Roi blanc sur case blanche g2 | Tour noire sur case blanche a8 · Cavalier noir sur case noire f8 · Roi noir sur case blanche g8 · Fou noir sur case noire a7 · Pion noir sur case blanche b7 · Pion noir sur case noire c7 · Fou noir sur case blanche d7 · Pion noir sur case blanche f7 · Tour blanche sur case noire g7 · Fou blanc sur case noire e5 · Roi blanc sur case blanche g2 | Tour noire sur case blanche a8 · Cavalier noir sur case noire f8 · Roi noir sur case blanche g8 · Fou noir sur case noire a7 · Pion noir sur case blanche b7 · Pion noir sur case noire c7 · Fou noir sur case blanche d7 · Pion noir sur case blanche f7 · Tour blanche sur case noire g7 · Fou blanc sur case noire e5 · Roi blanc sur case blanche g2 | Tour noire sur case blanche a8 · Cavalier noir sur case noire f8 · Roi noir sur case blanche g8 · Fou noir sur case noire a7 · Pion noir sur case blanche b7 · Pion noir sur case noire c7 · Fou noir sur case blanche d7 · Pion noir sur case blanche f7 · Tour blanche sur case noire g7 · Fou blanc sur case noire e5 · Roi blanc sur case blanche g2 | Tour noire sur case blanche a8 · Cavalier noir sur case noire f8 · Roi noir sur case blanche g8 · Fou noir sur case noire a7 · Pion noir sur case blanche b7 · Pion noir sur case noire c7 · Fou noir sur case blanche d7 · Pion noir sur case blanche f7 · Tour blanche sur case noire g7 · Fou blanc sur case noire e5 · Roi blanc sur case blanche g2 | Tour noire sur case blanche a8 · Cavalier noir sur case noire f8 · Roi noir sur case blanche g8 · Fou noir sur case noire a7 · Pion noir sur case blanche b7 · Pion noir sur case noire c7 · Fou noir sur case blanche d7 · Pion noir sur case blanche f7 · Tour blanche sur case noire g7 · Fou blanc sur case noire e5 · Roi blanc sur case blanche g2 | Tour noire sur case blanche a8 · Cavalier noir sur case noire f8 · Roi noir sur case blanche g8 · Fou noir sur case noire a7 · Pion noir sur case blanche b7 · Pion noir sur case noire c7 · Fou noir sur case blanche d7 · Pion noir sur case blanche f7 · Tour blanche sur case noire g7 · Fou blanc sur case noire e5 · Roi blanc sur case blanche g2 | Tour noire sur case blanche a8 · Cavalier noir sur case noire f8 · Roi noir sur case blanche g8 · Fou noir sur case noire a7 · Pion noir sur case blanche b7 · Pion noir sur case noire c7 · Fou noir sur case blanche d7 · Pion noir sur case blanche f7 · Tour blanche sur case noire g7 · Fou blanc sur case noire e5 · Roi blanc sur case blanche g2 | 6 |
| 5 | Tour noire sur case blanche a8 · Cavalier noir sur case noire f8 · Roi noir sur case blanche g8 · Fou noir sur case noire a7 · Pion noir sur case blanche b7 · Pion noir sur case noire c7 · Fou noir sur case blanche d7 · Pion noir sur case blanche f7 · Tour blanche sur case noire g7 · Fou blanc sur case noire e5 · Roi blanc sur case blanche g2 | Tour noire sur case blanche a8 · Cavalier noir sur case noire f8 · Roi noir sur case blanche g8 · Fou noir sur case noire a7 · Pion noir sur case blanche b7 · Pion noir sur case noire c7 · Fou noir sur case blanche d7 · Pion noir sur case blanche f7 · Tour blanche sur case noire g7 · Fou blanc sur case noire e5 · Roi blanc sur case blanche g2 | Tour noire sur case blanche a8 · Cavalier noir sur case noire f8 · Roi noir sur case blanche g8 · Fou noir sur case noire a7 · Pion noir sur case blanche b7 · Pion noir sur case noire c7 · Fou noir sur case blanche d7 · Pion noir sur case blanche f7 · Tour blanche sur case noire g7 · Fou blanc sur case noire e5 · Roi blanc sur case blanche g2 | Tour noire sur case blanche a8 · Cavalier noir sur case noire f8 · Roi noir sur case blanche g8 · Fou noir sur case noire a7 · Pion noir sur case blanche b7 · Pion noir sur case noire c7 · Fou noir sur case blanche d7 · Pion noir sur case blanche f7 · Tour blanche sur case noire g7 · Fou blanc sur case noire e5 · Roi blanc sur case blanche g2 | Tour noire sur case blanche a8 · Cavalier noir sur case noire f8 · Roi noir sur case blanche g8 · Fou noir sur case noire a7 · Pion noir sur case blanche b7 · Pion noir sur case noire c7 · Fou noir sur case blanche d7 · Pion noir sur case blanche f7 · Tour blanche sur case noire g7 · Fou blanc sur case noire e5 · Roi blanc sur case blanche g2 | Tour noire sur case blanche a8 · Cavalier noir sur case noire f8 · Roi noir sur case blanche g8 · Fou noir sur case noire a7 · Pion noir sur case blanche b7 · Pion noir sur case noire c7 · Fou noir sur case blanche d7 · Pion noir sur case blanche f7 · Tour blanche sur case noire g7 · Fou blanc sur case noire e5 · Roi blanc sur case blanche g2 | Tour noire sur case blanche a8 · Cavalier noir sur case noire f8 · Roi noir sur case blanche g8 · Fou noir sur case noire a7 · Pion noir sur case blanche b7 · Pion noir sur case noire c7 · Fou noir sur case blanche d7 · Pion noir sur case blanche f7 · Tour blanche sur case noire g7 · Fou blanc sur case noire e5 · Roi blanc sur case blanche g2 | Tour noire sur case blanche a8 · Cavalier noir sur case noire f8 · Roi noir sur case blanche g8 · Fou noir sur case noire a7 · Pion noir sur case blanche b7 · Pion noir sur case noire c7 · Fou noir sur case blanche d7 · Pion noir sur case blanche f7 · Tour blanche sur case noire g7 · Fou blanc sur case noire e5 · Roi blanc sur case blanche g2 | 5 |
| 4 | Tour noire sur case blanche a8 · Cavalier noir sur case noire f8 · Roi noir sur case blanche g8 · Fou noir sur case noire a7 · Pion noir sur case blanche b7 · Pion noir sur case noire c7 · Fou noir sur case blanche d7 · Pion noir sur case blanche f7 · Tour blanche sur case noire g7 · Fou blanc sur case noire e5 · Roi blanc sur case blanche g2 | Tour noire sur case blanche a8 · Cavalier noir sur case noire f8 · Roi noir sur case blanche g8 · Fou noir sur case noire a7 · Pion noir sur case blanche b7 · Pion noir sur case noire c7 · Fou noir sur case blanche d7 · Pion noir sur case blanche f7 · Tour blanche sur case noire g7 · Fou blanc sur case noire e5 · Roi blanc sur case blanche g2 | Tour noire sur case blanche a8 · Cavalier noir sur case noire f8 · Roi noir sur case blanche g8 · Fou noir sur case noire a7 · Pion noir sur case blanche b7 · Pion noir sur case noire c7 · Fou noir sur case blanche d7 · Pion noir sur case blanche f7 · Tour blanche sur case noire g7 · Fou blanc sur case noire e5 · Roi blanc sur case blanche g2 | Tour noire sur case blanche a8 · Cavalier noir sur case noire f8 · Roi noir sur case blanche g8 · Fou noir sur case noire a7 · Pion noir sur case blanche b7 · Pion noir sur case noire c7 · Fou noir sur case blanche d7 · Pion noir sur case blanche f7 · Tour blanche sur case noire g7 · Fou blanc sur case noire e5 · Roi blanc sur case blanche g2 | Tour noire sur case blanche a8 · Cavalier noir sur case noire f8 · Roi noir sur case blanche g8 · Fou noir sur case noire a7 · Pion noir sur case blanche b7 · Pion noir sur case noire c7 · Fou noir sur case blanche d7 · Pion noir sur case blanche f7 · Tour blanche sur case noire g7 · Fou blanc sur case noire e5 · Roi blanc sur case blanche g2 | Tour noire sur case blanche a8 · Cavalier noir sur case noire f8 · Roi noir sur case blanche g8 · Fou noir sur case noire a7 · Pion noir sur case blanche b7 · Pion noir sur case noire c7 · Fou noir sur case blanche d7 · Pion noir sur case blanche f7 · Tour blanche sur case noire g7 · Fou blanc sur case noire e5 · Roi blanc sur case blanche g2 | Tour noire sur case blanche a8 · Cavalier noir sur case noire f8 · Roi noir sur case blanche g8 · Fou noir sur case noire a7 · Pion noir sur case blanche b7 · Pion noir sur case noire c7 · Fou noir sur case blanche d7 · Pion noir sur case blanche f7 · Tour blanche sur case noire g7 · Fou blanc sur case noire e5 · Roi blanc sur case blanche g2 | Tour noire sur case blanche a8 · Cavalier noir sur case noire f8 · Roi noir sur case blanche g8 · Fou noir sur case noire a7 · Pion noir sur case blanche b7 · Pion noir sur case noire c7 · Fou noir sur case blanche d7 · Pion noir sur case blanche f7 · Tour blanche sur case noire g7 · Fou blanc sur case noire e5 · Roi blanc sur case blanche g2 | 4 |
| 3 | Tour noire sur case blanche a8 · Cavalier noir sur case noire f8 · Roi noir sur case blanche g8 · Fou noir sur case noire a7 · Pion noir sur case blanche b7 · Pion noir sur case noire c7 · Fou noir sur case blanche d7 · Pion noir sur case blanche f7 · Tour blanche sur case noire g7 · Fou blanc sur case noire e5 · Roi blanc sur case blanche g2 | Tour noire sur case blanche a8 · Cavalier noir sur case noire f8 · Roi noir sur case blanche g8 · Fou noir sur case noire a7 · Pion noir sur case blanche b7 · Pion noir sur case noire c7 · Fou noir sur case blanche d7 · Pion noir sur case blanche f7 · Tour blanche sur case noire g7 · Fou blanc sur case noire e5 · Roi blanc sur case blanche g2 | Tour noire sur case blanche a8 · Cavalier noir sur case noire f8 · Roi noir sur case blanche g8 · Fou noir sur case noire a7 · Pion noir sur case blanche b7 · Pion noir sur case noire c7 · Fou noir sur case blanche d7 · Pion noir sur case blanche f7 · Tour blanche sur case noire g7 · Fou blanc sur case noire e5 · Roi blanc sur case blanche g2 | Tour noire sur case blanche a8 · Cavalier noir sur case noire f8 · Roi noir sur case blanche g8 · Fou noir sur case noire a7 · Pion noir sur case blanche b7 · Pion noir sur case noire c7 · Fou noir sur case blanche d7 · Pion noir sur case blanche f7 · Tour blanche sur case noire g7 · Fou blanc sur case noire e5 · Roi blanc sur case blanche g2 | Tour noire sur case blanche a8 · Cavalier noir sur case noire f8 · Roi noir sur case blanche g8 · Fou noir sur case noire a7 · Pion noir sur case blanche b7 · Pion noir sur case noire c7 · Fou noir sur case blanche d7 · Pion noir sur case blanche f7 · Tour blanche sur case noire g7 · Fou blanc sur case noire e5 · Roi blanc sur case blanche g2 | Tour noire sur case blanche a8 · Cavalier noir sur case noire f8 · Roi noir sur case blanche g8 · Fou noir sur case noire a7 · Pion noir sur case blanche b7 · Pion noir sur case noire c7 · Fou noir sur case blanche d7 · Pion noir sur case blanche f7 · Tour blanche sur case noire g7 · Fou blanc sur case noire e5 · Roi blanc sur case blanche g2 | Tour noire sur case blanche a8 · Cavalier noir sur case noire f8 · Roi noir sur case blanche g8 · Fou noir sur case noire a7 · Pion noir sur case blanche b7 · Pion noir sur case noire c7 · Fou noir sur case blanche d7 · Pion noir sur case blanche f7 · Tour blanche sur case noire g7 · Fou blanc sur case noire e5 · Roi blanc sur case blanche g2 | Tour noire sur case blanche a8 · Cavalier noir sur case noire f8 · Roi noir sur case blanche g8 · Fou noir sur case noire a7 · Pion noir sur case blanche b7 · Pion noir sur case noire c7 · Fou noir sur case blanche d7 · Pion noir sur case blanche f7 · Tour blanche sur case noire g7 · Fou blanc sur case noire e5 · Roi blanc sur case blanche g2 | 3 |
| 2 | Tour noire sur case blanche a8 · Cavalier noir sur case noire f8 · Roi noir sur case blanche g8 · Fou noir sur case noire a7 · Pion noir sur case blanche b7 · Pion noir sur case noire c7 · Fou noir sur case blanche d7 · Pion noir sur case blanche f7 · Tour blanche sur case noire g7 · Fou blanc sur case noire e5 · Roi blanc sur case blanche g2 | Tour noire sur case blanche a8 · Cavalier noir sur case noire f8 · Roi noir sur case blanche g8 · Fou noir sur case noire a7 · Pion noir sur case blanche b7 · Pion noir sur case noire c7 · Fou noir sur case blanche d7 · Pion noir sur case blanche f7 · Tour blanche sur case noire g7 · Fou blanc sur case noire e5 · Roi blanc sur case blanche g2 | Tour noire sur case blanche a8 · Cavalier noir sur case noire f8 · Roi noir sur case blanche g8 · Fou noir sur case noire a7 · Pion noir sur case blanche b7 · Pion noir sur case noire c7 · Fou noir sur case blanche d7 · Pion noir sur case blanche f7 · Tour blanche sur case noire g7 · Fou blanc sur case noire e5 · Roi blanc sur case blanche g2 | Tour noire sur case blanche a8 · Cavalier noir sur case noire f8 · Roi noir sur case blanche g8 · Fou noir sur case noire a7 · Pion noir sur case blanche b7 · Pion noir sur case noire c7 · Fou noir sur case blanche d7 · Pion noir sur case blanche f7 · Tour blanche sur case noire g7 · Fou blanc sur case noire e5 · Roi blanc sur case blanche g2 | Tour noire sur case blanche a8 · Cavalier noir sur case noire f8 · Roi noir sur case blanche g8 · Fou noir sur case noire a7 · Pion noir sur case blanche b7 · Pion noir sur case noire c7 · Fou noir sur case blanche d7 · Pion noir sur case blanche f7 · Tour blanche sur case noire g7 · Fou blanc sur case noire e5 · Roi blanc sur case blanche g2 | Tour noire sur case blanche a8 · Cavalier noir sur case noire f8 · Roi noir sur case blanche g8 · Fou noir sur case noire a7 · Pion noir sur case blanche b7 · Pion noir sur case noire c7 · Fou noir sur case blanche d7 · Pion noir sur case blanche f7 · Tour blanche sur case noire g7 · Fou blanc sur case noire e5 · Roi blanc sur case blanche g2 | Tour noire sur case blanche a8 · Cavalier noir sur case noire f8 · Roi noir sur case blanche g8 · Fou noir sur case noire a7 · Pion noir sur case blanche b7 · Pion noir sur case noire c7 · Fou noir sur case blanche d7 · Pion noir sur case blanche f7 · Tour blanche sur case noire g7 · Fou blanc sur case noire e5 · Roi blanc sur case blanche g2 | Tour noire sur case blanche a8 · Cavalier noir sur case noire f8 · Roi noir sur case blanche g8 · Fou noir sur case noire a7 · Pion noir sur case blanche b7 · Pion noir sur case noire c7 · Fou noir sur case blanche d7 · Pion noir sur case blanche f7 · Tour blanche sur case noire g7 · Fou blanc sur case noire e5 · Roi blanc sur case blanche g2 | 2 |
| 1 | Tour noire sur case blanche a8 · Cavalier noir sur case noire f8 · Roi noir sur case blanche g8 · Fou noir sur case noire a7 · Pion noir sur case blanche b7 · Pion noir sur case noire c7 · Fou noir sur case blanche d7 · Pion noir sur case blanche f7 · Tour blanche sur case noire g7 · Fou blanc sur case noire e5 · Roi blanc sur case blanche g2 | Tour noire sur case blanche a8 · Cavalier noir sur case noire f8 · Roi noir sur case blanche g8 · Fou noir sur case noire a7 · Pion noir sur case blanche b7 · Pion noir sur case noire c7 · Fou noir sur case blanche d7 · Pion noir sur case blanche f7 · Tour blanche sur case noire g7 · Fou blanc sur case noire e5 · Roi blanc sur case blanche g2 | Tour noire sur case blanche a8 · Cavalier noir sur case noire f8 · Roi noir sur case blanche g8 · Fou noir sur case noire a7 · Pion noir sur case blanche b7 · Pion noir sur case noire c7 · Fou noir sur case blanche d7 · Pion noir sur case blanche f7 · Tour blanche sur case noire g7 · Fou blanc sur case noire e5 · Roi blanc sur case blanche g2 | Tour noire sur case blanche a8 · Cavalier noir sur case noire f8 · Roi noir sur case blanche g8 · Fou noir sur case noire a7 · Pion noir sur case blanche b7 · Pion noir sur case noire c7 · Fou noir sur case blanche d7 · Pion noir sur case blanche f7 · Tour blanche sur case noire g7 · Fou blanc sur case noire e5 · Roi blanc sur case blanche g2 | Tour noire sur case blanche a8 · Cavalier noir sur case noire f8 · Roi noir sur case blanche g8 · Fou noir sur case noire a7 · Pion noir sur case blanche b7 · Pion noir sur case noire c7 · Fou noir sur case blanche d7 · Pion noir sur case blanche f7 · Tour blanche sur case noire g7 · Fou blanc sur case noire e5 · Roi blanc sur case blanche g2 | Tour noire sur case blanche a8 · Cavalier noir sur case noire f8 · Roi noir sur case blanche g8 · Fou noir sur case noire a7 · Pion noir sur case blanche b7 · Pion noir sur case noire c7 · Fou noir sur case blanche d7 · Pion noir sur case blanche f7 · Tour blanche sur case noire g7 · Fou blanc sur case noire e5 · Roi blanc sur case blanche g2 | Tour noire sur case blanche a8 · Cavalier noir sur case noire f8 · Roi noir sur case blanche g8 · Fou noir sur case noire a7 · Pion noir sur case blanche b7 · Pion noir sur case noire c7 · Fou noir sur case blanche d7 · Pion noir sur case blanche f7 · Tour blanche sur case noire g7 · Fou blanc sur case noire e5 · Roi blanc sur case blanche g2 | Tour noire sur case blanche a8 · Cavalier noir sur case noire f8 · Roi noir sur case blanche g8 · Fou noir sur case noire a7 · Pion noir sur case blanche b7 · Pion noir sur case noire c7 · Fou noir sur case blanche d7 · Pion noir sur case blanche f7 · Tour blanche sur case noire g7 · Fou blanc sur case noire e5 · Roi blanc sur case blanche g2 | 1 |
|   | a | b | c | d | e | f | g | h |   |

|   | a | b | c | d | e | f | g | h |   |
| 8 | Tour noire sur case blanche a8 · Cavalier noir sur case noire f8 · Roi noir sur case noire h8 · Fou noir sur case noire a7 · Pion noir sur case blanche b7 · Pion noir sur case noire c7 · Fou noir sur case blanche d7 · Pion noir sur case blanche f7 · Tour blanche sur case noire g7 · Fou blanc sur case noire e5 · Roi blanc sur case blanche g2 | Tour noire sur case blanche a8 · Cavalier noir sur case noire f8 · Roi noir sur case noire h8 · Fou noir sur case noire a7 · Pion noir sur case blanche b7 · Pion noir sur case noire c7 · Fou noir sur case blanche d7 · Pion noir sur case blanche f7 · Tour blanche sur case noire g7 · Fou blanc sur case noire e5 · Roi blanc sur case blanche g2 | Tour noire sur case blanche a8 · Cavalier noir sur case noire f8 · Roi noir sur case noire h8 · Fou noir sur case noire a7 · Pion noir sur case blanche b7 · Pion noir sur case noire c7 · Fou noir sur case blanche d7 · Pion noir sur case blanche f7 · Tour blanche sur case noire g7 · Fou blanc sur case noire e5 · Roi blanc sur case blanche g2 | Tour noire sur case blanche a8 · Cavalier noir sur case noire f8 · Roi noir sur case noire h8 · Fou noir sur case noire a7 · Pion noir sur case blanche b7 · Pion noir sur case noire c7 · Fou noir sur case blanche d7 · Pion noir sur case blanche f7 · Tour blanche sur case noire g7 · Fou blanc sur case noire e5 · Roi blanc sur case blanche g2 | Tour noire sur case blanche a8 · Cavalier noir sur case noire f8 · Roi noir sur case noire h8 · Fou noir sur case noire a7 · Pion noir sur case blanche b7 · Pion noir sur case noire c7 · Fou noir sur case blanche d7 · Pion noir sur case blanche f7 · Tour blanche sur case noire g7 · Fou blanc sur case noire e5 · Roi blanc sur case blanche g2 | Tour noire sur case blanche a8 · Cavalier noir sur case noire f8 · Roi noir sur case noire h8 · Fou noir sur case noire a7 · Pion noir sur case blanche b7 · Pion noir sur case noire c7 · Fou noir sur case blanche d7 · Pion noir sur case blanche f7 · Tour blanche sur case noire g7 · Fou blanc sur case noire e5 · Roi blanc sur case blanche g2 | Tour noire sur case blanche a8 · Cavalier noir sur case noire f8 · Roi noir sur case noire h8 · Fou noir sur case noire a7 · Pion noir sur case blanche b7 · Pion noir sur case noire c7 · Fou noir sur case blanche d7 · Pion noir sur case blanche f7 · Tour blanche sur case noire g7 · Fou blanc sur case noire e5 · Roi blanc sur case blanche g2 | Tour noire sur case blanche a8 · Cavalier noir sur case noire f8 · Roi noir sur case noire h8 · Fou noir sur case noire a7 · Pion noir sur case blanche b7 · Pion noir sur case noire c7 · Fou noir sur case blanche d7 · Pion noir sur case blanche f7 · Tour blanche sur case noire g7 · Fou blanc sur case noire e5 · Roi blanc sur case blanche g2 | 8 |
| 7 | Tour noire sur case blanche a8 · Cavalier noir sur case noire f8 · Roi noir sur case noire h8 · Fou noir sur case noire a7 · Pion noir sur case blanche b7 · Pion noir sur case noire c7 · Fou noir sur case blanche d7 · Pion noir sur case blanche f7 · Tour blanche sur case noire g7 · Fou blanc sur case noire e5 · Roi blanc sur case blanche g2 | Tour noire sur case blanche a8 · Cavalier noir sur case noire f8 · Roi noir sur case noire h8 · Fou noir sur case noire a7 · Pion noir sur case blanche b7 · Pion noir sur case noire c7 · Fou noir sur case blanche d7 · Pion noir sur case blanche f7 · Tour blanche sur case noire g7 · Fou blanc sur case noire e5 · Roi blanc sur case blanche g2 | Tour noire sur case blanche a8 · Cavalier noir sur case noire f8 · Roi noir sur case noire h8 · Fou noir sur case noire a7 · Pion noir sur case blanche b7 · Pion noir sur case noire c7 · Fou noir sur case blanche d7 · Pion noir sur case blanche f7 · Tour blanche sur case noire g7 · Fou blanc sur case noire e5 · Roi blanc sur case blanche g2 | Tour noire sur case blanche a8 · Cavalier noir sur case noire f8 · Roi noir sur case noire h8 · Fou noir sur case noire a7 · Pion noir sur case blanche b7 · Pion noir sur case noire c7 · Fou noir sur case blanche d7 · Pion noir sur case blanche f7 · Tour blanche sur case noire g7 · Fou blanc sur case noire e5 · Roi blanc sur case blanche g2 | Tour noire sur case blanche a8 · Cavalier noir sur case noire f8 · Roi noir sur case noire h8 · Fou noir sur case noire a7 · Pion noir sur case blanche b7 · Pion noir sur case noire c7 · Fou noir sur case blanche d7 · Pion noir sur case blanche f7 · Tour blanche sur case noire g7 · Fou blanc sur case noire e5 · Roi blanc sur case blanche g2 | Tour noire sur case blanche a8 · Cavalier noir sur case noire f8 · Roi noir sur case noire h8 · Fou noir sur case noire a7 · Pion noir sur case blanche b7 · Pion noir sur case noire c7 · Fou noir sur case blanche d7 · Pion noir sur case blanche f7 · Tour blanche sur case noire g7 · Fou blanc sur case noire e5 · Roi blanc sur case blanche g2 | Tour noire sur case blanche a8 · Cavalier noir sur case noire f8 · Roi noir sur case noire h8 · Fou noir sur case noire a7 · Pion noir sur case blanche b7 · Pion noir sur case noire c7 · Fou noir sur case blanche d7 · Pion noir sur case blanche f7 · Tour blanche sur case noire g7 · Fou blanc sur case noire e5 · Roi blanc sur case blanche g2 | Tour noire sur case blanche a8 · Cavalier noir sur case noire f8 · Roi noir sur case noire h8 · Fou noir sur case noire a7 · Pion noir sur case blanche b7 · Pion noir sur case noire c7 · Fou noir sur case blanche d7 · Pion noir sur case blanche f7 · Tour blanche sur case noire g7 · Fou blanc sur case noire e5 · Roi blanc sur case blanche g2 | 7 |
| 6 | Tour noire sur case blanche a8 · Cavalier noir sur case noire f8 · Roi noir sur case noire h8 · Fou noir sur case noire a7 · Pion noir sur case blanche b7 · Pion noir sur case noire c7 · Fou noir sur case blanche d7 · Pion noir sur case blanche f7 · Tour blanche sur case noire g7 · Fou blanc sur case noire e5 · Roi blanc sur case blanche g2 | Tour noire sur case blanche a8 · Cavalier noir sur case noire f8 · Roi noir sur case noire h8 · Fou noir sur case noire a7 · Pion noir sur case blanche b7 · Pion noir sur case noire c7 · Fou noir sur case blanche d7 · Pion noir sur case blanche f7 · Tour blanche sur case noire g7 · Fou blanc sur case noire e5 · Roi blanc sur case blanche g2 | Tour noire sur case blanche a8 · Cavalier noir sur case noire f8 · Roi noir sur case noire h8 · Fou noir sur case noire a7 · Pion noir sur case blanche b7 · Pion noir sur case noire c7 · Fou noir sur case blanche d7 · Pion noir sur case blanche f7 · Tour blanche sur case noire g7 · Fou blanc sur case noire e5 · Roi blanc sur case blanche g2 | Tour noire sur case blanche a8 · Cavalier noir sur case noire f8 · Roi noir sur case noire h8 · Fou noir sur case noire a7 · Pion noir sur case blanche b7 · Pion noir sur case noire c7 · Fou noir sur case blanche d7 · Pion noir sur case blanche f7 · Tour blanche sur case noire g7 · Fou blanc sur case noire e5 · Roi blanc sur case blanche g2 | Tour noire sur case blanche a8 · Cavalier noir sur case noire f8 · Roi noir sur case noire h8 · Fou noir sur case noire a7 · Pion noir sur case blanche b7 · Pion noir sur case noire c7 · Fou noir sur case blanche d7 · Pion noir sur case blanche f7 · Tour blanche sur case noire g7 · Fou blanc sur case noire e5 · Roi blanc sur case blanche g2 | Tour noire sur case blanche a8 · Cavalier noir sur case noire f8 · Roi noir sur case noire h8 · Fou noir sur case noire a7 · Pion noir sur case blanche b7 · Pion noir sur case noire c7 · Fou noir sur case blanche d7 · Pion noir sur case blanche f7 · Tour blanche sur case noire g7 · Fou blanc sur case noire e5 · Roi blanc sur case blanche g2 | Tour noire sur case blanche a8 · Cavalier noir sur case noire f8 · Roi noir sur case noire h8 · Fou noir sur case noire a7 · Pion noir sur case blanche b7 · Pion noir sur case noire c7 · Fou noir sur case blanche d7 · Pion noir sur case blanche f7 · Tour blanche sur case noire g7 · Fou blanc sur case noire e5 · Roi blanc sur case blanche g2 | Tour noire sur case blanche a8 · Cavalier noir sur case noire f8 · Roi noir sur case noire h8 · Fou noir sur case noire a7 · Pion noir sur case blanche b7 · Pion noir sur case noire c7 · Fou noir sur case blanche d7 · Pion noir sur case blanche f7 · Tour blanche sur case noire g7 · Fou blanc sur case noire e5 · Roi blanc sur case blanche g2 | 6 |
| 5 | Tour noire sur case blanche a8 · Cavalier noir sur case noire f8 · Roi noir sur case noire h8 · Fou noir sur case noire a7 · Pion noir sur case blanche b7 · Pion noir sur case noire c7 · Fou noir sur case blanche d7 · Pion noir sur case blanche f7 · Tour blanche sur case noire g7 · Fou blanc sur case noire e5 · Roi blanc sur case blanche g2 | Tour noire sur case blanche a8 · Cavalier noir sur case noire f8 · Roi noir sur case noire h8 · Fou noir sur case noire a7 · Pion noir sur case blanche b7 · Pion noir sur case noire c7 · Fou noir sur case blanche d7 · Pion noir sur case blanche f7 · Tour blanche sur case noire g7 · Fou blanc sur case noire e5 · Roi blanc sur case blanche g2 | Tour noire sur case blanche a8 · Cavalier noir sur case noire f8 · Roi noir sur case noire h8 · Fou noir sur case noire a7 · Pion noir sur case blanche b7 · Pion noir sur case noire c7 · Fou noir sur case blanche d7 · Pion noir sur case blanche f7 · Tour blanche sur case noire g7 · Fou blanc sur case noire e5 · Roi blanc sur case blanche g2 | Tour noire sur case blanche a8 · Cavalier noir sur case noire f8 · Roi noir sur case noire h8 · Fou noir sur case noire a7 · Pion noir sur case blanche b7 · Pion noir sur case noire c7 · Fou noir sur case blanche d7 · Pion noir sur case blanche f7 · Tour blanche sur case noire g7 · Fou blanc sur case noire e5 · Roi blanc sur case blanche g2 | Tour noire sur case blanche a8 · Cavalier noir sur case noire f8 · Roi noir sur case noire h8 · Fou noir sur case noire a7 · Pion noir sur case blanche b7 · Pion noir sur case noire c7 · Fou noir sur case blanche d7 · Pion noir sur case blanche f7 · Tour blanche sur case noire g7 · Fou blanc sur case noire e5 · Roi blanc sur case blanche g2 | Tour noire sur case blanche a8 · Cavalier noir sur case noire f8 · Roi noir sur case noire h8 · Fou noir sur case noire a7 · Pion noir sur case blanche b7 · Pion noir sur case noire c7 · Fou noir sur case blanche d7 · Pion noir sur case blanche f7 · Tour blanche sur case noire g7 · Fou blanc sur case noire e5 · Roi blanc sur case blanche g2 | Tour noire sur case blanche a8 · Cavalier noir sur case noire f8 · Roi noir sur case noire h8 · Fou noir sur case noire a7 · Pion noir sur case blanche b7 · Pion noir sur case noire c7 · Fou noir sur case blanche d7 · Pion noir sur case blanche f7 · Tour blanche sur case noire g7 · Fou blanc sur case noire e5 · Roi blanc sur case blanche g2 | Tour noire sur case blanche a8 · Cavalier noir sur case noire f8 · Roi noir sur case noire h8 · Fou noir sur case noire a7 · Pion noir sur case blanche b7 · Pion noir sur case noire c7 · Fou noir sur case blanche d7 · Pion noir sur case blanche f7 · Tour blanche sur case noire g7 · Fou blanc sur case noire e5 · Roi blanc sur case blanche g2 | 5 |
| 4 | Tour noire sur case blanche a8 · Cavalier noir sur case noire f8 · Roi noir sur case noire h8 · Fou noir sur case noire a7 · Pion noir sur case blanche b7 · Pion noir sur case noire c7 · Fou noir sur case blanche d7 · Pion noir sur case blanche f7 · Tour blanche sur case noire g7 · Fou blanc sur case noire e5 · Roi blanc sur case blanche g2 | Tour noire sur case blanche a8 · Cavalier noir sur case noire f8 · Roi noir sur case noire h8 · Fou noir sur case noire a7 · Pion noir sur case blanche b7 · Pion noir sur case noire c7 · Fou noir sur case blanche d7 · Pion noir sur case blanche f7 · Tour blanche sur case noire g7 · Fou blanc sur case noire e5 · Roi blanc sur case blanche g2 | Tour noire sur case blanche a8 · Cavalier noir sur case noire f8 · Roi noir sur case noire h8 · Fou noir sur case noire a7 · Pion noir sur case blanche b7 · Pion noir sur case noire c7 · Fou noir sur case blanche d7 · Pion noir sur case blanche f7 · Tour blanche sur case noire g7 · Fou blanc sur case noire e5 · Roi blanc sur case blanche g2 | Tour noire sur case blanche a8 · Cavalier noir sur case noire f8 · Roi noir sur case noire h8 · Fou noir sur case noire a7 · Pion noir sur case blanche b7 · Pion noir sur case noire c7 · Fou noir sur case blanche d7 · Pion noir sur case blanche f7 · Tour blanche sur case noire g7 · Fou blanc sur case noire e5 · Roi blanc sur case blanche g2 | Tour noire sur case blanche a8 · Cavalier noir sur case noire f8 · Roi noir sur case noire h8 · Fou noir sur case noire a7 · Pion noir sur case blanche b7 · Pion noir sur case noire c7 · Fou noir sur case blanche d7 · Pion noir sur case blanche f7 · Tour blanche sur case noire g7 · Fou blanc sur case noire e5 · Roi blanc sur case blanche g2 | Tour noire sur case blanche a8 · Cavalier noir sur case noire f8 · Roi noir sur case noire h8 · Fou noir sur case noire a7 · Pion noir sur case blanche b7 · Pion noir sur case noire c7 · Fou noir sur case blanche d7 · Pion noir sur case blanche f7 · Tour blanche sur case noire g7 · Fou blanc sur case noire e5 · Roi blanc sur case blanche g2 | Tour noire sur case blanche a8 · Cavalier noir sur case noire f8 · Roi noir sur case noire h8 · Fou noir sur case noire a7 · Pion noir sur case blanche b7 · Pion noir sur case noire c7 · Fou noir sur case blanche d7 · Pion noir sur case blanche f7 · Tour blanche sur case noire g7 · Fou blanc sur case noire e5 · Roi blanc sur case blanche g2 | Tour noire sur case blanche a8 · Cavalier noir sur case noire f8 · Roi noir sur case noire h8 · Fou noir sur case noire a7 · Pion noir sur case blanche b7 · Pion noir sur case noire c7 · Fou noir sur case blanche d7 · Pion noir sur case blanche f7 · Tour blanche sur case noire g7 · Fou blanc sur case noire e5 · Roi blanc sur case blanche g2 | 4 |
| 3 | Tour noire sur case blanche a8 · Cavalier noir sur case noire f8 · Roi noir sur case noire h8 · Fou noir sur case noire a7 · Pion noir sur case blanche b7 · Pion noir sur case noire c7 · Fou noir sur case blanche d7 · Pion noir sur case blanche f7 · Tour blanche sur case noire g7 · Fou blanc sur case noire e5 · Roi blanc sur case blanche g2 | Tour noire sur case blanche a8 · Cavalier noir sur case noire f8 · Roi noir sur case noire h8 · Fou noir sur case noire a7 · Pion noir sur case blanche b7 · Pion noir sur case noire c7 · Fou noir sur case blanche d7 · Pion noir sur case blanche f7 · Tour blanche sur case noire g7 · Fou blanc sur case noire e5 · Roi blanc sur case blanche g2 | Tour noire sur case blanche a8 · Cavalier noir sur case noire f8 · Roi noir sur case noire h8 · Fou noir sur case noire a7 · Pion noir sur case blanche b7 · Pion noir sur case noire c7 · Fou noir sur case blanche d7 · Pion noir sur case blanche f7 · Tour blanche sur case noire g7 · Fou blanc sur case noire e5 · Roi blanc sur case blanche g2 | Tour noire sur case blanche a8 · Cavalier noir sur case noire f8 · Roi noir sur case noire h8 · Fou noir sur case noire a7 · Pion noir sur case blanche b7 · Pion noir sur case noire c7 · Fou noir sur case blanche d7 · Pion noir sur case blanche f7 · Tour blanche sur case noire g7 · Fou blanc sur case noire e5 · Roi blanc sur case blanche g2 | Tour noire sur case blanche a8 · Cavalier noir sur case noire f8 · Roi noir sur case noire h8 · Fou noir sur case noire a7 · Pion noir sur case blanche b7 · Pion noir sur case noire c7 · Fou noir sur case blanche d7 · Pion noir sur case blanche f7 · Tour blanche sur case noire g7 · Fou blanc sur case noire e5 · Roi blanc sur case blanche g2 | Tour noire sur case blanche a8 · Cavalier noir sur case noire f8 · Roi noir sur case noire h8 · Fou noir sur case noire a7 · Pion noir sur case blanche b7 · Pion noir sur case noire c7 · Fou noir sur case blanche d7 · Pion noir sur case blanche f7 · Tour blanche sur case noire g7 · Fou blanc sur case noire e5 · Roi blanc sur case blanche g2 | Tour noire sur case blanche a8 · Cavalier noir sur case noire f8 · Roi noir sur case noire h8 · Fou noir sur case noire a7 · Pion noir sur case blanche b7 · Pion noir sur case noire c7 · Fou noir sur case blanche d7 · Pion noir sur case blanche f7 · Tour blanche sur case noire g7 · Fou blanc sur case noire e5 · Roi blanc sur case blanche g2 | Tour noire sur case blanche a8 · Cavalier noir sur case noire f8 · Roi noir sur case noire h8 · Fou noir sur case noire a7 · Pion noir sur case blanche b7 · Pion noir sur case noire c7 · Fou noir sur case blanche d7 · Pion noir sur case blanche f7 · Tour blanche sur case noire g7 · Fou blanc sur case noire e5 · Roi blanc sur case blanche g2 | 3 |
| 2 | Tour noire sur case blanche a8 · Cavalier noir sur case noire f8 · Roi noir sur case noire h8 · Fou noir sur case noire a7 · Pion noir sur case blanche b7 · Pion noir sur case noire c7 · Fou noir sur case blanche d7 · Pion noir sur case blanche f7 · Tour blanche sur case noire g7 · Fou blanc sur case noire e5 · Roi blanc sur case blanche g2 | Tour noire sur case blanche a8 · Cavalier noir sur case noire f8 · Roi noir sur case noire h8 · Fou noir sur case noire a7 · Pion noir sur case blanche b7 · Pion noir sur case noire c7 · Fou noir sur case blanche d7 · Pion noir sur case blanche f7 · Tour blanche sur case noire g7 · Fou blanc sur case noire e5 · Roi blanc sur case blanche g2 | Tour noire sur case blanche a8 · Cavalier noir sur case noire f8 · Roi noir sur case noire h8 · Fou noir sur case noire a7 · Pion noir sur case blanche b7 · Pion noir sur case noire c7 · Fou noir sur case blanche d7 · Pion noir sur case blanche f7 · Tour blanche sur case noire g7 · Fou blanc sur case noire e5 · Roi blanc sur case blanche g2 | Tour noire sur case blanche a8 · Cavalier noir sur case noire f8 · Roi noir sur case noire h8 · Fou noir sur case noire a7 · Pion noir sur case blanche b7 · Pion noir sur case noire c7 · Fou noir sur case blanche d7 · Pion noir sur case blanche f7 · Tour blanche sur case noire g7 · Fou blanc sur case noire e5 · Roi blanc sur case blanche g2 | Tour noire sur case blanche a8 · Cavalier noir sur case noire f8 · Roi noir sur case noire h8 · Fou noir sur case noire a7 · Pion noir sur case blanche b7 · Pion noir sur case noire c7 · Fou noir sur case blanche d7 · Pion noir sur case blanche f7 · Tour blanche sur case noire g7 · Fou blanc sur case noire e5 · Roi blanc sur case blanche g2 | Tour noire sur case blanche a8 · Cavalier noir sur case noire f8 · Roi noir sur case noire h8 · Fou noir sur case noire a7 · Pion noir sur case blanche b7 · Pion noir sur case noire c7 · Fou noir sur case blanche d7 · Pion noir sur case blanche f7 · Tour blanche sur case noire g7 · Fou blanc sur case noire e5 · Roi blanc sur case blanche g2 | Tour noire sur case blanche a8 · Cavalier noir sur case noire f8 · Roi noir sur case noire h8 · Fou noir sur case noire a7 · Pion noir sur case blanche b7 · Pion noir sur case noire c7 · Fou noir sur case blanche d7 · Pion noir sur case blanche f7 · Tour blanche sur case noire g7 · Fou blanc sur case noire e5 · Roi blanc sur case blanche g2 | Tour noire sur case blanche a8 · Cavalier noir sur case noire f8 · Roi noir sur case noire h8 · Fou noir sur case noire a7 · Pion noir sur case blanche b7 · Pion noir sur case noire c7 · Fou noir sur case blanche d7 · Pion noir sur case blanche f7 · Tour blanche sur case noire g7 · Fou blanc sur case noire e5 · Roi blanc sur case blanche g2 | 2 |
| 1 | Tour noire sur case blanche a8 · Cavalier noir sur case noire f8 · Roi noir sur case noire h8 · Fou noir sur case noire a7 · Pion noir sur case blanche b7 · Pion noir sur case noire c7 · Fou noir sur case blanche d7 · Pion noir sur case blanche f7 · Tour blanche sur case noire g7 · Fou blanc sur case noire e5 · Roi blanc sur case blanche g2 | Tour noire sur case blanche a8 · Cavalier noir sur case noire f8 · Roi noir sur case noire h8 · Fou noir sur case noire a7 · Pion noir sur case blanche b7 · Pion noir sur case noire c7 · Fou noir sur case blanche d7 · Pion noir sur case blanche f7 · Tour blanche sur case noire g7 · Fou blanc sur case noire e5 · Roi blanc sur case blanche g2 | Tour noire sur case blanche a8 · Cavalier noir sur case noire f8 · Roi noir sur case noire h8 · Fou noir sur case noire a7 · Pion noir sur case blanche b7 · Pion noir sur case noire c7 · Fou noir sur case blanche d7 · Pion noir sur case blanche f7 · Tour blanche sur case noire g7 · Fou blanc sur case noire e5 · Roi blanc sur case blanche g2 | Tour noire sur case blanche a8 · Cavalier noir sur case noire f8 · Roi noir sur case noire h8 · Fou noir sur case noire a7 · Pion noir sur case blanche b7 · Pion noir sur case noire c7 · Fou noir sur case blanche d7 · Pion noir sur case blanche f7 · Tour blanche sur case noire g7 · Fou blanc sur case noire e5 · Roi blanc sur case blanche g2 | Tour noire sur case blanche a8 · Cavalier noir sur case noire f8 · Roi noir sur case noire h8 · Fou noir sur case noire a7 · Pion noir sur case blanche b7 · Pion noir sur case noire c7 · Fou noir sur case blanche d7 · Pion noir sur case blanche f7 · Tour blanche sur case noire g7 · Fou blanc sur case noire e5 · Roi blanc sur case blanche g2 | Tour noire sur case blanche a8 · Cavalier noir sur case noire f8 · Roi noir sur case noire h8 · Fou noir sur case noire a7 · Pion noir sur case blanche b7 · Pion noir sur case noire c7 · Fou noir sur case blanche d7 · Pion noir sur case blanche f7 · Tour blanche sur case noire g7 · Fou blanc sur case noire e5 · Roi blanc sur case blanche g2 | Tour noire sur case blanche a8 · Cavalier noir sur case noire f8 · Roi noir sur case noire h8 · Fou noir sur case noire a7 · Pion noir sur case blanche b7 · Pion noir sur case noire c7 · Fou noir sur case blanche d7 · Pion noir sur case blanche f7 · Tour blanche sur case noire g7 · Fou blanc sur case noire e5 · Roi blanc sur case blanche g2 | Tour noire sur case blanche a8 · Cavalier noir sur case noire f8 · Roi noir sur case noire h8 · Fou noir sur case noire a7 · Pion noir sur case blanche b7 · Pion noir sur case noire c7 · Fou noir sur case blanche d7 · Pion noir sur case blanche f7 · Tour blanche sur case noire g7 · Fou blanc sur case noire e5 · Roi blanc sur case blanche g2 | 1 |
|   | a | b | c | d | e | f | g | h |   |

|   | a | b | c | d | e | f | g | h |   |
| 8 | Tour noire sur case blanche a8 · Cavalier noir sur case noire f8 · Roi noir sur case noire h8 · Fou noir sur case noire a7 · Pion noir sur case blanche b7 · Pion noir sur case noire c7 · Fou noir sur case blanche d7 · Tour blanche sur case blanche f7 · Fou blanc sur case noire e5 · Roi blanc sur case blanche g2 | Tour noire sur case blanche a8 · Cavalier noir sur case noire f8 · Roi noir sur case noire h8 · Fou noir sur case noire a7 · Pion noir sur case blanche b7 · Pion noir sur case noire c7 · Fou noir sur case blanche d7 · Tour blanche sur case blanche f7 · Fou blanc sur case noire e5 · Roi blanc sur case blanche g2 | Tour noire sur case blanche a8 · Cavalier noir sur case noire f8 · Roi noir sur case noire h8 · Fou noir sur case noire a7 · Pion noir sur case blanche b7 · Pion noir sur case noire c7 · Fou noir sur case blanche d7 · Tour blanche sur case blanche f7 · Fou blanc sur case noire e5 · Roi blanc sur case blanche g2 | Tour noire sur case blanche a8 · Cavalier noir sur case noire f8 · Roi noir sur case noire h8 · Fou noir sur case noire a7 · Pion noir sur case blanche b7 · Pion noir sur case noire c7 · Fou noir sur case blanche d7 · Tour blanche sur case blanche f7 · Fou blanc sur case noire e5 · Roi blanc sur case blanche g2 | Tour noire sur case blanche a8 · Cavalier noir sur case noire f8 · Roi noir sur case noire h8 · Fou noir sur case noire a7 · Pion noir sur case blanche b7 · Pion noir sur case noire c7 · Fou noir sur case blanche d7 · Tour blanche sur case blanche f7 · Fou blanc sur case noire e5 · Roi blanc sur case blanche g2 | Tour noire sur case blanche a8 · Cavalier noir sur case noire f8 · Roi noir sur case noire h8 · Fou noir sur case noire a7 · Pion noir sur case blanche b7 · Pion noir sur case noire c7 · Fou noir sur case blanche d7 · Tour blanche sur case blanche f7 · Fou blanc sur case noire e5 · Roi blanc sur case blanche g2 | Tour noire sur case blanche a8 · Cavalier noir sur case noire f8 · Roi noir sur case noire h8 · Fou noir sur case noire a7 · Pion noir sur case blanche b7 · Pion noir sur case noire c7 · Fou noir sur case blanche d7 · Tour blanche sur case blanche f7 · Fou blanc sur case noire e5 · Roi blanc sur case blanche g2 | Tour noire sur case blanche a8 · Cavalier noir sur case noire f8 · Roi noir sur case noire h8 · Fou noir sur case noire a7 · Pion noir sur case blanche b7 · Pion noir sur case noire c7 · Fou noir sur case blanche d7 · Tour blanche sur case blanche f7 · Fou blanc sur case noire e5 · Roi blanc sur case blanche g2 | 8 |
| 7 | Tour noire sur case blanche a8 · Cavalier noir sur case noire f8 · Roi noir sur case noire h8 · Fou noir sur case noire a7 · Pion noir sur case blanche b7 · Pion noir sur case noire c7 · Fou noir sur case blanche d7 · Tour blanche sur case blanche f7 · Fou blanc sur case noire e5 · Roi blanc sur case blanche g2 | Tour noire sur case blanche a8 · Cavalier noir sur case noire f8 · Roi noir sur case noire h8 · Fou noir sur case noire a7 · Pion noir sur case blanche b7 · Pion noir sur case noire c7 · Fou noir sur case blanche d7 · Tour blanche sur case blanche f7 · Fou blanc sur case noire e5 · Roi blanc sur case blanche g2 | Tour noire sur case blanche a8 · Cavalier noir sur case noire f8 · Roi noir sur case noire h8 · Fou noir sur case noire a7 · Pion noir sur case blanche b7 · Pion noir sur case noire c7 · Fou noir sur case blanche d7 · Tour blanche sur case blanche f7 · Fou blanc sur case noire e5 · Roi blanc sur case blanche g2 | Tour noire sur case blanche a8 · Cavalier noir sur case noire f8 · Roi noir sur case noire h8 · Fou noir sur case noire a7 · Pion noir sur case blanche b7 · Pion noir sur case noire c7 · Fou noir sur case blanche d7 · Tour blanche sur case blanche f7 · Fou blanc sur case noire e5 · Roi blanc sur case blanche g2 | Tour noire sur case blanche a8 · Cavalier noir sur case noire f8 · Roi noir sur case noire h8 · Fou noir sur case noire a7 · Pion noir sur case blanche b7 · Pion noir sur case noire c7 · Fou noir sur case blanche d7 · Tour blanche sur case blanche f7 · Fou blanc sur case noire e5 · Roi blanc sur case blanche g2 | Tour noire sur case blanche a8 · Cavalier noir sur case noire f8 · Roi noir sur case noire h8 · Fou noir sur case noire a7 · Pion noir sur case blanche b7 · Pion noir sur case noire c7 · Fou noir sur case blanche d7 · Tour blanche sur case blanche f7 · Fou blanc sur case noire e5 · Roi blanc sur case blanche g2 | Tour noire sur case blanche a8 · Cavalier noir sur case noire f8 · Roi noir sur case noire h8 · Fou noir sur case noire a7 · Pion noir sur case blanche b7 · Pion noir sur case noire c7 · Fou noir sur case blanche d7 · Tour blanche sur case blanche f7 · Fou blanc sur case noire e5 · Roi blanc sur case blanche g2 | Tour noire sur case blanche a8 · Cavalier noir sur case noire f8 · Roi noir sur case noire h8 · Fou noir sur case noire a7 · Pion noir sur case blanche b7 · Pion noir sur case noire c7 · Fou noir sur case blanche d7 · Tour blanche sur case blanche f7 · Fou blanc sur case noire e5 · Roi blanc sur case blanche g2 | 7 |
| 6 | Tour noire sur case blanche a8 · Cavalier noir sur case noire f8 · Roi noir sur case noire h8 · Fou noir sur case noire a7 · Pion noir sur case blanche b7 · Pion noir sur case noire c7 · Fou noir sur case blanche d7 · Tour blanche sur case blanche f7 · Fou blanc sur case noire e5 · Roi blanc sur case blanche g2 | Tour noire sur case blanche a8 · Cavalier noir sur case noire f8 · Roi noir sur case noire h8 · Fou noir sur case noire a7 · Pion noir sur case blanche b7 · Pion noir sur case noire c7 · Fou noir sur case blanche d7 · Tour blanche sur case blanche f7 · Fou blanc sur case noire e5 · Roi blanc sur case blanche g2 | Tour noire sur case blanche a8 · Cavalier noir sur case noire f8 · Roi noir sur case noire h8 · Fou noir sur case noire a7 · Pion noir sur case blanche b7 · Pion noir sur case noire c7 · Fou noir sur case blanche d7 · Tour blanche sur case blanche f7 · Fou blanc sur case noire e5 · Roi blanc sur case blanche g2 | Tour noire sur case blanche a8 · Cavalier noir sur case noire f8 · Roi noir sur case noire h8 · Fou noir sur case noire a7 · Pion noir sur case blanche b7 · Pion noir sur case noire c7 · Fou noir sur case blanche d7 · Tour blanche sur case blanche f7 · Fou blanc sur case noire e5 · Roi blanc sur case blanche g2 | Tour noire sur case blanche a8 · Cavalier noir sur case noire f8 · Roi noir sur case noire h8 · Fou noir sur case noire a7 · Pion noir sur case blanche b7 · Pion noir sur case noire c7 · Fou noir sur case blanche d7 · Tour blanche sur case blanche f7 · Fou blanc sur case noire e5 · Roi blanc sur case blanche g2 | Tour noire sur case blanche a8 · Cavalier noir sur case noire f8 · Roi noir sur case noire h8 · Fou noir sur case noire a7 · Pion noir sur case blanche b7 · Pion noir sur case noire c7 · Fou noir sur case blanche d7 · Tour blanche sur case blanche f7 · Fou blanc sur case noire e5 · Roi blanc sur case blanche g2 | Tour noire sur case blanche a8 · Cavalier noir sur case noire f8 · Roi noir sur case noire h8 · Fou noir sur case noire a7 · Pion noir sur case blanche b7 · Pion noir sur case noire c7 · Fou noir sur case blanche d7 · Tour blanche sur case blanche f7 · Fou blanc sur case noire e5 · Roi blanc sur case blanche g2 | Tour noire sur case blanche a8 · Cavalier noir sur case noire f8 · Roi noir sur case noire h8 · Fou noir sur case noire a7 · Pion noir sur case blanche b7 · Pion noir sur case noire c7 · Fou noir sur case blanche d7 · Tour blanche sur case blanche f7 · Fou blanc sur case noire e5 · Roi blanc sur case blanche g2 | 6 |
| 5 | Tour noire sur case blanche a8 · Cavalier noir sur case noire f8 · Roi noir sur case noire h8 · Fou noir sur case noire a7 · Pion noir sur case blanche b7 · Pion noir sur case noire c7 · Fou noir sur case blanche d7 · Tour blanche sur case blanche f7 · Fou blanc sur case noire e5 · Roi blanc sur case blanche g2 | Tour noire sur case blanche a8 · Cavalier noir sur case noire f8 · Roi noir sur case noire h8 · Fou noir sur case noire a7 · Pion noir sur case blanche b7 · Pion noir sur case noire c7 · Fou noir sur case blanche d7 · Tour blanche sur case blanche f7 · Fou blanc sur case noire e5 · Roi blanc sur case blanche g2 | Tour noire sur case blanche a8 · Cavalier noir sur case noire f8 · Roi noir sur case noire h8 · Fou noir sur case noire a7 · Pion noir sur case blanche b7 · Pion noir sur case noire c7 · Fou noir sur case blanche d7 · Tour blanche sur case blanche f7 · Fou blanc sur case noire e5 · Roi blanc sur case blanche g2 | Tour noire sur case blanche a8 · Cavalier noir sur case noire f8 · Roi noir sur case noire h8 · Fou noir sur case noire a7 · Pion noir sur case blanche b7 · Pion noir sur case noire c7 · Fou noir sur case blanche d7 · Tour blanche sur case blanche f7 · Fou blanc sur case noire e5 · Roi blanc sur case blanche g2 | Tour noire sur case blanche a8 · Cavalier noir sur case noire f8 · Roi noir sur case noire h8 · Fou noir sur case noire a7 · Pion noir sur case blanche b7 · Pion noir sur case noire c7 · Fou noir sur case blanche d7 · Tour blanche sur case blanche f7 · Fou blanc sur case noire e5 · Roi blanc sur case blanche g2 | Tour noire sur case blanche a8 · Cavalier noir sur case noire f8 · Roi noir sur case noire h8 · Fou noir sur case noire a7 · Pion noir sur case blanche b7 · Pion noir sur case noire c7 · Fou noir sur case blanche d7 · Tour blanche sur case blanche f7 · Fou blanc sur case noire e5 · Roi blanc sur case blanche g2 | Tour noire sur case blanche a8 · Cavalier noir sur case noire f8 · Roi noir sur case noire h8 · Fou noir sur case noire a7 · Pion noir sur case blanche b7 · Pion noir sur case noire c7 · Fou noir sur case blanche d7 · Tour blanche sur case blanche f7 · Fou blanc sur case noire e5 · Roi blanc sur case blanche g2 | Tour noire sur case blanche a8 · Cavalier noir sur case noire f8 · Roi noir sur case noire h8 · Fou noir sur case noire a7 · Pion noir sur case blanche b7 · Pion noir sur case noire c7 · Fou noir sur case blanche d7 · Tour blanche sur case blanche f7 · Fou blanc sur case noire e5 · Roi blanc sur case blanche g2 | 5 |
| 4 | Tour noire sur case blanche a8 · Cavalier noir sur case noire f8 · Roi noir sur case noire h8 · Fou noir sur case noire a7 · Pion noir sur case blanche b7 · Pion noir sur case noire c7 · Fou noir sur case blanche d7 · Tour blanche sur case blanche f7 · Fou blanc sur case noire e5 · Roi blanc sur case blanche g2 | Tour noire sur case blanche a8 · Cavalier noir sur case noire f8 · Roi noir sur case noire h8 · Fou noir sur case noire a7 · Pion noir sur case blanche b7 · Pion noir sur case noire c7 · Fou noir sur case blanche d7 · Tour blanche sur case blanche f7 · Fou blanc sur case noire e5 · Roi blanc sur case blanche g2 | Tour noire sur case blanche a8 · Cavalier noir sur case noire f8 · Roi noir sur case noire h8 · Fou noir sur case noire a7 · Pion noir sur case blanche b7 · Pion noir sur case noire c7 · Fou noir sur case blanche d7 · Tour blanche sur case blanche f7 · Fou blanc sur case noire e5 · Roi blanc sur case blanche g2 | Tour noire sur case blanche a8 · Cavalier noir sur case noire f8 · Roi noir sur case noire h8 · Fou noir sur case noire a7 · Pion noir sur case blanche b7 · Pion noir sur case noire c7 · Fou noir sur case blanche d7 · Tour blanche sur case blanche f7 · Fou blanc sur case noire e5 · Roi blanc sur case blanche g2 | Tour noire sur case blanche a8 · Cavalier noir sur case noire f8 · Roi noir sur case noire h8 · Fou noir sur case noire a7 · Pion noir sur case blanche b7 · Pion noir sur case noire c7 · Fou noir sur case blanche d7 · Tour blanche sur case blanche f7 · Fou blanc sur case noire e5 · Roi blanc sur case blanche g2 | Tour noire sur case blanche a8 · Cavalier noir sur case noire f8 · Roi noir sur case noire h8 · Fou noir sur case noire a7 · Pion noir sur case blanche b7 · Pion noir sur case noire c7 · Fou noir sur case blanche d7 · Tour blanche sur case blanche f7 · Fou blanc sur case noire e5 · Roi blanc sur case blanche g2 | Tour noire sur case blanche a8 · Cavalier noir sur case noire f8 · Roi noir sur case noire h8 · Fou noir sur case noire a7 · Pion noir sur case blanche b7 · Pion noir sur case noire c7 · Fou noir sur case blanche d7 · Tour blanche sur case blanche f7 · Fou blanc sur case noire e5 · Roi blanc sur case blanche g2 | Tour noire sur case blanche a8 · Cavalier noir sur case noire f8 · Roi noir sur case noire h8 · Fou noir sur case noire a7 · Pion noir sur case blanche b7 · Pion noir sur case noire c7 · Fou noir sur case blanche d7 · Tour blanche sur case blanche f7 · Fou blanc sur case noire e5 · Roi blanc sur case blanche g2 | 4 |
| 3 | Tour noire sur case blanche a8 · Cavalier noir sur case noire f8 · Roi noir sur case noire h8 · Fou noir sur case noire a7 · Pion noir sur case blanche b7 · Pion noir sur case noire c7 · Fou noir sur case blanche d7 · Tour blanche sur case blanche f7 · Fou blanc sur case noire e5 · Roi blanc sur case blanche g2 | Tour noire sur case blanche a8 · Cavalier noir sur case noire f8 · Roi noir sur case noire h8 · Fou noir sur case noire a7 · Pion noir sur case blanche b7 · Pion noir sur case noire c7 · Fou noir sur case blanche d7 · Tour blanche sur case blanche f7 · Fou blanc sur case noire e5 · Roi blanc sur case blanche g2 | Tour noire sur case blanche a8 · Cavalier noir sur case noire f8 · Roi noir sur case noire h8 · Fou noir sur case noire a7 · Pion noir sur case blanche b7 · Pion noir sur case noire c7 · Fou noir sur case blanche d7 · Tour blanche sur case blanche f7 · Fou blanc sur case noire e5 · Roi blanc sur case blanche g2 | Tour noire sur case blanche a8 · Cavalier noir sur case noire f8 · Roi noir sur case noire h8 · Fou noir sur case noire a7 · Pion noir sur case blanche b7 · Pion noir sur case noire c7 · Fou noir sur case blanche d7 · Tour blanche sur case blanche f7 · Fou blanc sur case noire e5 · Roi blanc sur case blanche g2 | Tour noire sur case blanche a8 · Cavalier noir sur case noire f8 · Roi noir sur case noire h8 · Fou noir sur case noire a7 · Pion noir sur case blanche b7 · Pion noir sur case noire c7 · Fou noir sur case blanche d7 · Tour blanche sur case blanche f7 · Fou blanc sur case noire e5 · Roi blanc sur case blanche g2 | Tour noire sur case blanche a8 · Cavalier noir sur case noire f8 · Roi noir sur case noire h8 · Fou noir sur case noire a7 · Pion noir sur case blanche b7 · Pion noir sur case noire c7 · Fou noir sur case blanche d7 · Tour blanche sur case blanche f7 · Fou blanc sur case noire e5 · Roi blanc sur case blanche g2 | Tour noire sur case blanche a8 · Cavalier noir sur case noire f8 · Roi noir sur case noire h8 · Fou noir sur case noire a7 · Pion noir sur case blanche b7 · Pion noir sur case noire c7 · Fou noir sur case blanche d7 · Tour blanche sur case blanche f7 · Fou blanc sur case noire e5 · Roi blanc sur case blanche g2 | Tour noire sur case blanche a8 · Cavalier noir sur case noire f8 · Roi noir sur case noire h8 · Fou noir sur case noire a7 · Pion noir sur case blanche b7 · Pion noir sur case noire c7 · Fou noir sur case blanche d7 · Tour blanche sur case blanche f7 · Fou blanc sur case noire e5 · Roi blanc sur case blanche g2 | 3 |
| 2 | Tour noire sur case blanche a8 · Cavalier noir sur case noire f8 · Roi noir sur case noire h8 · Fou noir sur case noire a7 · Pion noir sur case blanche b7 · Pion noir sur case noire c7 · Fou noir sur case blanche d7 · Tour blanche sur case blanche f7 · Fou blanc sur case noire e5 · Roi blanc sur case blanche g2 | Tour noire sur case blanche a8 · Cavalier noir sur case noire f8 · Roi noir sur case noire h8 · Fou noir sur case noire a7 · Pion noir sur case blanche b7 · Pion noir sur case noire c7 · Fou noir sur case blanche d7 · Tour blanche sur case blanche f7 · Fou blanc sur case noire e5 · Roi blanc sur case blanche g2 | Tour noire sur case blanche a8 · Cavalier noir sur case noire f8 · Roi noir sur case noire h8 · Fou noir sur case noire a7 · Pion noir sur case blanche b7 · Pion noir sur case noire c7 · Fou noir sur case blanche d7 · Tour blanche sur case blanche f7 · Fou blanc sur case noire e5 · Roi blanc sur case blanche g2 | Tour noire sur case blanche a8 · Cavalier noir sur case noire f8 · Roi noir sur case noire h8 · Fou noir sur case noire a7 · Pion noir sur case blanche b7 · Pion noir sur case noire c7 · Fou noir sur case blanche d7 · Tour blanche sur case blanche f7 · Fou blanc sur case noire e5 · Roi blanc sur case blanche g2 | Tour noire sur case blanche a8 · Cavalier noir sur case noire f8 · Roi noir sur case noire h8 · Fou noir sur case noire a7 · Pion noir sur case blanche b7 · Pion noir sur case noire c7 · Fou noir sur case blanche d7 · Tour blanche sur case blanche f7 · Fou blanc sur case noire e5 · Roi blanc sur case blanche g2 | Tour noire sur case blanche a8 · Cavalier noir sur case noire f8 · Roi noir sur case noire h8 · Fou noir sur case noire a7 · Pion noir sur case blanche b7 · Pion noir sur case noire c7 · Fou noir sur case blanche d7 · Tour blanche sur case blanche f7 · Fou blanc sur case noire e5 · Roi blanc sur case blanche g2 | Tour noire sur case blanche a8 · Cavalier noir sur case noire f8 · Roi noir sur case noire h8 · Fou noir sur case noire a7 · Pion noir sur case blanche b7 · Pion noir sur case noire c7 · Fou noir sur case blanche d7 · Tour blanche sur case blanche f7 · Fou blanc sur case noire e5 · Roi blanc sur case blanche g2 | Tour noire sur case blanche a8 · Cavalier noir sur case noire f8 · Roi noir sur case noire h8 · Fou noir sur case noire a7 · Pion noir sur case blanche b7 · Pion noir sur case noire c7 · Fou noir sur case blanche d7 · Tour blanche sur case blanche f7 · Fou blanc sur case noire e5 · Roi blanc sur case blanche g2 | 2 |
| 1 | Tour noire sur case blanche a8 · Cavalier noir sur case noire f8 · Roi noir sur case noire h8 · Fou noir sur case noire a7 · Pion noir sur case blanche b7 · Pion noir sur case noire c7 · Fou noir sur case blanche d7 · Tour blanche sur case blanche f7 · Fou blanc sur case noire e5 · Roi blanc sur case blanche g2 | Tour noire sur case blanche a8 · Cavalier noir sur case noire f8 · Roi noir sur case noire h8 · Fou noir sur case noire a7 · Pion noir sur case blanche b7 · Pion noir sur case noire c7 · Fou noir sur case blanche d7 · Tour blanche sur case blanche f7 · Fou blanc sur case noire e5 · Roi blanc sur case blanche g2 | Tour noire sur case blanche a8 · Cavalier noir sur case noire f8 · Roi noir sur case noire h8 · Fou noir sur case noire a7 · Pion noir sur case blanche b7 · Pion noir sur case noire c7 · Fou noir sur case blanche d7 · Tour blanche sur case blanche f7 · Fou blanc sur case noire e5 · Roi blanc sur case blanche g2 | Tour noire sur case blanche a8 · Cavalier noir sur case noire f8 · Roi noir sur case noire h8 · Fou noir sur case noire a7 · Pion noir sur case blanche b7 · Pion noir sur case noire c7 · Fou noir sur case blanche d7 · Tour blanche sur case blanche f7 · Fou blanc sur case noire e5 · Roi blanc sur case blanche g2 | Tour noire sur case blanche a8 · Cavalier noir sur case noire f8 · Roi noir sur case noire h8 · Fou noir sur case noire a7 · Pion noir sur case blanche b7 · Pion noir sur case noire c7 · Fou noir sur case blanche d7 · Tour blanche sur case blanche f7 · Fou blanc sur case noire e5 · Roi blanc sur case blanche g2 | Tour noire sur case blanche a8 · Cavalier noir sur case noire f8 · Roi noir sur case noire h8 · Fou noir sur case noire a7 · Pion noir sur case blanche b7 · Pion noir sur case noire c7 · Fou noir sur case blanche d7 · Tour blanche sur case blanche f7 · Fou blanc sur case noire e5 · Roi blanc sur case blanche g2 | Tour noire sur case blanche a8 · Cavalier noir sur case noire f8 · Roi noir sur case noire h8 · Fou noir sur case noire a7 · Pion noir sur case blanche b7 · Pion noir sur case noire c7 · Fou noir sur case blanche d7 · Tour blanche sur case blanche f7 · Fou blanc sur case noire e5 · Roi blanc sur case blanche g2 | Tour noire sur case blanche a8 · Cavalier noir sur case noire f8 · Roi noir sur case noire h8 · Fou noir sur case noire a7 · Pion noir sur case blanche b7 · Pion noir sur case noire c7 · Fou noir sur case blanche d7 · Tour blanche sur case blanche f7 · Fou blanc sur case noire e5 · Roi blanc sur case blanche g2 | 1 |
|   | a | b | c | d | e | f | g | h |   |

|   | a | b | c | d | e | f | g | h |   |
| 8 | Tour noire sur case blanche a8 · Cavalier noir sur case noire f8 · Roi noir sur case blanche g8 · Fou noir sur case noire a7 · Pion noir sur case blanche b7 · Pion noir sur case noire c7 · Fou noir sur case blanche d7 · Tour blanche sur case blanche f7 · Fou blanc sur case noire e5 · Roi blanc sur case blanche g2 | Tour noire sur case blanche a8 · Cavalier noir sur case noire f8 · Roi noir sur case blanche g8 · Fou noir sur case noire a7 · Pion noir sur case blanche b7 · Pion noir sur case noire c7 · Fou noir sur case blanche d7 · Tour blanche sur case blanche f7 · Fou blanc sur case noire e5 · Roi blanc sur case blanche g2 | Tour noire sur case blanche a8 · Cavalier noir sur case noire f8 · Roi noir sur case blanche g8 · Fou noir sur case noire a7 · Pion noir sur case blanche b7 · Pion noir sur case noire c7 · Fou noir sur case blanche d7 · Tour blanche sur case blanche f7 · Fou blanc sur case noire e5 · Roi blanc sur case blanche g2 | Tour noire sur case blanche a8 · Cavalier noir sur case noire f8 · Roi noir sur case blanche g8 · Fou noir sur case noire a7 · Pion noir sur case blanche b7 · Pion noir sur case noire c7 · Fou noir sur case blanche d7 · Tour blanche sur case blanche f7 · Fou blanc sur case noire e5 · Roi blanc sur case blanche g2 | Tour noire sur case blanche a8 · Cavalier noir sur case noire f8 · Roi noir sur case blanche g8 · Fou noir sur case noire a7 · Pion noir sur case blanche b7 · Pion noir sur case noire c7 · Fou noir sur case blanche d7 · Tour blanche sur case blanche f7 · Fou blanc sur case noire e5 · Roi blanc sur case blanche g2 | Tour noire sur case blanche a8 · Cavalier noir sur case noire f8 · Roi noir sur case blanche g8 · Fou noir sur case noire a7 · Pion noir sur case blanche b7 · Pion noir sur case noire c7 · Fou noir sur case blanche d7 · Tour blanche sur case blanche f7 · Fou blanc sur case noire e5 · Roi blanc sur case blanche g2 | Tour noire sur case blanche a8 · Cavalier noir sur case noire f8 · Roi noir sur case blanche g8 · Fou noir sur case noire a7 · Pion noir sur case blanche b7 · Pion noir sur case noire c7 · Fou noir sur case blanche d7 · Tour blanche sur case blanche f7 · Fou blanc sur case noire e5 · Roi blanc sur case blanche g2 | Tour noire sur case blanche a8 · Cavalier noir sur case noire f8 · Roi noir sur case blanche g8 · Fou noir sur case noire a7 · Pion noir sur case blanche b7 · Pion noir sur case noire c7 · Fou noir sur case blanche d7 · Tour blanche sur case blanche f7 · Fou blanc sur case noire e5 · Roi blanc sur case blanche g2 | 8 |
| 7 | Tour noire sur case blanche a8 · Cavalier noir sur case noire f8 · Roi noir sur case blanche g8 · Fou noir sur case noire a7 · Pion noir sur case blanche b7 · Pion noir sur case noire c7 · Fou noir sur case blanche d7 · Tour blanche sur case blanche f7 · Fou blanc sur case noire e5 · Roi blanc sur case blanche g2 | Tour noire sur case blanche a8 · Cavalier noir sur case noire f8 · Roi noir sur case blanche g8 · Fou noir sur case noire a7 · Pion noir sur case blanche b7 · Pion noir sur case noire c7 · Fou noir sur case blanche d7 · Tour blanche sur case blanche f7 · Fou blanc sur case noire e5 · Roi blanc sur case blanche g2 | Tour noire sur case blanche a8 · Cavalier noir sur case noire f8 · Roi noir sur case blanche g8 · Fou noir sur case noire a7 · Pion noir sur case blanche b7 · Pion noir sur case noire c7 · Fou noir sur case blanche d7 · Tour blanche sur case blanche f7 · Fou blanc sur case noire e5 · Roi blanc sur case blanche g2 | Tour noire sur case blanche a8 · Cavalier noir sur case noire f8 · Roi noir sur case blanche g8 · Fou noir sur case noire a7 · Pion noir sur case blanche b7 · Pion noir sur case noire c7 · Fou noir sur case blanche d7 · Tour blanche sur case blanche f7 · Fou blanc sur case noire e5 · Roi blanc sur case blanche g2 | Tour noire sur case blanche a8 · Cavalier noir sur case noire f8 · Roi noir sur case blanche g8 · Fou noir sur case noire a7 · Pion noir sur case blanche b7 · Pion noir sur case noire c7 · Fou noir sur case blanche d7 · Tour blanche sur case blanche f7 · Fou blanc sur case noire e5 · Roi blanc sur case blanche g2 | Tour noire sur case blanche a8 · Cavalier noir sur case noire f8 · Roi noir sur case blanche g8 · Fou noir sur case noire a7 · Pion noir sur case blanche b7 · Pion noir sur case noire c7 · Fou noir sur case blanche d7 · Tour blanche sur case blanche f7 · Fou blanc sur case noire e5 · Roi blanc sur case blanche g2 | Tour noire sur case blanche a8 · Cavalier noir sur case noire f8 · Roi noir sur case blanche g8 · Fou noir sur case noire a7 · Pion noir sur case blanche b7 · Pion noir sur case noire c7 · Fou noir sur case blanche d7 · Tour blanche sur case blanche f7 · Fou blanc sur case noire e5 · Roi blanc sur case blanche g2 | Tour noire sur case blanche a8 · Cavalier noir sur case noire f8 · Roi noir sur case blanche g8 · Fou noir sur case noire a7 · Pion noir sur case blanche b7 · Pion noir sur case noire c7 · Fou noir sur case blanche d7 · Tour blanche sur case blanche f7 · Fou blanc sur case noire e5 · Roi blanc sur case blanche g2 | 7 |
| 6 | Tour noire sur case blanche a8 · Cavalier noir sur case noire f8 · Roi noir sur case blanche g8 · Fou noir sur case noire a7 · Pion noir sur case blanche b7 · Pion noir sur case noire c7 · Fou noir sur case blanche d7 · Tour blanche sur case blanche f7 · Fou blanc sur case noire e5 · Roi blanc sur case blanche g2 | Tour noire sur case blanche a8 · Cavalier noir sur case noire f8 · Roi noir sur case blanche g8 · Fou noir sur case noire a7 · Pion noir sur case blanche b7 · Pion noir sur case noire c7 · Fou noir sur case blanche d7 · Tour blanche sur case blanche f7 · Fou blanc sur case noire e5 · Roi blanc sur case blanche g2 | Tour noire sur case blanche a8 · Cavalier noir sur case noire f8 · Roi noir sur case blanche g8 · Fou noir sur case noire a7 · Pion noir sur case blanche b7 · Pion noir sur case noire c7 · Fou noir sur case blanche d7 · Tour blanche sur case blanche f7 · Fou blanc sur case noire e5 · Roi blanc sur case blanche g2 | Tour noire sur case blanche a8 · Cavalier noir sur case noire f8 · Roi noir sur case blanche g8 · Fou noir sur case noire a7 · Pion noir sur case blanche b7 · Pion noir sur case noire c7 · Fou noir sur case blanche d7 · Tour blanche sur case blanche f7 · Fou blanc sur case noire e5 · Roi blanc sur case blanche g2 | Tour noire sur case blanche a8 · Cavalier noir sur case noire f8 · Roi noir sur case blanche g8 · Fou noir sur case noire a7 · Pion noir sur case blanche b7 · Pion noir sur case noire c7 · Fou noir sur case blanche d7 · Tour blanche sur case blanche f7 · Fou blanc sur case noire e5 · Roi blanc sur case blanche g2 | Tour noire sur case blanche a8 · Cavalier noir sur case noire f8 · Roi noir sur case blanche g8 · Fou noir sur case noire a7 · Pion noir sur case blanche b7 · Pion noir sur case noire c7 · Fou noir sur case blanche d7 · Tour blanche sur case blanche f7 · Fou blanc sur case noire e5 · Roi blanc sur case blanche g2 | Tour noire sur case blanche a8 · Cavalier noir sur case noire f8 · Roi noir sur case blanche g8 · Fou noir sur case noire a7 · Pion noir sur case blanche b7 · Pion noir sur case noire c7 · Fou noir sur case blanche d7 · Tour blanche sur case blanche f7 · Fou blanc sur case noire e5 · Roi blanc sur case blanche g2 | Tour noire sur case blanche a8 · Cavalier noir sur case noire f8 · Roi noir sur case blanche g8 · Fou noir sur case noire a7 · Pion noir sur case blanche b7 · Pion noir sur case noire c7 · Fou noir sur case blanche d7 · Tour blanche sur case blanche f7 · Fou blanc sur case noire e5 · Roi blanc sur case blanche g2 | 6 |
| 5 | Tour noire sur case blanche a8 · Cavalier noir sur case noire f8 · Roi noir sur case blanche g8 · Fou noir sur case noire a7 · Pion noir sur case blanche b7 · Pion noir sur case noire c7 · Fou noir sur case blanche d7 · Tour blanche sur case blanche f7 · Fou blanc sur case noire e5 · Roi blanc sur case blanche g2 | Tour noire sur case blanche a8 · Cavalier noir sur case noire f8 · Roi noir sur case blanche g8 · Fou noir sur case noire a7 · Pion noir sur case blanche b7 · Pion noir sur case noire c7 · Fou noir sur case blanche d7 · Tour blanche sur case blanche f7 · Fou blanc sur case noire e5 · Roi blanc sur case blanche g2 | Tour noire sur case blanche a8 · Cavalier noir sur case noire f8 · Roi noir sur case blanche g8 · Fou noir sur case noire a7 · Pion noir sur case blanche b7 · Pion noir sur case noire c7 · Fou noir sur case blanche d7 · Tour blanche sur case blanche f7 · Fou blanc sur case noire e5 · Roi blanc sur case blanche g2 | Tour noire sur case blanche a8 · Cavalier noir sur case noire f8 · Roi noir sur case blanche g8 · Fou noir sur case noire a7 · Pion noir sur case blanche b7 · Pion noir sur case noire c7 · Fou noir sur case blanche d7 · Tour blanche sur case blanche f7 · Fou blanc sur case noire e5 · Roi blanc sur case blanche g2 | Tour noire sur case blanche a8 · Cavalier noir sur case noire f8 · Roi noir sur case blanche g8 · Fou noir sur case noire a7 · Pion noir sur case blanche b7 · Pion noir sur case noire c7 · Fou noir sur case blanche d7 · Tour blanche sur case blanche f7 · Fou blanc sur case noire e5 · Roi blanc sur case blanche g2 | Tour noire sur case blanche a8 · Cavalier noir sur case noire f8 · Roi noir sur case blanche g8 · Fou noir sur case noire a7 · Pion noir sur case blanche b7 · Pion noir sur case noire c7 · Fou noir sur case blanche d7 · Tour blanche sur case blanche f7 · Fou blanc sur case noire e5 · Roi blanc sur case blanche g2 | Tour noire sur case blanche a8 · Cavalier noir sur case noire f8 · Roi noir sur case blanche g8 · Fou noir sur case noire a7 · Pion noir sur case blanche b7 · Pion noir sur case noire c7 · Fou noir sur case blanche d7 · Tour blanche sur case blanche f7 · Fou blanc sur case noire e5 · Roi blanc sur case blanche g2 | Tour noire sur case blanche a8 · Cavalier noir sur case noire f8 · Roi noir sur case blanche g8 · Fou noir sur case noire a7 · Pion noir sur case blanche b7 · Pion noir sur case noire c7 · Fou noir sur case blanche d7 · Tour blanche sur case blanche f7 · Fou blanc sur case noire e5 · Roi blanc sur case blanche g2 | 5 |
| 4 | Tour noire sur case blanche a8 · Cavalier noir sur case noire f8 · Roi noir sur case blanche g8 · Fou noir sur case noire a7 · Pion noir sur case blanche b7 · Pion noir sur case noire c7 · Fou noir sur case blanche d7 · Tour blanche sur case blanche f7 · Fou blanc sur case noire e5 · Roi blanc sur case blanche g2 | Tour noire sur case blanche a8 · Cavalier noir sur case noire f8 · Roi noir sur case blanche g8 · Fou noir sur case noire a7 · Pion noir sur case blanche b7 · Pion noir sur case noire c7 · Fou noir sur case blanche d7 · Tour blanche sur case blanche f7 · Fou blanc sur case noire e5 · Roi blanc sur case blanche g2 | Tour noire sur case blanche a8 · Cavalier noir sur case noire f8 · Roi noir sur case blanche g8 · Fou noir sur case noire a7 · Pion noir sur case blanche b7 · Pion noir sur case noire c7 · Fou noir sur case blanche d7 · Tour blanche sur case blanche f7 · Fou blanc sur case noire e5 · Roi blanc sur case blanche g2 | Tour noire sur case blanche a8 · Cavalier noir sur case noire f8 · Roi noir sur case blanche g8 · Fou noir sur case noire a7 · Pion noir sur case blanche b7 · Pion noir sur case noire c7 · Fou noir sur case blanche d7 · Tour blanche sur case blanche f7 · Fou blanc sur case noire e5 · Roi blanc sur case blanche g2 | Tour noire sur case blanche a8 · Cavalier noir sur case noire f8 · Roi noir sur case blanche g8 · Fou noir sur case noire a7 · Pion noir sur case blanche b7 · Pion noir sur case noire c7 · Fou noir sur case blanche d7 · Tour blanche sur case blanche f7 · Fou blanc sur case noire e5 · Roi blanc sur case blanche g2 | Tour noire sur case blanche a8 · Cavalier noir sur case noire f8 · Roi noir sur case blanche g8 · Fou noir sur case noire a7 · Pion noir sur case blanche b7 · Pion noir sur case noire c7 · Fou noir sur case blanche d7 · Tour blanche sur case blanche f7 · Fou blanc sur case noire e5 · Roi blanc sur case blanche g2 | Tour noire sur case blanche a8 · Cavalier noir sur case noire f8 · Roi noir sur case blanche g8 · Fou noir sur case noire a7 · Pion noir sur case blanche b7 · Pion noir sur case noire c7 · Fou noir sur case blanche d7 · Tour blanche sur case blanche f7 · Fou blanc sur case noire e5 · Roi blanc sur case blanche g2 | Tour noire sur case blanche a8 · Cavalier noir sur case noire f8 · Roi noir sur case blanche g8 · Fou noir sur case noire a7 · Pion noir sur case blanche b7 · Pion noir sur case noire c7 · Fou noir sur case blanche d7 · Tour blanche sur case blanche f7 · Fou blanc sur case noire e5 · Roi blanc sur case blanche g2 | 4 |
| 3 | Tour noire sur case blanche a8 · Cavalier noir sur case noire f8 · Roi noir sur case blanche g8 · Fou noir sur case noire a7 · Pion noir sur case blanche b7 · Pion noir sur case noire c7 · Fou noir sur case blanche d7 · Tour blanche sur case blanche f7 · Fou blanc sur case noire e5 · Roi blanc sur case blanche g2 | Tour noire sur case blanche a8 · Cavalier noir sur case noire f8 · Roi noir sur case blanche g8 · Fou noir sur case noire a7 · Pion noir sur case blanche b7 · Pion noir sur case noire c7 · Fou noir sur case blanche d7 · Tour blanche sur case blanche f7 · Fou blanc sur case noire e5 · Roi blanc sur case blanche g2 | Tour noire sur case blanche a8 · Cavalier noir sur case noire f8 · Roi noir sur case blanche g8 · Fou noir sur case noire a7 · Pion noir sur case blanche b7 · Pion noir sur case noire c7 · Fou noir sur case blanche d7 · Tour blanche sur case blanche f7 · Fou blanc sur case noire e5 · Roi blanc sur case blanche g2 | Tour noire sur case blanche a8 · Cavalier noir sur case noire f8 · Roi noir sur case blanche g8 · Fou noir sur case noire a7 · Pion noir sur case blanche b7 · Pion noir sur case noire c7 · Fou noir sur case blanche d7 · Tour blanche sur case blanche f7 · Fou blanc sur case noire e5 · Roi blanc sur case blanche g2 | Tour noire sur case blanche a8 · Cavalier noir sur case noire f8 · Roi noir sur case blanche g8 · Fou noir sur case noire a7 · Pion noir sur case blanche b7 · Pion noir sur case noire c7 · Fou noir sur case blanche d7 · Tour blanche sur case blanche f7 · Fou blanc sur case noire e5 · Roi blanc sur case blanche g2 | Tour noire sur case blanche a8 · Cavalier noir sur case noire f8 · Roi noir sur case blanche g8 · Fou noir sur case noire a7 · Pion noir sur case blanche b7 · Pion noir sur case noire c7 · Fou noir sur case blanche d7 · Tour blanche sur case blanche f7 · Fou blanc sur case noire e5 · Roi blanc sur case blanche g2 | Tour noire sur case blanche a8 · Cavalier noir sur case noire f8 · Roi noir sur case blanche g8 · Fou noir sur case noire a7 · Pion noir sur case blanche b7 · Pion noir sur case noire c7 · Fou noir sur case blanche d7 · Tour blanche sur case blanche f7 · Fou blanc sur case noire e5 · Roi blanc sur case blanche g2 | Tour noire sur case blanche a8 · Cavalier noir sur case noire f8 · Roi noir sur case blanche g8 · Fou noir sur case noire a7 · Pion noir sur case blanche b7 · Pion noir sur case noire c7 · Fou noir sur case blanche d7 · Tour blanche sur case blanche f7 · Fou blanc sur case noire e5 · Roi blanc sur case blanche g2 | 3 |
| 2 | Tour noire sur case blanche a8 · Cavalier noir sur case noire f8 · Roi noir sur case blanche g8 · Fou noir sur case noire a7 · Pion noir sur case blanche b7 · Pion noir sur case noire c7 · Fou noir sur case blanche d7 · Tour blanche sur case blanche f7 · Fou blanc sur case noire e5 · Roi blanc sur case blanche g2 | Tour noire sur case blanche a8 · Cavalier noir sur case noire f8 · Roi noir sur case blanche g8 · Fou noir sur case noire a7 · Pion noir sur case blanche b7 · Pion noir sur case noire c7 · Fou noir sur case blanche d7 · Tour blanche sur case blanche f7 · Fou blanc sur case noire e5 · Roi blanc sur case blanche g2 | Tour noire sur case blanche a8 · Cavalier noir sur case noire f8 · Roi noir sur case blanche g8 · Fou noir sur case noire a7 · Pion noir sur case blanche b7 · Pion noir sur case noire c7 · Fou noir sur case blanche d7 · Tour blanche sur case blanche f7 · Fou blanc sur case noire e5 · Roi blanc sur case blanche g2 | Tour noire sur case blanche a8 · Cavalier noir sur case noire f8 · Roi noir sur case blanche g8 · Fou noir sur case noire a7 · Pion noir sur case blanche b7 · Pion noir sur case noire c7 · Fou noir sur case blanche d7 · Tour blanche sur case blanche f7 · Fou blanc sur case noire e5 · Roi blanc sur case blanche g2 | Tour noire sur case blanche a8 · Cavalier noir sur case noire f8 · Roi noir sur case blanche g8 · Fou noir sur case noire a7 · Pion noir sur case blanche b7 · Pion noir sur case noire c7 · Fou noir sur case blanche d7 · Tour blanche sur case blanche f7 · Fou blanc sur case noire e5 · Roi blanc sur case blanche g2 | Tour noire sur case blanche a8 · Cavalier noir sur case noire f8 · Roi noir sur case blanche g8 · Fou noir sur case noire a7 · Pion noir sur case blanche b7 · Pion noir sur case noire c7 · Fou noir sur case blanche d7 · Tour blanche sur case blanche f7 · Fou blanc sur case noire e5 · Roi blanc sur case blanche g2 | Tour noire sur case blanche a8 · Cavalier noir sur case noire f8 · Roi noir sur case blanche g8 · Fou noir sur case noire a7 · Pion noir sur case blanche b7 · Pion noir sur case noire c7 · Fou noir sur case blanche d7 · Tour blanche sur case blanche f7 · Fou blanc sur case noire e5 · Roi blanc sur case blanche g2 | Tour noire sur case blanche a8 · Cavalier noir sur case noire f8 · Roi noir sur case blanche g8 · Fou noir sur case noire a7 · Pion noir sur case blanche b7 · Pion noir sur case noire c7 · Fou noir sur case blanche d7 · Tour blanche sur case blanche f7 · Fou blanc sur case noire e5 · Roi blanc sur case blanche g2 | 2 |
| 1 | Tour noire sur case blanche a8 · Cavalier noir sur case noire f8 · Roi noir sur case blanche g8 · Fou noir sur case noire a7 · Pion noir sur case blanche b7 · Pion noir sur case noire c7 · Fou noir sur case blanche d7 · Tour blanche sur case blanche f7 · Fou blanc sur case noire e5 · Roi blanc sur case blanche g2 | Tour noire sur case blanche a8 · Cavalier noir sur case noire f8 · Roi noir sur case blanche g8 · Fou noir sur case noire a7 · Pion noir sur case blanche b7 · Pion noir sur case noire c7 · Fou noir sur case blanche d7 · Tour blanche sur case blanche f7 · Fou blanc sur case noire e5 · Roi blanc sur case blanche g2 | Tour noire sur case blanche a8 · Cavalier noir sur case noire f8 · Roi noir sur case blanche g8 · Fou noir sur case noire a7 · Pion noir sur case blanche b7 · Pion noir sur case noire c7 · Fou noir sur case blanche d7 · Tour blanche sur case blanche f7 · Fou blanc sur case noire e5 · Roi blanc sur case blanche g2 | Tour noire sur case blanche a8 · Cavalier noir sur case noire f8 · Roi noir sur case blanche g8 · Fou noir sur case noire a7 · Pion noir sur case blanche b7 · Pion noir sur case noire c7 · Fou noir sur case blanche d7 · Tour blanche sur case blanche f7 · Fou blanc sur case noire e5 · Roi blanc sur case blanche g2 | Tour noire sur case blanche a8 · Cavalier noir sur case noire f8 · Roi noir sur case blanche g8 · Fou noir sur case noire a7 · Pion noir sur case blanche b7 · Pion noir sur case noire c7 · Fou noir sur case blanche d7 · Tour blanche sur case blanche f7 · Fou blanc sur case noire e5 · Roi blanc sur case blanche g2 | Tour noire sur case blanche a8 · Cavalier noir sur case noire f8 · Roi noir sur case blanche g8 · Fou noir sur case noire a7 · Pion noir sur case blanche b7 · Pion noir sur case noire c7 · Fou noir sur case blanche d7 · Tour blanche sur case blanche f7 · Fou blanc sur case noire e5 · Roi blanc sur case blanche g2 | Tour noire sur case blanche a8 · Cavalier noir sur case noire f8 · Roi noir sur case blanche g8 · Fou noir sur case noire a7 · Pion noir sur case blanche b7 · Pion noir sur case noire c7 · Fou noir sur case blanche d7 · Tour blanche sur case blanche f7 · Fou blanc sur case noire e5 · Roi blanc sur case blanche g2 | Tour noire sur case blanche a8 · Cavalier noir sur case noire f8 · Roi noir sur case blanche g8 · Fou noir sur case noire a7 · Pion noir sur case blanche b7 · Pion noir sur case noire c7 · Fou noir sur case blanche d7 · Tour blanche sur case blanche f7 · Fou blanc sur case noire e5 · Roi blanc sur case blanche g2 | 1 |
|   | a | b | c | d | e | f | g | h |   |

|   | a | b | c | d | e | f | g | h |   |
| 8 | Tour noire sur case blanche a8 · Cavalier noir sur case noire f8 · Roi noir sur case blanche g8 · Fou noir sur case noire a7 · Pion noir sur case blanche b7 · Pion noir sur case noire c7 · Fou noir sur case blanche d7 · Tour blanche sur case noire g7 · Fou blanc sur case noire e5 · Roi blanc sur case blanche g2 | Tour noire sur case blanche a8 · Cavalier noir sur case noire f8 · Roi noir sur case blanche g8 · Fou noir sur case noire a7 · Pion noir sur case blanche b7 · Pion noir sur case noire c7 · Fou noir sur case blanche d7 · Tour blanche sur case noire g7 · Fou blanc sur case noire e5 · Roi blanc sur case blanche g2 | Tour noire sur case blanche a8 · Cavalier noir sur case noire f8 · Roi noir sur case blanche g8 · Fou noir sur case noire a7 · Pion noir sur case blanche b7 · Pion noir sur case noire c7 · Fou noir sur case blanche d7 · Tour blanche sur case noire g7 · Fou blanc sur case noire e5 · Roi blanc sur case blanche g2 | Tour noire sur case blanche a8 · Cavalier noir sur case noire f8 · Roi noir sur case blanche g8 · Fou noir sur case noire a7 · Pion noir sur case blanche b7 · Pion noir sur case noire c7 · Fou noir sur case blanche d7 · Tour blanche sur case noire g7 · Fou blanc sur case noire e5 · Roi blanc sur case blanche g2 | Tour noire sur case blanche a8 · Cavalier noir sur case noire f8 · Roi noir sur case blanche g8 · Fou noir sur case noire a7 · Pion noir sur case blanche b7 · Pion noir sur case noire c7 · Fou noir sur case blanche d7 · Tour blanche sur case noire g7 · Fou blanc sur case noire e5 · Roi blanc sur case blanche g2 | Tour noire sur case blanche a8 · Cavalier noir sur case noire f8 · Roi noir sur case blanche g8 · Fou noir sur case noire a7 · Pion noir sur case blanche b7 · Pion noir sur case noire c7 · Fou noir sur case blanche d7 · Tour blanche sur case noire g7 · Fou blanc sur case noire e5 · Roi blanc sur case blanche g2 | Tour noire sur case blanche a8 · Cavalier noir sur case noire f8 · Roi noir sur case blanche g8 · Fou noir sur case noire a7 · Pion noir sur case blanche b7 · Pion noir sur case noire c7 · Fou noir sur case blanche d7 · Tour blanche sur case noire g7 · Fou blanc sur case noire e5 · Roi blanc sur case blanche g2 | Tour noire sur case blanche a8 · Cavalier noir sur case noire f8 · Roi noir sur case blanche g8 · Fou noir sur case noire a7 · Pion noir sur case blanche b7 · Pion noir sur case noire c7 · Fou noir sur case blanche d7 · Tour blanche sur case noire g7 · Fou blanc sur case noire e5 · Roi blanc sur case blanche g2 | 8 |
| 7 | Tour noire sur case blanche a8 · Cavalier noir sur case noire f8 · Roi noir sur case blanche g8 · Fou noir sur case noire a7 · Pion noir sur case blanche b7 · Pion noir sur case noire c7 · Fou noir sur case blanche d7 · Tour blanche sur case noire g7 · Fou blanc sur case noire e5 · Roi blanc sur case blanche g2 | Tour noire sur case blanche a8 · Cavalier noir sur case noire f8 · Roi noir sur case blanche g8 · Fou noir sur case noire a7 · Pion noir sur case blanche b7 · Pion noir sur case noire c7 · Fou noir sur case blanche d7 · Tour blanche sur case noire g7 · Fou blanc sur case noire e5 · Roi blanc sur case blanche g2 | Tour noire sur case blanche a8 · Cavalier noir sur case noire f8 · Roi noir sur case blanche g8 · Fou noir sur case noire a7 · Pion noir sur case blanche b7 · Pion noir sur case noire c7 · Fou noir sur case blanche d7 · Tour blanche sur case noire g7 · Fou blanc sur case noire e5 · Roi blanc sur case blanche g2 | Tour noire sur case blanche a8 · Cavalier noir sur case noire f8 · Roi noir sur case blanche g8 · Fou noir sur case noire a7 · Pion noir sur case blanche b7 · Pion noir sur case noire c7 · Fou noir sur case blanche d7 · Tour blanche sur case noire g7 · Fou blanc sur case noire e5 · Roi blanc sur case blanche g2 | Tour noire sur case blanche a8 · Cavalier noir sur case noire f8 · Roi noir sur case blanche g8 · Fou noir sur case noire a7 · Pion noir sur case blanche b7 · Pion noir sur case noire c7 · Fou noir sur case blanche d7 · Tour blanche sur case noire g7 · Fou blanc sur case noire e5 · Roi blanc sur case blanche g2 | Tour noire sur case blanche a8 · Cavalier noir sur case noire f8 · Roi noir sur case blanche g8 · Fou noir sur case noire a7 · Pion noir sur case blanche b7 · Pion noir sur case noire c7 · Fou noir sur case blanche d7 · Tour blanche sur case noire g7 · Fou blanc sur case noire e5 · Roi blanc sur case blanche g2 | Tour noire sur case blanche a8 · Cavalier noir sur case noire f8 · Roi noir sur case blanche g8 · Fou noir sur case noire a7 · Pion noir sur case blanche b7 · Pion noir sur case noire c7 · Fou noir sur case blanche d7 · Tour blanche sur case noire g7 · Fou blanc sur case noire e5 · Roi blanc sur case blanche g2 | Tour noire sur case blanche a8 · Cavalier noir sur case noire f8 · Roi noir sur case blanche g8 · Fou noir sur case noire a7 · Pion noir sur case blanche b7 · Pion noir sur case noire c7 · Fou noir sur case blanche d7 · Tour blanche sur case noire g7 · Fou blanc sur case noire e5 · Roi blanc sur case blanche g2 | 7 |
| 6 | Tour noire sur case blanche a8 · Cavalier noir sur case noire f8 · Roi noir sur case blanche g8 · Fou noir sur case noire a7 · Pion noir sur case blanche b7 · Pion noir sur case noire c7 · Fou noir sur case blanche d7 · Tour blanche sur case noire g7 · Fou blanc sur case noire e5 · Roi blanc sur case blanche g2 | Tour noire sur case blanche a8 · Cavalier noir sur case noire f8 · Roi noir sur case blanche g8 · Fou noir sur case noire a7 · Pion noir sur case blanche b7 · Pion noir sur case noire c7 · Fou noir sur case blanche d7 · Tour blanche sur case noire g7 · Fou blanc sur case noire e5 · Roi blanc sur case blanche g2 | Tour noire sur case blanche a8 · Cavalier noir sur case noire f8 · Roi noir sur case blanche g8 · Fou noir sur case noire a7 · Pion noir sur case blanche b7 · Pion noir sur case noire c7 · Fou noir sur case blanche d7 · Tour blanche sur case noire g7 · Fou blanc sur case noire e5 · Roi blanc sur case blanche g2 | Tour noire sur case blanche a8 · Cavalier noir sur case noire f8 · Roi noir sur case blanche g8 · Fou noir sur case noire a7 · Pion noir sur case blanche b7 · Pion noir sur case noire c7 · Fou noir sur case blanche d7 · Tour blanche sur case noire g7 · Fou blanc sur case noire e5 · Roi blanc sur case blanche g2 | Tour noire sur case blanche a8 · Cavalier noir sur case noire f8 · Roi noir sur case blanche g8 · Fou noir sur case noire a7 · Pion noir sur case blanche b7 · Pion noir sur case noire c7 · Fou noir sur case blanche d7 · Tour blanche sur case noire g7 · Fou blanc sur case noire e5 · Roi blanc sur case blanche g2 | Tour noire sur case blanche a8 · Cavalier noir sur case noire f8 · Roi noir sur case blanche g8 · Fou noir sur case noire a7 · Pion noir sur case blanche b7 · Pion noir sur case noire c7 · Fou noir sur case blanche d7 · Tour blanche sur case noire g7 · Fou blanc sur case noire e5 · Roi blanc sur case blanche g2 | Tour noire sur case blanche a8 · Cavalier noir sur case noire f8 · Roi noir sur case blanche g8 · Fou noir sur case noire a7 · Pion noir sur case blanche b7 · Pion noir sur case noire c7 · Fou noir sur case blanche d7 · Tour blanche sur case noire g7 · Fou blanc sur case noire e5 · Roi blanc sur case blanche g2 | Tour noire sur case blanche a8 · Cavalier noir sur case noire f8 · Roi noir sur case blanche g8 · Fou noir sur case noire a7 · Pion noir sur case blanche b7 · Pion noir sur case noire c7 · Fou noir sur case blanche d7 · Tour blanche sur case noire g7 · Fou blanc sur case noire e5 · Roi blanc sur case blanche g2 | 6 |
| 5 | Tour noire sur case blanche a8 · Cavalier noir sur case noire f8 · Roi noir sur case blanche g8 · Fou noir sur case noire a7 · Pion noir sur case blanche b7 · Pion noir sur case noire c7 · Fou noir sur case blanche d7 · Tour blanche sur case noire g7 · Fou blanc sur case noire e5 · Roi blanc sur case blanche g2 | Tour noire sur case blanche a8 · Cavalier noir sur case noire f8 · Roi noir sur case blanche g8 · Fou noir sur case noire a7 · Pion noir sur case blanche b7 · Pion noir sur case noire c7 · Fou noir sur case blanche d7 · Tour blanche sur case noire g7 · Fou blanc sur case noire e5 · Roi blanc sur case blanche g2 | Tour noire sur case blanche a8 · Cavalier noir sur case noire f8 · Roi noir sur case blanche g8 · Fou noir sur case noire a7 · Pion noir sur case blanche b7 · Pion noir sur case noire c7 · Fou noir sur case blanche d7 · Tour blanche sur case noire g7 · Fou blanc sur case noire e5 · Roi blanc sur case blanche g2 | Tour noire sur case blanche a8 · Cavalier noir sur case noire f8 · Roi noir sur case blanche g8 · Fou noir sur case noire a7 · Pion noir sur case blanche b7 · Pion noir sur case noire c7 · Fou noir sur case blanche d7 · Tour blanche sur case noire g7 · Fou blanc sur case noire e5 · Roi blanc sur case blanche g2 | Tour noire sur case blanche a8 · Cavalier noir sur case noire f8 · Roi noir sur case blanche g8 · Fou noir sur case noire a7 · Pion noir sur case blanche b7 · Pion noir sur case noire c7 · Fou noir sur case blanche d7 · Tour blanche sur case noire g7 · Fou blanc sur case noire e5 · Roi blanc sur case blanche g2 | Tour noire sur case blanche a8 · Cavalier noir sur case noire f8 · Roi noir sur case blanche g8 · Fou noir sur case noire a7 · Pion noir sur case blanche b7 · Pion noir sur case noire c7 · Fou noir sur case blanche d7 · Tour blanche sur case noire g7 · Fou blanc sur case noire e5 · Roi blanc sur case blanche g2 | Tour noire sur case blanche a8 · Cavalier noir sur case noire f8 · Roi noir sur case blanche g8 · Fou noir sur case noire a7 · Pion noir sur case blanche b7 · Pion noir sur case noire c7 · Fou noir sur case blanche d7 · Tour blanche sur case noire g7 · Fou blanc sur case noire e5 · Roi blanc sur case blanche g2 | Tour noire sur case blanche a8 · Cavalier noir sur case noire f8 · Roi noir sur case blanche g8 · Fou noir sur case noire a7 · Pion noir sur case blanche b7 · Pion noir sur case noire c7 · Fou noir sur case blanche d7 · Tour blanche sur case noire g7 · Fou blanc sur case noire e5 · Roi blanc sur case blanche g2 | 5 |
| 4 | Tour noire sur case blanche a8 · Cavalier noir sur case noire f8 · Roi noir sur case blanche g8 · Fou noir sur case noire a7 · Pion noir sur case blanche b7 · Pion noir sur case noire c7 · Fou noir sur case blanche d7 · Tour blanche sur case noire g7 · Fou blanc sur case noire e5 · Roi blanc sur case blanche g2 | Tour noire sur case blanche a8 · Cavalier noir sur case noire f8 · Roi noir sur case blanche g8 · Fou noir sur case noire a7 · Pion noir sur case blanche b7 · Pion noir sur case noire c7 · Fou noir sur case blanche d7 · Tour blanche sur case noire g7 · Fou blanc sur case noire e5 · Roi blanc sur case blanche g2 | Tour noire sur case blanche a8 · Cavalier noir sur case noire f8 · Roi noir sur case blanche g8 · Fou noir sur case noire a7 · Pion noir sur case blanche b7 · Pion noir sur case noire c7 · Fou noir sur case blanche d7 · Tour blanche sur case noire g7 · Fou blanc sur case noire e5 · Roi blanc sur case blanche g2 | Tour noire sur case blanche a8 · Cavalier noir sur case noire f8 · Roi noir sur case blanche g8 · Fou noir sur case noire a7 · Pion noir sur case blanche b7 · Pion noir sur case noire c7 · Fou noir sur case blanche d7 · Tour blanche sur case noire g7 · Fou blanc sur case noire e5 · Roi blanc sur case blanche g2 | Tour noire sur case blanche a8 · Cavalier noir sur case noire f8 · Roi noir sur case blanche g8 · Fou noir sur case noire a7 · Pion noir sur case blanche b7 · Pion noir sur case noire c7 · Fou noir sur case blanche d7 · Tour blanche sur case noire g7 · Fou blanc sur case noire e5 · Roi blanc sur case blanche g2 | Tour noire sur case blanche a8 · Cavalier noir sur case noire f8 · Roi noir sur case blanche g8 · Fou noir sur case noire a7 · Pion noir sur case blanche b7 · Pion noir sur case noire c7 · Fou noir sur case blanche d7 · Tour blanche sur case noire g7 · Fou blanc sur case noire e5 · Roi blanc sur case blanche g2 | Tour noire sur case blanche a8 · Cavalier noir sur case noire f8 · Roi noir sur case blanche g8 · Fou noir sur case noire a7 · Pion noir sur case blanche b7 · Pion noir sur case noire c7 · Fou noir sur case blanche d7 · Tour blanche sur case noire g7 · Fou blanc sur case noire e5 · Roi blanc sur case blanche g2 | Tour noire sur case blanche a8 · Cavalier noir sur case noire f8 · Roi noir sur case blanche g8 · Fou noir sur case noire a7 · Pion noir sur case blanche b7 · Pion noir sur case noire c7 · Fou noir sur case blanche d7 · Tour blanche sur case noire g7 · Fou blanc sur case noire e5 · Roi blanc sur case blanche g2 | 4 |
| 3 | Tour noire sur case blanche a8 · Cavalier noir sur case noire f8 · Roi noir sur case blanche g8 · Fou noir sur case noire a7 · Pion noir sur case blanche b7 · Pion noir sur case noire c7 · Fou noir sur case blanche d7 · Tour blanche sur case noire g7 · Fou blanc sur case noire e5 · Roi blanc sur case blanche g2 | Tour noire sur case blanche a8 · Cavalier noir sur case noire f8 · Roi noir sur case blanche g8 · Fou noir sur case noire a7 · Pion noir sur case blanche b7 · Pion noir sur case noire c7 · Fou noir sur case blanche d7 · Tour blanche sur case noire g7 · Fou blanc sur case noire e5 · Roi blanc sur case blanche g2 | Tour noire sur case blanche a8 · Cavalier noir sur case noire f8 · Roi noir sur case blanche g8 · Fou noir sur case noire a7 · Pion noir sur case blanche b7 · Pion noir sur case noire c7 · Fou noir sur case blanche d7 · Tour blanche sur case noire g7 · Fou blanc sur case noire e5 · Roi blanc sur case blanche g2 | Tour noire sur case blanche a8 · Cavalier noir sur case noire f8 · Roi noir sur case blanche g8 · Fou noir sur case noire a7 · Pion noir sur case blanche b7 · Pion noir sur case noire c7 · Fou noir sur case blanche d7 · Tour blanche sur case noire g7 · Fou blanc sur case noire e5 · Roi blanc sur case blanche g2 | Tour noire sur case blanche a8 · Cavalier noir sur case noire f8 · Roi noir sur case blanche g8 · Fou noir sur case noire a7 · Pion noir sur case blanche b7 · Pion noir sur case noire c7 · Fou noir sur case blanche d7 · Tour blanche sur case noire g7 · Fou blanc sur case noire e5 · Roi blanc sur case blanche g2 | Tour noire sur case blanche a8 · Cavalier noir sur case noire f8 · Roi noir sur case blanche g8 · Fou noir sur case noire a7 · Pion noir sur case blanche b7 · Pion noir sur case noire c7 · Fou noir sur case blanche d7 · Tour blanche sur case noire g7 · Fou blanc sur case noire e5 · Roi blanc sur case blanche g2 | Tour noire sur case blanche a8 · Cavalier noir sur case noire f8 · Roi noir sur case blanche g8 · Fou noir sur case noire a7 · Pion noir sur case blanche b7 · Pion noir sur case noire c7 · Fou noir sur case blanche d7 · Tour blanche sur case noire g7 · Fou blanc sur case noire e5 · Roi blanc sur case blanche g2 | Tour noire sur case blanche a8 · Cavalier noir sur case noire f8 · Roi noir sur case blanche g8 · Fou noir sur case noire a7 · Pion noir sur case blanche b7 · Pion noir sur case noire c7 · Fou noir sur case blanche d7 · Tour blanche sur case noire g7 · Fou blanc sur case noire e5 · Roi blanc sur case blanche g2 | 3 |
| 2 | Tour noire sur case blanche a8 · Cavalier noir sur case noire f8 · Roi noir sur case blanche g8 · Fou noir sur case noire a7 · Pion noir sur case blanche b7 · Pion noir sur case noire c7 · Fou noir sur case blanche d7 · Tour blanche sur case noire g7 · Fou blanc sur case noire e5 · Roi blanc sur case blanche g2 | Tour noire sur case blanche a8 · Cavalier noir sur case noire f8 · Roi noir sur case blanche g8 · Fou noir sur case noire a7 · Pion noir sur case blanche b7 · Pion noir sur case noire c7 · Fou noir sur case blanche d7 · Tour blanche sur case noire g7 · Fou blanc sur case noire e5 · Roi blanc sur case blanche g2 | Tour noire sur case blanche a8 · Cavalier noir sur case noire f8 · Roi noir sur case blanche g8 · Fou noir sur case noire a7 · Pion noir sur case blanche b7 · Pion noir sur case noire c7 · Fou noir sur case blanche d7 · Tour blanche sur case noire g7 · Fou blanc sur case noire e5 · Roi blanc sur case blanche g2 | Tour noire sur case blanche a8 · Cavalier noir sur case noire f8 · Roi noir sur case blanche g8 · Fou noir sur case noire a7 · Pion noir sur case blanche b7 · Pion noir sur case noire c7 · Fou noir sur case blanche d7 · Tour blanche sur case noire g7 · Fou blanc sur case noire e5 · Roi blanc sur case blanche g2 | Tour noire sur case blanche a8 · Cavalier noir sur case noire f8 · Roi noir sur case blanche g8 · Fou noir sur case noire a7 · Pion noir sur case blanche b7 · Pion noir sur case noire c7 · Fou noir sur case blanche d7 · Tour blanche sur case noire g7 · Fou blanc sur case noire e5 · Roi blanc sur case blanche g2 | Tour noire sur case blanche a8 · Cavalier noir sur case noire f8 · Roi noir sur case blanche g8 · Fou noir sur case noire a7 · Pion noir sur case blanche b7 · Pion noir sur case noire c7 · Fou noir sur case blanche d7 · Tour blanche sur case noire g7 · Fou blanc sur case noire e5 · Roi blanc sur case blanche g2 | Tour noire sur case blanche a8 · Cavalier noir sur case noire f8 · Roi noir sur case blanche g8 · Fou noir sur case noire a7 · Pion noir sur case blanche b7 · Pion noir sur case noire c7 · Fou noir sur case blanche d7 · Tour blanche sur case noire g7 · Fou blanc sur case noire e5 · Roi blanc sur case blanche g2 | Tour noire sur case blanche a8 · Cavalier noir sur case noire f8 · Roi noir sur case blanche g8 · Fou noir sur case noire a7 · Pion noir sur case blanche b7 · Pion noir sur case noire c7 · Fou noir sur case blanche d7 · Tour blanche sur case noire g7 · Fou blanc sur case noire e5 · Roi blanc sur case blanche g2 | 2 |
| 1 | Tour noire sur case blanche a8 · Cavalier noir sur case noire f8 · Roi noir sur case blanche g8 · Fou noir sur case noire a7 · Pion noir sur case blanche b7 · Pion noir sur case noire c7 · Fou noir sur case blanche d7 · Tour blanche sur case noire g7 · Fou blanc sur case noire e5 · Roi blanc sur case blanche g2 | Tour noire sur case blanche a8 · Cavalier noir sur case noire f8 · Roi noir sur case blanche g8 · Fou noir sur case noire a7 · Pion noir sur case blanche b7 · Pion noir sur case noire c7 · Fou noir sur case blanche d7 · Tour blanche sur case noire g7 · Fou blanc sur case noire e5 · Roi blanc sur case blanche g2 | Tour noire sur case blanche a8 · Cavalier noir sur case noire f8 · Roi noir sur case blanche g8 · Fou noir sur case noire a7 · Pion noir sur case blanche b7 · Pion noir sur case noire c7 · Fou noir sur case blanche d7 · Tour blanche sur case noire g7 · Fou blanc sur case noire e5 · Roi blanc sur case blanche g2 | Tour noire sur case blanche a8 · Cavalier noir sur case noire f8 · Roi noir sur case blanche g8 · Fou noir sur case noire a7 · Pion noir sur case blanche b7 · Pion noir sur case noire c7 · Fou noir sur case blanche d7 · Tour blanche sur case noire g7 · Fou blanc sur case noire e5 · Roi blanc sur case blanche g2 | Tour noire sur case blanche a8 · Cavalier noir sur case noire f8 · Roi noir sur case blanche g8 · Fou noir sur case noire a7 · Pion noir sur case blanche b7 · Pion noir sur case noire c7 · Fou noir sur case blanche d7 · Tour blanche sur case noire g7 · Fou blanc sur case noire e5 · Roi blanc sur case blanche g2 | Tour noire sur case blanche a8 · Cavalier noir sur case noire f8 · Roi noir sur case blanche g8 · Fou noir sur case noire a7 · Pion noir sur case blanche b7 · Pion noir sur case noire c7 · Fou noir sur case blanche d7 · Tour blanche sur case noire g7 · Fou blanc sur case noire e5 · Roi blanc sur case blanche g2 | Tour noire sur case blanche a8 · Cavalier noir sur case noire f8 · Roi noir sur case blanche g8 · Fou noir sur case noire a7 · Pion noir sur case blanche b7 · Pion noir sur case noire c7 · Fou noir sur case blanche d7 · Tour blanche sur case noire g7 · Fou blanc sur case noire e5 · Roi blanc sur case blanche g2 | Tour noire sur case blanche a8 · Cavalier noir sur case noire f8 · Roi noir sur case blanche g8 · Fou noir sur case noire a7 · Pion noir sur case blanche b7 · Pion noir sur case noire c7 · Fou noir sur case blanche d7 · Tour blanche sur case noire g7 · Fou blanc sur case noire e5 · Roi blanc sur case blanche g2 | 1 |
|   | a | b | c | d | e | f | g | h |   |

|   | a | b | c | d | e | f | g | h |   |
| 8 | Tour noire sur case blanche a8 · Cavalier noir sur case noire f8 · Roi noir sur case noire h8 · Fou noir sur case noire a7 · Pion noir sur case blanche b7 · Pion noir sur case noire c7 · Fou noir sur case blanche d7 · Tour blanche sur case noire g7 · Fou blanc sur case noire e5 · Roi blanc sur case blanche g2 | Tour noire sur case blanche a8 · Cavalier noir sur case noire f8 · Roi noir sur case noire h8 · Fou noir sur case noire a7 · Pion noir sur case blanche b7 · Pion noir sur case noire c7 · Fou noir sur case blanche d7 · Tour blanche sur case noire g7 · Fou blanc sur case noire e5 · Roi blanc sur case blanche g2 | Tour noire sur case blanche a8 · Cavalier noir sur case noire f8 · Roi noir sur case noire h8 · Fou noir sur case noire a7 · Pion noir sur case blanche b7 · Pion noir sur case noire c7 · Fou noir sur case blanche d7 · Tour blanche sur case noire g7 · Fou blanc sur case noire e5 · Roi blanc sur case blanche g2 | Tour noire sur case blanche a8 · Cavalier noir sur case noire f8 · Roi noir sur case noire h8 · Fou noir sur case noire a7 · Pion noir sur case blanche b7 · Pion noir sur case noire c7 · Fou noir sur case blanche d7 · Tour blanche sur case noire g7 · Fou blanc sur case noire e5 · Roi blanc sur case blanche g2 | Tour noire sur case blanche a8 · Cavalier noir sur case noire f8 · Roi noir sur case noire h8 · Fou noir sur case noire a7 · Pion noir sur case blanche b7 · Pion noir sur case noire c7 · Fou noir sur case blanche d7 · Tour blanche sur case noire g7 · Fou blanc sur case noire e5 · Roi blanc sur case blanche g2 | Tour noire sur case blanche a8 · Cavalier noir sur case noire f8 · Roi noir sur case noire h8 · Fou noir sur case noire a7 · Pion noir sur case blanche b7 · Pion noir sur case noire c7 · Fou noir sur case blanche d7 · Tour blanche sur case noire g7 · Fou blanc sur case noire e5 · Roi blanc sur case blanche g2 | Tour noire sur case blanche a8 · Cavalier noir sur case noire f8 · Roi noir sur case noire h8 · Fou noir sur case noire a7 · Pion noir sur case blanche b7 · Pion noir sur case noire c7 · Fou noir sur case blanche d7 · Tour blanche sur case noire g7 · Fou blanc sur case noire e5 · Roi blanc sur case blanche g2 | Tour noire sur case blanche a8 · Cavalier noir sur case noire f8 · Roi noir sur case noire h8 · Fou noir sur case noire a7 · Pion noir sur case blanche b7 · Pion noir sur case noire c7 · Fou noir sur case blanche d7 · Tour blanche sur case noire g7 · Fou blanc sur case noire e5 · Roi blanc sur case blanche g2 | 8 |
| 7 | Tour noire sur case blanche a8 · Cavalier noir sur case noire f8 · Roi noir sur case noire h8 · Fou noir sur case noire a7 · Pion noir sur case blanche b7 · Pion noir sur case noire c7 · Fou noir sur case blanche d7 · Tour blanche sur case noire g7 · Fou blanc sur case noire e5 · Roi blanc sur case blanche g2 | Tour noire sur case blanche a8 · Cavalier noir sur case noire f8 · Roi noir sur case noire h8 · Fou noir sur case noire a7 · Pion noir sur case blanche b7 · Pion noir sur case noire c7 · Fou noir sur case blanche d7 · Tour blanche sur case noire g7 · Fou blanc sur case noire e5 · Roi blanc sur case blanche g2 | Tour noire sur case blanche a8 · Cavalier noir sur case noire f8 · Roi noir sur case noire h8 · Fou noir sur case noire a7 · Pion noir sur case blanche b7 · Pion noir sur case noire c7 · Fou noir sur case blanche d7 · Tour blanche sur case noire g7 · Fou blanc sur case noire e5 · Roi blanc sur case blanche g2 | Tour noire sur case blanche a8 · Cavalier noir sur case noire f8 · Roi noir sur case noire h8 · Fou noir sur case noire a7 · Pion noir sur case blanche b7 · Pion noir sur case noire c7 · Fou noir sur case blanche d7 · Tour blanche sur case noire g7 · Fou blanc sur case noire e5 · Roi blanc sur case blanche g2 | Tour noire sur case blanche a8 · Cavalier noir sur case noire f8 · Roi noir sur case noire h8 · Fou noir sur case noire a7 · Pion noir sur case blanche b7 · Pion noir sur case noire c7 · Fou noir sur case blanche d7 · Tour blanche sur case noire g7 · Fou blanc sur case noire e5 · Roi blanc sur case blanche g2 | Tour noire sur case blanche a8 · Cavalier noir sur case noire f8 · Roi noir sur case noire h8 · Fou noir sur case noire a7 · Pion noir sur case blanche b7 · Pion noir sur case noire c7 · Fou noir sur case blanche d7 · Tour blanche sur case noire g7 · Fou blanc sur case noire e5 · Roi blanc sur case blanche g2 | Tour noire sur case blanche a8 · Cavalier noir sur case noire f8 · Roi noir sur case noire h8 · Fou noir sur case noire a7 · Pion noir sur case blanche b7 · Pion noir sur case noire c7 · Fou noir sur case blanche d7 · Tour blanche sur case noire g7 · Fou blanc sur case noire e5 · Roi blanc sur case blanche g2 | Tour noire sur case blanche a8 · Cavalier noir sur case noire f8 · Roi noir sur case noire h8 · Fou noir sur case noire a7 · Pion noir sur case blanche b7 · Pion noir sur case noire c7 · Fou noir sur case blanche d7 · Tour blanche sur case noire g7 · Fou blanc sur case noire e5 · Roi blanc sur case blanche g2 | 7 |
| 6 | Tour noire sur case blanche a8 · Cavalier noir sur case noire f8 · Roi noir sur case noire h8 · Fou noir sur case noire a7 · Pion noir sur case blanche b7 · Pion noir sur case noire c7 · Fou noir sur case blanche d7 · Tour blanche sur case noire g7 · Fou blanc sur case noire e5 · Roi blanc sur case blanche g2 | Tour noire sur case blanche a8 · Cavalier noir sur case noire f8 · Roi noir sur case noire h8 · Fou noir sur case noire a7 · Pion noir sur case blanche b7 · Pion noir sur case noire c7 · Fou noir sur case blanche d7 · Tour blanche sur case noire g7 · Fou blanc sur case noire e5 · Roi blanc sur case blanche g2 | Tour noire sur case blanche a8 · Cavalier noir sur case noire f8 · Roi noir sur case noire h8 · Fou noir sur case noire a7 · Pion noir sur case blanche b7 · Pion noir sur case noire c7 · Fou noir sur case blanche d7 · Tour blanche sur case noire g7 · Fou blanc sur case noire e5 · Roi blanc sur case blanche g2 | Tour noire sur case blanche a8 · Cavalier noir sur case noire f8 · Roi noir sur case noire h8 · Fou noir sur case noire a7 · Pion noir sur case blanche b7 · Pion noir sur case noire c7 · Fou noir sur case blanche d7 · Tour blanche sur case noire g7 · Fou blanc sur case noire e5 · Roi blanc sur case blanche g2 | Tour noire sur case blanche a8 · Cavalier noir sur case noire f8 · Roi noir sur case noire h8 · Fou noir sur case noire a7 · Pion noir sur case blanche b7 · Pion noir sur case noire c7 · Fou noir sur case blanche d7 · Tour blanche sur case noire g7 · Fou blanc sur case noire e5 · Roi blanc sur case blanche g2 | Tour noire sur case blanche a8 · Cavalier noir sur case noire f8 · Roi noir sur case noire h8 · Fou noir sur case noire a7 · Pion noir sur case blanche b7 · Pion noir sur case noire c7 · Fou noir sur case blanche d7 · Tour blanche sur case noire g7 · Fou blanc sur case noire e5 · Roi blanc sur case blanche g2 | Tour noire sur case blanche a8 · Cavalier noir sur case noire f8 · Roi noir sur case noire h8 · Fou noir sur case noire a7 · Pion noir sur case blanche b7 · Pion noir sur case noire c7 · Fou noir sur case blanche d7 · Tour blanche sur case noire g7 · Fou blanc sur case noire e5 · Roi blanc sur case blanche g2 | Tour noire sur case blanche a8 · Cavalier noir sur case noire f8 · Roi noir sur case noire h8 · Fou noir sur case noire a7 · Pion noir sur case blanche b7 · Pion noir sur case noire c7 · Fou noir sur case blanche d7 · Tour blanche sur case noire g7 · Fou blanc sur case noire e5 · Roi blanc sur case blanche g2 | 6 |
| 5 | Tour noire sur case blanche a8 · Cavalier noir sur case noire f8 · Roi noir sur case noire h8 · Fou noir sur case noire a7 · Pion noir sur case blanche b7 · Pion noir sur case noire c7 · Fou noir sur case blanche d7 · Tour blanche sur case noire g7 · Fou blanc sur case noire e5 · Roi blanc sur case blanche g2 | Tour noire sur case blanche a8 · Cavalier noir sur case noire f8 · Roi noir sur case noire h8 · Fou noir sur case noire a7 · Pion noir sur case blanche b7 · Pion noir sur case noire c7 · Fou noir sur case blanche d7 · Tour blanche sur case noire g7 · Fou blanc sur case noire e5 · Roi blanc sur case blanche g2 | Tour noire sur case blanche a8 · Cavalier noir sur case noire f8 · Roi noir sur case noire h8 · Fou noir sur case noire a7 · Pion noir sur case blanche b7 · Pion noir sur case noire c7 · Fou noir sur case blanche d7 · Tour blanche sur case noire g7 · Fou blanc sur case noire e5 · Roi blanc sur case blanche g2 | Tour noire sur case blanche a8 · Cavalier noir sur case noire f8 · Roi noir sur case noire h8 · Fou noir sur case noire a7 · Pion noir sur case blanche b7 · Pion noir sur case noire c7 · Fou noir sur case blanche d7 · Tour blanche sur case noire g7 · Fou blanc sur case noire e5 · Roi blanc sur case blanche g2 | Tour noire sur case blanche a8 · Cavalier noir sur case noire f8 · Roi noir sur case noire h8 · Fou noir sur case noire a7 · Pion noir sur case blanche b7 · Pion noir sur case noire c7 · Fou noir sur case blanche d7 · Tour blanche sur case noire g7 · Fou blanc sur case noire e5 · Roi blanc sur case blanche g2 | Tour noire sur case blanche a8 · Cavalier noir sur case noire f8 · Roi noir sur case noire h8 · Fou noir sur case noire a7 · Pion noir sur case blanche b7 · Pion noir sur case noire c7 · Fou noir sur case blanche d7 · Tour blanche sur case noire g7 · Fou blanc sur case noire e5 · Roi blanc sur case blanche g2 | Tour noire sur case blanche a8 · Cavalier noir sur case noire f8 · Roi noir sur case noire h8 · Fou noir sur case noire a7 · Pion noir sur case blanche b7 · Pion noir sur case noire c7 · Fou noir sur case blanche d7 · Tour blanche sur case noire g7 · Fou blanc sur case noire e5 · Roi blanc sur case blanche g2 | Tour noire sur case blanche a8 · Cavalier noir sur case noire f8 · Roi noir sur case noire h8 · Fou noir sur case noire a7 · Pion noir sur case blanche b7 · Pion noir sur case noire c7 · Fou noir sur case blanche d7 · Tour blanche sur case noire g7 · Fou blanc sur case noire e5 · Roi blanc sur case blanche g2 | 5 |
| 4 | Tour noire sur case blanche a8 · Cavalier noir sur case noire f8 · Roi noir sur case noire h8 · Fou noir sur case noire a7 · Pion noir sur case blanche b7 · Pion noir sur case noire c7 · Fou noir sur case blanche d7 · Tour blanche sur case noire g7 · Fou blanc sur case noire e5 · Roi blanc sur case blanche g2 | Tour noire sur case blanche a8 · Cavalier noir sur case noire f8 · Roi noir sur case noire h8 · Fou noir sur case noire a7 · Pion noir sur case blanche b7 · Pion noir sur case noire c7 · Fou noir sur case blanche d7 · Tour blanche sur case noire g7 · Fou blanc sur case noire e5 · Roi blanc sur case blanche g2 | Tour noire sur case blanche a8 · Cavalier noir sur case noire f8 · Roi noir sur case noire h8 · Fou noir sur case noire a7 · Pion noir sur case blanche b7 · Pion noir sur case noire c7 · Fou noir sur case blanche d7 · Tour blanche sur case noire g7 · Fou blanc sur case noire e5 · Roi blanc sur case blanche g2 | Tour noire sur case blanche a8 · Cavalier noir sur case noire f8 · Roi noir sur case noire h8 · Fou noir sur case noire a7 · Pion noir sur case blanche b7 · Pion noir sur case noire c7 · Fou noir sur case blanche d7 · Tour blanche sur case noire g7 · Fou blanc sur case noire e5 · Roi blanc sur case blanche g2 | Tour noire sur case blanche a8 · Cavalier noir sur case noire f8 · Roi noir sur case noire h8 · Fou noir sur case noire a7 · Pion noir sur case blanche b7 · Pion noir sur case noire c7 · Fou noir sur case blanche d7 · Tour blanche sur case noire g7 · Fou blanc sur case noire e5 · Roi blanc sur case blanche g2 | Tour noire sur case blanche a8 · Cavalier noir sur case noire f8 · Roi noir sur case noire h8 · Fou noir sur case noire a7 · Pion noir sur case blanche b7 · Pion noir sur case noire c7 · Fou noir sur case blanche d7 · Tour blanche sur case noire g7 · Fou blanc sur case noire e5 · Roi blanc sur case blanche g2 | Tour noire sur case blanche a8 · Cavalier noir sur case noire f8 · Roi noir sur case noire h8 · Fou noir sur case noire a7 · Pion noir sur case blanche b7 · Pion noir sur case noire c7 · Fou noir sur case blanche d7 · Tour blanche sur case noire g7 · Fou blanc sur case noire e5 · Roi blanc sur case blanche g2 | Tour noire sur case blanche a8 · Cavalier noir sur case noire f8 · Roi noir sur case noire h8 · Fou noir sur case noire a7 · Pion noir sur case blanche b7 · Pion noir sur case noire c7 · Fou noir sur case blanche d7 · Tour blanche sur case noire g7 · Fou blanc sur case noire e5 · Roi blanc sur case blanche g2 | 4 |
| 3 | Tour noire sur case blanche a8 · Cavalier noir sur case noire f8 · Roi noir sur case noire h8 · Fou noir sur case noire a7 · Pion noir sur case blanche b7 · Pion noir sur case noire c7 · Fou noir sur case blanche d7 · Tour blanche sur case noire g7 · Fou blanc sur case noire e5 · Roi blanc sur case blanche g2 | Tour noire sur case blanche a8 · Cavalier noir sur case noire f8 · Roi noir sur case noire h8 · Fou noir sur case noire a7 · Pion noir sur case blanche b7 · Pion noir sur case noire c7 · Fou noir sur case blanche d7 · Tour blanche sur case noire g7 · Fou blanc sur case noire e5 · Roi blanc sur case blanche g2 | Tour noire sur case blanche a8 · Cavalier noir sur case noire f8 · Roi noir sur case noire h8 · Fou noir sur case noire a7 · Pion noir sur case blanche b7 · Pion noir sur case noire c7 · Fou noir sur case blanche d7 · Tour blanche sur case noire g7 · Fou blanc sur case noire e5 · Roi blanc sur case blanche g2 | Tour noire sur case blanche a8 · Cavalier noir sur case noire f8 · Roi noir sur case noire h8 · Fou noir sur case noire a7 · Pion noir sur case blanche b7 · Pion noir sur case noire c7 · Fou noir sur case blanche d7 · Tour blanche sur case noire g7 · Fou blanc sur case noire e5 · Roi blanc sur case blanche g2 | Tour noire sur case blanche a8 · Cavalier noir sur case noire f8 · Roi noir sur case noire h8 · Fou noir sur case noire a7 · Pion noir sur case blanche b7 · Pion noir sur case noire c7 · Fou noir sur case blanche d7 · Tour blanche sur case noire g7 · Fou blanc sur case noire e5 · Roi blanc sur case blanche g2 | Tour noire sur case blanche a8 · Cavalier noir sur case noire f8 · Roi noir sur case noire h8 · Fou noir sur case noire a7 · Pion noir sur case blanche b7 · Pion noir sur case noire c7 · Fou noir sur case blanche d7 · Tour blanche sur case noire g7 · Fou blanc sur case noire e5 · Roi blanc sur case blanche g2 | Tour noire sur case blanche a8 · Cavalier noir sur case noire f8 · Roi noir sur case noire h8 · Fou noir sur case noire a7 · Pion noir sur case blanche b7 · Pion noir sur case noire c7 · Fou noir sur case blanche d7 · Tour blanche sur case noire g7 · Fou blanc sur case noire e5 · Roi blanc sur case blanche g2 | Tour noire sur case blanche a8 · Cavalier noir sur case noire f8 · Roi noir sur case noire h8 · Fou noir sur case noire a7 · Pion noir sur case blanche b7 · Pion noir sur case noire c7 · Fou noir sur case blanche d7 · Tour blanche sur case noire g7 · Fou blanc sur case noire e5 · Roi blanc sur case blanche g2 | 3 |
| 2 | Tour noire sur case blanche a8 · Cavalier noir sur case noire f8 · Roi noir sur case noire h8 · Fou noir sur case noire a7 · Pion noir sur case blanche b7 · Pion noir sur case noire c7 · Fou noir sur case blanche d7 · Tour blanche sur case noire g7 · Fou blanc sur case noire e5 · Roi blanc sur case blanche g2 | Tour noire sur case blanche a8 · Cavalier noir sur case noire f8 · Roi noir sur case noire h8 · Fou noir sur case noire a7 · Pion noir sur case blanche b7 · Pion noir sur case noire c7 · Fou noir sur case blanche d7 · Tour blanche sur case noire g7 · Fou blanc sur case noire e5 · Roi blanc sur case blanche g2 | Tour noire sur case blanche a8 · Cavalier noir sur case noire f8 · Roi noir sur case noire h8 · Fou noir sur case noire a7 · Pion noir sur case blanche b7 · Pion noir sur case noire c7 · Fou noir sur case blanche d7 · Tour blanche sur case noire g7 · Fou blanc sur case noire e5 · Roi blanc sur case blanche g2 | Tour noire sur case blanche a8 · Cavalier noir sur case noire f8 · Roi noir sur case noire h8 · Fou noir sur case noire a7 · Pion noir sur case blanche b7 · Pion noir sur case noire c7 · Fou noir sur case blanche d7 · Tour blanche sur case noire g7 · Fou blanc sur case noire e5 · Roi blanc sur case blanche g2 | Tour noire sur case blanche a8 · Cavalier noir sur case noire f8 · Roi noir sur case noire h8 · Fou noir sur case noire a7 · Pion noir sur case blanche b7 · Pion noir sur case noire c7 · Fou noir sur case blanche d7 · Tour blanche sur case noire g7 · Fou blanc sur case noire e5 · Roi blanc sur case blanche g2 | Tour noire sur case blanche a8 · Cavalier noir sur case noire f8 · Roi noir sur case noire h8 · Fou noir sur case noire a7 · Pion noir sur case blanche b7 · Pion noir sur case noire c7 · Fou noir sur case blanche d7 · Tour blanche sur case noire g7 · Fou blanc sur case noire e5 · Roi blanc sur case blanche g2 | Tour noire sur case blanche a8 · Cavalier noir sur case noire f8 · Roi noir sur case noire h8 · Fou noir sur case noire a7 · Pion noir sur case blanche b7 · Pion noir sur case noire c7 · Fou noir sur case blanche d7 · Tour blanche sur case noire g7 · Fou blanc sur case noire e5 · Roi blanc sur case blanche g2 | Tour noire sur case blanche a8 · Cavalier noir sur case noire f8 · Roi noir sur case noire h8 · Fou noir sur case noire a7 · Pion noir sur case blanche b7 · Pion noir sur case noire c7 · Fou noir sur case blanche d7 · Tour blanche sur case noire g7 · Fou blanc sur case noire e5 · Roi blanc sur case blanche g2 | 2 |
| 1 | Tour noire sur case blanche a8 · Cavalier noir sur case noire f8 · Roi noir sur case noire h8 · Fou noir sur case noire a7 · Pion noir sur case blanche b7 · Pion noir sur case noire c7 · Fou noir sur case blanche d7 · Tour blanche sur case noire g7 · Fou blanc sur case noire e5 · Roi blanc sur case blanche g2 | Tour noire sur case blanche a8 · Cavalier noir sur case noire f8 · Roi noir sur case noire h8 · Fou noir sur case noire a7 · Pion noir sur case blanche b7 · Pion noir sur case noire c7 · Fou noir sur case blanche d7 · Tour blanche sur case noire g7 · Fou blanc sur case noire e5 · Roi blanc sur case blanche g2 | Tour noire sur case blanche a8 · Cavalier noir sur case noire f8 · Roi noir sur case noire h8 · Fou noir sur case noire a7 · Pion noir sur case blanche b7 · Pion noir sur case noire c7 · Fou noir sur case blanche d7 · Tour blanche sur case noire g7 · Fou blanc sur case noire e5 · Roi blanc sur case blanche g2 | Tour noire sur case blanche a8 · Cavalier noir sur case noire f8 · Roi noir sur case noire h8 · Fou noir sur case noire a7 · Pion noir sur case blanche b7 · Pion noir sur case noire c7 · Fou noir sur case blanche d7 · Tour blanche sur case noire g7 · Fou blanc sur case noire e5 · Roi blanc sur case blanche g2 | Tour noire sur case blanche a8 · Cavalier noir sur case noire f8 · Roi noir sur case noire h8 · Fou noir sur case noire a7 · Pion noir sur case blanche b7 · Pion noir sur case noire c7 · Fou noir sur case blanche d7 · Tour blanche sur case noire g7 · Fou blanc sur case noire e5 · Roi blanc sur case blanche g2 | Tour noire sur case blanche a8 · Cavalier noir sur case noire f8 · Roi noir sur case noire h8 · Fou noir sur case noire a7 · Pion noir sur case blanche b7 · Pion noir sur case noire c7 · Fou noir sur case blanche d7 · Tour blanche sur case noire g7 · Fou blanc sur case noire e5 · Roi blanc sur case blanche g2 | Tour noire sur case blanche a8 · Cavalier noir sur case noire f8 · Roi noir sur case noire h8 · Fou noir sur case noire a7 · Pion noir sur case blanche b7 · Pion noir sur case noire c7 · Fou noir sur case blanche d7 · Tour blanche sur case noire g7 · Fou blanc sur case noire e5 · Roi blanc sur case blanche g2 | Tour noire sur case blanche a8 · Cavalier noir sur case noire f8 · Roi noir sur case noire h8 · Fou noir sur case noire a7 · Pion noir sur case blanche b7 · Pion noir sur case noire c7 · Fou noir sur case blanche d7 · Tour blanche sur case noire g7 · Fou blanc sur case noire e5 · Roi blanc sur case blanche g2 | 1 |
|   | a | b | c | d | e | f | g | h |   |

|   | a | b | c | d | e | f | g | h |   |
| 8 | Tour noire sur case blanche a8 · Cavalier noir sur case noire f8 · Roi noir sur case noire h8 · Fou noir sur case noire a7 · Pion noir sur case blanche b7 · Pion noir sur case noire c7 · Tour blanche sur case blanche d7 · Fou blanc sur case noire e5 · Roi blanc sur case blanche g2 | Tour noire sur case blanche a8 · Cavalier noir sur case noire f8 · Roi noir sur case noire h8 · Fou noir sur case noire a7 · Pion noir sur case blanche b7 · Pion noir sur case noire c7 · Tour blanche sur case blanche d7 · Fou blanc sur case noire e5 · Roi blanc sur case blanche g2 | Tour noire sur case blanche a8 · Cavalier noir sur case noire f8 · Roi noir sur case noire h8 · Fou noir sur case noire a7 · Pion noir sur case blanche b7 · Pion noir sur case noire c7 · Tour blanche sur case blanche d7 · Fou blanc sur case noire e5 · Roi blanc sur case blanche g2 | Tour noire sur case blanche a8 · Cavalier noir sur case noire f8 · Roi noir sur case noire h8 · Fou noir sur case noire a7 · Pion noir sur case blanche b7 · Pion noir sur case noire c7 · Tour blanche sur case blanche d7 · Fou blanc sur case noire e5 · Roi blanc sur case blanche g2 | Tour noire sur case blanche a8 · Cavalier noir sur case noire f8 · Roi noir sur case noire h8 · Fou noir sur case noire a7 · Pion noir sur case blanche b7 · Pion noir sur case noire c7 · Tour blanche sur case blanche d7 · Fou blanc sur case noire e5 · Roi blanc sur case blanche g2 | Tour noire sur case blanche a8 · Cavalier noir sur case noire f8 · Roi noir sur case noire h8 · Fou noir sur case noire a7 · Pion noir sur case blanche b7 · Pion noir sur case noire c7 · Tour blanche sur case blanche d7 · Fou blanc sur case noire e5 · Roi blanc sur case blanche g2 | Tour noire sur case blanche a8 · Cavalier noir sur case noire f8 · Roi noir sur case noire h8 · Fou noir sur case noire a7 · Pion noir sur case blanche b7 · Pion noir sur case noire c7 · Tour blanche sur case blanche d7 · Fou blanc sur case noire e5 · Roi blanc sur case blanche g2 | Tour noire sur case blanche a8 · Cavalier noir sur case noire f8 · Roi noir sur case noire h8 · Fou noir sur case noire a7 · Pion noir sur case blanche b7 · Pion noir sur case noire c7 · Tour blanche sur case blanche d7 · Fou blanc sur case noire e5 · Roi blanc sur case blanche g2 | 8 |
| 7 | Tour noire sur case blanche a8 · Cavalier noir sur case noire f8 · Roi noir sur case noire h8 · Fou noir sur case noire a7 · Pion noir sur case blanche b7 · Pion noir sur case noire c7 · Tour blanche sur case blanche d7 · Fou blanc sur case noire e5 · Roi blanc sur case blanche g2 | Tour noire sur case blanche a8 · Cavalier noir sur case noire f8 · Roi noir sur case noire h8 · Fou noir sur case noire a7 · Pion noir sur case blanche b7 · Pion noir sur case noire c7 · Tour blanche sur case blanche d7 · Fou blanc sur case noire e5 · Roi blanc sur case blanche g2 | Tour noire sur case blanche a8 · Cavalier noir sur case noire f8 · Roi noir sur case noire h8 · Fou noir sur case noire a7 · Pion noir sur case blanche b7 · Pion noir sur case noire c7 · Tour blanche sur case blanche d7 · Fou blanc sur case noire e5 · Roi blanc sur case blanche g2 | Tour noire sur case blanche a8 · Cavalier noir sur case noire f8 · Roi noir sur case noire h8 · Fou noir sur case noire a7 · Pion noir sur case blanche b7 · Pion noir sur case noire c7 · Tour blanche sur case blanche d7 · Fou blanc sur case noire e5 · Roi blanc sur case blanche g2 | Tour noire sur case blanche a8 · Cavalier noir sur case noire f8 · Roi noir sur case noire h8 · Fou noir sur case noire a7 · Pion noir sur case blanche b7 · Pion noir sur case noire c7 · Tour blanche sur case blanche d7 · Fou blanc sur case noire e5 · Roi blanc sur case blanche g2 | Tour noire sur case blanche a8 · Cavalier noir sur case noire f8 · Roi noir sur case noire h8 · Fou noir sur case noire a7 · Pion noir sur case blanche b7 · Pion noir sur case noire c7 · Tour blanche sur case blanche d7 · Fou blanc sur case noire e5 · Roi blanc sur case blanche g2 | Tour noire sur case blanche a8 · Cavalier noir sur case noire f8 · Roi noir sur case noire h8 · Fou noir sur case noire a7 · Pion noir sur case blanche b7 · Pion noir sur case noire c7 · Tour blanche sur case blanche d7 · Fou blanc sur case noire e5 · Roi blanc sur case blanche g2 | Tour noire sur case blanche a8 · Cavalier noir sur case noire f8 · Roi noir sur case noire h8 · Fou noir sur case noire a7 · Pion noir sur case blanche b7 · Pion noir sur case noire c7 · Tour blanche sur case blanche d7 · Fou blanc sur case noire e5 · Roi blanc sur case blanche g2 | 7 |
| 6 | Tour noire sur case blanche a8 · Cavalier noir sur case noire f8 · Roi noir sur case noire h8 · Fou noir sur case noire a7 · Pion noir sur case blanche b7 · Pion noir sur case noire c7 · Tour blanche sur case blanche d7 · Fou blanc sur case noire e5 · Roi blanc sur case blanche g2 | Tour noire sur case blanche a8 · Cavalier noir sur case noire f8 · Roi noir sur case noire h8 · Fou noir sur case noire a7 · Pion noir sur case blanche b7 · Pion noir sur case noire c7 · Tour blanche sur case blanche d7 · Fou blanc sur case noire e5 · Roi blanc sur case blanche g2 | Tour noire sur case blanche a8 · Cavalier noir sur case noire f8 · Roi noir sur case noire h8 · Fou noir sur case noire a7 · Pion noir sur case blanche b7 · Pion noir sur case noire c7 · Tour blanche sur case blanche d7 · Fou blanc sur case noire e5 · Roi blanc sur case blanche g2 | Tour noire sur case blanche a8 · Cavalier noir sur case noire f8 · Roi noir sur case noire h8 · Fou noir sur case noire a7 · Pion noir sur case blanche b7 · Pion noir sur case noire c7 · Tour blanche sur case blanche d7 · Fou blanc sur case noire e5 · Roi blanc sur case blanche g2 | Tour noire sur case blanche a8 · Cavalier noir sur case noire f8 · Roi noir sur case noire h8 · Fou noir sur case noire a7 · Pion noir sur case blanche b7 · Pion noir sur case noire c7 · Tour blanche sur case blanche d7 · Fou blanc sur case noire e5 · Roi blanc sur case blanche g2 | Tour noire sur case blanche a8 · Cavalier noir sur case noire f8 · Roi noir sur case noire h8 · Fou noir sur case noire a7 · Pion noir sur case blanche b7 · Pion noir sur case noire c7 · Tour blanche sur case blanche d7 · Fou blanc sur case noire e5 · Roi blanc sur case blanche g2 | Tour noire sur case blanche a8 · Cavalier noir sur case noire f8 · Roi noir sur case noire h8 · Fou noir sur case noire a7 · Pion noir sur case blanche b7 · Pion noir sur case noire c7 · Tour blanche sur case blanche d7 · Fou blanc sur case noire e5 · Roi blanc sur case blanche g2 | Tour noire sur case blanche a8 · Cavalier noir sur case noire f8 · Roi noir sur case noire h8 · Fou noir sur case noire a7 · Pion noir sur case blanche b7 · Pion noir sur case noire c7 · Tour blanche sur case blanche d7 · Fou blanc sur case noire e5 · Roi blanc sur case blanche g2 | 6 |
| 5 | Tour noire sur case blanche a8 · Cavalier noir sur case noire f8 · Roi noir sur case noire h8 · Fou noir sur case noire a7 · Pion noir sur case blanche b7 · Pion noir sur case noire c7 · Tour blanche sur case blanche d7 · Fou blanc sur case noire e5 · Roi blanc sur case blanche g2 | Tour noire sur case blanche a8 · Cavalier noir sur case noire f8 · Roi noir sur case noire h8 · Fou noir sur case noire a7 · Pion noir sur case blanche b7 · Pion noir sur case noire c7 · Tour blanche sur case blanche d7 · Fou blanc sur case noire e5 · Roi blanc sur case blanche g2 | Tour noire sur case blanche a8 · Cavalier noir sur case noire f8 · Roi noir sur case noire h8 · Fou noir sur case noire a7 · Pion noir sur case blanche b7 · Pion noir sur case noire c7 · Tour blanche sur case blanche d7 · Fou blanc sur case noire e5 · Roi blanc sur case blanche g2 | Tour noire sur case blanche a8 · Cavalier noir sur case noire f8 · Roi noir sur case noire h8 · Fou noir sur case noire a7 · Pion noir sur case blanche b7 · Pion noir sur case noire c7 · Tour blanche sur case blanche d7 · Fou blanc sur case noire e5 · Roi blanc sur case blanche g2 | Tour noire sur case blanche a8 · Cavalier noir sur case noire f8 · Roi noir sur case noire h8 · Fou noir sur case noire a7 · Pion noir sur case blanche b7 · Pion noir sur case noire c7 · Tour blanche sur case blanche d7 · Fou blanc sur case noire e5 · Roi blanc sur case blanche g2 | Tour noire sur case blanche a8 · Cavalier noir sur case noire f8 · Roi noir sur case noire h8 · Fou noir sur case noire a7 · Pion noir sur case blanche b7 · Pion noir sur case noire c7 · Tour blanche sur case blanche d7 · Fou blanc sur case noire e5 · Roi blanc sur case blanche g2 | Tour noire sur case blanche a8 · Cavalier noir sur case noire f8 · Roi noir sur case noire h8 · Fou noir sur case noire a7 · Pion noir sur case blanche b7 · Pion noir sur case noire c7 · Tour blanche sur case blanche d7 · Fou blanc sur case noire e5 · Roi blanc sur case blanche g2 | Tour noire sur case blanche a8 · Cavalier noir sur case noire f8 · Roi noir sur case noire h8 · Fou noir sur case noire a7 · Pion noir sur case blanche b7 · Pion noir sur case noire c7 · Tour blanche sur case blanche d7 · Fou blanc sur case noire e5 · Roi blanc sur case blanche g2 | 5 |
| 4 | Tour noire sur case blanche a8 · Cavalier noir sur case noire f8 · Roi noir sur case noire h8 · Fou noir sur case noire a7 · Pion noir sur case blanche b7 · Pion noir sur case noire c7 · Tour blanche sur case blanche d7 · Fou blanc sur case noire e5 · Roi blanc sur case blanche g2 | Tour noire sur case blanche a8 · Cavalier noir sur case noire f8 · Roi noir sur case noire h8 · Fou noir sur case noire a7 · Pion noir sur case blanche b7 · Pion noir sur case noire c7 · Tour blanche sur case blanche d7 · Fou blanc sur case noire e5 · Roi blanc sur case blanche g2 | Tour noire sur case blanche a8 · Cavalier noir sur case noire f8 · Roi noir sur case noire h8 · Fou noir sur case noire a7 · Pion noir sur case blanche b7 · Pion noir sur case noire c7 · Tour blanche sur case blanche d7 · Fou blanc sur case noire e5 · Roi blanc sur case blanche g2 | Tour noire sur case blanche a8 · Cavalier noir sur case noire f8 · Roi noir sur case noire h8 · Fou noir sur case noire a7 · Pion noir sur case blanche b7 · Pion noir sur case noire c7 · Tour blanche sur case blanche d7 · Fou blanc sur case noire e5 · Roi blanc sur case blanche g2 | Tour noire sur case blanche a8 · Cavalier noir sur case noire f8 · Roi noir sur case noire h8 · Fou noir sur case noire a7 · Pion noir sur case blanche b7 · Pion noir sur case noire c7 · Tour blanche sur case blanche d7 · Fou blanc sur case noire e5 · Roi blanc sur case blanche g2 | Tour noire sur case blanche a8 · Cavalier noir sur case noire f8 · Roi noir sur case noire h8 · Fou noir sur case noire a7 · Pion noir sur case blanche b7 · Pion noir sur case noire c7 · Tour blanche sur case blanche d7 · Fou blanc sur case noire e5 · Roi blanc sur case blanche g2 | Tour noire sur case blanche a8 · Cavalier noir sur case noire f8 · Roi noir sur case noire h8 · Fou noir sur case noire a7 · Pion noir sur case blanche b7 · Pion noir sur case noire c7 · Tour blanche sur case blanche d7 · Fou blanc sur case noire e5 · Roi blanc sur case blanche g2 | Tour noire sur case blanche a8 · Cavalier noir sur case noire f8 · Roi noir sur case noire h8 · Fou noir sur case noire a7 · Pion noir sur case blanche b7 · Pion noir sur case noire c7 · Tour blanche sur case blanche d7 · Fou blanc sur case noire e5 · Roi blanc sur case blanche g2 | 4 |
| 3 | Tour noire sur case blanche a8 · Cavalier noir sur case noire f8 · Roi noir sur case noire h8 · Fou noir sur case noire a7 · Pion noir sur case blanche b7 · Pion noir sur case noire c7 · Tour blanche sur case blanche d7 · Fou blanc sur case noire e5 · Roi blanc sur case blanche g2 | Tour noire sur case blanche a8 · Cavalier noir sur case noire f8 · Roi noir sur case noire h8 · Fou noir sur case noire a7 · Pion noir sur case blanche b7 · Pion noir sur case noire c7 · Tour blanche sur case blanche d7 · Fou blanc sur case noire e5 · Roi blanc sur case blanche g2 | Tour noire sur case blanche a8 · Cavalier noir sur case noire f8 · Roi noir sur case noire h8 · Fou noir sur case noire a7 · Pion noir sur case blanche b7 · Pion noir sur case noire c7 · Tour blanche sur case blanche d7 · Fou blanc sur case noire e5 · Roi blanc sur case blanche g2 | Tour noire sur case blanche a8 · Cavalier noir sur case noire f8 · Roi noir sur case noire h8 · Fou noir sur case noire a7 · Pion noir sur case blanche b7 · Pion noir sur case noire c7 · Tour blanche sur case blanche d7 · Fou blanc sur case noire e5 · Roi blanc sur case blanche g2 | Tour noire sur case blanche a8 · Cavalier noir sur case noire f8 · Roi noir sur case noire h8 · Fou noir sur case noire a7 · Pion noir sur case blanche b7 · Pion noir sur case noire c7 · Tour blanche sur case blanche d7 · Fou blanc sur case noire e5 · Roi blanc sur case blanche g2 | Tour noire sur case blanche a8 · Cavalier noir sur case noire f8 · Roi noir sur case noire h8 · Fou noir sur case noire a7 · Pion noir sur case blanche b7 · Pion noir sur case noire c7 · Tour blanche sur case blanche d7 · Fou blanc sur case noire e5 · Roi blanc sur case blanche g2 | Tour noire sur case blanche a8 · Cavalier noir sur case noire f8 · Roi noir sur case noire h8 · Fou noir sur case noire a7 · Pion noir sur case blanche b7 · Pion noir sur case noire c7 · Tour blanche sur case blanche d7 · Fou blanc sur case noire e5 · Roi blanc sur case blanche g2 | Tour noire sur case blanche a8 · Cavalier noir sur case noire f8 · Roi noir sur case noire h8 · Fou noir sur case noire a7 · Pion noir sur case blanche b7 · Pion noir sur case noire c7 · Tour blanche sur case blanche d7 · Fou blanc sur case noire e5 · Roi blanc sur case blanche g2 | 3 |
| 2 | Tour noire sur case blanche a8 · Cavalier noir sur case noire f8 · Roi noir sur case noire h8 · Fou noir sur case noire a7 · Pion noir sur case blanche b7 · Pion noir sur case noire c7 · Tour blanche sur case blanche d7 · Fou blanc sur case noire e5 · Roi blanc sur case blanche g2 | Tour noire sur case blanche a8 · Cavalier noir sur case noire f8 · Roi noir sur case noire h8 · Fou noir sur case noire a7 · Pion noir sur case blanche b7 · Pion noir sur case noire c7 · Tour blanche sur case blanche d7 · Fou blanc sur case noire e5 · Roi blanc sur case blanche g2 | Tour noire sur case blanche a8 · Cavalier noir sur case noire f8 · Roi noir sur case noire h8 · Fou noir sur case noire a7 · Pion noir sur case blanche b7 · Pion noir sur case noire c7 · Tour blanche sur case blanche d7 · Fou blanc sur case noire e5 · Roi blanc sur case blanche g2 | Tour noire sur case blanche a8 · Cavalier noir sur case noire f8 · Roi noir sur case noire h8 · Fou noir sur case noire a7 · Pion noir sur case blanche b7 · Pion noir sur case noire c7 · Tour blanche sur case blanche d7 · Fou blanc sur case noire e5 · Roi blanc sur case blanche g2 | Tour noire sur case blanche a8 · Cavalier noir sur case noire f8 · Roi noir sur case noire h8 · Fou noir sur case noire a7 · Pion noir sur case blanche b7 · Pion noir sur case noire c7 · Tour blanche sur case blanche d7 · Fou blanc sur case noire e5 · Roi blanc sur case blanche g2 | Tour noire sur case blanche a8 · Cavalier noir sur case noire f8 · Roi noir sur case noire h8 · Fou noir sur case noire a7 · Pion noir sur case blanche b7 · Pion noir sur case noire c7 · Tour blanche sur case blanche d7 · Fou blanc sur case noire e5 · Roi blanc sur case blanche g2 | Tour noire sur case blanche a8 · Cavalier noir sur case noire f8 · Roi noir sur case noire h8 · Fou noir sur case noire a7 · Pion noir sur case blanche b7 · Pion noir sur case noire c7 · Tour blanche sur case blanche d7 · Fou blanc sur case noire e5 · Roi blanc sur case blanche g2 | Tour noire sur case blanche a8 · Cavalier noir sur case noire f8 · Roi noir sur case noire h8 · Fou noir sur case noire a7 · Pion noir sur case blanche b7 · Pion noir sur case noire c7 · Tour blanche sur case blanche d7 · Fou blanc sur case noire e5 · Roi blanc sur case blanche g2 | 2 |
| 1 | Tour noire sur case blanche a8 · Cavalier noir sur case noire f8 · Roi noir sur case noire h8 · Fou noir sur case noire a7 · Pion noir sur case blanche b7 · Pion noir sur case noire c7 · Tour blanche sur case blanche d7 · Fou blanc sur case noire e5 · Roi blanc sur case blanche g2 | Tour noire sur case blanche a8 · Cavalier noir sur case noire f8 · Roi noir sur case noire h8 · Fou noir sur case noire a7 · Pion noir sur case blanche b7 · Pion noir sur case noire c7 · Tour blanche sur case blanche d7 · Fou blanc sur case noire e5 · Roi blanc sur case blanche g2 | Tour noire sur case blanche a8 · Cavalier noir sur case noire f8 · Roi noir sur case noire h8 · Fou noir sur case noire a7 · Pion noir sur case blanche b7 · Pion noir sur case noire c7 · Tour blanche sur case blanche d7 · Fou blanc sur case noire e5 · Roi blanc sur case blanche g2 | Tour noire sur case blanche a8 · Cavalier noir sur case noire f8 · Roi noir sur case noire h8 · Fou noir sur case noire a7 · Pion noir sur case blanche b7 · Pion noir sur case noire c7 · Tour blanche sur case blanche d7 · Fou blanc sur case noire e5 · Roi blanc sur case blanche g2 | Tour noire sur case blanche a8 · Cavalier noir sur case noire f8 · Roi noir sur case noire h8 · Fou noir sur case noire a7 · Pion noir sur case blanche b7 · Pion noir sur case noire c7 · Tour blanche sur case blanche d7 · Fou blanc sur case noire e5 · Roi blanc sur case blanche g2 | Tour noire sur case blanche a8 · Cavalier noir sur case noire f8 · Roi noir sur case noire h8 · Fou noir sur case noire a7 · Pion noir sur case blanche b7 · Pion noir sur case noire c7 · Tour blanche sur case blanche d7 · Fou blanc sur case noire e5 · Roi blanc sur case blanche g2 | Tour noire sur case blanche a8 · Cavalier noir sur case noire f8 · Roi noir sur case noire h8 · Fou noir sur case noire a7 · Pion noir sur case blanche b7 · Pion noir sur case noire c7 · Tour blanche sur case blanche d7 · Fou blanc sur case noire e5 · Roi blanc sur case blanche g2 | Tour noire sur case blanche a8 · Cavalier noir sur case noire f8 · Roi noir sur case noire h8 · Fou noir sur case noire a7 · Pion noir sur case blanche b7 · Pion noir sur case noire c7 · Tour blanche sur case blanche d7 · Fou blanc sur case noire e5 · Roi blanc sur case blanche g2 | 1 |
|   | a | b | c | d | e | f | g | h |   |

|   | a | b | c | d | e | f | g | h |   |
| 8 | Tour noire sur case blanche a8 · Cavalier noir sur case noire f8 · Roi noir sur case blanche g8 · Fou noir sur case noire a7 · Pion noir sur case blanche b7 · Pion noir sur case noire c7 · Tour blanche sur case blanche d7 · Fou blanc sur case noire e5 · Roi blanc sur case blanche g2 | Tour noire sur case blanche a8 · Cavalier noir sur case noire f8 · Roi noir sur case blanche g8 · Fou noir sur case noire a7 · Pion noir sur case blanche b7 · Pion noir sur case noire c7 · Tour blanche sur case blanche d7 · Fou blanc sur case noire e5 · Roi blanc sur case blanche g2 | Tour noire sur case blanche a8 · Cavalier noir sur case noire f8 · Roi noir sur case blanche g8 · Fou noir sur case noire a7 · Pion noir sur case blanche b7 · Pion noir sur case noire c7 · Tour blanche sur case blanche d7 · Fou blanc sur case noire e5 · Roi blanc sur case blanche g2 | Tour noire sur case blanche a8 · Cavalier noir sur case noire f8 · Roi noir sur case blanche g8 · Fou noir sur case noire a7 · Pion noir sur case blanche b7 · Pion noir sur case noire c7 · Tour blanche sur case blanche d7 · Fou blanc sur case noire e5 · Roi blanc sur case blanche g2 | Tour noire sur case blanche a8 · Cavalier noir sur case noire f8 · Roi noir sur case blanche g8 · Fou noir sur case noire a7 · Pion noir sur case blanche b7 · Pion noir sur case noire c7 · Tour blanche sur case blanche d7 · Fou blanc sur case noire e5 · Roi blanc sur case blanche g2 | Tour noire sur case blanche a8 · Cavalier noir sur case noire f8 · Roi noir sur case blanche g8 · Fou noir sur case noire a7 · Pion noir sur case blanche b7 · Pion noir sur case noire c7 · Tour blanche sur case blanche d7 · Fou blanc sur case noire e5 · Roi blanc sur case blanche g2 | Tour noire sur case blanche a8 · Cavalier noir sur case noire f8 · Roi noir sur case blanche g8 · Fou noir sur case noire a7 · Pion noir sur case blanche b7 · Pion noir sur case noire c7 · Tour blanche sur case blanche d7 · Fou blanc sur case noire e5 · Roi blanc sur case blanche g2 | Tour noire sur case blanche a8 · Cavalier noir sur case noire f8 · Roi noir sur case blanche g8 · Fou noir sur case noire a7 · Pion noir sur case blanche b7 · Pion noir sur case noire c7 · Tour blanche sur case blanche d7 · Fou blanc sur case noire e5 · Roi blanc sur case blanche g2 | 8 |
| 7 | Tour noire sur case blanche a8 · Cavalier noir sur case noire f8 · Roi noir sur case blanche g8 · Fou noir sur case noire a7 · Pion noir sur case blanche b7 · Pion noir sur case noire c7 · Tour blanche sur case blanche d7 · Fou blanc sur case noire e5 · Roi blanc sur case blanche g2 | Tour noire sur case blanche a8 · Cavalier noir sur case noire f8 · Roi noir sur case blanche g8 · Fou noir sur case noire a7 · Pion noir sur case blanche b7 · Pion noir sur case noire c7 · Tour blanche sur case blanche d7 · Fou blanc sur case noire e5 · Roi blanc sur case blanche g2 | Tour noire sur case blanche a8 · Cavalier noir sur case noire f8 · Roi noir sur case blanche g8 · Fou noir sur case noire a7 · Pion noir sur case blanche b7 · Pion noir sur case noire c7 · Tour blanche sur case blanche d7 · Fou blanc sur case noire e5 · Roi blanc sur case blanche g2 | Tour noire sur case blanche a8 · Cavalier noir sur case noire f8 · Roi noir sur case blanche g8 · Fou noir sur case noire a7 · Pion noir sur case blanche b7 · Pion noir sur case noire c7 · Tour blanche sur case blanche d7 · Fou blanc sur case noire e5 · Roi blanc sur case blanche g2 | Tour noire sur case blanche a8 · Cavalier noir sur case noire f8 · Roi noir sur case blanche g8 · Fou noir sur case noire a7 · Pion noir sur case blanche b7 · Pion noir sur case noire c7 · Tour blanche sur case blanche d7 · Fou blanc sur case noire e5 · Roi blanc sur case blanche g2 | Tour noire sur case blanche a8 · Cavalier noir sur case noire f8 · Roi noir sur case blanche g8 · Fou noir sur case noire a7 · Pion noir sur case blanche b7 · Pion noir sur case noire c7 · Tour blanche sur case blanche d7 · Fou blanc sur case noire e5 · Roi blanc sur case blanche g2 | Tour noire sur case blanche a8 · Cavalier noir sur case noire f8 · Roi noir sur case blanche g8 · Fou noir sur case noire a7 · Pion noir sur case blanche b7 · Pion noir sur case noire c7 · Tour blanche sur case blanche d7 · Fou blanc sur case noire e5 · Roi blanc sur case blanche g2 | Tour noire sur case blanche a8 · Cavalier noir sur case noire f8 · Roi noir sur case blanche g8 · Fou noir sur case noire a7 · Pion noir sur case blanche b7 · Pion noir sur case noire c7 · Tour blanche sur case blanche d7 · Fou blanc sur case noire e5 · Roi blanc sur case blanche g2 | 7 |
| 6 | Tour noire sur case blanche a8 · Cavalier noir sur case noire f8 · Roi noir sur case blanche g8 · Fou noir sur case noire a7 · Pion noir sur case blanche b7 · Pion noir sur case noire c7 · Tour blanche sur case blanche d7 · Fou blanc sur case noire e5 · Roi blanc sur case blanche g2 | Tour noire sur case blanche a8 · Cavalier noir sur case noire f8 · Roi noir sur case blanche g8 · Fou noir sur case noire a7 · Pion noir sur case blanche b7 · Pion noir sur case noire c7 · Tour blanche sur case blanche d7 · Fou blanc sur case noire e5 · Roi blanc sur case blanche g2 | Tour noire sur case blanche a8 · Cavalier noir sur case noire f8 · Roi noir sur case blanche g8 · Fou noir sur case noire a7 · Pion noir sur case blanche b7 · Pion noir sur case noire c7 · Tour blanche sur case blanche d7 · Fou blanc sur case noire e5 · Roi blanc sur case blanche g2 | Tour noire sur case blanche a8 · Cavalier noir sur case noire f8 · Roi noir sur case blanche g8 · Fou noir sur case noire a7 · Pion noir sur case blanche b7 · Pion noir sur case noire c7 · Tour blanche sur case blanche d7 · Fou blanc sur case noire e5 · Roi blanc sur case blanche g2 | Tour noire sur case blanche a8 · Cavalier noir sur case noire f8 · Roi noir sur case blanche g8 · Fou noir sur case noire a7 · Pion noir sur case blanche b7 · Pion noir sur case noire c7 · Tour blanche sur case blanche d7 · Fou blanc sur case noire e5 · Roi blanc sur case blanche g2 | Tour noire sur case blanche a8 · Cavalier noir sur case noire f8 · Roi noir sur case blanche g8 · Fou noir sur case noire a7 · Pion noir sur case blanche b7 · Pion noir sur case noire c7 · Tour blanche sur case blanche d7 · Fou blanc sur case noire e5 · Roi blanc sur case blanche g2 | Tour noire sur case blanche a8 · Cavalier noir sur case noire f8 · Roi noir sur case blanche g8 · Fou noir sur case noire a7 · Pion noir sur case blanche b7 · Pion noir sur case noire c7 · Tour blanche sur case blanche d7 · Fou blanc sur case noire e5 · Roi blanc sur case blanche g2 | Tour noire sur case blanche a8 · Cavalier noir sur case noire f8 · Roi noir sur case blanche g8 · Fou noir sur case noire a7 · Pion noir sur case blanche b7 · Pion noir sur case noire c7 · Tour blanche sur case blanche d7 · Fou blanc sur case noire e5 · Roi blanc sur case blanche g2 | 6 |
| 5 | Tour noire sur case blanche a8 · Cavalier noir sur case noire f8 · Roi noir sur case blanche g8 · Fou noir sur case noire a7 · Pion noir sur case blanche b7 · Pion noir sur case noire c7 · Tour blanche sur case blanche d7 · Fou blanc sur case noire e5 · Roi blanc sur case blanche g2 | Tour noire sur case blanche a8 · Cavalier noir sur case noire f8 · Roi noir sur case blanche g8 · Fou noir sur case noire a7 · Pion noir sur case blanche b7 · Pion noir sur case noire c7 · Tour blanche sur case blanche d7 · Fou blanc sur case noire e5 · Roi blanc sur case blanche g2 | Tour noire sur case blanche a8 · Cavalier noir sur case noire f8 · Roi noir sur case blanche g8 · Fou noir sur case noire a7 · Pion noir sur case blanche b7 · Pion noir sur case noire c7 · Tour blanche sur case blanche d7 · Fou blanc sur case noire e5 · Roi blanc sur case blanche g2 | Tour noire sur case blanche a8 · Cavalier noir sur case noire f8 · Roi noir sur case blanche g8 · Fou noir sur case noire a7 · Pion noir sur case blanche b7 · Pion noir sur case noire c7 · Tour blanche sur case blanche d7 · Fou blanc sur case noire e5 · Roi blanc sur case blanche g2 | Tour noire sur case blanche a8 · Cavalier noir sur case noire f8 · Roi noir sur case blanche g8 · Fou noir sur case noire a7 · Pion noir sur case blanche b7 · Pion noir sur case noire c7 · Tour blanche sur case blanche d7 · Fou blanc sur case noire e5 · Roi blanc sur case blanche g2 | Tour noire sur case blanche a8 · Cavalier noir sur case noire f8 · Roi noir sur case blanche g8 · Fou noir sur case noire a7 · Pion noir sur case blanche b7 · Pion noir sur case noire c7 · Tour blanche sur case blanche d7 · Fou blanc sur case noire e5 · Roi blanc sur case blanche g2 | Tour noire sur case blanche a8 · Cavalier noir sur case noire f8 · Roi noir sur case blanche g8 · Fou noir sur case noire a7 · Pion noir sur case blanche b7 · Pion noir sur case noire c7 · Tour blanche sur case blanche d7 · Fou blanc sur case noire e5 · Roi blanc sur case blanche g2 | Tour noire sur case blanche a8 · Cavalier noir sur case noire f8 · Roi noir sur case blanche g8 · Fou noir sur case noire a7 · Pion noir sur case blanche b7 · Pion noir sur case noire c7 · Tour blanche sur case blanche d7 · Fou blanc sur case noire e5 · Roi blanc sur case blanche g2 | 5 |
| 4 | Tour noire sur case blanche a8 · Cavalier noir sur case noire f8 · Roi noir sur case blanche g8 · Fou noir sur case noire a7 · Pion noir sur case blanche b7 · Pion noir sur case noire c7 · Tour blanche sur case blanche d7 · Fou blanc sur case noire e5 · Roi blanc sur case blanche g2 | Tour noire sur case blanche a8 · Cavalier noir sur case noire f8 · Roi noir sur case blanche g8 · Fou noir sur case noire a7 · Pion noir sur case blanche b7 · Pion noir sur case noire c7 · Tour blanche sur case blanche d7 · Fou blanc sur case noire e5 · Roi blanc sur case blanche g2 | Tour noire sur case blanche a8 · Cavalier noir sur case noire f8 · Roi noir sur case blanche g8 · Fou noir sur case noire a7 · Pion noir sur case blanche b7 · Pion noir sur case noire c7 · Tour blanche sur case blanche d7 · Fou blanc sur case noire e5 · Roi blanc sur case blanche g2 | Tour noire sur case blanche a8 · Cavalier noir sur case noire f8 · Roi noir sur case blanche g8 · Fou noir sur case noire a7 · Pion noir sur case blanche b7 · Pion noir sur case noire c7 · Tour blanche sur case blanche d7 · Fou blanc sur case noire e5 · Roi blanc sur case blanche g2 | Tour noire sur case blanche a8 · Cavalier noir sur case noire f8 · Roi noir sur case blanche g8 · Fou noir sur case noire a7 · Pion noir sur case blanche b7 · Pion noir sur case noire c7 · Tour blanche sur case blanche d7 · Fou blanc sur case noire e5 · Roi blanc sur case blanche g2 | Tour noire sur case blanche a8 · Cavalier noir sur case noire f8 · Roi noir sur case blanche g8 · Fou noir sur case noire a7 · Pion noir sur case blanche b7 · Pion noir sur case noire c7 · Tour blanche sur case blanche d7 · Fou blanc sur case noire e5 · Roi blanc sur case blanche g2 | Tour noire sur case blanche a8 · Cavalier noir sur case noire f8 · Roi noir sur case blanche g8 · Fou noir sur case noire a7 · Pion noir sur case blanche b7 · Pion noir sur case noire c7 · Tour blanche sur case blanche d7 · Fou blanc sur case noire e5 · Roi blanc sur case blanche g2 | Tour noire sur case blanche a8 · Cavalier noir sur case noire f8 · Roi noir sur case blanche g8 · Fou noir sur case noire a7 · Pion noir sur case blanche b7 · Pion noir sur case noire c7 · Tour blanche sur case blanche d7 · Fou blanc sur case noire e5 · Roi blanc sur case blanche g2 | 4 |
| 3 | Tour noire sur case blanche a8 · Cavalier noir sur case noire f8 · Roi noir sur case blanche g8 · Fou noir sur case noire a7 · Pion noir sur case blanche b7 · Pion noir sur case noire c7 · Tour blanche sur case blanche d7 · Fou blanc sur case noire e5 · Roi blanc sur case blanche g2 | Tour noire sur case blanche a8 · Cavalier noir sur case noire f8 · Roi noir sur case blanche g8 · Fou noir sur case noire a7 · Pion noir sur case blanche b7 · Pion noir sur case noire c7 · Tour blanche sur case blanche d7 · Fou blanc sur case noire e5 · Roi blanc sur case blanche g2 | Tour noire sur case blanche a8 · Cavalier noir sur case noire f8 · Roi noir sur case blanche g8 · Fou noir sur case noire a7 · Pion noir sur case blanche b7 · Pion noir sur case noire c7 · Tour blanche sur case blanche d7 · Fou blanc sur case noire e5 · Roi blanc sur case blanche g2 | Tour noire sur case blanche a8 · Cavalier noir sur case noire f8 · Roi noir sur case blanche g8 · Fou noir sur case noire a7 · Pion noir sur case blanche b7 · Pion noir sur case noire c7 · Tour blanche sur case blanche d7 · Fou blanc sur case noire e5 · Roi blanc sur case blanche g2 | Tour noire sur case blanche a8 · Cavalier noir sur case noire f8 · Roi noir sur case blanche g8 · Fou noir sur case noire a7 · Pion noir sur case blanche b7 · Pion noir sur case noire c7 · Tour blanche sur case blanche d7 · Fou blanc sur case noire e5 · Roi blanc sur case blanche g2 | Tour noire sur case blanche a8 · Cavalier noir sur case noire f8 · Roi noir sur case blanche g8 · Fou noir sur case noire a7 · Pion noir sur case blanche b7 · Pion noir sur case noire c7 · Tour blanche sur case blanche d7 · Fou blanc sur case noire e5 · Roi blanc sur case blanche g2 | Tour noire sur case blanche a8 · Cavalier noir sur case noire f8 · Roi noir sur case blanche g8 · Fou noir sur case noire a7 · Pion noir sur case blanche b7 · Pion noir sur case noire c7 · Tour blanche sur case blanche d7 · Fou blanc sur case noire e5 · Roi blanc sur case blanche g2 | Tour noire sur case blanche a8 · Cavalier noir sur case noire f8 · Roi noir sur case blanche g8 · Fou noir sur case noire a7 · Pion noir sur case blanche b7 · Pion noir sur case noire c7 · Tour blanche sur case blanche d7 · Fou blanc sur case noire e5 · Roi blanc sur case blanche g2 | 3 |
| 2 | Tour noire sur case blanche a8 · Cavalier noir sur case noire f8 · Roi noir sur case blanche g8 · Fou noir sur case noire a7 · Pion noir sur case blanche b7 · Pion noir sur case noire c7 · Tour blanche sur case blanche d7 · Fou blanc sur case noire e5 · Roi blanc sur case blanche g2 | Tour noire sur case blanche a8 · Cavalier noir sur case noire f8 · Roi noir sur case blanche g8 · Fou noir sur case noire a7 · Pion noir sur case blanche b7 · Pion noir sur case noire c7 · Tour blanche sur case blanche d7 · Fou blanc sur case noire e5 · Roi blanc sur case blanche g2 | Tour noire sur case blanche a8 · Cavalier noir sur case noire f8 · Roi noir sur case blanche g8 · Fou noir sur case noire a7 · Pion noir sur case blanche b7 · Pion noir sur case noire c7 · Tour blanche sur case blanche d7 · Fou blanc sur case noire e5 · Roi blanc sur case blanche g2 | Tour noire sur case blanche a8 · Cavalier noir sur case noire f8 · Roi noir sur case blanche g8 · Fou noir sur case noire a7 · Pion noir sur case blanche b7 · Pion noir sur case noire c7 · Tour blanche sur case blanche d7 · Fou blanc sur case noire e5 · Roi blanc sur case blanche g2 | Tour noire sur case blanche a8 · Cavalier noir sur case noire f8 · Roi noir sur case blanche g8 · Fou noir sur case noire a7 · Pion noir sur case blanche b7 · Pion noir sur case noire c7 · Tour blanche sur case blanche d7 · Fou blanc sur case noire e5 · Roi blanc sur case blanche g2 | Tour noire sur case blanche a8 · Cavalier noir sur case noire f8 · Roi noir sur case blanche g8 · Fou noir sur case noire a7 · Pion noir sur case blanche b7 · Pion noir sur case noire c7 · Tour blanche sur case blanche d7 · Fou blanc sur case noire e5 · Roi blanc sur case blanche g2 | Tour noire sur case blanche a8 · Cavalier noir sur case noire f8 · Roi noir sur case blanche g8 · Fou noir sur case noire a7 · Pion noir sur case blanche b7 · Pion noir sur case noire c7 · Tour blanche sur case blanche d7 · Fou blanc sur case noire e5 · Roi blanc sur case blanche g2 | Tour noire sur case blanche a8 · Cavalier noir sur case noire f8 · Roi noir sur case blanche g8 · Fou noir sur case noire a7 · Pion noir sur case blanche b7 · Pion noir sur case noire c7 · Tour blanche sur case blanche d7 · Fou blanc sur case noire e5 · Roi blanc sur case blanche g2 | 2 |
| 1 | Tour noire sur case blanche a8 · Cavalier noir sur case noire f8 · Roi noir sur case blanche g8 · Fou noir sur case noire a7 · Pion noir sur case blanche b7 · Pion noir sur case noire c7 · Tour blanche sur case blanche d7 · Fou blanc sur case noire e5 · Roi blanc sur case blanche g2 | Tour noire sur case blanche a8 · Cavalier noir sur case noire f8 · Roi noir sur case blanche g8 · Fou noir sur case noire a7 · Pion noir sur case blanche b7 · Pion noir sur case noire c7 · Tour blanche sur case blanche d7 · Fou blanc sur case noire e5 · Roi blanc sur case blanche g2 | Tour noire sur case blanche a8 · Cavalier noir sur case noire f8 · Roi noir sur case blanche g8 · Fou noir sur case noire a7 · Pion noir sur case blanche b7 · Pion noir sur case noire c7 · Tour blanche sur case blanche d7 · Fou blanc sur case noire e5 · Roi blanc sur case blanche g2 | Tour noire sur case blanche a8 · Cavalier noir sur case noire f8 · Roi noir sur case blanche g8 · Fou noir sur case noire a7 · Pion noir sur case blanche b7 · Pion noir sur case noire c7 · Tour blanche sur case blanche d7 · Fou blanc sur case noire e5 · Roi blanc sur case blanche g2 | Tour noire sur case blanche a8 · Cavalier noir sur case noire f8 · Roi noir sur case blanche g8 · Fou noir sur case noire a7 · Pion noir sur case blanche b7 · Pion noir sur case noire c7 · Tour blanche sur case blanche d7 · Fou blanc sur case noire e5 · Roi blanc sur case blanche g2 | Tour noire sur case blanche a8 · Cavalier noir sur case noire f8 · Roi noir sur case blanche g8 · Fou noir sur case noire a7 · Pion noir sur case blanche b7 · Pion noir sur case noire c7 · Tour blanche sur case blanche d7 · Fou blanc sur case noire e5 · Roi blanc sur case blanche g2 | Tour noire sur case blanche a8 · Cavalier noir sur case noire f8 · Roi noir sur case blanche g8 · Fou noir sur case noire a7 · Pion noir sur case blanche b7 · Pion noir sur case noire c7 · Tour blanche sur case blanche d7 · Fou blanc sur case noire e5 · Roi blanc sur case blanche g2 | Tour noire sur case blanche a8 · Cavalier noir sur case noire f8 · Roi noir sur case blanche g8 · Fou noir sur case noire a7 · Pion noir sur case blanche b7 · Pion noir sur case noire c7 · Tour blanche sur case blanche d7 · Fou blanc sur case noire e5 · Roi blanc sur case blanche g2 | 1 |
|   | a | b | c | d | e | f | g | h |   |

|   | a | b | c | d | e | f | g | h |   |
| 8 | Tour noire sur case blanche a8 · Cavalier noir sur case noire f8 · Roi noir sur case blanche g8 · Fou noir sur case noire a7 · Pion noir sur case blanche b7 · Pion noir sur case noire c7 · Tour blanche sur case noire g7 · Fou blanc sur case noire e5 · Roi blanc sur case blanche g2 | Tour noire sur case blanche a8 · Cavalier noir sur case noire f8 · Roi noir sur case blanche g8 · Fou noir sur case noire a7 · Pion noir sur case blanche b7 · Pion noir sur case noire c7 · Tour blanche sur case noire g7 · Fou blanc sur case noire e5 · Roi blanc sur case blanche g2 | Tour noire sur case blanche a8 · Cavalier noir sur case noire f8 · Roi noir sur case blanche g8 · Fou noir sur case noire a7 · Pion noir sur case blanche b7 · Pion noir sur case noire c7 · Tour blanche sur case noire g7 · Fou blanc sur case noire e5 · Roi blanc sur case blanche g2 | Tour noire sur case blanche a8 · Cavalier noir sur case noire f8 · Roi noir sur case blanche g8 · Fou noir sur case noire a7 · Pion noir sur case blanche b7 · Pion noir sur case noire c7 · Tour blanche sur case noire g7 · Fou blanc sur case noire e5 · Roi blanc sur case blanche g2 | Tour noire sur case blanche a8 · Cavalier noir sur case noire f8 · Roi noir sur case blanche g8 · Fou noir sur case noire a7 · Pion noir sur case blanche b7 · Pion noir sur case noire c7 · Tour blanche sur case noire g7 · Fou blanc sur case noire e5 · Roi blanc sur case blanche g2 | Tour noire sur case blanche a8 · Cavalier noir sur case noire f8 · Roi noir sur case blanche g8 · Fou noir sur case noire a7 · Pion noir sur case blanche b7 · Pion noir sur case noire c7 · Tour blanche sur case noire g7 · Fou blanc sur case noire e5 · Roi blanc sur case blanche g2 | Tour noire sur case blanche a8 · Cavalier noir sur case noire f8 · Roi noir sur case blanche g8 · Fou noir sur case noire a7 · Pion noir sur case blanche b7 · Pion noir sur case noire c7 · Tour blanche sur case noire g7 · Fou blanc sur case noire e5 · Roi blanc sur case blanche g2 | Tour noire sur case blanche a8 · Cavalier noir sur case noire f8 · Roi noir sur case blanche g8 · Fou noir sur case noire a7 · Pion noir sur case blanche b7 · Pion noir sur case noire c7 · Tour blanche sur case noire g7 · Fou blanc sur case noire e5 · Roi blanc sur case blanche g2 | 8 |
| 7 | Tour noire sur case blanche a8 · Cavalier noir sur case noire f8 · Roi noir sur case blanche g8 · Fou noir sur case noire a7 · Pion noir sur case blanche b7 · Pion noir sur case noire c7 · Tour blanche sur case noire g7 · Fou blanc sur case noire e5 · Roi blanc sur case blanche g2 | Tour noire sur case blanche a8 · Cavalier noir sur case noire f8 · Roi noir sur case blanche g8 · Fou noir sur case noire a7 · Pion noir sur case blanche b7 · Pion noir sur case noire c7 · Tour blanche sur case noire g7 · Fou blanc sur case noire e5 · Roi blanc sur case blanche g2 | Tour noire sur case blanche a8 · Cavalier noir sur case noire f8 · Roi noir sur case blanche g8 · Fou noir sur case noire a7 · Pion noir sur case blanche b7 · Pion noir sur case noire c7 · Tour blanche sur case noire g7 · Fou blanc sur case noire e5 · Roi blanc sur case blanche g2 | Tour noire sur case blanche a8 · Cavalier noir sur case noire f8 · Roi noir sur case blanche g8 · Fou noir sur case noire a7 · Pion noir sur case blanche b7 · Pion noir sur case noire c7 · Tour blanche sur case noire g7 · Fou blanc sur case noire e5 · Roi blanc sur case blanche g2 | Tour noire sur case blanche a8 · Cavalier noir sur case noire f8 · Roi noir sur case blanche g8 · Fou noir sur case noire a7 · Pion noir sur case blanche b7 · Pion noir sur case noire c7 · Tour blanche sur case noire g7 · Fou blanc sur case noire e5 · Roi blanc sur case blanche g2 | Tour noire sur case blanche a8 · Cavalier noir sur case noire f8 · Roi noir sur case blanche g8 · Fou noir sur case noire a7 · Pion noir sur case blanche b7 · Pion noir sur case noire c7 · Tour blanche sur case noire g7 · Fou blanc sur case noire e5 · Roi blanc sur case blanche g2 | Tour noire sur case blanche a8 · Cavalier noir sur case noire f8 · Roi noir sur case blanche g8 · Fou noir sur case noire a7 · Pion noir sur case blanche b7 · Pion noir sur case noire c7 · Tour blanche sur case noire g7 · Fou blanc sur case noire e5 · Roi blanc sur case blanche g2 | Tour noire sur case blanche a8 · Cavalier noir sur case noire f8 · Roi noir sur case blanche g8 · Fou noir sur case noire a7 · Pion noir sur case blanche b7 · Pion noir sur case noire c7 · Tour blanche sur case noire g7 · Fou blanc sur case noire e5 · Roi blanc sur case blanche g2 | 7 |
| 6 | Tour noire sur case blanche a8 · Cavalier noir sur case noire f8 · Roi noir sur case blanche g8 · Fou noir sur case noire a7 · Pion noir sur case blanche b7 · Pion noir sur case noire c7 · Tour blanche sur case noire g7 · Fou blanc sur case noire e5 · Roi blanc sur case blanche g2 | Tour noire sur case blanche a8 · Cavalier noir sur case noire f8 · Roi noir sur case blanche g8 · Fou noir sur case noire a7 · Pion noir sur case blanche b7 · Pion noir sur case noire c7 · Tour blanche sur case noire g7 · Fou blanc sur case noire e5 · Roi blanc sur case blanche g2 | Tour noire sur case blanche a8 · Cavalier noir sur case noire f8 · Roi noir sur case blanche g8 · Fou noir sur case noire a7 · Pion noir sur case blanche b7 · Pion noir sur case noire c7 · Tour blanche sur case noire g7 · Fou blanc sur case noire e5 · Roi blanc sur case blanche g2 | Tour noire sur case blanche a8 · Cavalier noir sur case noire f8 · Roi noir sur case blanche g8 · Fou noir sur case noire a7 · Pion noir sur case blanche b7 · Pion noir sur case noire c7 · Tour blanche sur case noire g7 · Fou blanc sur case noire e5 · Roi blanc sur case blanche g2 | Tour noire sur case blanche a8 · Cavalier noir sur case noire f8 · Roi noir sur case blanche g8 · Fou noir sur case noire a7 · Pion noir sur case blanche b7 · Pion noir sur case noire c7 · Tour blanche sur case noire g7 · Fou blanc sur case noire e5 · Roi blanc sur case blanche g2 | Tour noire sur case blanche a8 · Cavalier noir sur case noire f8 · Roi noir sur case blanche g8 · Fou noir sur case noire a7 · Pion noir sur case blanche b7 · Pion noir sur case noire c7 · Tour blanche sur case noire g7 · Fou blanc sur case noire e5 · Roi blanc sur case blanche g2 | Tour noire sur case blanche a8 · Cavalier noir sur case noire f8 · Roi noir sur case blanche g8 · Fou noir sur case noire a7 · Pion noir sur case blanche b7 · Pion noir sur case noire c7 · Tour blanche sur case noire g7 · Fou blanc sur case noire e5 · Roi blanc sur case blanche g2 | Tour noire sur case blanche a8 · Cavalier noir sur case noire f8 · Roi noir sur case blanche g8 · Fou noir sur case noire a7 · Pion noir sur case blanche b7 · Pion noir sur case noire c7 · Tour blanche sur case noire g7 · Fou blanc sur case noire e5 · Roi blanc sur case blanche g2 | 6 |
| 5 | Tour noire sur case blanche a8 · Cavalier noir sur case noire f8 · Roi noir sur case blanche g8 · Fou noir sur case noire a7 · Pion noir sur case blanche b7 · Pion noir sur case noire c7 · Tour blanche sur case noire g7 · Fou blanc sur case noire e5 · Roi blanc sur case blanche g2 | Tour noire sur case blanche a8 · Cavalier noir sur case noire f8 · Roi noir sur case blanche g8 · Fou noir sur case noire a7 · Pion noir sur case blanche b7 · Pion noir sur case noire c7 · Tour blanche sur case noire g7 · Fou blanc sur case noire e5 · Roi blanc sur case blanche g2 | Tour noire sur case blanche a8 · Cavalier noir sur case noire f8 · Roi noir sur case blanche g8 · Fou noir sur case noire a7 · Pion noir sur case blanche b7 · Pion noir sur case noire c7 · Tour blanche sur case noire g7 · Fou blanc sur case noire e5 · Roi blanc sur case blanche g2 | Tour noire sur case blanche a8 · Cavalier noir sur case noire f8 · Roi noir sur case blanche g8 · Fou noir sur case noire a7 · Pion noir sur case blanche b7 · Pion noir sur case noire c7 · Tour blanche sur case noire g7 · Fou blanc sur case noire e5 · Roi blanc sur case blanche g2 | Tour noire sur case blanche a8 · Cavalier noir sur case noire f8 · Roi noir sur case blanche g8 · Fou noir sur case noire a7 · Pion noir sur case blanche b7 · Pion noir sur case noire c7 · Tour blanche sur case noire g7 · Fou blanc sur case noire e5 · Roi blanc sur case blanche g2 | Tour noire sur case blanche a8 · Cavalier noir sur case noire f8 · Roi noir sur case blanche g8 · Fou noir sur case noire a7 · Pion noir sur case blanche b7 · Pion noir sur case noire c7 · Tour blanche sur case noire g7 · Fou blanc sur case noire e5 · Roi blanc sur case blanche g2 | Tour noire sur case blanche a8 · Cavalier noir sur case noire f8 · Roi noir sur case blanche g8 · Fou noir sur case noire a7 · Pion noir sur case blanche b7 · Pion noir sur case noire c7 · Tour blanche sur case noire g7 · Fou blanc sur case noire e5 · Roi blanc sur case blanche g2 | Tour noire sur case blanche a8 · Cavalier noir sur case noire f8 · Roi noir sur case blanche g8 · Fou noir sur case noire a7 · Pion noir sur case blanche b7 · Pion noir sur case noire c7 · Tour blanche sur case noire g7 · Fou blanc sur case noire e5 · Roi blanc sur case blanche g2 | 5 |
| 4 | Tour noire sur case blanche a8 · Cavalier noir sur case noire f8 · Roi noir sur case blanche g8 · Fou noir sur case noire a7 · Pion noir sur case blanche b7 · Pion noir sur case noire c7 · Tour blanche sur case noire g7 · Fou blanc sur case noire e5 · Roi blanc sur case blanche g2 | Tour noire sur case blanche a8 · Cavalier noir sur case noire f8 · Roi noir sur case blanche g8 · Fou noir sur case noire a7 · Pion noir sur case blanche b7 · Pion noir sur case noire c7 · Tour blanche sur case noire g7 · Fou blanc sur case noire e5 · Roi blanc sur case blanche g2 | Tour noire sur case blanche a8 · Cavalier noir sur case noire f8 · Roi noir sur case blanche g8 · Fou noir sur case noire a7 · Pion noir sur case blanche b7 · Pion noir sur case noire c7 · Tour blanche sur case noire g7 · Fou blanc sur case noire e5 · Roi blanc sur case blanche g2 | Tour noire sur case blanche a8 · Cavalier noir sur case noire f8 · Roi noir sur case blanche g8 · Fou noir sur case noire a7 · Pion noir sur case blanche b7 · Pion noir sur case noire c7 · Tour blanche sur case noire g7 · Fou blanc sur case noire e5 · Roi blanc sur case blanche g2 | Tour noire sur case blanche a8 · Cavalier noir sur case noire f8 · Roi noir sur case blanche g8 · Fou noir sur case noire a7 · Pion noir sur case blanche b7 · Pion noir sur case noire c7 · Tour blanche sur case noire g7 · Fou blanc sur case noire e5 · Roi blanc sur case blanche g2 | Tour noire sur case blanche a8 · Cavalier noir sur case noire f8 · Roi noir sur case blanche g8 · Fou noir sur case noire a7 · Pion noir sur case blanche b7 · Pion noir sur case noire c7 · Tour blanche sur case noire g7 · Fou blanc sur case noire e5 · Roi blanc sur case blanche g2 | Tour noire sur case blanche a8 · Cavalier noir sur case noire f8 · Roi noir sur case blanche g8 · Fou noir sur case noire a7 · Pion noir sur case blanche b7 · Pion noir sur case noire c7 · Tour blanche sur case noire g7 · Fou blanc sur case noire e5 · Roi blanc sur case blanche g2 | Tour noire sur case blanche a8 · Cavalier noir sur case noire f8 · Roi noir sur case blanche g8 · Fou noir sur case noire a7 · Pion noir sur case blanche b7 · Pion noir sur case noire c7 · Tour blanche sur case noire g7 · Fou blanc sur case noire e5 · Roi blanc sur case blanche g2 | 4 |
| 3 | Tour noire sur case blanche a8 · Cavalier noir sur case noire f8 · Roi noir sur case blanche g8 · Fou noir sur case noire a7 · Pion noir sur case blanche b7 · Pion noir sur case noire c7 · Tour blanche sur case noire g7 · Fou blanc sur case noire e5 · Roi blanc sur case blanche g2 | Tour noire sur case blanche a8 · Cavalier noir sur case noire f8 · Roi noir sur case blanche g8 · Fou noir sur case noire a7 · Pion noir sur case blanche b7 · Pion noir sur case noire c7 · Tour blanche sur case noire g7 · Fou blanc sur case noire e5 · Roi blanc sur case blanche g2 | Tour noire sur case blanche a8 · Cavalier noir sur case noire f8 · Roi noir sur case blanche g8 · Fou noir sur case noire a7 · Pion noir sur case blanche b7 · Pion noir sur case noire c7 · Tour blanche sur case noire g7 · Fou blanc sur case noire e5 · Roi blanc sur case blanche g2 | Tour noire sur case blanche a8 · Cavalier noir sur case noire f8 · Roi noir sur case blanche g8 · Fou noir sur case noire a7 · Pion noir sur case blanche b7 · Pion noir sur case noire c7 · Tour blanche sur case noire g7 · Fou blanc sur case noire e5 · Roi blanc sur case blanche g2 | Tour noire sur case blanche a8 · Cavalier noir sur case noire f8 · Roi noir sur case blanche g8 · Fou noir sur case noire a7 · Pion noir sur case blanche b7 · Pion noir sur case noire c7 · Tour blanche sur case noire g7 · Fou blanc sur case noire e5 · Roi blanc sur case blanche g2 | Tour noire sur case blanche a8 · Cavalier noir sur case noire f8 · Roi noir sur case blanche g8 · Fou noir sur case noire a7 · Pion noir sur case blanche b7 · Pion noir sur case noire c7 · Tour blanche sur case noire g7 · Fou blanc sur case noire e5 · Roi blanc sur case blanche g2 | Tour noire sur case blanche a8 · Cavalier noir sur case noire f8 · Roi noir sur case blanche g8 · Fou noir sur case noire a7 · Pion noir sur case blanche b7 · Pion noir sur case noire c7 · Tour blanche sur case noire g7 · Fou blanc sur case noire e5 · Roi blanc sur case blanche g2 | Tour noire sur case blanche a8 · Cavalier noir sur case noire f8 · Roi noir sur case blanche g8 · Fou noir sur case noire a7 · Pion noir sur case blanche b7 · Pion noir sur case noire c7 · Tour blanche sur case noire g7 · Fou blanc sur case noire e5 · Roi blanc sur case blanche g2 | 3 |
| 2 | Tour noire sur case blanche a8 · Cavalier noir sur case noire f8 · Roi noir sur case blanche g8 · Fou noir sur case noire a7 · Pion noir sur case blanche b7 · Pion noir sur case noire c7 · Tour blanche sur case noire g7 · Fou blanc sur case noire e5 · Roi blanc sur case blanche g2 | Tour noire sur case blanche a8 · Cavalier noir sur case noire f8 · Roi noir sur case blanche g8 · Fou noir sur case noire a7 · Pion noir sur case blanche b7 · Pion noir sur case noire c7 · Tour blanche sur case noire g7 · Fou blanc sur case noire e5 · Roi blanc sur case blanche g2 | Tour noire sur case blanche a8 · Cavalier noir sur case noire f8 · Roi noir sur case blanche g8 · Fou noir sur case noire a7 · Pion noir sur case blanche b7 · Pion noir sur case noire c7 · Tour blanche sur case noire g7 · Fou blanc sur case noire e5 · Roi blanc sur case blanche g2 | Tour noire sur case blanche a8 · Cavalier noir sur case noire f8 · Roi noir sur case blanche g8 · Fou noir sur case noire a7 · Pion noir sur case blanche b7 · Pion noir sur case noire c7 · Tour blanche sur case noire g7 · Fou blanc sur case noire e5 · Roi blanc sur case blanche g2 | Tour noire sur case blanche a8 · Cavalier noir sur case noire f8 · Roi noir sur case blanche g8 · Fou noir sur case noire a7 · Pion noir sur case blanche b7 · Pion noir sur case noire c7 · Tour blanche sur case noire g7 · Fou blanc sur case noire e5 · Roi blanc sur case blanche g2 | Tour noire sur case blanche a8 · Cavalier noir sur case noire f8 · Roi noir sur case blanche g8 · Fou noir sur case noire a7 · Pion noir sur case blanche b7 · Pion noir sur case noire c7 · Tour blanche sur case noire g7 · Fou blanc sur case noire e5 · Roi blanc sur case blanche g2 | Tour noire sur case blanche a8 · Cavalier noir sur case noire f8 · Roi noir sur case blanche g8 · Fou noir sur case noire a7 · Pion noir sur case blanche b7 · Pion noir sur case noire c7 · Tour blanche sur case noire g7 · Fou blanc sur case noire e5 · Roi blanc sur case blanche g2 | Tour noire sur case blanche a8 · Cavalier noir sur case noire f8 · Roi noir sur case blanche g8 · Fou noir sur case noire a7 · Pion noir sur case blanche b7 · Pion noir sur case noire c7 · Tour blanche sur case noire g7 · Fou blanc sur case noire e5 · Roi blanc sur case blanche g2 | 2 |
| 1 | Tour noire sur case blanche a8 · Cavalier noir sur case noire f8 · Roi noir sur case blanche g8 · Fou noir sur case noire a7 · Pion noir sur case blanche b7 · Pion noir sur case noire c7 · Tour blanche sur case noire g7 · Fou blanc sur case noire e5 · Roi blanc sur case blanche g2 | Tour noire sur case blanche a8 · Cavalier noir sur case noire f8 · Roi noir sur case blanche g8 · Fou noir sur case noire a7 · Pion noir sur case blanche b7 · Pion noir sur case noire c7 · Tour blanche sur case noire g7 · Fou blanc sur case noire e5 · Roi blanc sur case blanche g2 | Tour noire sur case blanche a8 · Cavalier noir sur case noire f8 · Roi noir sur case blanche g8 · Fou noir sur case noire a7 · Pion noir sur case blanche b7 · Pion noir sur case noire c7 · Tour blanche sur case noire g7 · Fou blanc sur case noire e5 · Roi blanc sur case blanche g2 | Tour noire sur case blanche a8 · Cavalier noir sur case noire f8 · Roi noir sur case blanche g8 · Fou noir sur case noire a7 · Pion noir sur case blanche b7 · Pion noir sur case noire c7 · Tour blanche sur case noire g7 · Fou blanc sur case noire e5 · Roi blanc sur case blanche g2 | Tour noire sur case blanche a8 · Cavalier noir sur case noire f8 · Roi noir sur case blanche g8 · Fou noir sur case noire a7 · Pion noir sur case blanche b7 · Pion noir sur case noire c7 · Tour blanche sur case noire g7 · Fou blanc sur case noire e5 · Roi blanc sur case blanche g2 | Tour noire sur case blanche a8 · Cavalier noir sur case noire f8 · Roi noir sur case blanche g8 · Fou noir sur case noire a7 · Pion noir sur case blanche b7 · Pion noir sur case noire c7 · Tour blanche sur case noire g7 · Fou blanc sur case noire e5 · Roi blanc sur case blanche g2 | Tour noire sur case blanche a8 · Cavalier noir sur case noire f8 · Roi noir sur case blanche g8 · Fou noir sur case noire a7 · Pion noir sur case blanche b7 · Pion noir sur case noire c7 · Tour blanche sur case noire g7 · Fou blanc sur case noire e5 · Roi blanc sur case blanche g2 | Tour noire sur case blanche a8 · Cavalier noir sur case noire f8 · Roi noir sur case blanche g8 · Fou noir sur case noire a7 · Pion noir sur case blanche b7 · Pion noir sur case noire c7 · Tour blanche sur case noire g7 · Fou blanc sur case noire e5 · Roi blanc sur case blanche g2 | 1 |
|   | a | b | c | d | e | f | g | h |   |

|   | a | b | c | d | e | f | g | h |   |
| 8 | Tour noire sur case blanche a8 · Cavalier noir sur case noire f8 · Roi noir sur case noire h8 · Fou noir sur case noire a7 · Pion noir sur case blanche b7 · Pion noir sur case noire c7 · Tour blanche sur case noire g7 · Fou blanc sur case noire e5 · Roi blanc sur case blanche g2 | Tour noire sur case blanche a8 · Cavalier noir sur case noire f8 · Roi noir sur case noire h8 · Fou noir sur case noire a7 · Pion noir sur case blanche b7 · Pion noir sur case noire c7 · Tour blanche sur case noire g7 · Fou blanc sur case noire e5 · Roi blanc sur case blanche g2 | Tour noire sur case blanche a8 · Cavalier noir sur case noire f8 · Roi noir sur case noire h8 · Fou noir sur case noire a7 · Pion noir sur case blanche b7 · Pion noir sur case noire c7 · Tour blanche sur case noire g7 · Fou blanc sur case noire e5 · Roi blanc sur case blanche g2 | Tour noire sur case blanche a8 · Cavalier noir sur case noire f8 · Roi noir sur case noire h8 · Fou noir sur case noire a7 · Pion noir sur case blanche b7 · Pion noir sur case noire c7 · Tour blanche sur case noire g7 · Fou blanc sur case noire e5 · Roi blanc sur case blanche g2 | Tour noire sur case blanche a8 · Cavalier noir sur case noire f8 · Roi noir sur case noire h8 · Fou noir sur case noire a7 · Pion noir sur case blanche b7 · Pion noir sur case noire c7 · Tour blanche sur case noire g7 · Fou blanc sur case noire e5 · Roi blanc sur case blanche g2 | Tour noire sur case blanche a8 · Cavalier noir sur case noire f8 · Roi noir sur case noire h8 · Fou noir sur case noire a7 · Pion noir sur case blanche b7 · Pion noir sur case noire c7 · Tour blanche sur case noire g7 · Fou blanc sur case noire e5 · Roi blanc sur case blanche g2 | Tour noire sur case blanche a8 · Cavalier noir sur case noire f8 · Roi noir sur case noire h8 · Fou noir sur case noire a7 · Pion noir sur case blanche b7 · Pion noir sur case noire c7 · Tour blanche sur case noire g7 · Fou blanc sur case noire e5 · Roi blanc sur case blanche g2 | Tour noire sur case blanche a8 · Cavalier noir sur case noire f8 · Roi noir sur case noire h8 · Fou noir sur case noire a7 · Pion noir sur case blanche b7 · Pion noir sur case noire c7 · Tour blanche sur case noire g7 · Fou blanc sur case noire e5 · Roi blanc sur case blanche g2 | 8 |
| 7 | Tour noire sur case blanche a8 · Cavalier noir sur case noire f8 · Roi noir sur case noire h8 · Fou noir sur case noire a7 · Pion noir sur case blanche b7 · Pion noir sur case noire c7 · Tour blanche sur case noire g7 · Fou blanc sur case noire e5 · Roi blanc sur case blanche g2 | Tour noire sur case blanche a8 · Cavalier noir sur case noire f8 · Roi noir sur case noire h8 · Fou noir sur case noire a7 · Pion noir sur case blanche b7 · Pion noir sur case noire c7 · Tour blanche sur case noire g7 · Fou blanc sur case noire e5 · Roi blanc sur case blanche g2 | Tour noire sur case blanche a8 · Cavalier noir sur case noire f8 · Roi noir sur case noire h8 · Fou noir sur case noire a7 · Pion noir sur case blanche b7 · Pion noir sur case noire c7 · Tour blanche sur case noire g7 · Fou blanc sur case noire e5 · Roi blanc sur case blanche g2 | Tour noire sur case blanche a8 · Cavalier noir sur case noire f8 · Roi noir sur case noire h8 · Fou noir sur case noire a7 · Pion noir sur case blanche b7 · Pion noir sur case noire c7 · Tour blanche sur case noire g7 · Fou blanc sur case noire e5 · Roi blanc sur case blanche g2 | Tour noire sur case blanche a8 · Cavalier noir sur case noire f8 · Roi noir sur case noire h8 · Fou noir sur case noire a7 · Pion noir sur case blanche b7 · Pion noir sur case noire c7 · Tour blanche sur case noire g7 · Fou blanc sur case noire e5 · Roi blanc sur case blanche g2 | Tour noire sur case blanche a8 · Cavalier noir sur case noire f8 · Roi noir sur case noire h8 · Fou noir sur case noire a7 · Pion noir sur case blanche b7 · Pion noir sur case noire c7 · Tour blanche sur case noire g7 · Fou blanc sur case noire e5 · Roi blanc sur case blanche g2 | Tour noire sur case blanche a8 · Cavalier noir sur case noire f8 · Roi noir sur case noire h8 · Fou noir sur case noire a7 · Pion noir sur case blanche b7 · Pion noir sur case noire c7 · Tour blanche sur case noire g7 · Fou blanc sur case noire e5 · Roi blanc sur case blanche g2 | Tour noire sur case blanche a8 · Cavalier noir sur case noire f8 · Roi noir sur case noire h8 · Fou noir sur case noire a7 · Pion noir sur case blanche b7 · Pion noir sur case noire c7 · Tour blanche sur case noire g7 · Fou blanc sur case noire e5 · Roi blanc sur case blanche g2 | 7 |
| 6 | Tour noire sur case blanche a8 · Cavalier noir sur case noire f8 · Roi noir sur case noire h8 · Fou noir sur case noire a7 · Pion noir sur case blanche b7 · Pion noir sur case noire c7 · Tour blanche sur case noire g7 · Fou blanc sur case noire e5 · Roi blanc sur case blanche g2 | Tour noire sur case blanche a8 · Cavalier noir sur case noire f8 · Roi noir sur case noire h8 · Fou noir sur case noire a7 · Pion noir sur case blanche b7 · Pion noir sur case noire c7 · Tour blanche sur case noire g7 · Fou blanc sur case noire e5 · Roi blanc sur case blanche g2 | Tour noire sur case blanche a8 · Cavalier noir sur case noire f8 · Roi noir sur case noire h8 · Fou noir sur case noire a7 · Pion noir sur case blanche b7 · Pion noir sur case noire c7 · Tour blanche sur case noire g7 · Fou blanc sur case noire e5 · Roi blanc sur case blanche g2 | Tour noire sur case blanche a8 · Cavalier noir sur case noire f8 · Roi noir sur case noire h8 · Fou noir sur case noire a7 · Pion noir sur case blanche b7 · Pion noir sur case noire c7 · Tour blanche sur case noire g7 · Fou blanc sur case noire e5 · Roi blanc sur case blanche g2 | Tour noire sur case blanche a8 · Cavalier noir sur case noire f8 · Roi noir sur case noire h8 · Fou noir sur case noire a7 · Pion noir sur case blanche b7 · Pion noir sur case noire c7 · Tour blanche sur case noire g7 · Fou blanc sur case noire e5 · Roi blanc sur case blanche g2 | Tour noire sur case blanche a8 · Cavalier noir sur case noire f8 · Roi noir sur case noire h8 · Fou noir sur case noire a7 · Pion noir sur case blanche b7 · Pion noir sur case noire c7 · Tour blanche sur case noire g7 · Fou blanc sur case noire e5 · Roi blanc sur case blanche g2 | Tour noire sur case blanche a8 · Cavalier noir sur case noire f8 · Roi noir sur case noire h8 · Fou noir sur case noire a7 · Pion noir sur case blanche b7 · Pion noir sur case noire c7 · Tour blanche sur case noire g7 · Fou blanc sur case noire e5 · Roi blanc sur case blanche g2 | Tour noire sur case blanche a8 · Cavalier noir sur case noire f8 · Roi noir sur case noire h8 · Fou noir sur case noire a7 · Pion noir sur case blanche b7 · Pion noir sur case noire c7 · Tour blanche sur case noire g7 · Fou blanc sur case noire e5 · Roi blanc sur case blanche g2 | 6 |
| 5 | Tour noire sur case blanche a8 · Cavalier noir sur case noire f8 · Roi noir sur case noire h8 · Fou noir sur case noire a7 · Pion noir sur case blanche b7 · Pion noir sur case noire c7 · Tour blanche sur case noire g7 · Fou blanc sur case noire e5 · Roi blanc sur case blanche g2 | Tour noire sur case blanche a8 · Cavalier noir sur case noire f8 · Roi noir sur case noire h8 · Fou noir sur case noire a7 · Pion noir sur case blanche b7 · Pion noir sur case noire c7 · Tour blanche sur case noire g7 · Fou blanc sur case noire e5 · Roi blanc sur case blanche g2 | Tour noire sur case blanche a8 · Cavalier noir sur case noire f8 · Roi noir sur case noire h8 · Fou noir sur case noire a7 · Pion noir sur case blanche b7 · Pion noir sur case noire c7 · Tour blanche sur case noire g7 · Fou blanc sur case noire e5 · Roi blanc sur case blanche g2 | Tour noire sur case blanche a8 · Cavalier noir sur case noire f8 · Roi noir sur case noire h8 · Fou noir sur case noire a7 · Pion noir sur case blanche b7 · Pion noir sur case noire c7 · Tour blanche sur case noire g7 · Fou blanc sur case noire e5 · Roi blanc sur case blanche g2 | Tour noire sur case blanche a8 · Cavalier noir sur case noire f8 · Roi noir sur case noire h8 · Fou noir sur case noire a7 · Pion noir sur case blanche b7 · Pion noir sur case noire c7 · Tour blanche sur case noire g7 · Fou blanc sur case noire e5 · Roi blanc sur case blanche g2 | Tour noire sur case blanche a8 · Cavalier noir sur case noire f8 · Roi noir sur case noire h8 · Fou noir sur case noire a7 · Pion noir sur case blanche b7 · Pion noir sur case noire c7 · Tour blanche sur case noire g7 · Fou blanc sur case noire e5 · Roi blanc sur case blanche g2 | Tour noire sur case blanche a8 · Cavalier noir sur case noire f8 · Roi noir sur case noire h8 · Fou noir sur case noire a7 · Pion noir sur case blanche b7 · Pion noir sur case noire c7 · Tour blanche sur case noire g7 · Fou blanc sur case noire e5 · Roi blanc sur case blanche g2 | Tour noire sur case blanche a8 · Cavalier noir sur case noire f8 · Roi noir sur case noire h8 · Fou noir sur case noire a7 · Pion noir sur case blanche b7 · Pion noir sur case noire c7 · Tour blanche sur case noire g7 · Fou blanc sur case noire e5 · Roi blanc sur case blanche g2 | 5 |
| 4 | Tour noire sur case blanche a8 · Cavalier noir sur case noire f8 · Roi noir sur case noire h8 · Fou noir sur case noire a7 · Pion noir sur case blanche b7 · Pion noir sur case noire c7 · Tour blanche sur case noire g7 · Fou blanc sur case noire e5 · Roi blanc sur case blanche g2 | Tour noire sur case blanche a8 · Cavalier noir sur case noire f8 · Roi noir sur case noire h8 · Fou noir sur case noire a7 · Pion noir sur case blanche b7 · Pion noir sur case noire c7 · Tour blanche sur case noire g7 · Fou blanc sur case noire e5 · Roi blanc sur case blanche g2 | Tour noire sur case blanche a8 · Cavalier noir sur case noire f8 · Roi noir sur case noire h8 · Fou noir sur case noire a7 · Pion noir sur case blanche b7 · Pion noir sur case noire c7 · Tour blanche sur case noire g7 · Fou blanc sur case noire e5 · Roi blanc sur case blanche g2 | Tour noire sur case blanche a8 · Cavalier noir sur case noire f8 · Roi noir sur case noire h8 · Fou noir sur case noire a7 · Pion noir sur case blanche b7 · Pion noir sur case noire c7 · Tour blanche sur case noire g7 · Fou blanc sur case noire e5 · Roi blanc sur case blanche g2 | Tour noire sur case blanche a8 · Cavalier noir sur case noire f8 · Roi noir sur case noire h8 · Fou noir sur case noire a7 · Pion noir sur case blanche b7 · Pion noir sur case noire c7 · Tour blanche sur case noire g7 · Fou blanc sur case noire e5 · Roi blanc sur case blanche g2 | Tour noire sur case blanche a8 · Cavalier noir sur case noire f8 · Roi noir sur case noire h8 · Fou noir sur case noire a7 · Pion noir sur case blanche b7 · Pion noir sur case noire c7 · Tour blanche sur case noire g7 · Fou blanc sur case noire e5 · Roi blanc sur case blanche g2 | Tour noire sur case blanche a8 · Cavalier noir sur case noire f8 · Roi noir sur case noire h8 · Fou noir sur case noire a7 · Pion noir sur case blanche b7 · Pion noir sur case noire c7 · Tour blanche sur case noire g7 · Fou blanc sur case noire e5 · Roi blanc sur case blanche g2 | Tour noire sur case blanche a8 · Cavalier noir sur case noire f8 · Roi noir sur case noire h8 · Fou noir sur case noire a7 · Pion noir sur case blanche b7 · Pion noir sur case noire c7 · Tour blanche sur case noire g7 · Fou blanc sur case noire e5 · Roi blanc sur case blanche g2 | 4 |
| 3 | Tour noire sur case blanche a8 · Cavalier noir sur case noire f8 · Roi noir sur case noire h8 · Fou noir sur case noire a7 · Pion noir sur case blanche b7 · Pion noir sur case noire c7 · Tour blanche sur case noire g7 · Fou blanc sur case noire e5 · Roi blanc sur case blanche g2 | Tour noire sur case blanche a8 · Cavalier noir sur case noire f8 · Roi noir sur case noire h8 · Fou noir sur case noire a7 · Pion noir sur case blanche b7 · Pion noir sur case noire c7 · Tour blanche sur case noire g7 · Fou blanc sur case noire e5 · Roi blanc sur case blanche g2 | Tour noire sur case blanche a8 · Cavalier noir sur case noire f8 · Roi noir sur case noire h8 · Fou noir sur case noire a7 · Pion noir sur case blanche b7 · Pion noir sur case noire c7 · Tour blanche sur case noire g7 · Fou blanc sur case noire e5 · Roi blanc sur case blanche g2 | Tour noire sur case blanche a8 · Cavalier noir sur case noire f8 · Roi noir sur case noire h8 · Fou noir sur case noire a7 · Pion noir sur case blanche b7 · Pion noir sur case noire c7 · Tour blanche sur case noire g7 · Fou blanc sur case noire e5 · Roi blanc sur case blanche g2 | Tour noire sur case blanche a8 · Cavalier noir sur case noire f8 · Roi noir sur case noire h8 · Fou noir sur case noire a7 · Pion noir sur case blanche b7 · Pion noir sur case noire c7 · Tour blanche sur case noire g7 · Fou blanc sur case noire e5 · Roi blanc sur case blanche g2 | Tour noire sur case blanche a8 · Cavalier noir sur case noire f8 · Roi noir sur case noire h8 · Fou noir sur case noire a7 · Pion noir sur case blanche b7 · Pion noir sur case noire c7 · Tour blanche sur case noire g7 · Fou blanc sur case noire e5 · Roi blanc sur case blanche g2 | Tour noire sur case blanche a8 · Cavalier noir sur case noire f8 · Roi noir sur case noire h8 · Fou noir sur case noire a7 · Pion noir sur case blanche b7 · Pion noir sur case noire c7 · Tour blanche sur case noire g7 · Fou blanc sur case noire e5 · Roi blanc sur case blanche g2 | Tour noire sur case blanche a8 · Cavalier noir sur case noire f8 · Roi noir sur case noire h8 · Fou noir sur case noire a7 · Pion noir sur case blanche b7 · Pion noir sur case noire c7 · Tour blanche sur case noire g7 · Fou blanc sur case noire e5 · Roi blanc sur case blanche g2 | 3 |
| 2 | Tour noire sur case blanche a8 · Cavalier noir sur case noire f8 · Roi noir sur case noire h8 · Fou noir sur case noire a7 · Pion noir sur case blanche b7 · Pion noir sur case noire c7 · Tour blanche sur case noire g7 · Fou blanc sur case noire e5 · Roi blanc sur case blanche g2 | Tour noire sur case blanche a8 · Cavalier noir sur case noire f8 · Roi noir sur case noire h8 · Fou noir sur case noire a7 · Pion noir sur case blanche b7 · Pion noir sur case noire c7 · Tour blanche sur case noire g7 · Fou blanc sur case noire e5 · Roi blanc sur case blanche g2 | Tour noire sur case blanche a8 · Cavalier noir sur case noire f8 · Roi noir sur case noire h8 · Fou noir sur case noire a7 · Pion noir sur case blanche b7 · Pion noir sur case noire c7 · Tour blanche sur case noire g7 · Fou blanc sur case noire e5 · Roi blanc sur case blanche g2 | Tour noire sur case blanche a8 · Cavalier noir sur case noire f8 · Roi noir sur case noire h8 · Fou noir sur case noire a7 · Pion noir sur case blanche b7 · Pion noir sur case noire c7 · Tour blanche sur case noire g7 · Fou blanc sur case noire e5 · Roi blanc sur case blanche g2 | Tour noire sur case blanche a8 · Cavalier noir sur case noire f8 · Roi noir sur case noire h8 · Fou noir sur case noire a7 · Pion noir sur case blanche b7 · Pion noir sur case noire c7 · Tour blanche sur case noire g7 · Fou blanc sur case noire e5 · Roi blanc sur case blanche g2 | Tour noire sur case blanche a8 · Cavalier noir sur case noire f8 · Roi noir sur case noire h8 · Fou noir sur case noire a7 · Pion noir sur case blanche b7 · Pion noir sur case noire c7 · Tour blanche sur case noire g7 · Fou blanc sur case noire e5 · Roi blanc sur case blanche g2 | Tour noire sur case blanche a8 · Cavalier noir sur case noire f8 · Roi noir sur case noire h8 · Fou noir sur case noire a7 · Pion noir sur case blanche b7 · Pion noir sur case noire c7 · Tour blanche sur case noire g7 · Fou blanc sur case noire e5 · Roi blanc sur case blanche g2 | Tour noire sur case blanche a8 · Cavalier noir sur case noire f8 · Roi noir sur case noire h8 · Fou noir sur case noire a7 · Pion noir sur case blanche b7 · Pion noir sur case noire c7 · Tour blanche sur case noire g7 · Fou blanc sur case noire e5 · Roi blanc sur case blanche g2 | 2 |
| 1 | Tour noire sur case blanche a8 · Cavalier noir sur case noire f8 · Roi noir sur case noire h8 · Fou noir sur case noire a7 · Pion noir sur case blanche b7 · Pion noir sur case noire c7 · Tour blanche sur case noire g7 · Fou blanc sur case noire e5 · Roi blanc sur case blanche g2 | Tour noire sur case blanche a8 · Cavalier noir sur case noire f8 · Roi noir sur case noire h8 · Fou noir sur case noire a7 · Pion noir sur case blanche b7 · Pion noir sur case noire c7 · Tour blanche sur case noire g7 · Fou blanc sur case noire e5 · Roi blanc sur case blanche g2 | Tour noire sur case blanche a8 · Cavalier noir sur case noire f8 · Roi noir sur case noire h8 · Fou noir sur case noire a7 · Pion noir sur case blanche b7 · Pion noir sur case noire c7 · Tour blanche sur case noire g7 · Fou blanc sur case noire e5 · Roi blanc sur case blanche g2 | Tour noire sur case blanche a8 · Cavalier noir sur case noire f8 · Roi noir sur case noire h8 · Fou noir sur case noire a7 · Pion noir sur case blanche b7 · Pion noir sur case noire c7 · Tour blanche sur case noire g7 · Fou blanc sur case noire e5 · Roi blanc sur case blanche g2 | Tour noire sur case blanche a8 · Cavalier noir sur case noire f8 · Roi noir sur case noire h8 · Fou noir sur case noire a7 · Pion noir sur case blanche b7 · Pion noir sur case noire c7 · Tour blanche sur case noire g7 · Fou blanc sur case noire e5 · Roi blanc sur case blanche g2 | Tour noire sur case blanche a8 · Cavalier noir sur case noire f8 · Roi noir sur case noire h8 · Fou noir sur case noire a7 · Pion noir sur case blanche b7 · Pion noir sur case noire c7 · Tour blanche sur case noire g7 · Fou blanc sur case noire e5 · Roi blanc sur case blanche g2 | Tour noire sur case blanche a8 · Cavalier noir sur case noire f8 · Roi noir sur case noire h8 · Fou noir sur case noire a7 · Pion noir sur case blanche b7 · Pion noir sur case noire c7 · Tour blanche sur case noire g7 · Fou blanc sur case noire e5 · Roi blanc sur case blanche g2 | Tour noire sur case blanche a8 · Cavalier noir sur case noire f8 · Roi noir sur case noire h8 · Fou noir sur case noire a7 · Pion noir sur case blanche b7 · Pion noir sur case noire c7 · Tour blanche sur case noire g7 · Fou blanc sur case noire e5 · Roi blanc sur case blanche g2 | 1 |
|   | a | b | c | d | e | f | g | h |   |

|   | a | b | c | d | e | f | g | h |   |
| 8 | Tour noire sur case blanche a8 · Cavalier noir sur case noire f8 · Roi noir sur case noire h8 · Fou noir sur case noire a7 · Pion noir sur case blanche b7 · Tour blanche sur case noire c7 · Fou blanc sur case noire e5 · Roi blanc sur case blanche g2 | Tour noire sur case blanche a8 · Cavalier noir sur case noire f8 · Roi noir sur case noire h8 · Fou noir sur case noire a7 · Pion noir sur case blanche b7 · Tour blanche sur case noire c7 · Fou blanc sur case noire e5 · Roi blanc sur case blanche g2 | Tour noire sur case blanche a8 · Cavalier noir sur case noire f8 · Roi noir sur case noire h8 · Fou noir sur case noire a7 · Pion noir sur case blanche b7 · Tour blanche sur case noire c7 · Fou blanc sur case noire e5 · Roi blanc sur case blanche g2 | Tour noire sur case blanche a8 · Cavalier noir sur case noire f8 · Roi noir sur case noire h8 · Fou noir sur case noire a7 · Pion noir sur case blanche b7 · Tour blanche sur case noire c7 · Fou blanc sur case noire e5 · Roi blanc sur case blanche g2 | Tour noire sur case blanche a8 · Cavalier noir sur case noire f8 · Roi noir sur case noire h8 · Fou noir sur case noire a7 · Pion noir sur case blanche b7 · Tour blanche sur case noire c7 · Fou blanc sur case noire e5 · Roi blanc sur case blanche g2 | Tour noire sur case blanche a8 · Cavalier noir sur case noire f8 · Roi noir sur case noire h8 · Fou noir sur case noire a7 · Pion noir sur case blanche b7 · Tour blanche sur case noire c7 · Fou blanc sur case noire e5 · Roi blanc sur case blanche g2 | Tour noire sur case blanche a8 · Cavalier noir sur case noire f8 · Roi noir sur case noire h8 · Fou noir sur case noire a7 · Pion noir sur case blanche b7 · Tour blanche sur case noire c7 · Fou blanc sur case noire e5 · Roi blanc sur case blanche g2 | Tour noire sur case blanche a8 · Cavalier noir sur case noire f8 · Roi noir sur case noire h8 · Fou noir sur case noire a7 · Pion noir sur case blanche b7 · Tour blanche sur case noire c7 · Fou blanc sur case noire e5 · Roi blanc sur case blanche g2 | 8 |
| 7 | Tour noire sur case blanche a8 · Cavalier noir sur case noire f8 · Roi noir sur case noire h8 · Fou noir sur case noire a7 · Pion noir sur case blanche b7 · Tour blanche sur case noire c7 · Fou blanc sur case noire e5 · Roi blanc sur case blanche g2 | Tour noire sur case blanche a8 · Cavalier noir sur case noire f8 · Roi noir sur case noire h8 · Fou noir sur case noire a7 · Pion noir sur case blanche b7 · Tour blanche sur case noire c7 · Fou blanc sur case noire e5 · Roi blanc sur case blanche g2 | Tour noire sur case blanche a8 · Cavalier noir sur case noire f8 · Roi noir sur case noire h8 · Fou noir sur case noire a7 · Pion noir sur case blanche b7 · Tour blanche sur case noire c7 · Fou blanc sur case noire e5 · Roi blanc sur case blanche g2 | Tour noire sur case blanche a8 · Cavalier noir sur case noire f8 · Roi noir sur case noire h8 · Fou noir sur case noire a7 · Pion noir sur case blanche b7 · Tour blanche sur case noire c7 · Fou blanc sur case noire e5 · Roi blanc sur case blanche g2 | Tour noire sur case blanche a8 · Cavalier noir sur case noire f8 · Roi noir sur case noire h8 · Fou noir sur case noire a7 · Pion noir sur case blanche b7 · Tour blanche sur case noire c7 · Fou blanc sur case noire e5 · Roi blanc sur case blanche g2 | Tour noire sur case blanche a8 · Cavalier noir sur case noire f8 · Roi noir sur case noire h8 · Fou noir sur case noire a7 · Pion noir sur case blanche b7 · Tour blanche sur case noire c7 · Fou blanc sur case noire e5 · Roi blanc sur case blanche g2 | Tour noire sur case blanche a8 · Cavalier noir sur case noire f8 · Roi noir sur case noire h8 · Fou noir sur case noire a7 · Pion noir sur case blanche b7 · Tour blanche sur case noire c7 · Fou blanc sur case noire e5 · Roi blanc sur case blanche g2 | Tour noire sur case blanche a8 · Cavalier noir sur case noire f8 · Roi noir sur case noire h8 · Fou noir sur case noire a7 · Pion noir sur case blanche b7 · Tour blanche sur case noire c7 · Fou blanc sur case noire e5 · Roi blanc sur case blanche g2 | 7 |
| 6 | Tour noire sur case blanche a8 · Cavalier noir sur case noire f8 · Roi noir sur case noire h8 · Fou noir sur case noire a7 · Pion noir sur case blanche b7 · Tour blanche sur case noire c7 · Fou blanc sur case noire e5 · Roi blanc sur case blanche g2 | Tour noire sur case blanche a8 · Cavalier noir sur case noire f8 · Roi noir sur case noire h8 · Fou noir sur case noire a7 · Pion noir sur case blanche b7 · Tour blanche sur case noire c7 · Fou blanc sur case noire e5 · Roi blanc sur case blanche g2 | Tour noire sur case blanche a8 · Cavalier noir sur case noire f8 · Roi noir sur case noire h8 · Fou noir sur case noire a7 · Pion noir sur case blanche b7 · Tour blanche sur case noire c7 · Fou blanc sur case noire e5 · Roi blanc sur case blanche g2 | Tour noire sur case blanche a8 · Cavalier noir sur case noire f8 · Roi noir sur case noire h8 · Fou noir sur case noire a7 · Pion noir sur case blanche b7 · Tour blanche sur case noire c7 · Fou blanc sur case noire e5 · Roi blanc sur case blanche g2 | Tour noire sur case blanche a8 · Cavalier noir sur case noire f8 · Roi noir sur case noire h8 · Fou noir sur case noire a7 · Pion noir sur case blanche b7 · Tour blanche sur case noire c7 · Fou blanc sur case noire e5 · Roi blanc sur case blanche g2 | Tour noire sur case blanche a8 · Cavalier noir sur case noire f8 · Roi noir sur case noire h8 · Fou noir sur case noire a7 · Pion noir sur case blanche b7 · Tour blanche sur case noire c7 · Fou blanc sur case noire e5 · Roi blanc sur case blanche g2 | Tour noire sur case blanche a8 · Cavalier noir sur case noire f8 · Roi noir sur case noire h8 · Fou noir sur case noire a7 · Pion noir sur case blanche b7 · Tour blanche sur case noire c7 · Fou blanc sur case noire e5 · Roi blanc sur case blanche g2 | Tour noire sur case blanche a8 · Cavalier noir sur case noire f8 · Roi noir sur case noire h8 · Fou noir sur case noire a7 · Pion noir sur case blanche b7 · Tour blanche sur case noire c7 · Fou blanc sur case noire e5 · Roi blanc sur case blanche g2 | 6 |
| 5 | Tour noire sur case blanche a8 · Cavalier noir sur case noire f8 · Roi noir sur case noire h8 · Fou noir sur case noire a7 · Pion noir sur case blanche b7 · Tour blanche sur case noire c7 · Fou blanc sur case noire e5 · Roi blanc sur case blanche g2 | Tour noire sur case blanche a8 · Cavalier noir sur case noire f8 · Roi noir sur case noire h8 · Fou noir sur case noire a7 · Pion noir sur case blanche b7 · Tour blanche sur case noire c7 · Fou blanc sur case noire e5 · Roi blanc sur case blanche g2 | Tour noire sur case blanche a8 · Cavalier noir sur case noire f8 · Roi noir sur case noire h8 · Fou noir sur case noire a7 · Pion noir sur case blanche b7 · Tour blanche sur case noire c7 · Fou blanc sur case noire e5 · Roi blanc sur case blanche g2 | Tour noire sur case blanche a8 · Cavalier noir sur case noire f8 · Roi noir sur case noire h8 · Fou noir sur case noire a7 · Pion noir sur case blanche b7 · Tour blanche sur case noire c7 · Fou blanc sur case noire e5 · Roi blanc sur case blanche g2 | Tour noire sur case blanche a8 · Cavalier noir sur case noire f8 · Roi noir sur case noire h8 · Fou noir sur case noire a7 · Pion noir sur case blanche b7 · Tour blanche sur case noire c7 · Fou blanc sur case noire e5 · Roi blanc sur case blanche g2 | Tour noire sur case blanche a8 · Cavalier noir sur case noire f8 · Roi noir sur case noire h8 · Fou noir sur case noire a7 · Pion noir sur case blanche b7 · Tour blanche sur case noire c7 · Fou blanc sur case noire e5 · Roi blanc sur case blanche g2 | Tour noire sur case blanche a8 · Cavalier noir sur case noire f8 · Roi noir sur case noire h8 · Fou noir sur case noire a7 · Pion noir sur case blanche b7 · Tour blanche sur case noire c7 · Fou blanc sur case noire e5 · Roi blanc sur case blanche g2 | Tour noire sur case blanche a8 · Cavalier noir sur case noire f8 · Roi noir sur case noire h8 · Fou noir sur case noire a7 · Pion noir sur case blanche b7 · Tour blanche sur case noire c7 · Fou blanc sur case noire e5 · Roi blanc sur case blanche g2 | 5 |
| 4 | Tour noire sur case blanche a8 · Cavalier noir sur case noire f8 · Roi noir sur case noire h8 · Fou noir sur case noire a7 · Pion noir sur case blanche b7 · Tour blanche sur case noire c7 · Fou blanc sur case noire e5 · Roi blanc sur case blanche g2 | Tour noire sur case blanche a8 · Cavalier noir sur case noire f8 · Roi noir sur case noire h8 · Fou noir sur case noire a7 · Pion noir sur case blanche b7 · Tour blanche sur case noire c7 · Fou blanc sur case noire e5 · Roi blanc sur case blanche g2 | Tour noire sur case blanche a8 · Cavalier noir sur case noire f8 · Roi noir sur case noire h8 · Fou noir sur case noire a7 · Pion noir sur case blanche b7 · Tour blanche sur case noire c7 · Fou blanc sur case noire e5 · Roi blanc sur case blanche g2 | Tour noire sur case blanche a8 · Cavalier noir sur case noire f8 · Roi noir sur case noire h8 · Fou noir sur case noire a7 · Pion noir sur case blanche b7 · Tour blanche sur case noire c7 · Fou blanc sur case noire e5 · Roi blanc sur case blanche g2 | Tour noire sur case blanche a8 · Cavalier noir sur case noire f8 · Roi noir sur case noire h8 · Fou noir sur case noire a7 · Pion noir sur case blanche b7 · Tour blanche sur case noire c7 · Fou blanc sur case noire e5 · Roi blanc sur case blanche g2 | Tour noire sur case blanche a8 · Cavalier noir sur case noire f8 · Roi noir sur case noire h8 · Fou noir sur case noire a7 · Pion noir sur case blanche b7 · Tour blanche sur case noire c7 · Fou blanc sur case noire e5 · Roi blanc sur case blanche g2 | Tour noire sur case blanche a8 · Cavalier noir sur case noire f8 · Roi noir sur case noire h8 · Fou noir sur case noire a7 · Pion noir sur case blanche b7 · Tour blanche sur case noire c7 · Fou blanc sur case noire e5 · Roi blanc sur case blanche g2 | Tour noire sur case blanche a8 · Cavalier noir sur case noire f8 · Roi noir sur case noire h8 · Fou noir sur case noire a7 · Pion noir sur case blanche b7 · Tour blanche sur case noire c7 · Fou blanc sur case noire e5 · Roi blanc sur case blanche g2 | 4 |
| 3 | Tour noire sur case blanche a8 · Cavalier noir sur case noire f8 · Roi noir sur case noire h8 · Fou noir sur case noire a7 · Pion noir sur case blanche b7 · Tour blanche sur case noire c7 · Fou blanc sur case noire e5 · Roi blanc sur case blanche g2 | Tour noire sur case blanche a8 · Cavalier noir sur case noire f8 · Roi noir sur case noire h8 · Fou noir sur case noire a7 · Pion noir sur case blanche b7 · Tour blanche sur case noire c7 · Fou blanc sur case noire e5 · Roi blanc sur case blanche g2 | Tour noire sur case blanche a8 · Cavalier noir sur case noire f8 · Roi noir sur case noire h8 · Fou noir sur case noire a7 · Pion noir sur case blanche b7 · Tour blanche sur case noire c7 · Fou blanc sur case noire e5 · Roi blanc sur case blanche g2 | Tour noire sur case blanche a8 · Cavalier noir sur case noire f8 · Roi noir sur case noire h8 · Fou noir sur case noire a7 · Pion noir sur case blanche b7 · Tour blanche sur case noire c7 · Fou blanc sur case noire e5 · Roi blanc sur case blanche g2 | Tour noire sur case blanche a8 · Cavalier noir sur case noire f8 · Roi noir sur case noire h8 · Fou noir sur case noire a7 · Pion noir sur case blanche b7 · Tour blanche sur case noire c7 · Fou blanc sur case noire e5 · Roi blanc sur case blanche g2 | Tour noire sur case blanche a8 · Cavalier noir sur case noire f8 · Roi noir sur case noire h8 · Fou noir sur case noire a7 · Pion noir sur case blanche b7 · Tour blanche sur case noire c7 · Fou blanc sur case noire e5 · Roi blanc sur case blanche g2 | Tour noire sur case blanche a8 · Cavalier noir sur case noire f8 · Roi noir sur case noire h8 · Fou noir sur case noire a7 · Pion noir sur case blanche b7 · Tour blanche sur case noire c7 · Fou blanc sur case noire e5 · Roi blanc sur case blanche g2 | Tour noire sur case blanche a8 · Cavalier noir sur case noire f8 · Roi noir sur case noire h8 · Fou noir sur case noire a7 · Pion noir sur case blanche b7 · Tour blanche sur case noire c7 · Fou blanc sur case noire e5 · Roi blanc sur case blanche g2 | 3 |
| 2 | Tour noire sur case blanche a8 · Cavalier noir sur case noire f8 · Roi noir sur case noire h8 · Fou noir sur case noire a7 · Pion noir sur case blanche b7 · Tour blanche sur case noire c7 · Fou blanc sur case noire e5 · Roi blanc sur case blanche g2 | Tour noire sur case blanche a8 · Cavalier noir sur case noire f8 · Roi noir sur case noire h8 · Fou noir sur case noire a7 · Pion noir sur case blanche b7 · Tour blanche sur case noire c7 · Fou blanc sur case noire e5 · Roi blanc sur case blanche g2 | Tour noire sur case blanche a8 · Cavalier noir sur case noire f8 · Roi noir sur case noire h8 · Fou noir sur case noire a7 · Pion noir sur case blanche b7 · Tour blanche sur case noire c7 · Fou blanc sur case noire e5 · Roi blanc sur case blanche g2 | Tour noire sur case blanche a8 · Cavalier noir sur case noire f8 · Roi noir sur case noire h8 · Fou noir sur case noire a7 · Pion noir sur case blanche b7 · Tour blanche sur case noire c7 · Fou blanc sur case noire e5 · Roi blanc sur case blanche g2 | Tour noire sur case blanche a8 · Cavalier noir sur case noire f8 · Roi noir sur case noire h8 · Fou noir sur case noire a7 · Pion noir sur case blanche b7 · Tour blanche sur case noire c7 · Fou blanc sur case noire e5 · Roi blanc sur case blanche g2 | Tour noire sur case blanche a8 · Cavalier noir sur case noire f8 · Roi noir sur case noire h8 · Fou noir sur case noire a7 · Pion noir sur case blanche b7 · Tour blanche sur case noire c7 · Fou blanc sur case noire e5 · Roi blanc sur case blanche g2 | Tour noire sur case blanche a8 · Cavalier noir sur case noire f8 · Roi noir sur case noire h8 · Fou noir sur case noire a7 · Pion noir sur case blanche b7 · Tour blanche sur case noire c7 · Fou blanc sur case noire e5 · Roi blanc sur case blanche g2 | Tour noire sur case blanche a8 · Cavalier noir sur case noire f8 · Roi noir sur case noire h8 · Fou noir sur case noire a7 · Pion noir sur case blanche b7 · Tour blanche sur case noire c7 · Fou blanc sur case noire e5 · Roi blanc sur case blanche g2 | 2 |
| 1 | Tour noire sur case blanche a8 · Cavalier noir sur case noire f8 · Roi noir sur case noire h8 · Fou noir sur case noire a7 · Pion noir sur case blanche b7 · Tour blanche sur case noire c7 · Fou blanc sur case noire e5 · Roi blanc sur case blanche g2 | Tour noire sur case blanche a8 · Cavalier noir sur case noire f8 · Roi noir sur case noire h8 · Fou noir sur case noire a7 · Pion noir sur case blanche b7 · Tour blanche sur case noire c7 · Fou blanc sur case noire e5 · Roi blanc sur case blanche g2 | Tour noire sur case blanche a8 · Cavalier noir sur case noire f8 · Roi noir sur case noire h8 · Fou noir sur case noire a7 · Pion noir sur case blanche b7 · Tour blanche sur case noire c7 · Fou blanc sur case noire e5 · Roi blanc sur case blanche g2 | Tour noire sur case blanche a8 · Cavalier noir sur case noire f8 · Roi noir sur case noire h8 · Fou noir sur case noire a7 · Pion noir sur case blanche b7 · Tour blanche sur case noire c7 · Fou blanc sur case noire e5 · Roi blanc sur case blanche g2 | Tour noire sur case blanche a8 · Cavalier noir sur case noire f8 · Roi noir sur case noire h8 · Fou noir sur case noire a7 · Pion noir sur case blanche b7 · Tour blanche sur case noire c7 · Fou blanc sur case noire e5 · Roi blanc sur case blanche g2 | Tour noire sur case blanche a8 · Cavalier noir sur case noire f8 · Roi noir sur case noire h8 · Fou noir sur case noire a7 · Pion noir sur case blanche b7 · Tour blanche sur case noire c7 · Fou blanc sur case noire e5 · Roi blanc sur case blanche g2 | Tour noire sur case blanche a8 · Cavalier noir sur case noire f8 · Roi noir sur case noire h8 · Fou noir sur case noire a7 · Pion noir sur case blanche b7 · Tour blanche sur case noire c7 · Fou blanc sur case noire e5 · Roi blanc sur case blanche g2 | Tour noire sur case blanche a8 · Cavalier noir sur case noire f8 · Roi noir sur case noire h8 · Fou noir sur case noire a7 · Pion noir sur case blanche b7 · Tour blanche sur case noire c7 · Fou blanc sur case noire e5 · Roi blanc sur case blanche g2 | 1 |
|   | a | b | c | d | e | f | g | h |   |

|   | a | b | c | d | e | f | g | h |   |
| 8 | Tour noire sur case blanche a8 · Cavalier noir sur case noire f8 · Roi noir sur case blanche g8 · Fou noir sur case noire a7 · Pion noir sur case blanche b7 · Tour blanche sur case noire c7 · Fou blanc sur case noire e5 · Roi blanc sur case blanche g2 | Tour noire sur case blanche a8 · Cavalier noir sur case noire f8 · Roi noir sur case blanche g8 · Fou noir sur case noire a7 · Pion noir sur case blanche b7 · Tour blanche sur case noire c7 · Fou blanc sur case noire e5 · Roi blanc sur case blanche g2 | Tour noire sur case blanche a8 · Cavalier noir sur case noire f8 · Roi noir sur case blanche g8 · Fou noir sur case noire a7 · Pion noir sur case blanche b7 · Tour blanche sur case noire c7 · Fou blanc sur case noire e5 · Roi blanc sur case blanche g2 | Tour noire sur case blanche a8 · Cavalier noir sur case noire f8 · Roi noir sur case blanche g8 · Fou noir sur case noire a7 · Pion noir sur case blanche b7 · Tour blanche sur case noire c7 · Fou blanc sur case noire e5 · Roi blanc sur case blanche g2 | Tour noire sur case blanche a8 · Cavalier noir sur case noire f8 · Roi noir sur case blanche g8 · Fou noir sur case noire a7 · Pion noir sur case blanche b7 · Tour blanche sur case noire c7 · Fou blanc sur case noire e5 · Roi blanc sur case blanche g2 | Tour noire sur case blanche a8 · Cavalier noir sur case noire f8 · Roi noir sur case blanche g8 · Fou noir sur case noire a7 · Pion noir sur case blanche b7 · Tour blanche sur case noire c7 · Fou blanc sur case noire e5 · Roi blanc sur case blanche g2 | Tour noire sur case blanche a8 · Cavalier noir sur case noire f8 · Roi noir sur case blanche g8 · Fou noir sur case noire a7 · Pion noir sur case blanche b7 · Tour blanche sur case noire c7 · Fou blanc sur case noire e5 · Roi blanc sur case blanche g2 | Tour noire sur case blanche a8 · Cavalier noir sur case noire f8 · Roi noir sur case blanche g8 · Fou noir sur case noire a7 · Pion noir sur case blanche b7 · Tour blanche sur case noire c7 · Fou blanc sur case noire e5 · Roi blanc sur case blanche g2 | 8 |
| 7 | Tour noire sur case blanche a8 · Cavalier noir sur case noire f8 · Roi noir sur case blanche g8 · Fou noir sur case noire a7 · Pion noir sur case blanche b7 · Tour blanche sur case noire c7 · Fou blanc sur case noire e5 · Roi blanc sur case blanche g2 | Tour noire sur case blanche a8 · Cavalier noir sur case noire f8 · Roi noir sur case blanche g8 · Fou noir sur case noire a7 · Pion noir sur case blanche b7 · Tour blanche sur case noire c7 · Fou blanc sur case noire e5 · Roi blanc sur case blanche g2 | Tour noire sur case blanche a8 · Cavalier noir sur case noire f8 · Roi noir sur case blanche g8 · Fou noir sur case noire a7 · Pion noir sur case blanche b7 · Tour blanche sur case noire c7 · Fou blanc sur case noire e5 · Roi blanc sur case blanche g2 | Tour noire sur case blanche a8 · Cavalier noir sur case noire f8 · Roi noir sur case blanche g8 · Fou noir sur case noire a7 · Pion noir sur case blanche b7 · Tour blanche sur case noire c7 · Fou blanc sur case noire e5 · Roi blanc sur case blanche g2 | Tour noire sur case blanche a8 · Cavalier noir sur case noire f8 · Roi noir sur case blanche g8 · Fou noir sur case noire a7 · Pion noir sur case blanche b7 · Tour blanche sur case noire c7 · Fou blanc sur case noire e5 · Roi blanc sur case blanche g2 | Tour noire sur case blanche a8 · Cavalier noir sur case noire f8 · Roi noir sur case blanche g8 · Fou noir sur case noire a7 · Pion noir sur case blanche b7 · Tour blanche sur case noire c7 · Fou blanc sur case noire e5 · Roi blanc sur case blanche g2 | Tour noire sur case blanche a8 · Cavalier noir sur case noire f8 · Roi noir sur case blanche g8 · Fou noir sur case noire a7 · Pion noir sur case blanche b7 · Tour blanche sur case noire c7 · Fou blanc sur case noire e5 · Roi blanc sur case blanche g2 | Tour noire sur case blanche a8 · Cavalier noir sur case noire f8 · Roi noir sur case blanche g8 · Fou noir sur case noire a7 · Pion noir sur case blanche b7 · Tour blanche sur case noire c7 · Fou blanc sur case noire e5 · Roi blanc sur case blanche g2 | 7 |
| 6 | Tour noire sur case blanche a8 · Cavalier noir sur case noire f8 · Roi noir sur case blanche g8 · Fou noir sur case noire a7 · Pion noir sur case blanche b7 · Tour blanche sur case noire c7 · Fou blanc sur case noire e5 · Roi blanc sur case blanche g2 | Tour noire sur case blanche a8 · Cavalier noir sur case noire f8 · Roi noir sur case blanche g8 · Fou noir sur case noire a7 · Pion noir sur case blanche b7 · Tour blanche sur case noire c7 · Fou blanc sur case noire e5 · Roi blanc sur case blanche g2 | Tour noire sur case blanche a8 · Cavalier noir sur case noire f8 · Roi noir sur case blanche g8 · Fou noir sur case noire a7 · Pion noir sur case blanche b7 · Tour blanche sur case noire c7 · Fou blanc sur case noire e5 · Roi blanc sur case blanche g2 | Tour noire sur case blanche a8 · Cavalier noir sur case noire f8 · Roi noir sur case blanche g8 · Fou noir sur case noire a7 · Pion noir sur case blanche b7 · Tour blanche sur case noire c7 · Fou blanc sur case noire e5 · Roi blanc sur case blanche g2 | Tour noire sur case blanche a8 · Cavalier noir sur case noire f8 · Roi noir sur case blanche g8 · Fou noir sur case noire a7 · Pion noir sur case blanche b7 · Tour blanche sur case noire c7 · Fou blanc sur case noire e5 · Roi blanc sur case blanche g2 | Tour noire sur case blanche a8 · Cavalier noir sur case noire f8 · Roi noir sur case blanche g8 · Fou noir sur case noire a7 · Pion noir sur case blanche b7 · Tour blanche sur case noire c7 · Fou blanc sur case noire e5 · Roi blanc sur case blanche g2 | Tour noire sur case blanche a8 · Cavalier noir sur case noire f8 · Roi noir sur case blanche g8 · Fou noir sur case noire a7 · Pion noir sur case blanche b7 · Tour blanche sur case noire c7 · Fou blanc sur case noire e5 · Roi blanc sur case blanche g2 | Tour noire sur case blanche a8 · Cavalier noir sur case noire f8 · Roi noir sur case blanche g8 · Fou noir sur case noire a7 · Pion noir sur case blanche b7 · Tour blanche sur case noire c7 · Fou blanc sur case noire e5 · Roi blanc sur case blanche g2 | 6 |
| 5 | Tour noire sur case blanche a8 · Cavalier noir sur case noire f8 · Roi noir sur case blanche g8 · Fou noir sur case noire a7 · Pion noir sur case blanche b7 · Tour blanche sur case noire c7 · Fou blanc sur case noire e5 · Roi blanc sur case blanche g2 | Tour noire sur case blanche a8 · Cavalier noir sur case noire f8 · Roi noir sur case blanche g8 · Fou noir sur case noire a7 · Pion noir sur case blanche b7 · Tour blanche sur case noire c7 · Fou blanc sur case noire e5 · Roi blanc sur case blanche g2 | Tour noire sur case blanche a8 · Cavalier noir sur case noire f8 · Roi noir sur case blanche g8 · Fou noir sur case noire a7 · Pion noir sur case blanche b7 · Tour blanche sur case noire c7 · Fou blanc sur case noire e5 · Roi blanc sur case blanche g2 | Tour noire sur case blanche a8 · Cavalier noir sur case noire f8 · Roi noir sur case blanche g8 · Fou noir sur case noire a7 · Pion noir sur case blanche b7 · Tour blanche sur case noire c7 · Fou blanc sur case noire e5 · Roi blanc sur case blanche g2 | Tour noire sur case blanche a8 · Cavalier noir sur case noire f8 · Roi noir sur case blanche g8 · Fou noir sur case noire a7 · Pion noir sur case blanche b7 · Tour blanche sur case noire c7 · Fou blanc sur case noire e5 · Roi blanc sur case blanche g2 | Tour noire sur case blanche a8 · Cavalier noir sur case noire f8 · Roi noir sur case blanche g8 · Fou noir sur case noire a7 · Pion noir sur case blanche b7 · Tour blanche sur case noire c7 · Fou blanc sur case noire e5 · Roi blanc sur case blanche g2 | Tour noire sur case blanche a8 · Cavalier noir sur case noire f8 · Roi noir sur case blanche g8 · Fou noir sur case noire a7 · Pion noir sur case blanche b7 · Tour blanche sur case noire c7 · Fou blanc sur case noire e5 · Roi blanc sur case blanche g2 | Tour noire sur case blanche a8 · Cavalier noir sur case noire f8 · Roi noir sur case blanche g8 · Fou noir sur case noire a7 · Pion noir sur case blanche b7 · Tour blanche sur case noire c7 · Fou blanc sur case noire e5 · Roi blanc sur case blanche g2 | 5 |
| 4 | Tour noire sur case blanche a8 · Cavalier noir sur case noire f8 · Roi noir sur case blanche g8 · Fou noir sur case noire a7 · Pion noir sur case blanche b7 · Tour blanche sur case noire c7 · Fou blanc sur case noire e5 · Roi blanc sur case blanche g2 | Tour noire sur case blanche a8 · Cavalier noir sur case noire f8 · Roi noir sur case blanche g8 · Fou noir sur case noire a7 · Pion noir sur case blanche b7 · Tour blanche sur case noire c7 · Fou blanc sur case noire e5 · Roi blanc sur case blanche g2 | Tour noire sur case blanche a8 · Cavalier noir sur case noire f8 · Roi noir sur case blanche g8 · Fou noir sur case noire a7 · Pion noir sur case blanche b7 · Tour blanche sur case noire c7 · Fou blanc sur case noire e5 · Roi blanc sur case blanche g2 | Tour noire sur case blanche a8 · Cavalier noir sur case noire f8 · Roi noir sur case blanche g8 · Fou noir sur case noire a7 · Pion noir sur case blanche b7 · Tour blanche sur case noire c7 · Fou blanc sur case noire e5 · Roi blanc sur case blanche g2 | Tour noire sur case blanche a8 · Cavalier noir sur case noire f8 · Roi noir sur case blanche g8 · Fou noir sur case noire a7 · Pion noir sur case blanche b7 · Tour blanche sur case noire c7 · Fou blanc sur case noire e5 · Roi blanc sur case blanche g2 | Tour noire sur case blanche a8 · Cavalier noir sur case noire f8 · Roi noir sur case blanche g8 · Fou noir sur case noire a7 · Pion noir sur case blanche b7 · Tour blanche sur case noire c7 · Fou blanc sur case noire e5 · Roi blanc sur case blanche g2 | Tour noire sur case blanche a8 · Cavalier noir sur case noire f8 · Roi noir sur case blanche g8 · Fou noir sur case noire a7 · Pion noir sur case blanche b7 · Tour blanche sur case noire c7 · Fou blanc sur case noire e5 · Roi blanc sur case blanche g2 | Tour noire sur case blanche a8 · Cavalier noir sur case noire f8 · Roi noir sur case blanche g8 · Fou noir sur case noire a7 · Pion noir sur case blanche b7 · Tour blanche sur case noire c7 · Fou blanc sur case noire e5 · Roi blanc sur case blanche g2 | 4 |
| 3 | Tour noire sur case blanche a8 · Cavalier noir sur case noire f8 · Roi noir sur case blanche g8 · Fou noir sur case noire a7 · Pion noir sur case blanche b7 · Tour blanche sur case noire c7 · Fou blanc sur case noire e5 · Roi blanc sur case blanche g2 | Tour noire sur case blanche a8 · Cavalier noir sur case noire f8 · Roi noir sur case blanche g8 · Fou noir sur case noire a7 · Pion noir sur case blanche b7 · Tour blanche sur case noire c7 · Fou blanc sur case noire e5 · Roi blanc sur case blanche g2 | Tour noire sur case blanche a8 · Cavalier noir sur case noire f8 · Roi noir sur case blanche g8 · Fou noir sur case noire a7 · Pion noir sur case blanche b7 · Tour blanche sur case noire c7 · Fou blanc sur case noire e5 · Roi blanc sur case blanche g2 | Tour noire sur case blanche a8 · Cavalier noir sur case noire f8 · Roi noir sur case blanche g8 · Fou noir sur case noire a7 · Pion noir sur case blanche b7 · Tour blanche sur case noire c7 · Fou blanc sur case noire e5 · Roi blanc sur case blanche g2 | Tour noire sur case blanche a8 · Cavalier noir sur case noire f8 · Roi noir sur case blanche g8 · Fou noir sur case noire a7 · Pion noir sur case blanche b7 · Tour blanche sur case noire c7 · Fou blanc sur case noire e5 · Roi blanc sur case blanche g2 | Tour noire sur case blanche a8 · Cavalier noir sur case noire f8 · Roi noir sur case blanche g8 · Fou noir sur case noire a7 · Pion noir sur case blanche b7 · Tour blanche sur case noire c7 · Fou blanc sur case noire e5 · Roi blanc sur case blanche g2 | Tour noire sur case blanche a8 · Cavalier noir sur case noire f8 · Roi noir sur case blanche g8 · Fou noir sur case noire a7 · Pion noir sur case blanche b7 · Tour blanche sur case noire c7 · Fou blanc sur case noire e5 · Roi blanc sur case blanche g2 | Tour noire sur case blanche a8 · Cavalier noir sur case noire f8 · Roi noir sur case blanche g8 · Fou noir sur case noire a7 · Pion noir sur case blanche b7 · Tour blanche sur case noire c7 · Fou blanc sur case noire e5 · Roi blanc sur case blanche g2 | 3 |
| 2 | Tour noire sur case blanche a8 · Cavalier noir sur case noire f8 · Roi noir sur case blanche g8 · Fou noir sur case noire a7 · Pion noir sur case blanche b7 · Tour blanche sur case noire c7 · Fou blanc sur case noire e5 · Roi blanc sur case blanche g2 | Tour noire sur case blanche a8 · Cavalier noir sur case noire f8 · Roi noir sur case blanche g8 · Fou noir sur case noire a7 · Pion noir sur case blanche b7 · Tour blanche sur case noire c7 · Fou blanc sur case noire e5 · Roi blanc sur case blanche g2 | Tour noire sur case blanche a8 · Cavalier noir sur case noire f8 · Roi noir sur case blanche g8 · Fou noir sur case noire a7 · Pion noir sur case blanche b7 · Tour blanche sur case noire c7 · Fou blanc sur case noire e5 · Roi blanc sur case blanche g2 | Tour noire sur case blanche a8 · Cavalier noir sur case noire f8 · Roi noir sur case blanche g8 · Fou noir sur case noire a7 · Pion noir sur case blanche b7 · Tour blanche sur case noire c7 · Fou blanc sur case noire e5 · Roi blanc sur case blanche g2 | Tour noire sur case blanche a8 · Cavalier noir sur case noire f8 · Roi noir sur case blanche g8 · Fou noir sur case noire a7 · Pion noir sur case blanche b7 · Tour blanche sur case noire c7 · Fou blanc sur case noire e5 · Roi blanc sur case blanche g2 | Tour noire sur case blanche a8 · Cavalier noir sur case noire f8 · Roi noir sur case blanche g8 · Fou noir sur case noire a7 · Pion noir sur case blanche b7 · Tour blanche sur case noire c7 · Fou blanc sur case noire e5 · Roi blanc sur case blanche g2 | Tour noire sur case blanche a8 · Cavalier noir sur case noire f8 · Roi noir sur case blanche g8 · Fou noir sur case noire a7 · Pion noir sur case blanche b7 · Tour blanche sur case noire c7 · Fou blanc sur case noire e5 · Roi blanc sur case blanche g2 | Tour noire sur case blanche a8 · Cavalier noir sur case noire f8 · Roi noir sur case blanche g8 · Fou noir sur case noire a7 · Pion noir sur case blanche b7 · Tour blanche sur case noire c7 · Fou blanc sur case noire e5 · Roi blanc sur case blanche g2 | 2 |
| 1 | Tour noire sur case blanche a8 · Cavalier noir sur case noire f8 · Roi noir sur case blanche g8 · Fou noir sur case noire a7 · Pion noir sur case blanche b7 · Tour blanche sur case noire c7 · Fou blanc sur case noire e5 · Roi blanc sur case blanche g2 | Tour noire sur case blanche a8 · Cavalier noir sur case noire f8 · Roi noir sur case blanche g8 · Fou noir sur case noire a7 · Pion noir sur case blanche b7 · Tour blanche sur case noire c7 · Fou blanc sur case noire e5 · Roi blanc sur case blanche g2 | Tour noire sur case blanche a8 · Cavalier noir sur case noire f8 · Roi noir sur case blanche g8 · Fou noir sur case noire a7 · Pion noir sur case blanche b7 · Tour blanche sur case noire c7 · Fou blanc sur case noire e5 · Roi blanc sur case blanche g2 | Tour noire sur case blanche a8 · Cavalier noir sur case noire f8 · Roi noir sur case blanche g8 · Fou noir sur case noire a7 · Pion noir sur case blanche b7 · Tour blanche sur case noire c7 · Fou blanc sur case noire e5 · Roi blanc sur case blanche g2 | Tour noire sur case blanche a8 · Cavalier noir sur case noire f8 · Roi noir sur case blanche g8 · Fou noir sur case noire a7 · Pion noir sur case blanche b7 · Tour blanche sur case noire c7 · Fou blanc sur case noire e5 · Roi blanc sur case blanche g2 | Tour noire sur case blanche a8 · Cavalier noir sur case noire f8 · Roi noir sur case blanche g8 · Fou noir sur case noire a7 · Pion noir sur case blanche b7 · Tour blanche sur case noire c7 · Fou blanc sur case noire e5 · Roi blanc sur case blanche g2 | Tour noire sur case blanche a8 · Cavalier noir sur case noire f8 · Roi noir sur case blanche g8 · Fou noir sur case noire a7 · Pion noir sur case blanche b7 · Tour blanche sur case noire c7 · Fou blanc sur case noire e5 · Roi blanc sur case blanche g2 | Tour noire sur case blanche a8 · Cavalier noir sur case noire f8 · Roi noir sur case blanche g8 · Fou noir sur case noire a7 · Pion noir sur case blanche b7 · Tour blanche sur case noire c7 · Fou blanc sur case noire e5 · Roi blanc sur case blanche g2 | 1 |
|   | a | b | c | d | e | f | g | h |   |

|   | a | b | c | d | e | f | g | h |   |
| 8 | Tour noire sur case blanche a8 · Cavalier noir sur case noire f8 · Roi noir sur case blanche g8 · Fou noir sur case noire a7 · Pion noir sur case blanche b7 · Tour blanche sur case noire g7 · Fou blanc sur case noire e5 · Roi blanc sur case blanche g2 | Tour noire sur case blanche a8 · Cavalier noir sur case noire f8 · Roi noir sur case blanche g8 · Fou noir sur case noire a7 · Pion noir sur case blanche b7 · Tour blanche sur case noire g7 · Fou blanc sur case noire e5 · Roi blanc sur case blanche g2 | Tour noire sur case blanche a8 · Cavalier noir sur case noire f8 · Roi noir sur case blanche g8 · Fou noir sur case noire a7 · Pion noir sur case blanche b7 · Tour blanche sur case noire g7 · Fou blanc sur case noire e5 · Roi blanc sur case blanche g2 | Tour noire sur case blanche a8 · Cavalier noir sur case noire f8 · Roi noir sur case blanche g8 · Fou noir sur case noire a7 · Pion noir sur case blanche b7 · Tour blanche sur case noire g7 · Fou blanc sur case noire e5 · Roi blanc sur case blanche g2 | Tour noire sur case blanche a8 · Cavalier noir sur case noire f8 · Roi noir sur case blanche g8 · Fou noir sur case noire a7 · Pion noir sur case blanche b7 · Tour blanche sur case noire g7 · Fou blanc sur case noire e5 · Roi blanc sur case blanche g2 | Tour noire sur case blanche a8 · Cavalier noir sur case noire f8 · Roi noir sur case blanche g8 · Fou noir sur case noire a7 · Pion noir sur case blanche b7 · Tour blanche sur case noire g7 · Fou blanc sur case noire e5 · Roi blanc sur case blanche g2 | Tour noire sur case blanche a8 · Cavalier noir sur case noire f8 · Roi noir sur case blanche g8 · Fou noir sur case noire a7 · Pion noir sur case blanche b7 · Tour blanche sur case noire g7 · Fou blanc sur case noire e5 · Roi blanc sur case blanche g2 | Tour noire sur case blanche a8 · Cavalier noir sur case noire f8 · Roi noir sur case blanche g8 · Fou noir sur case noire a7 · Pion noir sur case blanche b7 · Tour blanche sur case noire g7 · Fou blanc sur case noire e5 · Roi blanc sur case blanche g2 | 8 |
| 7 | Tour noire sur case blanche a8 · Cavalier noir sur case noire f8 · Roi noir sur case blanche g8 · Fou noir sur case noire a7 · Pion noir sur case blanche b7 · Tour blanche sur case noire g7 · Fou blanc sur case noire e5 · Roi blanc sur case blanche g2 | Tour noire sur case blanche a8 · Cavalier noir sur case noire f8 · Roi noir sur case blanche g8 · Fou noir sur case noire a7 · Pion noir sur case blanche b7 · Tour blanche sur case noire g7 · Fou blanc sur case noire e5 · Roi blanc sur case blanche g2 | Tour noire sur case blanche a8 · Cavalier noir sur case noire f8 · Roi noir sur case blanche g8 · Fou noir sur case noire a7 · Pion noir sur case blanche b7 · Tour blanche sur case noire g7 · Fou blanc sur case noire e5 · Roi blanc sur case blanche g2 | Tour noire sur case blanche a8 · Cavalier noir sur case noire f8 · Roi noir sur case blanche g8 · Fou noir sur case noire a7 · Pion noir sur case blanche b7 · Tour blanche sur case noire g7 · Fou blanc sur case noire e5 · Roi blanc sur case blanche g2 | Tour noire sur case blanche a8 · Cavalier noir sur case noire f8 · Roi noir sur case blanche g8 · Fou noir sur case noire a7 · Pion noir sur case blanche b7 · Tour blanche sur case noire g7 · Fou blanc sur case noire e5 · Roi blanc sur case blanche g2 | Tour noire sur case blanche a8 · Cavalier noir sur case noire f8 · Roi noir sur case blanche g8 · Fou noir sur case noire a7 · Pion noir sur case blanche b7 · Tour blanche sur case noire g7 · Fou blanc sur case noire e5 · Roi blanc sur case blanche g2 | Tour noire sur case blanche a8 · Cavalier noir sur case noire f8 · Roi noir sur case blanche g8 · Fou noir sur case noire a7 · Pion noir sur case blanche b7 · Tour blanche sur case noire g7 · Fou blanc sur case noire e5 · Roi blanc sur case blanche g2 | Tour noire sur case blanche a8 · Cavalier noir sur case noire f8 · Roi noir sur case blanche g8 · Fou noir sur case noire a7 · Pion noir sur case blanche b7 · Tour blanche sur case noire g7 · Fou blanc sur case noire e5 · Roi blanc sur case blanche g2 | 7 |
| 6 | Tour noire sur case blanche a8 · Cavalier noir sur case noire f8 · Roi noir sur case blanche g8 · Fou noir sur case noire a7 · Pion noir sur case blanche b7 · Tour blanche sur case noire g7 · Fou blanc sur case noire e5 · Roi blanc sur case blanche g2 | Tour noire sur case blanche a8 · Cavalier noir sur case noire f8 · Roi noir sur case blanche g8 · Fou noir sur case noire a7 · Pion noir sur case blanche b7 · Tour blanche sur case noire g7 · Fou blanc sur case noire e5 · Roi blanc sur case blanche g2 | Tour noire sur case blanche a8 · Cavalier noir sur case noire f8 · Roi noir sur case blanche g8 · Fou noir sur case noire a7 · Pion noir sur case blanche b7 · Tour blanche sur case noire g7 · Fou blanc sur case noire e5 · Roi blanc sur case blanche g2 | Tour noire sur case blanche a8 · Cavalier noir sur case noire f8 · Roi noir sur case blanche g8 · Fou noir sur case noire a7 · Pion noir sur case blanche b7 · Tour blanche sur case noire g7 · Fou blanc sur case noire e5 · Roi blanc sur case blanche g2 | Tour noire sur case blanche a8 · Cavalier noir sur case noire f8 · Roi noir sur case blanche g8 · Fou noir sur case noire a7 · Pion noir sur case blanche b7 · Tour blanche sur case noire g7 · Fou blanc sur case noire e5 · Roi blanc sur case blanche g2 | Tour noire sur case blanche a8 · Cavalier noir sur case noire f8 · Roi noir sur case blanche g8 · Fou noir sur case noire a7 · Pion noir sur case blanche b7 · Tour blanche sur case noire g7 · Fou blanc sur case noire e5 · Roi blanc sur case blanche g2 | Tour noire sur case blanche a8 · Cavalier noir sur case noire f8 · Roi noir sur case blanche g8 · Fou noir sur case noire a7 · Pion noir sur case blanche b7 · Tour blanche sur case noire g7 · Fou blanc sur case noire e5 · Roi blanc sur case blanche g2 | Tour noire sur case blanche a8 · Cavalier noir sur case noire f8 · Roi noir sur case blanche g8 · Fou noir sur case noire a7 · Pion noir sur case blanche b7 · Tour blanche sur case noire g7 · Fou blanc sur case noire e5 · Roi blanc sur case blanche g2 | 6 |
| 5 | Tour noire sur case blanche a8 · Cavalier noir sur case noire f8 · Roi noir sur case blanche g8 · Fou noir sur case noire a7 · Pion noir sur case blanche b7 · Tour blanche sur case noire g7 · Fou blanc sur case noire e5 · Roi blanc sur case blanche g2 | Tour noire sur case blanche a8 · Cavalier noir sur case noire f8 · Roi noir sur case blanche g8 · Fou noir sur case noire a7 · Pion noir sur case blanche b7 · Tour blanche sur case noire g7 · Fou blanc sur case noire e5 · Roi blanc sur case blanche g2 | Tour noire sur case blanche a8 · Cavalier noir sur case noire f8 · Roi noir sur case blanche g8 · Fou noir sur case noire a7 · Pion noir sur case blanche b7 · Tour blanche sur case noire g7 · Fou blanc sur case noire e5 · Roi blanc sur case blanche g2 | Tour noire sur case blanche a8 · Cavalier noir sur case noire f8 · Roi noir sur case blanche g8 · Fou noir sur case noire a7 · Pion noir sur case blanche b7 · Tour blanche sur case noire g7 · Fou blanc sur case noire e5 · Roi blanc sur case blanche g2 | Tour noire sur case blanche a8 · Cavalier noir sur case noire f8 · Roi noir sur case blanche g8 · Fou noir sur case noire a7 · Pion noir sur case blanche b7 · Tour blanche sur case noire g7 · Fou blanc sur case noire e5 · Roi blanc sur case blanche g2 | Tour noire sur case blanche a8 · Cavalier noir sur case noire f8 · Roi noir sur case blanche g8 · Fou noir sur case noire a7 · Pion noir sur case blanche b7 · Tour blanche sur case noire g7 · Fou blanc sur case noire e5 · Roi blanc sur case blanche g2 | Tour noire sur case blanche a8 · Cavalier noir sur case noire f8 · Roi noir sur case blanche g8 · Fou noir sur case noire a7 · Pion noir sur case blanche b7 · Tour blanche sur case noire g7 · Fou blanc sur case noire e5 · Roi blanc sur case blanche g2 | Tour noire sur case blanche a8 · Cavalier noir sur case noire f8 · Roi noir sur case blanche g8 · Fou noir sur case noire a7 · Pion noir sur case blanche b7 · Tour blanche sur case noire g7 · Fou blanc sur case noire e5 · Roi blanc sur case blanche g2 | 5 |
| 4 | Tour noire sur case blanche a8 · Cavalier noir sur case noire f8 · Roi noir sur case blanche g8 · Fou noir sur case noire a7 · Pion noir sur case blanche b7 · Tour blanche sur case noire g7 · Fou blanc sur case noire e5 · Roi blanc sur case blanche g2 | Tour noire sur case blanche a8 · Cavalier noir sur case noire f8 · Roi noir sur case blanche g8 · Fou noir sur case noire a7 · Pion noir sur case blanche b7 · Tour blanche sur case noire g7 · Fou blanc sur case noire e5 · Roi blanc sur case blanche g2 | Tour noire sur case blanche a8 · Cavalier noir sur case noire f8 · Roi noir sur case blanche g8 · Fou noir sur case noire a7 · Pion noir sur case blanche b7 · Tour blanche sur case noire g7 · Fou blanc sur case noire e5 · Roi blanc sur case blanche g2 | Tour noire sur case blanche a8 · Cavalier noir sur case noire f8 · Roi noir sur case blanche g8 · Fou noir sur case noire a7 · Pion noir sur case blanche b7 · Tour blanche sur case noire g7 · Fou blanc sur case noire e5 · Roi blanc sur case blanche g2 | Tour noire sur case blanche a8 · Cavalier noir sur case noire f8 · Roi noir sur case blanche g8 · Fou noir sur case noire a7 · Pion noir sur case blanche b7 · Tour blanche sur case noire g7 · Fou blanc sur case noire e5 · Roi blanc sur case blanche g2 | Tour noire sur case blanche a8 · Cavalier noir sur case noire f8 · Roi noir sur case blanche g8 · Fou noir sur case noire a7 · Pion noir sur case blanche b7 · Tour blanche sur case noire g7 · Fou blanc sur case noire e5 · Roi blanc sur case blanche g2 | Tour noire sur case blanche a8 · Cavalier noir sur case noire f8 · Roi noir sur case blanche g8 · Fou noir sur case noire a7 · Pion noir sur case blanche b7 · Tour blanche sur case noire g7 · Fou blanc sur case noire e5 · Roi blanc sur case blanche g2 | Tour noire sur case blanche a8 · Cavalier noir sur case noire f8 · Roi noir sur case blanche g8 · Fou noir sur case noire a7 · Pion noir sur case blanche b7 · Tour blanche sur case noire g7 · Fou blanc sur case noire e5 · Roi blanc sur case blanche g2 | 4 |
| 3 | Tour noire sur case blanche a8 · Cavalier noir sur case noire f8 · Roi noir sur case blanche g8 · Fou noir sur case noire a7 · Pion noir sur case blanche b7 · Tour blanche sur case noire g7 · Fou blanc sur case noire e5 · Roi blanc sur case blanche g2 | Tour noire sur case blanche a8 · Cavalier noir sur case noire f8 · Roi noir sur case blanche g8 · Fou noir sur case noire a7 · Pion noir sur case blanche b7 · Tour blanche sur case noire g7 · Fou blanc sur case noire e5 · Roi blanc sur case blanche g2 | Tour noire sur case blanche a8 · Cavalier noir sur case noire f8 · Roi noir sur case blanche g8 · Fou noir sur case noire a7 · Pion noir sur case blanche b7 · Tour blanche sur case noire g7 · Fou blanc sur case noire e5 · Roi blanc sur case blanche g2 | Tour noire sur case blanche a8 · Cavalier noir sur case noire f8 · Roi noir sur case blanche g8 · Fou noir sur case noire a7 · Pion noir sur case blanche b7 · Tour blanche sur case noire g7 · Fou blanc sur case noire e5 · Roi blanc sur case blanche g2 | Tour noire sur case blanche a8 · Cavalier noir sur case noire f8 · Roi noir sur case blanche g8 · Fou noir sur case noire a7 · Pion noir sur case blanche b7 · Tour blanche sur case noire g7 · Fou blanc sur case noire e5 · Roi blanc sur case blanche g2 | Tour noire sur case blanche a8 · Cavalier noir sur case noire f8 · Roi noir sur case blanche g8 · Fou noir sur case noire a7 · Pion noir sur case blanche b7 · Tour blanche sur case noire g7 · Fou blanc sur case noire e5 · Roi blanc sur case blanche g2 | Tour noire sur case blanche a8 · Cavalier noir sur case noire f8 · Roi noir sur case blanche g8 · Fou noir sur case noire a7 · Pion noir sur case blanche b7 · Tour blanche sur case noire g7 · Fou blanc sur case noire e5 · Roi blanc sur case blanche g2 | Tour noire sur case blanche a8 · Cavalier noir sur case noire f8 · Roi noir sur case blanche g8 · Fou noir sur case noire a7 · Pion noir sur case blanche b7 · Tour blanche sur case noire g7 · Fou blanc sur case noire e5 · Roi blanc sur case blanche g2 | 3 |
| 2 | Tour noire sur case blanche a8 · Cavalier noir sur case noire f8 · Roi noir sur case blanche g8 · Fou noir sur case noire a7 · Pion noir sur case blanche b7 · Tour blanche sur case noire g7 · Fou blanc sur case noire e5 · Roi blanc sur case blanche g2 | Tour noire sur case blanche a8 · Cavalier noir sur case noire f8 · Roi noir sur case blanche g8 · Fou noir sur case noire a7 · Pion noir sur case blanche b7 · Tour blanche sur case noire g7 · Fou blanc sur case noire e5 · Roi blanc sur case blanche g2 | Tour noire sur case blanche a8 · Cavalier noir sur case noire f8 · Roi noir sur case blanche g8 · Fou noir sur case noire a7 · Pion noir sur case blanche b7 · Tour blanche sur case noire g7 · Fou blanc sur case noire e5 · Roi blanc sur case blanche g2 | Tour noire sur case blanche a8 · Cavalier noir sur case noire f8 · Roi noir sur case blanche g8 · Fou noir sur case noire a7 · Pion noir sur case blanche b7 · Tour blanche sur case noire g7 · Fou blanc sur case noire e5 · Roi blanc sur case blanche g2 | Tour noire sur case blanche a8 · Cavalier noir sur case noire f8 · Roi noir sur case blanche g8 · Fou noir sur case noire a7 · Pion noir sur case blanche b7 · Tour blanche sur case noire g7 · Fou blanc sur case noire e5 · Roi blanc sur case blanche g2 | Tour noire sur case blanche a8 · Cavalier noir sur case noire f8 · Roi noir sur case blanche g8 · Fou noir sur case noire a7 · Pion noir sur case blanche b7 · Tour blanche sur case noire g7 · Fou blanc sur case noire e5 · Roi blanc sur case blanche g2 | Tour noire sur case blanche a8 · Cavalier noir sur case noire f8 · Roi noir sur case blanche g8 · Fou noir sur case noire a7 · Pion noir sur case blanche b7 · Tour blanche sur case noire g7 · Fou blanc sur case noire e5 · Roi blanc sur case blanche g2 | Tour noire sur case blanche a8 · Cavalier noir sur case noire f8 · Roi noir sur case blanche g8 · Fou noir sur case noire a7 · Pion noir sur case blanche b7 · Tour blanche sur case noire g7 · Fou blanc sur case noire e5 · Roi blanc sur case blanche g2 | 2 |
| 1 | Tour noire sur case blanche a8 · Cavalier noir sur case noire f8 · Roi noir sur case blanche g8 · Fou noir sur case noire a7 · Pion noir sur case blanche b7 · Tour blanche sur case noire g7 · Fou blanc sur case noire e5 · Roi blanc sur case blanche g2 | Tour noire sur case blanche a8 · Cavalier noir sur case noire f8 · Roi noir sur case blanche g8 · Fou noir sur case noire a7 · Pion noir sur case blanche b7 · Tour blanche sur case noire g7 · Fou blanc sur case noire e5 · Roi blanc sur case blanche g2 | Tour noire sur case blanche a8 · Cavalier noir sur case noire f8 · Roi noir sur case blanche g8 · Fou noir sur case noire a7 · Pion noir sur case blanche b7 · Tour blanche sur case noire g7 · Fou blanc sur case noire e5 · Roi blanc sur case blanche g2 | Tour noire sur case blanche a8 · Cavalier noir sur case noire f8 · Roi noir sur case blanche g8 · Fou noir sur case noire a7 · Pion noir sur case blanche b7 · Tour blanche sur case noire g7 · Fou blanc sur case noire e5 · Roi blanc sur case blanche g2 | Tour noire sur case blanche a8 · Cavalier noir sur case noire f8 · Roi noir sur case blanche g8 · Fou noir sur case noire a7 · Pion noir sur case blanche b7 · Tour blanche sur case noire g7 · Fou blanc sur case noire e5 · Roi blanc sur case blanche g2 | Tour noire sur case blanche a8 · Cavalier noir sur case noire f8 · Roi noir sur case blanche g8 · Fou noir sur case noire a7 · Pion noir sur case blanche b7 · Tour blanche sur case noire g7 · Fou blanc sur case noire e5 · Roi blanc sur case blanche g2 | Tour noire sur case blanche a8 · Cavalier noir sur case noire f8 · Roi noir sur case blanche g8 · Fou noir sur case noire a7 · Pion noir sur case blanche b7 · Tour blanche sur case noire g7 · Fou blanc sur case noire e5 · Roi blanc sur case blanche g2 | Tour noire sur case blanche a8 · Cavalier noir sur case noire f8 · Roi noir sur case blanche g8 · Fou noir sur case noire a7 · Pion noir sur case blanche b7 · Tour blanche sur case noire g7 · Fou blanc sur case noire e5 · Roi blanc sur case blanche g2 | 1 |
|   | a | b | c | d | e | f | g | h |   |

|   | a | b | c | d | e | f | g | h |   |
| 8 | Tour noire sur case blanche a8 · Cavalier noir sur case noire f8 · Roi noir sur case noire h8 · Fou noir sur case noire a7 · Pion noir sur case blanche b7 · Tour blanche sur case noire g7 · Fou blanc sur case noire e5 · Roi blanc sur case blanche g2 | Tour noire sur case blanche a8 · Cavalier noir sur case noire f8 · Roi noir sur case noire h8 · Fou noir sur case noire a7 · Pion noir sur case blanche b7 · Tour blanche sur case noire g7 · Fou blanc sur case noire e5 · Roi blanc sur case blanche g2 | Tour noire sur case blanche a8 · Cavalier noir sur case noire f8 · Roi noir sur case noire h8 · Fou noir sur case noire a7 · Pion noir sur case blanche b7 · Tour blanche sur case noire g7 · Fou blanc sur case noire e5 · Roi blanc sur case blanche g2 | Tour noire sur case blanche a8 · Cavalier noir sur case noire f8 · Roi noir sur case noire h8 · Fou noir sur case noire a7 · Pion noir sur case blanche b7 · Tour blanche sur case noire g7 · Fou blanc sur case noire e5 · Roi blanc sur case blanche g2 | Tour noire sur case blanche a8 · Cavalier noir sur case noire f8 · Roi noir sur case noire h8 · Fou noir sur case noire a7 · Pion noir sur case blanche b7 · Tour blanche sur case noire g7 · Fou blanc sur case noire e5 · Roi blanc sur case blanche g2 | Tour noire sur case blanche a8 · Cavalier noir sur case noire f8 · Roi noir sur case noire h8 · Fou noir sur case noire a7 · Pion noir sur case blanche b7 · Tour blanche sur case noire g7 · Fou blanc sur case noire e5 · Roi blanc sur case blanche g2 | Tour noire sur case blanche a8 · Cavalier noir sur case noire f8 · Roi noir sur case noire h8 · Fou noir sur case noire a7 · Pion noir sur case blanche b7 · Tour blanche sur case noire g7 · Fou blanc sur case noire e5 · Roi blanc sur case blanche g2 | Tour noire sur case blanche a8 · Cavalier noir sur case noire f8 · Roi noir sur case noire h8 · Fou noir sur case noire a7 · Pion noir sur case blanche b7 · Tour blanche sur case noire g7 · Fou blanc sur case noire e5 · Roi blanc sur case blanche g2 | 8 |
| 7 | Tour noire sur case blanche a8 · Cavalier noir sur case noire f8 · Roi noir sur case noire h8 · Fou noir sur case noire a7 · Pion noir sur case blanche b7 · Tour blanche sur case noire g7 · Fou blanc sur case noire e5 · Roi blanc sur case blanche g2 | Tour noire sur case blanche a8 · Cavalier noir sur case noire f8 · Roi noir sur case noire h8 · Fou noir sur case noire a7 · Pion noir sur case blanche b7 · Tour blanche sur case noire g7 · Fou blanc sur case noire e5 · Roi blanc sur case blanche g2 | Tour noire sur case blanche a8 · Cavalier noir sur case noire f8 · Roi noir sur case noire h8 · Fou noir sur case noire a7 · Pion noir sur case blanche b7 · Tour blanche sur case noire g7 · Fou blanc sur case noire e5 · Roi blanc sur case blanche g2 | Tour noire sur case blanche a8 · Cavalier noir sur case noire f8 · Roi noir sur case noire h8 · Fou noir sur case noire a7 · Pion noir sur case blanche b7 · Tour blanche sur case noire g7 · Fou blanc sur case noire e5 · Roi blanc sur case blanche g2 | Tour noire sur case blanche a8 · Cavalier noir sur case noire f8 · Roi noir sur case noire h8 · Fou noir sur case noire a7 · Pion noir sur case blanche b7 · Tour blanche sur case noire g7 · Fou blanc sur case noire e5 · Roi blanc sur case blanche g2 | Tour noire sur case blanche a8 · Cavalier noir sur case noire f8 · Roi noir sur case noire h8 · Fou noir sur case noire a7 · Pion noir sur case blanche b7 · Tour blanche sur case noire g7 · Fou blanc sur case noire e5 · Roi blanc sur case blanche g2 | Tour noire sur case blanche a8 · Cavalier noir sur case noire f8 · Roi noir sur case noire h8 · Fou noir sur case noire a7 · Pion noir sur case blanche b7 · Tour blanche sur case noire g7 · Fou blanc sur case noire e5 · Roi blanc sur case blanche g2 | Tour noire sur case blanche a8 · Cavalier noir sur case noire f8 · Roi noir sur case noire h8 · Fou noir sur case noire a7 · Pion noir sur case blanche b7 · Tour blanche sur case noire g7 · Fou blanc sur case noire e5 · Roi blanc sur case blanche g2 | 7 |
| 6 | Tour noire sur case blanche a8 · Cavalier noir sur case noire f8 · Roi noir sur case noire h8 · Fou noir sur case noire a7 · Pion noir sur case blanche b7 · Tour blanche sur case noire g7 · Fou blanc sur case noire e5 · Roi blanc sur case blanche g2 | Tour noire sur case blanche a8 · Cavalier noir sur case noire f8 · Roi noir sur case noire h8 · Fou noir sur case noire a7 · Pion noir sur case blanche b7 · Tour blanche sur case noire g7 · Fou blanc sur case noire e5 · Roi blanc sur case blanche g2 | Tour noire sur case blanche a8 · Cavalier noir sur case noire f8 · Roi noir sur case noire h8 · Fou noir sur case noire a7 · Pion noir sur case blanche b7 · Tour blanche sur case noire g7 · Fou blanc sur case noire e5 · Roi blanc sur case blanche g2 | Tour noire sur case blanche a8 · Cavalier noir sur case noire f8 · Roi noir sur case noire h8 · Fou noir sur case noire a7 · Pion noir sur case blanche b7 · Tour blanche sur case noire g7 · Fou blanc sur case noire e5 · Roi blanc sur case blanche g2 | Tour noire sur case blanche a8 · Cavalier noir sur case noire f8 · Roi noir sur case noire h8 · Fou noir sur case noire a7 · Pion noir sur case blanche b7 · Tour blanche sur case noire g7 · Fou blanc sur case noire e5 · Roi blanc sur case blanche g2 | Tour noire sur case blanche a8 · Cavalier noir sur case noire f8 · Roi noir sur case noire h8 · Fou noir sur case noire a7 · Pion noir sur case blanche b7 · Tour blanche sur case noire g7 · Fou blanc sur case noire e5 · Roi blanc sur case blanche g2 | Tour noire sur case blanche a8 · Cavalier noir sur case noire f8 · Roi noir sur case noire h8 · Fou noir sur case noire a7 · Pion noir sur case blanche b7 · Tour blanche sur case noire g7 · Fou blanc sur case noire e5 · Roi blanc sur case blanche g2 | Tour noire sur case blanche a8 · Cavalier noir sur case noire f8 · Roi noir sur case noire h8 · Fou noir sur case noire a7 · Pion noir sur case blanche b7 · Tour blanche sur case noire g7 · Fou blanc sur case noire e5 · Roi blanc sur case blanche g2 | 6 |
| 5 | Tour noire sur case blanche a8 · Cavalier noir sur case noire f8 · Roi noir sur case noire h8 · Fou noir sur case noire a7 · Pion noir sur case blanche b7 · Tour blanche sur case noire g7 · Fou blanc sur case noire e5 · Roi blanc sur case blanche g2 | Tour noire sur case blanche a8 · Cavalier noir sur case noire f8 · Roi noir sur case noire h8 · Fou noir sur case noire a7 · Pion noir sur case blanche b7 · Tour blanche sur case noire g7 · Fou blanc sur case noire e5 · Roi blanc sur case blanche g2 | Tour noire sur case blanche a8 · Cavalier noir sur case noire f8 · Roi noir sur case noire h8 · Fou noir sur case noire a7 · Pion noir sur case blanche b7 · Tour blanche sur case noire g7 · Fou blanc sur case noire e5 · Roi blanc sur case blanche g2 | Tour noire sur case blanche a8 · Cavalier noir sur case noire f8 · Roi noir sur case noire h8 · Fou noir sur case noire a7 · Pion noir sur case blanche b7 · Tour blanche sur case noire g7 · Fou blanc sur case noire e5 · Roi blanc sur case blanche g2 | Tour noire sur case blanche a8 · Cavalier noir sur case noire f8 · Roi noir sur case noire h8 · Fou noir sur case noire a7 · Pion noir sur case blanche b7 · Tour blanche sur case noire g7 · Fou blanc sur case noire e5 · Roi blanc sur case blanche g2 | Tour noire sur case blanche a8 · Cavalier noir sur case noire f8 · Roi noir sur case noire h8 · Fou noir sur case noire a7 · Pion noir sur case blanche b7 · Tour blanche sur case noire g7 · Fou blanc sur case noire e5 · Roi blanc sur case blanche g2 | Tour noire sur case blanche a8 · Cavalier noir sur case noire f8 · Roi noir sur case noire h8 · Fou noir sur case noire a7 · Pion noir sur case blanche b7 · Tour blanche sur case noire g7 · Fou blanc sur case noire e5 · Roi blanc sur case blanche g2 | Tour noire sur case blanche a8 · Cavalier noir sur case noire f8 · Roi noir sur case noire h8 · Fou noir sur case noire a7 · Pion noir sur case blanche b7 · Tour blanche sur case noire g7 · Fou blanc sur case noire e5 · Roi blanc sur case blanche g2 | 5 |
| 4 | Tour noire sur case blanche a8 · Cavalier noir sur case noire f8 · Roi noir sur case noire h8 · Fou noir sur case noire a7 · Pion noir sur case blanche b7 · Tour blanche sur case noire g7 · Fou blanc sur case noire e5 · Roi blanc sur case blanche g2 | Tour noire sur case blanche a8 · Cavalier noir sur case noire f8 · Roi noir sur case noire h8 · Fou noir sur case noire a7 · Pion noir sur case blanche b7 · Tour blanche sur case noire g7 · Fou blanc sur case noire e5 · Roi blanc sur case blanche g2 | Tour noire sur case blanche a8 · Cavalier noir sur case noire f8 · Roi noir sur case noire h8 · Fou noir sur case noire a7 · Pion noir sur case blanche b7 · Tour blanche sur case noire g7 · Fou blanc sur case noire e5 · Roi blanc sur case blanche g2 | Tour noire sur case blanche a8 · Cavalier noir sur case noire f8 · Roi noir sur case noire h8 · Fou noir sur case noire a7 · Pion noir sur case blanche b7 · Tour blanche sur case noire g7 · Fou blanc sur case noire e5 · Roi blanc sur case blanche g2 | Tour noire sur case blanche a8 · Cavalier noir sur case noire f8 · Roi noir sur case noire h8 · Fou noir sur case noire a7 · Pion noir sur case blanche b7 · Tour blanche sur case noire g7 · Fou blanc sur case noire e5 · Roi blanc sur case blanche g2 | Tour noire sur case blanche a8 · Cavalier noir sur case noire f8 · Roi noir sur case noire h8 · Fou noir sur case noire a7 · Pion noir sur case blanche b7 · Tour blanche sur case noire g7 · Fou blanc sur case noire e5 · Roi blanc sur case blanche g2 | Tour noire sur case blanche a8 · Cavalier noir sur case noire f8 · Roi noir sur case noire h8 · Fou noir sur case noire a7 · Pion noir sur case blanche b7 · Tour blanche sur case noire g7 · Fou blanc sur case noire e5 · Roi blanc sur case blanche g2 | Tour noire sur case blanche a8 · Cavalier noir sur case noire f8 · Roi noir sur case noire h8 · Fou noir sur case noire a7 · Pion noir sur case blanche b7 · Tour blanche sur case noire g7 · Fou blanc sur case noire e5 · Roi blanc sur case blanche g2 | 4 |
| 3 | Tour noire sur case blanche a8 · Cavalier noir sur case noire f8 · Roi noir sur case noire h8 · Fou noir sur case noire a7 · Pion noir sur case blanche b7 · Tour blanche sur case noire g7 · Fou blanc sur case noire e5 · Roi blanc sur case blanche g2 | Tour noire sur case blanche a8 · Cavalier noir sur case noire f8 · Roi noir sur case noire h8 · Fou noir sur case noire a7 · Pion noir sur case blanche b7 · Tour blanche sur case noire g7 · Fou blanc sur case noire e5 · Roi blanc sur case blanche g2 | Tour noire sur case blanche a8 · Cavalier noir sur case noire f8 · Roi noir sur case noire h8 · Fou noir sur case noire a7 · Pion noir sur case blanche b7 · Tour blanche sur case noire g7 · Fou blanc sur case noire e5 · Roi blanc sur case blanche g2 | Tour noire sur case blanche a8 · Cavalier noir sur case noire f8 · Roi noir sur case noire h8 · Fou noir sur case noire a7 · Pion noir sur case blanche b7 · Tour blanche sur case noire g7 · Fou blanc sur case noire e5 · Roi blanc sur case blanche g2 | Tour noire sur case blanche a8 · Cavalier noir sur case noire f8 · Roi noir sur case noire h8 · Fou noir sur case noire a7 · Pion noir sur case blanche b7 · Tour blanche sur case noire g7 · Fou blanc sur case noire e5 · Roi blanc sur case blanche g2 | Tour noire sur case blanche a8 · Cavalier noir sur case noire f8 · Roi noir sur case noire h8 · Fou noir sur case noire a7 · Pion noir sur case blanche b7 · Tour blanche sur case noire g7 · Fou blanc sur case noire e5 · Roi blanc sur case blanche g2 | Tour noire sur case blanche a8 · Cavalier noir sur case noire f8 · Roi noir sur case noire h8 · Fou noir sur case noire a7 · Pion noir sur case blanche b7 · Tour blanche sur case noire g7 · Fou blanc sur case noire e5 · Roi blanc sur case blanche g2 | Tour noire sur case blanche a8 · Cavalier noir sur case noire f8 · Roi noir sur case noire h8 · Fou noir sur case noire a7 · Pion noir sur case blanche b7 · Tour blanche sur case noire g7 · Fou blanc sur case noire e5 · Roi blanc sur case blanche g2 | 3 |
| 2 | Tour noire sur case blanche a8 · Cavalier noir sur case noire f8 · Roi noir sur case noire h8 · Fou noir sur case noire a7 · Pion noir sur case blanche b7 · Tour blanche sur case noire g7 · Fou blanc sur case noire e5 · Roi blanc sur case blanche g2 | Tour noire sur case blanche a8 · Cavalier noir sur case noire f8 · Roi noir sur case noire h8 · Fou noir sur case noire a7 · Pion noir sur case blanche b7 · Tour blanche sur case noire g7 · Fou blanc sur case noire e5 · Roi blanc sur case blanche g2 | Tour noire sur case blanche a8 · Cavalier noir sur case noire f8 · Roi noir sur case noire h8 · Fou noir sur case noire a7 · Pion noir sur case blanche b7 · Tour blanche sur case noire g7 · Fou blanc sur case noire e5 · Roi blanc sur case blanche g2 | Tour noire sur case blanche a8 · Cavalier noir sur case noire f8 · Roi noir sur case noire h8 · Fou noir sur case noire a7 · Pion noir sur case blanche b7 · Tour blanche sur case noire g7 · Fou blanc sur case noire e5 · Roi blanc sur case blanche g2 | Tour noire sur case blanche a8 · Cavalier noir sur case noire f8 · Roi noir sur case noire h8 · Fou noir sur case noire a7 · Pion noir sur case blanche b7 · Tour blanche sur case noire g7 · Fou blanc sur case noire e5 · Roi blanc sur case blanche g2 | Tour noire sur case blanche a8 · Cavalier noir sur case noire f8 · Roi noir sur case noire h8 · Fou noir sur case noire a7 · Pion noir sur case blanche b7 · Tour blanche sur case noire g7 · Fou blanc sur case noire e5 · Roi blanc sur case blanche g2 | Tour noire sur case blanche a8 · Cavalier noir sur case noire f8 · Roi noir sur case noire h8 · Fou noir sur case noire a7 · Pion noir sur case blanche b7 · Tour blanche sur case noire g7 · Fou blanc sur case noire e5 · Roi blanc sur case blanche g2 | Tour noire sur case blanche a8 · Cavalier noir sur case noire f8 · Roi noir sur case noire h8 · Fou noir sur case noire a7 · Pion noir sur case blanche b7 · Tour blanche sur case noire g7 · Fou blanc sur case noire e5 · Roi blanc sur case blanche g2 | 2 |
| 1 | Tour noire sur case blanche a8 · Cavalier noir sur case noire f8 · Roi noir sur case noire h8 · Fou noir sur case noire a7 · Pion noir sur case blanche b7 · Tour blanche sur case noire g7 · Fou blanc sur case noire e5 · Roi blanc sur case blanche g2 | Tour noire sur case blanche a8 · Cavalier noir sur case noire f8 · Roi noir sur case noire h8 · Fou noir sur case noire a7 · Pion noir sur case blanche b7 · Tour blanche sur case noire g7 · Fou blanc sur case noire e5 · Roi blanc sur case blanche g2 | Tour noire sur case blanche a8 · Cavalier noir sur case noire f8 · Roi noir sur case noire h8 · Fou noir sur case noire a7 · Pion noir sur case blanche b7 · Tour blanche sur case noire g7 · Fou blanc sur case noire e5 · Roi blanc sur case blanche g2 | Tour noire sur case blanche a8 · Cavalier noir sur case noire f8 · Roi noir sur case noire h8 · Fou noir sur case noire a7 · Pion noir sur case blanche b7 · Tour blanche sur case noire g7 · Fou blanc sur case noire e5 · Roi blanc sur case blanche g2 | Tour noire sur case blanche a8 · Cavalier noir sur case noire f8 · Roi noir sur case noire h8 · Fou noir sur case noire a7 · Pion noir sur case blanche b7 · Tour blanche sur case noire g7 · Fou blanc sur case noire e5 · Roi blanc sur case blanche g2 | Tour noire sur case blanche a8 · Cavalier noir sur case noire f8 · Roi noir sur case noire h8 · Fou noir sur case noire a7 · Pion noir sur case blanche b7 · Tour blanche sur case noire g7 · Fou blanc sur case noire e5 · Roi blanc sur case blanche g2 | Tour noire sur case blanche a8 · Cavalier noir sur case noire f8 · Roi noir sur case noire h8 · Fou noir sur case noire a7 · Pion noir sur case blanche b7 · Tour blanche sur case noire g7 · Fou blanc sur case noire e5 · Roi blanc sur case blanche g2 | Tour noire sur case blanche a8 · Cavalier noir sur case noire f8 · Roi noir sur case noire h8 · Fou noir sur case noire a7 · Pion noir sur case blanche b7 · Tour blanche sur case noire g7 · Fou blanc sur case noire e5 · Roi blanc sur case blanche g2 | 1 |
|   | a | b | c | d | e | f | g | h |   |

|   | a | b | c | d | e | f | g | h |   |
| 8 | Tour noire sur case blanche a8 · Cavalier noir sur case noire f8 · Roi noir sur case noire h8 · Fou noir sur case noire a7 · Tour blanche sur case blanche b7 · Fou blanc sur case noire e5 · Roi blanc sur case blanche g2 | Tour noire sur case blanche a8 · Cavalier noir sur case noire f8 · Roi noir sur case noire h8 · Fou noir sur case noire a7 · Tour blanche sur case blanche b7 · Fou blanc sur case noire e5 · Roi blanc sur case blanche g2 | Tour noire sur case blanche a8 · Cavalier noir sur case noire f8 · Roi noir sur case noire h8 · Fou noir sur case noire a7 · Tour blanche sur case blanche b7 · Fou blanc sur case noire e5 · Roi blanc sur case blanche g2 | Tour noire sur case blanche a8 · Cavalier noir sur case noire f8 · Roi noir sur case noire h8 · Fou noir sur case noire a7 · Tour blanche sur case blanche b7 · Fou blanc sur case noire e5 · Roi blanc sur case blanche g2 | Tour noire sur case blanche a8 · Cavalier noir sur case noire f8 · Roi noir sur case noire h8 · Fou noir sur case noire a7 · Tour blanche sur case blanche b7 · Fou blanc sur case noire e5 · Roi blanc sur case blanche g2 | Tour noire sur case blanche a8 · Cavalier noir sur case noire f8 · Roi noir sur case noire h8 · Fou noir sur case noire a7 · Tour blanche sur case blanche b7 · Fou blanc sur case noire e5 · Roi blanc sur case blanche g2 | Tour noire sur case blanche a8 · Cavalier noir sur case noire f8 · Roi noir sur case noire h8 · Fou noir sur case noire a7 · Tour blanche sur case blanche b7 · Fou blanc sur case noire e5 · Roi blanc sur case blanche g2 | Tour noire sur case blanche a8 · Cavalier noir sur case noire f8 · Roi noir sur case noire h8 · Fou noir sur case noire a7 · Tour blanche sur case blanche b7 · Fou blanc sur case noire e5 · Roi blanc sur case blanche g2 | 8 |
| 7 | Tour noire sur case blanche a8 · Cavalier noir sur case noire f8 · Roi noir sur case noire h8 · Fou noir sur case noire a7 · Tour blanche sur case blanche b7 · Fou blanc sur case noire e5 · Roi blanc sur case blanche g2 | Tour noire sur case blanche a8 · Cavalier noir sur case noire f8 · Roi noir sur case noire h8 · Fou noir sur case noire a7 · Tour blanche sur case blanche b7 · Fou blanc sur case noire e5 · Roi blanc sur case blanche g2 | Tour noire sur case blanche a8 · Cavalier noir sur case noire f8 · Roi noir sur case noire h8 · Fou noir sur case noire a7 · Tour blanche sur case blanche b7 · Fou blanc sur case noire e5 · Roi blanc sur case blanche g2 | Tour noire sur case blanche a8 · Cavalier noir sur case noire f8 · Roi noir sur case noire h8 · Fou noir sur case noire a7 · Tour blanche sur case blanche b7 · Fou blanc sur case noire e5 · Roi blanc sur case blanche g2 | Tour noire sur case blanche a8 · Cavalier noir sur case noire f8 · Roi noir sur case noire h8 · Fou noir sur case noire a7 · Tour blanche sur case blanche b7 · Fou blanc sur case noire e5 · Roi blanc sur case blanche g2 | Tour noire sur case blanche a8 · Cavalier noir sur case noire f8 · Roi noir sur case noire h8 · Fou noir sur case noire a7 · Tour blanche sur case blanche b7 · Fou blanc sur case noire e5 · Roi blanc sur case blanche g2 | Tour noire sur case blanche a8 · Cavalier noir sur case noire f8 · Roi noir sur case noire h8 · Fou noir sur case noire a7 · Tour blanche sur case blanche b7 · Fou blanc sur case noire e5 · Roi blanc sur case blanche g2 | Tour noire sur case blanche a8 · Cavalier noir sur case noire f8 · Roi noir sur case noire h8 · Fou noir sur case noire a7 · Tour blanche sur case blanche b7 · Fou blanc sur case noire e5 · Roi blanc sur case blanche g2 | 7 |
| 6 | Tour noire sur case blanche a8 · Cavalier noir sur case noire f8 · Roi noir sur case noire h8 · Fou noir sur case noire a7 · Tour blanche sur case blanche b7 · Fou blanc sur case noire e5 · Roi blanc sur case blanche g2 | Tour noire sur case blanche a8 · Cavalier noir sur case noire f8 · Roi noir sur case noire h8 · Fou noir sur case noire a7 · Tour blanche sur case blanche b7 · Fou blanc sur case noire e5 · Roi blanc sur case blanche g2 | Tour noire sur case blanche a8 · Cavalier noir sur case noire f8 · Roi noir sur case noire h8 · Fou noir sur case noire a7 · Tour blanche sur case blanche b7 · Fou blanc sur case noire e5 · Roi blanc sur case blanche g2 | Tour noire sur case blanche a8 · Cavalier noir sur case noire f8 · Roi noir sur case noire h8 · Fou noir sur case noire a7 · Tour blanche sur case blanche b7 · Fou blanc sur case noire e5 · Roi blanc sur case blanche g2 | Tour noire sur case blanche a8 · Cavalier noir sur case noire f8 · Roi noir sur case noire h8 · Fou noir sur case noire a7 · Tour blanche sur case blanche b7 · Fou blanc sur case noire e5 · Roi blanc sur case blanche g2 | Tour noire sur case blanche a8 · Cavalier noir sur case noire f8 · Roi noir sur case noire h8 · Fou noir sur case noire a7 · Tour blanche sur case blanche b7 · Fou blanc sur case noire e5 · Roi blanc sur case blanche g2 | Tour noire sur case blanche a8 · Cavalier noir sur case noire f8 · Roi noir sur case noire h8 · Fou noir sur case noire a7 · Tour blanche sur case blanche b7 · Fou blanc sur case noire e5 · Roi blanc sur case blanche g2 | Tour noire sur case blanche a8 · Cavalier noir sur case noire f8 · Roi noir sur case noire h8 · Fou noir sur case noire a7 · Tour blanche sur case blanche b7 · Fou blanc sur case noire e5 · Roi blanc sur case blanche g2 | 6 |
| 5 | Tour noire sur case blanche a8 · Cavalier noir sur case noire f8 · Roi noir sur case noire h8 · Fou noir sur case noire a7 · Tour blanche sur case blanche b7 · Fou blanc sur case noire e5 · Roi blanc sur case blanche g2 | Tour noire sur case blanche a8 · Cavalier noir sur case noire f8 · Roi noir sur case noire h8 · Fou noir sur case noire a7 · Tour blanche sur case blanche b7 · Fou blanc sur case noire e5 · Roi blanc sur case blanche g2 | Tour noire sur case blanche a8 · Cavalier noir sur case noire f8 · Roi noir sur case noire h8 · Fou noir sur case noire a7 · Tour blanche sur case blanche b7 · Fou blanc sur case noire e5 · Roi blanc sur case blanche g2 | Tour noire sur case blanche a8 · Cavalier noir sur case noire f8 · Roi noir sur case noire h8 · Fou noir sur case noire a7 · Tour blanche sur case blanche b7 · Fou blanc sur case noire e5 · Roi blanc sur case blanche g2 | Tour noire sur case blanche a8 · Cavalier noir sur case noire f8 · Roi noir sur case noire h8 · Fou noir sur case noire a7 · Tour blanche sur case blanche b7 · Fou blanc sur case noire e5 · Roi blanc sur case blanche g2 | Tour noire sur case blanche a8 · Cavalier noir sur case noire f8 · Roi noir sur case noire h8 · Fou noir sur case noire a7 · Tour blanche sur case blanche b7 · Fou blanc sur case noire e5 · Roi blanc sur case blanche g2 | Tour noire sur case blanche a8 · Cavalier noir sur case noire f8 · Roi noir sur case noire h8 · Fou noir sur case noire a7 · Tour blanche sur case blanche b7 · Fou blanc sur case noire e5 · Roi blanc sur case blanche g2 | Tour noire sur case blanche a8 · Cavalier noir sur case noire f8 · Roi noir sur case noire h8 · Fou noir sur case noire a7 · Tour blanche sur case blanche b7 · Fou blanc sur case noire e5 · Roi blanc sur case blanche g2 | 5 |
| 4 | Tour noire sur case blanche a8 · Cavalier noir sur case noire f8 · Roi noir sur case noire h8 · Fou noir sur case noire a7 · Tour blanche sur case blanche b7 · Fou blanc sur case noire e5 · Roi blanc sur case blanche g2 | Tour noire sur case blanche a8 · Cavalier noir sur case noire f8 · Roi noir sur case noire h8 · Fou noir sur case noire a7 · Tour blanche sur case blanche b7 · Fou blanc sur case noire e5 · Roi blanc sur case blanche g2 | Tour noire sur case blanche a8 · Cavalier noir sur case noire f8 · Roi noir sur case noire h8 · Fou noir sur case noire a7 · Tour blanche sur case blanche b7 · Fou blanc sur case noire e5 · Roi blanc sur case blanche g2 | Tour noire sur case blanche a8 · Cavalier noir sur case noire f8 · Roi noir sur case noire h8 · Fou noir sur case noire a7 · Tour blanche sur case blanche b7 · Fou blanc sur case noire e5 · Roi blanc sur case blanche g2 | Tour noire sur case blanche a8 · Cavalier noir sur case noire f8 · Roi noir sur case noire h8 · Fou noir sur case noire a7 · Tour blanche sur case blanche b7 · Fou blanc sur case noire e5 · Roi blanc sur case blanche g2 | Tour noire sur case blanche a8 · Cavalier noir sur case noire f8 · Roi noir sur case noire h8 · Fou noir sur case noire a7 · Tour blanche sur case blanche b7 · Fou blanc sur case noire e5 · Roi blanc sur case blanche g2 | Tour noire sur case blanche a8 · Cavalier noir sur case noire f8 · Roi noir sur case noire h8 · Fou noir sur case noire a7 · Tour blanche sur case blanche b7 · Fou blanc sur case noire e5 · Roi blanc sur case blanche g2 | Tour noire sur case blanche a8 · Cavalier noir sur case noire f8 · Roi noir sur case noire h8 · Fou noir sur case noire a7 · Tour blanche sur case blanche b7 · Fou blanc sur case noire e5 · Roi blanc sur case blanche g2 | 4 |
| 3 | Tour noire sur case blanche a8 · Cavalier noir sur case noire f8 · Roi noir sur case noire h8 · Fou noir sur case noire a7 · Tour blanche sur case blanche b7 · Fou blanc sur case noire e5 · Roi blanc sur case blanche g2 | Tour noire sur case blanche a8 · Cavalier noir sur case noire f8 · Roi noir sur case noire h8 · Fou noir sur case noire a7 · Tour blanche sur case blanche b7 · Fou blanc sur case noire e5 · Roi blanc sur case blanche g2 | Tour noire sur case blanche a8 · Cavalier noir sur case noire f8 · Roi noir sur case noire h8 · Fou noir sur case noire a7 · Tour blanche sur case blanche b7 · Fou blanc sur case noire e5 · Roi blanc sur case blanche g2 | Tour noire sur case blanche a8 · Cavalier noir sur case noire f8 · Roi noir sur case noire h8 · Fou noir sur case noire a7 · Tour blanche sur case blanche b7 · Fou blanc sur case noire e5 · Roi blanc sur case blanche g2 | Tour noire sur case blanche a8 · Cavalier noir sur case noire f8 · Roi noir sur case noire h8 · Fou noir sur case noire a7 · Tour blanche sur case blanche b7 · Fou blanc sur case noire e5 · Roi blanc sur case blanche g2 | Tour noire sur case blanche a8 · Cavalier noir sur case noire f8 · Roi noir sur case noire h8 · Fou noir sur case noire a7 · Tour blanche sur case blanche b7 · Fou blanc sur case noire e5 · Roi blanc sur case blanche g2 | Tour noire sur case blanche a8 · Cavalier noir sur case noire f8 · Roi noir sur case noire h8 · Fou noir sur case noire a7 · Tour blanche sur case blanche b7 · Fou blanc sur case noire e5 · Roi blanc sur case blanche g2 | Tour noire sur case blanche a8 · Cavalier noir sur case noire f8 · Roi noir sur case noire h8 · Fou noir sur case noire a7 · Tour blanche sur case blanche b7 · Fou blanc sur case noire e5 · Roi blanc sur case blanche g2 | 3 |
| 2 | Tour noire sur case blanche a8 · Cavalier noir sur case noire f8 · Roi noir sur case noire h8 · Fou noir sur case noire a7 · Tour blanche sur case blanche b7 · Fou blanc sur case noire e5 · Roi blanc sur case blanche g2 | Tour noire sur case blanche a8 · Cavalier noir sur case noire f8 · Roi noir sur case noire h8 · Fou noir sur case noire a7 · Tour blanche sur case blanche b7 · Fou blanc sur case noire e5 · Roi blanc sur case blanche g2 | Tour noire sur case blanche a8 · Cavalier noir sur case noire f8 · Roi noir sur case noire h8 · Fou noir sur case noire a7 · Tour blanche sur case blanche b7 · Fou blanc sur case noire e5 · Roi blanc sur case blanche g2 | Tour noire sur case blanche a8 · Cavalier noir sur case noire f8 · Roi noir sur case noire h8 · Fou noir sur case noire a7 · Tour blanche sur case blanche b7 · Fou blanc sur case noire e5 · Roi blanc sur case blanche g2 | Tour noire sur case blanche a8 · Cavalier noir sur case noire f8 · Roi noir sur case noire h8 · Fou noir sur case noire a7 · Tour blanche sur case blanche b7 · Fou blanc sur case noire e5 · Roi blanc sur case blanche g2 | Tour noire sur case blanche a8 · Cavalier noir sur case noire f8 · Roi noir sur case noire h8 · Fou noir sur case noire a7 · Tour blanche sur case blanche b7 · Fou blanc sur case noire e5 · Roi blanc sur case blanche g2 | Tour noire sur case blanche a8 · Cavalier noir sur case noire f8 · Roi noir sur case noire h8 · Fou noir sur case noire a7 · Tour blanche sur case blanche b7 · Fou blanc sur case noire e5 · Roi blanc sur case blanche g2 | Tour noire sur case blanche a8 · Cavalier noir sur case noire f8 · Roi noir sur case noire h8 · Fou noir sur case noire a7 · Tour blanche sur case blanche b7 · Fou blanc sur case noire e5 · Roi blanc sur case blanche g2 | 2 |
| 1 | Tour noire sur case blanche a8 · Cavalier noir sur case noire f8 · Roi noir sur case noire h8 · Fou noir sur case noire a7 · Tour blanche sur case blanche b7 · Fou blanc sur case noire e5 · Roi blanc sur case blanche g2 | Tour noire sur case blanche a8 · Cavalier noir sur case noire f8 · Roi noir sur case noire h8 · Fou noir sur case noire a7 · Tour blanche sur case blanche b7 · Fou blanc sur case noire e5 · Roi blanc sur case blanche g2 | Tour noire sur case blanche a8 · Cavalier noir sur case noire f8 · Roi noir sur case noire h8 · Fou noir sur case noire a7 · Tour blanche sur case blanche b7 · Fou blanc sur case noire e5 · Roi blanc sur case blanche g2 | Tour noire sur case blanche a8 · Cavalier noir sur case noire f8 · Roi noir sur case noire h8 · Fou noir sur case noire a7 · Tour blanche sur case blanche b7 · Fou blanc sur case noire e5 · Roi blanc sur case blanche g2 | Tour noire sur case blanche a8 · Cavalier noir sur case noire f8 · Roi noir sur case noire h8 · Fou noir sur case noire a7 · Tour blanche sur case blanche b7 · Fou blanc sur case noire e5 · Roi blanc sur case blanche g2 | Tour noire sur case blanche a8 · Cavalier noir sur case noire f8 · Roi noir sur case noire h8 · Fou noir sur case noire a7 · Tour blanche sur case blanche b7 · Fou blanc sur case noire e5 · Roi blanc sur case blanche g2 | Tour noire sur case blanche a8 · Cavalier noir sur case noire f8 · Roi noir sur case noire h8 · Fou noir sur case noire a7 · Tour blanche sur case blanche b7 · Fou blanc sur case noire e5 · Roi blanc sur case blanche g2 | Tour noire sur case blanche a8 · Cavalier noir sur case noire f8 · Roi noir sur case noire h8 · Fou noir sur case noire a7 · Tour blanche sur case blanche b7 · Fou blanc sur case noire e5 · Roi blanc sur case blanche g2 | 1 |
|   | a | b | c | d | e | f | g | h |   |

|   | a | b | c | d | e | f | g | h |   |
| 8 | Tour noire sur case blanche a8 · Cavalier noir sur case noire f8 · Roi noir sur case blanche g8 · Fou noir sur case noire a7 · Tour blanche sur case blanche b7 · Fou blanc sur case noire e5 · Roi blanc sur case blanche g2 | Tour noire sur case blanche a8 · Cavalier noir sur case noire f8 · Roi noir sur case blanche g8 · Fou noir sur case noire a7 · Tour blanche sur case blanche b7 · Fou blanc sur case noire e5 · Roi blanc sur case blanche g2 | Tour noire sur case blanche a8 · Cavalier noir sur case noire f8 · Roi noir sur case blanche g8 · Fou noir sur case noire a7 · Tour blanche sur case blanche b7 · Fou blanc sur case noire e5 · Roi blanc sur case blanche g2 | Tour noire sur case blanche a8 · Cavalier noir sur case noire f8 · Roi noir sur case blanche g8 · Fou noir sur case noire a7 · Tour blanche sur case blanche b7 · Fou blanc sur case noire e5 · Roi blanc sur case blanche g2 | Tour noire sur case blanche a8 · Cavalier noir sur case noire f8 · Roi noir sur case blanche g8 · Fou noir sur case noire a7 · Tour blanche sur case blanche b7 · Fou blanc sur case noire e5 · Roi blanc sur case blanche g2 | Tour noire sur case blanche a8 · Cavalier noir sur case noire f8 · Roi noir sur case blanche g8 · Fou noir sur case noire a7 · Tour blanche sur case blanche b7 · Fou blanc sur case noire e5 · Roi blanc sur case blanche g2 | Tour noire sur case blanche a8 · Cavalier noir sur case noire f8 · Roi noir sur case blanche g8 · Fou noir sur case noire a7 · Tour blanche sur case blanche b7 · Fou blanc sur case noire e5 · Roi blanc sur case blanche g2 | Tour noire sur case blanche a8 · Cavalier noir sur case noire f8 · Roi noir sur case blanche g8 · Fou noir sur case noire a7 · Tour blanche sur case blanche b7 · Fou blanc sur case noire e5 · Roi blanc sur case blanche g2 | 8 |
| 7 | Tour noire sur case blanche a8 · Cavalier noir sur case noire f8 · Roi noir sur case blanche g8 · Fou noir sur case noire a7 · Tour blanche sur case blanche b7 · Fou blanc sur case noire e5 · Roi blanc sur case blanche g2 | Tour noire sur case blanche a8 · Cavalier noir sur case noire f8 · Roi noir sur case blanche g8 · Fou noir sur case noire a7 · Tour blanche sur case blanche b7 · Fou blanc sur case noire e5 · Roi blanc sur case blanche g2 | Tour noire sur case blanche a8 · Cavalier noir sur case noire f8 · Roi noir sur case blanche g8 · Fou noir sur case noire a7 · Tour blanche sur case blanche b7 · Fou blanc sur case noire e5 · Roi blanc sur case blanche g2 | Tour noire sur case blanche a8 · Cavalier noir sur case noire f8 · Roi noir sur case blanche g8 · Fou noir sur case noire a7 · Tour blanche sur case blanche b7 · Fou blanc sur case noire e5 · Roi blanc sur case blanche g2 | Tour noire sur case blanche a8 · Cavalier noir sur case noire f8 · Roi noir sur case blanche g8 · Fou noir sur case noire a7 · Tour blanche sur case blanche b7 · Fou blanc sur case noire e5 · Roi blanc sur case blanche g2 | Tour noire sur case blanche a8 · Cavalier noir sur case noire f8 · Roi noir sur case blanche g8 · Fou noir sur case noire a7 · Tour blanche sur case blanche b7 · Fou blanc sur case noire e5 · Roi blanc sur case blanche g2 | Tour noire sur case blanche a8 · Cavalier noir sur case noire f8 · Roi noir sur case blanche g8 · Fou noir sur case noire a7 · Tour blanche sur case blanche b7 · Fou blanc sur case noire e5 · Roi blanc sur case blanche g2 | Tour noire sur case blanche a8 · Cavalier noir sur case noire f8 · Roi noir sur case blanche g8 · Fou noir sur case noire a7 · Tour blanche sur case blanche b7 · Fou blanc sur case noire e5 · Roi blanc sur case blanche g2 | 7 |
| 6 | Tour noire sur case blanche a8 · Cavalier noir sur case noire f8 · Roi noir sur case blanche g8 · Fou noir sur case noire a7 · Tour blanche sur case blanche b7 · Fou blanc sur case noire e5 · Roi blanc sur case blanche g2 | Tour noire sur case blanche a8 · Cavalier noir sur case noire f8 · Roi noir sur case blanche g8 · Fou noir sur case noire a7 · Tour blanche sur case blanche b7 · Fou blanc sur case noire e5 · Roi blanc sur case blanche g2 | Tour noire sur case blanche a8 · Cavalier noir sur case noire f8 · Roi noir sur case blanche g8 · Fou noir sur case noire a7 · Tour blanche sur case blanche b7 · Fou blanc sur case noire e5 · Roi blanc sur case blanche g2 | Tour noire sur case blanche a8 · Cavalier noir sur case noire f8 · Roi noir sur case blanche g8 · Fou noir sur case noire a7 · Tour blanche sur case blanche b7 · Fou blanc sur case noire e5 · Roi blanc sur case blanche g2 | Tour noire sur case blanche a8 · Cavalier noir sur case noire f8 · Roi noir sur case blanche g8 · Fou noir sur case noire a7 · Tour blanche sur case blanche b7 · Fou blanc sur case noire e5 · Roi blanc sur case blanche g2 | Tour noire sur case blanche a8 · Cavalier noir sur case noire f8 · Roi noir sur case blanche g8 · Fou noir sur case noire a7 · Tour blanche sur case blanche b7 · Fou blanc sur case noire e5 · Roi blanc sur case blanche g2 | Tour noire sur case blanche a8 · Cavalier noir sur case noire f8 · Roi noir sur case blanche g8 · Fou noir sur case noire a7 · Tour blanche sur case blanche b7 · Fou blanc sur case noire e5 · Roi blanc sur case blanche g2 | Tour noire sur case blanche a8 · Cavalier noir sur case noire f8 · Roi noir sur case blanche g8 · Fou noir sur case noire a7 · Tour blanche sur case blanche b7 · Fou blanc sur case noire e5 · Roi blanc sur case blanche g2 | 6 |
| 5 | Tour noire sur case blanche a8 · Cavalier noir sur case noire f8 · Roi noir sur case blanche g8 · Fou noir sur case noire a7 · Tour blanche sur case blanche b7 · Fou blanc sur case noire e5 · Roi blanc sur case blanche g2 | Tour noire sur case blanche a8 · Cavalier noir sur case noire f8 · Roi noir sur case blanche g8 · Fou noir sur case noire a7 · Tour blanche sur case blanche b7 · Fou blanc sur case noire e5 · Roi blanc sur case blanche g2 | Tour noire sur case blanche a8 · Cavalier noir sur case noire f8 · Roi noir sur case blanche g8 · Fou noir sur case noire a7 · Tour blanche sur case blanche b7 · Fou blanc sur case noire e5 · Roi blanc sur case blanche g2 | Tour noire sur case blanche a8 · Cavalier noir sur case noire f8 · Roi noir sur case blanche g8 · Fou noir sur case noire a7 · Tour blanche sur case blanche b7 · Fou blanc sur case noire e5 · Roi blanc sur case blanche g2 | Tour noire sur case blanche a8 · Cavalier noir sur case noire f8 · Roi noir sur case blanche g8 · Fou noir sur case noire a7 · Tour blanche sur case blanche b7 · Fou blanc sur case noire e5 · Roi blanc sur case blanche g2 | Tour noire sur case blanche a8 · Cavalier noir sur case noire f8 · Roi noir sur case blanche g8 · Fou noir sur case noire a7 · Tour blanche sur case blanche b7 · Fou blanc sur case noire e5 · Roi blanc sur case blanche g2 | Tour noire sur case blanche a8 · Cavalier noir sur case noire f8 · Roi noir sur case blanche g8 · Fou noir sur case noire a7 · Tour blanche sur case blanche b7 · Fou blanc sur case noire e5 · Roi blanc sur case blanche g2 | Tour noire sur case blanche a8 · Cavalier noir sur case noire f8 · Roi noir sur case blanche g8 · Fou noir sur case noire a7 · Tour blanche sur case blanche b7 · Fou blanc sur case noire e5 · Roi blanc sur case blanche g2 | 5 |
| 4 | Tour noire sur case blanche a8 · Cavalier noir sur case noire f8 · Roi noir sur case blanche g8 · Fou noir sur case noire a7 · Tour blanche sur case blanche b7 · Fou blanc sur case noire e5 · Roi blanc sur case blanche g2 | Tour noire sur case blanche a8 · Cavalier noir sur case noire f8 · Roi noir sur case blanche g8 · Fou noir sur case noire a7 · Tour blanche sur case blanche b7 · Fou blanc sur case noire e5 · Roi blanc sur case blanche g2 | Tour noire sur case blanche a8 · Cavalier noir sur case noire f8 · Roi noir sur case blanche g8 · Fou noir sur case noire a7 · Tour blanche sur case blanche b7 · Fou blanc sur case noire e5 · Roi blanc sur case blanche g2 | Tour noire sur case blanche a8 · Cavalier noir sur case noire f8 · Roi noir sur case blanche g8 · Fou noir sur case noire a7 · Tour blanche sur case blanche b7 · Fou blanc sur case noire e5 · Roi blanc sur case blanche g2 | Tour noire sur case blanche a8 · Cavalier noir sur case noire f8 · Roi noir sur case blanche g8 · Fou noir sur case noire a7 · Tour blanche sur case blanche b7 · Fou blanc sur case noire e5 · Roi blanc sur case blanche g2 | Tour noire sur case blanche a8 · Cavalier noir sur case noire f8 · Roi noir sur case blanche g8 · Fou noir sur case noire a7 · Tour blanche sur case blanche b7 · Fou blanc sur case noire e5 · Roi blanc sur case blanche g2 | Tour noire sur case blanche a8 · Cavalier noir sur case noire f8 · Roi noir sur case blanche g8 · Fou noir sur case noire a7 · Tour blanche sur case blanche b7 · Fou blanc sur case noire e5 · Roi blanc sur case blanche g2 | Tour noire sur case blanche a8 · Cavalier noir sur case noire f8 · Roi noir sur case blanche g8 · Fou noir sur case noire a7 · Tour blanche sur case blanche b7 · Fou blanc sur case noire e5 · Roi blanc sur case blanche g2 | 4 |
| 3 | Tour noire sur case blanche a8 · Cavalier noir sur case noire f8 · Roi noir sur case blanche g8 · Fou noir sur case noire a7 · Tour blanche sur case blanche b7 · Fou blanc sur case noire e5 · Roi blanc sur case blanche g2 | Tour noire sur case blanche a8 · Cavalier noir sur case noire f8 · Roi noir sur case blanche g8 · Fou noir sur case noire a7 · Tour blanche sur case blanche b7 · Fou blanc sur case noire e5 · Roi blanc sur case blanche g2 | Tour noire sur case blanche a8 · Cavalier noir sur case noire f8 · Roi noir sur case blanche g8 · Fou noir sur case noire a7 · Tour blanche sur case blanche b7 · Fou blanc sur case noire e5 · Roi blanc sur case blanche g2 | Tour noire sur case blanche a8 · Cavalier noir sur case noire f8 · Roi noir sur case blanche g8 · Fou noir sur case noire a7 · Tour blanche sur case blanche b7 · Fou blanc sur case noire e5 · Roi blanc sur case blanche g2 | Tour noire sur case blanche a8 · Cavalier noir sur case noire f8 · Roi noir sur case blanche g8 · Fou noir sur case noire a7 · Tour blanche sur case blanche b7 · Fou blanc sur case noire e5 · Roi blanc sur case blanche g2 | Tour noire sur case blanche a8 · Cavalier noir sur case noire f8 · Roi noir sur case blanche g8 · Fou noir sur case noire a7 · Tour blanche sur case blanche b7 · Fou blanc sur case noire e5 · Roi blanc sur case blanche g2 | Tour noire sur case blanche a8 · Cavalier noir sur case noire f8 · Roi noir sur case blanche g8 · Fou noir sur case noire a7 · Tour blanche sur case blanche b7 · Fou blanc sur case noire e5 · Roi blanc sur case blanche g2 | Tour noire sur case blanche a8 · Cavalier noir sur case noire f8 · Roi noir sur case blanche g8 · Fou noir sur case noire a7 · Tour blanche sur case blanche b7 · Fou blanc sur case noire e5 · Roi blanc sur case blanche g2 | 3 |
| 2 | Tour noire sur case blanche a8 · Cavalier noir sur case noire f8 · Roi noir sur case blanche g8 · Fou noir sur case noire a7 · Tour blanche sur case blanche b7 · Fou blanc sur case noire e5 · Roi blanc sur case blanche g2 | Tour noire sur case blanche a8 · Cavalier noir sur case noire f8 · Roi noir sur case blanche g8 · Fou noir sur case noire a7 · Tour blanche sur case blanche b7 · Fou blanc sur case noire e5 · Roi blanc sur case blanche g2 | Tour noire sur case blanche a8 · Cavalier noir sur case noire f8 · Roi noir sur case blanche g8 · Fou noir sur case noire a7 · Tour blanche sur case blanche b7 · Fou blanc sur case noire e5 · Roi blanc sur case blanche g2 | Tour noire sur case blanche a8 · Cavalier noir sur case noire f8 · Roi noir sur case blanche g8 · Fou noir sur case noire a7 · Tour blanche sur case blanche b7 · Fou blanc sur case noire e5 · Roi blanc sur case blanche g2 | Tour noire sur case blanche a8 · Cavalier noir sur case noire f8 · Roi noir sur case blanche g8 · Fou noir sur case noire a7 · Tour blanche sur case blanche b7 · Fou blanc sur case noire e5 · Roi blanc sur case blanche g2 | Tour noire sur case blanche a8 · Cavalier noir sur case noire f8 · Roi noir sur case blanche g8 · Fou noir sur case noire a7 · Tour blanche sur case blanche b7 · Fou blanc sur case noire e5 · Roi blanc sur case blanche g2 | Tour noire sur case blanche a8 · Cavalier noir sur case noire f8 · Roi noir sur case blanche g8 · Fou noir sur case noire a7 · Tour blanche sur case blanche b7 · Fou blanc sur case noire e5 · Roi blanc sur case blanche g2 | Tour noire sur case blanche a8 · Cavalier noir sur case noire f8 · Roi noir sur case blanche g8 · Fou noir sur case noire a7 · Tour blanche sur case blanche b7 · Fou blanc sur case noire e5 · Roi blanc sur case blanche g2 | 2 |
| 1 | Tour noire sur case blanche a8 · Cavalier noir sur case noire f8 · Roi noir sur case blanche g8 · Fou noir sur case noire a7 · Tour blanche sur case blanche b7 · Fou blanc sur case noire e5 · Roi blanc sur case blanche g2 | Tour noire sur case blanche a8 · Cavalier noir sur case noire f8 · Roi noir sur case blanche g8 · Fou noir sur case noire a7 · Tour blanche sur case blanche b7 · Fou blanc sur case noire e5 · Roi blanc sur case blanche g2 | Tour noire sur case blanche a8 · Cavalier noir sur case noire f8 · Roi noir sur case blanche g8 · Fou noir sur case noire a7 · Tour blanche sur case blanche b7 · Fou blanc sur case noire e5 · Roi blanc sur case blanche g2 | Tour noire sur case blanche a8 · Cavalier noir sur case noire f8 · Roi noir sur case blanche g8 · Fou noir sur case noire a7 · Tour blanche sur case blanche b7 · Fou blanc sur case noire e5 · Roi blanc sur case blanche g2 | Tour noire sur case blanche a8 · Cavalier noir sur case noire f8 · Roi noir sur case blanche g8 · Fou noir sur case noire a7 · Tour blanche sur case blanche b7 · Fou blanc sur case noire e5 · Roi blanc sur case blanche g2 | Tour noire sur case blanche a8 · Cavalier noir sur case noire f8 · Roi noir sur case blanche g8 · Fou noir sur case noire a7 · Tour blanche sur case blanche b7 · Fou blanc sur case noire e5 · Roi blanc sur case blanche g2 | Tour noire sur case blanche a8 · Cavalier noir sur case noire f8 · Roi noir sur case blanche g8 · Fou noir sur case noire a7 · Tour blanche sur case blanche b7 · Fou blanc sur case noire e5 · Roi blanc sur case blanche g2 | Tour noire sur case blanche a8 · Cavalier noir sur case noire f8 · Roi noir sur case blanche g8 · Fou noir sur case noire a7 · Tour blanche sur case blanche b7 · Fou blanc sur case noire e5 · Roi blanc sur case blanche g2 | 1 |
|   | a | b | c | d | e | f | g | h |   |

|   | a | b | c | d | e | f | g | h |   |
| 8 | Tour noire sur case blanche a8 · Cavalier noir sur case noire f8 · Roi noir sur case blanche g8 · Fou noir sur case noire a7 · Tour blanche sur case noire g7 · Fou blanc sur case noire e5 · Roi blanc sur case blanche g2 | Tour noire sur case blanche a8 · Cavalier noir sur case noire f8 · Roi noir sur case blanche g8 · Fou noir sur case noire a7 · Tour blanche sur case noire g7 · Fou blanc sur case noire e5 · Roi blanc sur case blanche g2 | Tour noire sur case blanche a8 · Cavalier noir sur case noire f8 · Roi noir sur case blanche g8 · Fou noir sur case noire a7 · Tour blanche sur case noire g7 · Fou blanc sur case noire e5 · Roi blanc sur case blanche g2 | Tour noire sur case blanche a8 · Cavalier noir sur case noire f8 · Roi noir sur case blanche g8 · Fou noir sur case noire a7 · Tour blanche sur case noire g7 · Fou blanc sur case noire e5 · Roi blanc sur case blanche g2 | Tour noire sur case blanche a8 · Cavalier noir sur case noire f8 · Roi noir sur case blanche g8 · Fou noir sur case noire a7 · Tour blanche sur case noire g7 · Fou blanc sur case noire e5 · Roi blanc sur case blanche g2 | Tour noire sur case blanche a8 · Cavalier noir sur case noire f8 · Roi noir sur case blanche g8 · Fou noir sur case noire a7 · Tour blanche sur case noire g7 · Fou blanc sur case noire e5 · Roi blanc sur case blanche g2 | Tour noire sur case blanche a8 · Cavalier noir sur case noire f8 · Roi noir sur case blanche g8 · Fou noir sur case noire a7 · Tour blanche sur case noire g7 · Fou blanc sur case noire e5 · Roi blanc sur case blanche g2 | Tour noire sur case blanche a8 · Cavalier noir sur case noire f8 · Roi noir sur case blanche g8 · Fou noir sur case noire a7 · Tour blanche sur case noire g7 · Fou blanc sur case noire e5 · Roi blanc sur case blanche g2 | 8 |
| 7 | Tour noire sur case blanche a8 · Cavalier noir sur case noire f8 · Roi noir sur case blanche g8 · Fou noir sur case noire a7 · Tour blanche sur case noire g7 · Fou blanc sur case noire e5 · Roi blanc sur case blanche g2 | Tour noire sur case blanche a8 · Cavalier noir sur case noire f8 · Roi noir sur case blanche g8 · Fou noir sur case noire a7 · Tour blanche sur case noire g7 · Fou blanc sur case noire e5 · Roi blanc sur case blanche g2 | Tour noire sur case blanche a8 · Cavalier noir sur case noire f8 · Roi noir sur case blanche g8 · Fou noir sur case noire a7 · Tour blanche sur case noire g7 · Fou blanc sur case noire e5 · Roi blanc sur case blanche g2 | Tour noire sur case blanche a8 · Cavalier noir sur case noire f8 · Roi noir sur case blanche g8 · Fou noir sur case noire a7 · Tour blanche sur case noire g7 · Fou blanc sur case noire e5 · Roi blanc sur case blanche g2 | Tour noire sur case blanche a8 · Cavalier noir sur case noire f8 · Roi noir sur case blanche g8 · Fou noir sur case noire a7 · Tour blanche sur case noire g7 · Fou blanc sur case noire e5 · Roi blanc sur case blanche g2 | Tour noire sur case blanche a8 · Cavalier noir sur case noire f8 · Roi noir sur case blanche g8 · Fou noir sur case noire a7 · Tour blanche sur case noire g7 · Fou blanc sur case noire e5 · Roi blanc sur case blanche g2 | Tour noire sur case blanche a8 · Cavalier noir sur case noire f8 · Roi noir sur case blanche g8 · Fou noir sur case noire a7 · Tour blanche sur case noire g7 · Fou blanc sur case noire e5 · Roi blanc sur case blanche g2 | Tour noire sur case blanche a8 · Cavalier noir sur case noire f8 · Roi noir sur case blanche g8 · Fou noir sur case noire a7 · Tour blanche sur case noire g7 · Fou blanc sur case noire e5 · Roi blanc sur case blanche g2 | 7 |
| 6 | Tour noire sur case blanche a8 · Cavalier noir sur case noire f8 · Roi noir sur case blanche g8 · Fou noir sur case noire a7 · Tour blanche sur case noire g7 · Fou blanc sur case noire e5 · Roi blanc sur case blanche g2 | Tour noire sur case blanche a8 · Cavalier noir sur case noire f8 · Roi noir sur case blanche g8 · Fou noir sur case noire a7 · Tour blanche sur case noire g7 · Fou blanc sur case noire e5 · Roi blanc sur case blanche g2 | Tour noire sur case blanche a8 · Cavalier noir sur case noire f8 · Roi noir sur case blanche g8 · Fou noir sur case noire a7 · Tour blanche sur case noire g7 · Fou blanc sur case noire e5 · Roi blanc sur case blanche g2 | Tour noire sur case blanche a8 · Cavalier noir sur case noire f8 · Roi noir sur case blanche g8 · Fou noir sur case noire a7 · Tour blanche sur case noire g7 · Fou blanc sur case noire e5 · Roi blanc sur case blanche g2 | Tour noire sur case blanche a8 · Cavalier noir sur case noire f8 · Roi noir sur case blanche g8 · Fou noir sur case noire a7 · Tour blanche sur case noire g7 · Fou blanc sur case noire e5 · Roi blanc sur case blanche g2 | Tour noire sur case blanche a8 · Cavalier noir sur case noire f8 · Roi noir sur case blanche g8 · Fou noir sur case noire a7 · Tour blanche sur case noire g7 · Fou blanc sur case noire e5 · Roi blanc sur case blanche g2 | Tour noire sur case blanche a8 · Cavalier noir sur case noire f8 · Roi noir sur case blanche g8 · Fou noir sur case noire a7 · Tour blanche sur case noire g7 · Fou blanc sur case noire e5 · Roi blanc sur case blanche g2 | Tour noire sur case blanche a8 · Cavalier noir sur case noire f8 · Roi noir sur case blanche g8 · Fou noir sur case noire a7 · Tour blanche sur case noire g7 · Fou blanc sur case noire e5 · Roi blanc sur case blanche g2 | 6 |
| 5 | Tour noire sur case blanche a8 · Cavalier noir sur case noire f8 · Roi noir sur case blanche g8 · Fou noir sur case noire a7 · Tour blanche sur case noire g7 · Fou blanc sur case noire e5 · Roi blanc sur case blanche g2 | Tour noire sur case blanche a8 · Cavalier noir sur case noire f8 · Roi noir sur case blanche g8 · Fou noir sur case noire a7 · Tour blanche sur case noire g7 · Fou blanc sur case noire e5 · Roi blanc sur case blanche g2 | Tour noire sur case blanche a8 · Cavalier noir sur case noire f8 · Roi noir sur case blanche g8 · Fou noir sur case noire a7 · Tour blanche sur case noire g7 · Fou blanc sur case noire e5 · Roi blanc sur case blanche g2 | Tour noire sur case blanche a8 · Cavalier noir sur case noire f8 · Roi noir sur case blanche g8 · Fou noir sur case noire a7 · Tour blanche sur case noire g7 · Fou blanc sur case noire e5 · Roi blanc sur case blanche g2 | Tour noire sur case blanche a8 · Cavalier noir sur case noire f8 · Roi noir sur case blanche g8 · Fou noir sur case noire a7 · Tour blanche sur case noire g7 · Fou blanc sur case noire e5 · Roi blanc sur case blanche g2 | Tour noire sur case blanche a8 · Cavalier noir sur case noire f8 · Roi noir sur case blanche g8 · Fou noir sur case noire a7 · Tour blanche sur case noire g7 · Fou blanc sur case noire e5 · Roi blanc sur case blanche g2 | Tour noire sur case blanche a8 · Cavalier noir sur case noire f8 · Roi noir sur case blanche g8 · Fou noir sur case noire a7 · Tour blanche sur case noire g7 · Fou blanc sur case noire e5 · Roi blanc sur case blanche g2 | Tour noire sur case blanche a8 · Cavalier noir sur case noire f8 · Roi noir sur case blanche g8 · Fou noir sur case noire a7 · Tour blanche sur case noire g7 · Fou blanc sur case noire e5 · Roi blanc sur case blanche g2 | 5 |
| 4 | Tour noire sur case blanche a8 · Cavalier noir sur case noire f8 · Roi noir sur case blanche g8 · Fou noir sur case noire a7 · Tour blanche sur case noire g7 · Fou blanc sur case noire e5 · Roi blanc sur case blanche g2 | Tour noire sur case blanche a8 · Cavalier noir sur case noire f8 · Roi noir sur case blanche g8 · Fou noir sur case noire a7 · Tour blanche sur case noire g7 · Fou blanc sur case noire e5 · Roi blanc sur case blanche g2 | Tour noire sur case blanche a8 · Cavalier noir sur case noire f8 · Roi noir sur case blanche g8 · Fou noir sur case noire a7 · Tour blanche sur case noire g7 · Fou blanc sur case noire e5 · Roi blanc sur case blanche g2 | Tour noire sur case blanche a8 · Cavalier noir sur case noire f8 · Roi noir sur case blanche g8 · Fou noir sur case noire a7 · Tour blanche sur case noire g7 · Fou blanc sur case noire e5 · Roi blanc sur case blanche g2 | Tour noire sur case blanche a8 · Cavalier noir sur case noire f8 · Roi noir sur case blanche g8 · Fou noir sur case noire a7 · Tour blanche sur case noire g7 · Fou blanc sur case noire e5 · Roi blanc sur case blanche g2 | Tour noire sur case blanche a8 · Cavalier noir sur case noire f8 · Roi noir sur case blanche g8 · Fou noir sur case noire a7 · Tour blanche sur case noire g7 · Fou blanc sur case noire e5 · Roi blanc sur case blanche g2 | Tour noire sur case blanche a8 · Cavalier noir sur case noire f8 · Roi noir sur case blanche g8 · Fou noir sur case noire a7 · Tour blanche sur case noire g7 · Fou blanc sur case noire e5 · Roi blanc sur case blanche g2 | Tour noire sur case blanche a8 · Cavalier noir sur case noire f8 · Roi noir sur case blanche g8 · Fou noir sur case noire a7 · Tour blanche sur case noire g7 · Fou blanc sur case noire e5 · Roi blanc sur case blanche g2 | 4 |
| 3 | Tour noire sur case blanche a8 · Cavalier noir sur case noire f8 · Roi noir sur case blanche g8 · Fou noir sur case noire a7 · Tour blanche sur case noire g7 · Fou blanc sur case noire e5 · Roi blanc sur case blanche g2 | Tour noire sur case blanche a8 · Cavalier noir sur case noire f8 · Roi noir sur case blanche g8 · Fou noir sur case noire a7 · Tour blanche sur case noire g7 · Fou blanc sur case noire e5 · Roi blanc sur case blanche g2 | Tour noire sur case blanche a8 · Cavalier noir sur case noire f8 · Roi noir sur case blanche g8 · Fou noir sur case noire a7 · Tour blanche sur case noire g7 · Fou blanc sur case noire e5 · Roi blanc sur case blanche g2 | Tour noire sur case blanche a8 · Cavalier noir sur case noire f8 · Roi noir sur case blanche g8 · Fou noir sur case noire a7 · Tour blanche sur case noire g7 · Fou blanc sur case noire e5 · Roi blanc sur case blanche g2 | Tour noire sur case blanche a8 · Cavalier noir sur case noire f8 · Roi noir sur case blanche g8 · Fou noir sur case noire a7 · Tour blanche sur case noire g7 · Fou blanc sur case noire e5 · Roi blanc sur case blanche g2 | Tour noire sur case blanche a8 · Cavalier noir sur case noire f8 · Roi noir sur case blanche g8 · Fou noir sur case noire a7 · Tour blanche sur case noire g7 · Fou blanc sur case noire e5 · Roi blanc sur case blanche g2 | Tour noire sur case blanche a8 · Cavalier noir sur case noire f8 · Roi noir sur case blanche g8 · Fou noir sur case noire a7 · Tour blanche sur case noire g7 · Fou blanc sur case noire e5 · Roi blanc sur case blanche g2 | Tour noire sur case blanche a8 · Cavalier noir sur case noire f8 · Roi noir sur case blanche g8 · Fou noir sur case noire a7 · Tour blanche sur case noire g7 · Fou blanc sur case noire e5 · Roi blanc sur case blanche g2 | 3 |
| 2 | Tour noire sur case blanche a8 · Cavalier noir sur case noire f8 · Roi noir sur case blanche g8 · Fou noir sur case noire a7 · Tour blanche sur case noire g7 · Fou blanc sur case noire e5 · Roi blanc sur case blanche g2 | Tour noire sur case blanche a8 · Cavalier noir sur case noire f8 · Roi noir sur case blanche g8 · Fou noir sur case noire a7 · Tour blanche sur case noire g7 · Fou blanc sur case noire e5 · Roi blanc sur case blanche g2 | Tour noire sur case blanche a8 · Cavalier noir sur case noire f8 · Roi noir sur case blanche g8 · Fou noir sur case noire a7 · Tour blanche sur case noire g7 · Fou blanc sur case noire e5 · Roi blanc sur case blanche g2 | Tour noire sur case blanche a8 · Cavalier noir sur case noire f8 · Roi noir sur case blanche g8 · Fou noir sur case noire a7 · Tour blanche sur case noire g7 · Fou blanc sur case noire e5 · Roi blanc sur case blanche g2 | Tour noire sur case blanche a8 · Cavalier noir sur case noire f8 · Roi noir sur case blanche g8 · Fou noir sur case noire a7 · Tour blanche sur case noire g7 · Fou blanc sur case noire e5 · Roi blanc sur case blanche g2 | Tour noire sur case blanche a8 · Cavalier noir sur case noire f8 · Roi noir sur case blanche g8 · Fou noir sur case noire a7 · Tour blanche sur case noire g7 · Fou blanc sur case noire e5 · Roi blanc sur case blanche g2 | Tour noire sur case blanche a8 · Cavalier noir sur case noire f8 · Roi noir sur case blanche g8 · Fou noir sur case noire a7 · Tour blanche sur case noire g7 · Fou blanc sur case noire e5 · Roi blanc sur case blanche g2 | Tour noire sur case blanche a8 · Cavalier noir sur case noire f8 · Roi noir sur case blanche g8 · Fou noir sur case noire a7 · Tour blanche sur case noire g7 · Fou blanc sur case noire e5 · Roi blanc sur case blanche g2 | 2 |
| 1 | Tour noire sur case blanche a8 · Cavalier noir sur case noire f8 · Roi noir sur case blanche g8 · Fou noir sur case noire a7 · Tour blanche sur case noire g7 · Fou blanc sur case noire e5 · Roi blanc sur case blanche g2 | Tour noire sur case blanche a8 · Cavalier noir sur case noire f8 · Roi noir sur case blanche g8 · Fou noir sur case noire a7 · Tour blanche sur case noire g7 · Fou blanc sur case noire e5 · Roi blanc sur case blanche g2 | Tour noire sur case blanche a8 · Cavalier noir sur case noire f8 · Roi noir sur case blanche g8 · Fou noir sur case noire a7 · Tour blanche sur case noire g7 · Fou blanc sur case noire e5 · Roi blanc sur case blanche g2 | Tour noire sur case blanche a8 · Cavalier noir sur case noire f8 · Roi noir sur case blanche g8 · Fou noir sur case noire a7 · Tour blanche sur case noire g7 · Fou blanc sur case noire e5 · Roi blanc sur case blanche g2 | Tour noire sur case blanche a8 · Cavalier noir sur case noire f8 · Roi noir sur case blanche g8 · Fou noir sur case noire a7 · Tour blanche sur case noire g7 · Fou blanc sur case noire e5 · Roi blanc sur case blanche g2 | Tour noire sur case blanche a8 · Cavalier noir sur case noire f8 · Roi noir sur case blanche g8 · Fou noir sur case noire a7 · Tour blanche sur case noire g7 · Fou blanc sur case noire e5 · Roi blanc sur case blanche g2 | Tour noire sur case blanche a8 · Cavalier noir sur case noire f8 · Roi noir sur case blanche g8 · Fou noir sur case noire a7 · Tour blanche sur case noire g7 · Fou blanc sur case noire e5 · Roi blanc sur case blanche g2 | Tour noire sur case blanche a8 · Cavalier noir sur case noire f8 · Roi noir sur case blanche g8 · Fou noir sur case noire a7 · Tour blanche sur case noire g7 · Fou blanc sur case noire e5 · Roi blanc sur case blanche g2 | 1 |
|   | a | b | c | d | e | f | g | h |   |

|   | a | b | c | d | e | f | g | h |   |
| 8 | Tour noire sur case blanche a8 · Cavalier noir sur case noire f8 · Roi noir sur case noire h8 · Fou noir sur case noire a7 · Tour blanche sur case noire g7 · Fou blanc sur case noire e5 · Roi blanc sur case blanche g2 | Tour noire sur case blanche a8 · Cavalier noir sur case noire f8 · Roi noir sur case noire h8 · Fou noir sur case noire a7 · Tour blanche sur case noire g7 · Fou blanc sur case noire e5 · Roi blanc sur case blanche g2 | Tour noire sur case blanche a8 · Cavalier noir sur case noire f8 · Roi noir sur case noire h8 · Fou noir sur case noire a7 · Tour blanche sur case noire g7 · Fou blanc sur case noire e5 · Roi blanc sur case blanche g2 | Tour noire sur case blanche a8 · Cavalier noir sur case noire f8 · Roi noir sur case noire h8 · Fou noir sur case noire a7 · Tour blanche sur case noire g7 · Fou blanc sur case noire e5 · Roi blanc sur case blanche g2 | Tour noire sur case blanche a8 · Cavalier noir sur case noire f8 · Roi noir sur case noire h8 · Fou noir sur case noire a7 · Tour blanche sur case noire g7 · Fou blanc sur case noire e5 · Roi blanc sur case blanche g2 | Tour noire sur case blanche a8 · Cavalier noir sur case noire f8 · Roi noir sur case noire h8 · Fou noir sur case noire a7 · Tour blanche sur case noire g7 · Fou blanc sur case noire e5 · Roi blanc sur case blanche g2 | Tour noire sur case blanche a8 · Cavalier noir sur case noire f8 · Roi noir sur case noire h8 · Fou noir sur case noire a7 · Tour blanche sur case noire g7 · Fou blanc sur case noire e5 · Roi blanc sur case blanche g2 | Tour noire sur case blanche a8 · Cavalier noir sur case noire f8 · Roi noir sur case noire h8 · Fou noir sur case noire a7 · Tour blanche sur case noire g7 · Fou blanc sur case noire e5 · Roi blanc sur case blanche g2 | 8 |
| 7 | Tour noire sur case blanche a8 · Cavalier noir sur case noire f8 · Roi noir sur case noire h8 · Fou noir sur case noire a7 · Tour blanche sur case noire g7 · Fou blanc sur case noire e5 · Roi blanc sur case blanche g2 | Tour noire sur case blanche a8 · Cavalier noir sur case noire f8 · Roi noir sur case noire h8 · Fou noir sur case noire a7 · Tour blanche sur case noire g7 · Fou blanc sur case noire e5 · Roi blanc sur case blanche g2 | Tour noire sur case blanche a8 · Cavalier noir sur case noire f8 · Roi noir sur case noire h8 · Fou noir sur case noire a7 · Tour blanche sur case noire g7 · Fou blanc sur case noire e5 · Roi blanc sur case blanche g2 | Tour noire sur case blanche a8 · Cavalier noir sur case noire f8 · Roi noir sur case noire h8 · Fou noir sur case noire a7 · Tour blanche sur case noire g7 · Fou blanc sur case noire e5 · Roi blanc sur case blanche g2 | Tour noire sur case blanche a8 · Cavalier noir sur case noire f8 · Roi noir sur case noire h8 · Fou noir sur case noire a7 · Tour blanche sur case noire g7 · Fou blanc sur case noire e5 · Roi blanc sur case blanche g2 | Tour noire sur case blanche a8 · Cavalier noir sur case noire f8 · Roi noir sur case noire h8 · Fou noir sur case noire a7 · Tour blanche sur case noire g7 · Fou blanc sur case noire e5 · Roi blanc sur case blanche g2 | Tour noire sur case blanche a8 · Cavalier noir sur case noire f8 · Roi noir sur case noire h8 · Fou noir sur case noire a7 · Tour blanche sur case noire g7 · Fou blanc sur case noire e5 · Roi blanc sur case blanche g2 | Tour noire sur case blanche a8 · Cavalier noir sur case noire f8 · Roi noir sur case noire h8 · Fou noir sur case noire a7 · Tour blanche sur case noire g7 · Fou blanc sur case noire e5 · Roi blanc sur case blanche g2 | 7 |
| 6 | Tour noire sur case blanche a8 · Cavalier noir sur case noire f8 · Roi noir sur case noire h8 · Fou noir sur case noire a7 · Tour blanche sur case noire g7 · Fou blanc sur case noire e5 · Roi blanc sur case blanche g2 | Tour noire sur case blanche a8 · Cavalier noir sur case noire f8 · Roi noir sur case noire h8 · Fou noir sur case noire a7 · Tour blanche sur case noire g7 · Fou blanc sur case noire e5 · Roi blanc sur case blanche g2 | Tour noire sur case blanche a8 · Cavalier noir sur case noire f8 · Roi noir sur case noire h8 · Fou noir sur case noire a7 · Tour blanche sur case noire g7 · Fou blanc sur case noire e5 · Roi blanc sur case blanche g2 | Tour noire sur case blanche a8 · Cavalier noir sur case noire f8 · Roi noir sur case noire h8 · Fou noir sur case noire a7 · Tour blanche sur case noire g7 · Fou blanc sur case noire e5 · Roi blanc sur case blanche g2 | Tour noire sur case blanche a8 · Cavalier noir sur case noire f8 · Roi noir sur case noire h8 · Fou noir sur case noire a7 · Tour blanche sur case noire g7 · Fou blanc sur case noire e5 · Roi blanc sur case blanche g2 | Tour noire sur case blanche a8 · Cavalier noir sur case noire f8 · Roi noir sur case noire h8 · Fou noir sur case noire a7 · Tour blanche sur case noire g7 · Fou blanc sur case noire e5 · Roi blanc sur case blanche g2 | Tour noire sur case blanche a8 · Cavalier noir sur case noire f8 · Roi noir sur case noire h8 · Fou noir sur case noire a7 · Tour blanche sur case noire g7 · Fou blanc sur case noire e5 · Roi blanc sur case blanche g2 | Tour noire sur case blanche a8 · Cavalier noir sur case noire f8 · Roi noir sur case noire h8 · Fou noir sur case noire a7 · Tour blanche sur case noire g7 · Fou blanc sur case noire e5 · Roi blanc sur case blanche g2 | 6 |
| 5 | Tour noire sur case blanche a8 · Cavalier noir sur case noire f8 · Roi noir sur case noire h8 · Fou noir sur case noire a7 · Tour blanche sur case noire g7 · Fou blanc sur case noire e5 · Roi blanc sur case blanche g2 | Tour noire sur case blanche a8 · Cavalier noir sur case noire f8 · Roi noir sur case noire h8 · Fou noir sur case noire a7 · Tour blanche sur case noire g7 · Fou blanc sur case noire e5 · Roi blanc sur case blanche g2 | Tour noire sur case blanche a8 · Cavalier noir sur case noire f8 · Roi noir sur case noire h8 · Fou noir sur case noire a7 · Tour blanche sur case noire g7 · Fou blanc sur case noire e5 · Roi blanc sur case blanche g2 | Tour noire sur case blanche a8 · Cavalier noir sur case noire f8 · Roi noir sur case noire h8 · Fou noir sur case noire a7 · Tour blanche sur case noire g7 · Fou blanc sur case noire e5 · Roi blanc sur case blanche g2 | Tour noire sur case blanche a8 · Cavalier noir sur case noire f8 · Roi noir sur case noire h8 · Fou noir sur case noire a7 · Tour blanche sur case noire g7 · Fou blanc sur case noire e5 · Roi blanc sur case blanche g2 | Tour noire sur case blanche a8 · Cavalier noir sur case noire f8 · Roi noir sur case noire h8 · Fou noir sur case noire a7 · Tour blanche sur case noire g7 · Fou blanc sur case noire e5 · Roi blanc sur case blanche g2 | Tour noire sur case blanche a8 · Cavalier noir sur case noire f8 · Roi noir sur case noire h8 · Fou noir sur case noire a7 · Tour blanche sur case noire g7 · Fou blanc sur case noire e5 · Roi blanc sur case blanche g2 | Tour noire sur case blanche a8 · Cavalier noir sur case noire f8 · Roi noir sur case noire h8 · Fou noir sur case noire a7 · Tour blanche sur case noire g7 · Fou blanc sur case noire e5 · Roi blanc sur case blanche g2 | 5 |
| 4 | Tour noire sur case blanche a8 · Cavalier noir sur case noire f8 · Roi noir sur case noire h8 · Fou noir sur case noire a7 · Tour blanche sur case noire g7 · Fou blanc sur case noire e5 · Roi blanc sur case blanche g2 | Tour noire sur case blanche a8 · Cavalier noir sur case noire f8 · Roi noir sur case noire h8 · Fou noir sur case noire a7 · Tour blanche sur case noire g7 · Fou blanc sur case noire e5 · Roi blanc sur case blanche g2 | Tour noire sur case blanche a8 · Cavalier noir sur case noire f8 · Roi noir sur case noire h8 · Fou noir sur case noire a7 · Tour blanche sur case noire g7 · Fou blanc sur case noire e5 · Roi blanc sur case blanche g2 | Tour noire sur case blanche a8 · Cavalier noir sur case noire f8 · Roi noir sur case noire h8 · Fou noir sur case noire a7 · Tour blanche sur case noire g7 · Fou blanc sur case noire e5 · Roi blanc sur case blanche g2 | Tour noire sur case blanche a8 · Cavalier noir sur case noire f8 · Roi noir sur case noire h8 · Fou noir sur case noire a7 · Tour blanche sur case noire g7 · Fou blanc sur case noire e5 · Roi blanc sur case blanche g2 | Tour noire sur case blanche a8 · Cavalier noir sur case noire f8 · Roi noir sur case noire h8 · Fou noir sur case noire a7 · Tour blanche sur case noire g7 · Fou blanc sur case noire e5 · Roi blanc sur case blanche g2 | Tour noire sur case blanche a8 · Cavalier noir sur case noire f8 · Roi noir sur case noire h8 · Fou noir sur case noire a7 · Tour blanche sur case noire g7 · Fou blanc sur case noire e5 · Roi blanc sur case blanche g2 | Tour noire sur case blanche a8 · Cavalier noir sur case noire f8 · Roi noir sur case noire h8 · Fou noir sur case noire a7 · Tour blanche sur case noire g7 · Fou blanc sur case noire e5 · Roi blanc sur case blanche g2 | 4 |
| 3 | Tour noire sur case blanche a8 · Cavalier noir sur case noire f8 · Roi noir sur case noire h8 · Fou noir sur case noire a7 · Tour blanche sur case noire g7 · Fou blanc sur case noire e5 · Roi blanc sur case blanche g2 | Tour noire sur case blanche a8 · Cavalier noir sur case noire f8 · Roi noir sur case noire h8 · Fou noir sur case noire a7 · Tour blanche sur case noire g7 · Fou blanc sur case noire e5 · Roi blanc sur case blanche g2 | Tour noire sur case blanche a8 · Cavalier noir sur case noire f8 · Roi noir sur case noire h8 · Fou noir sur case noire a7 · Tour blanche sur case noire g7 · Fou blanc sur case noire e5 · Roi blanc sur case blanche g2 | Tour noire sur case blanche a8 · Cavalier noir sur case noire f8 · Roi noir sur case noire h8 · Fou noir sur case noire a7 · Tour blanche sur case noire g7 · Fou blanc sur case noire e5 · Roi blanc sur case blanche g2 | Tour noire sur case blanche a8 · Cavalier noir sur case noire f8 · Roi noir sur case noire h8 · Fou noir sur case noire a7 · Tour blanche sur case noire g7 · Fou blanc sur case noire e5 · Roi blanc sur case blanche g2 | Tour noire sur case blanche a8 · Cavalier noir sur case noire f8 · Roi noir sur case noire h8 · Fou noir sur case noire a7 · Tour blanche sur case noire g7 · Fou blanc sur case noire e5 · Roi blanc sur case blanche g2 | Tour noire sur case blanche a8 · Cavalier noir sur case noire f8 · Roi noir sur case noire h8 · Fou noir sur case noire a7 · Tour blanche sur case noire g7 · Fou blanc sur case noire e5 · Roi blanc sur case blanche g2 | Tour noire sur case blanche a8 · Cavalier noir sur case noire f8 · Roi noir sur case noire h8 · Fou noir sur case noire a7 · Tour blanche sur case noire g7 · Fou blanc sur case noire e5 · Roi blanc sur case blanche g2 | 3 |
| 2 | Tour noire sur case blanche a8 · Cavalier noir sur case noire f8 · Roi noir sur case noire h8 · Fou noir sur case noire a7 · Tour blanche sur case noire g7 · Fou blanc sur case noire e5 · Roi blanc sur case blanche g2 | Tour noire sur case blanche a8 · Cavalier noir sur case noire f8 · Roi noir sur case noire h8 · Fou noir sur case noire a7 · Tour blanche sur case noire g7 · Fou blanc sur case noire e5 · Roi blanc sur case blanche g2 | Tour noire sur case blanche a8 · Cavalier noir sur case noire f8 · Roi noir sur case noire h8 · Fou noir sur case noire a7 · Tour blanche sur case noire g7 · Fou blanc sur case noire e5 · Roi blanc sur case blanche g2 | Tour noire sur case blanche a8 · Cavalier noir sur case noire f8 · Roi noir sur case noire h8 · Fou noir sur case noire a7 · Tour blanche sur case noire g7 · Fou blanc sur case noire e5 · Roi blanc sur case blanche g2 | Tour noire sur case blanche a8 · Cavalier noir sur case noire f8 · Roi noir sur case noire h8 · Fou noir sur case noire a7 · Tour blanche sur case noire g7 · Fou blanc sur case noire e5 · Roi blanc sur case blanche g2 | Tour noire sur case blanche a8 · Cavalier noir sur case noire f8 · Roi noir sur case noire h8 · Fou noir sur case noire a7 · Tour blanche sur case noire g7 · Fou blanc sur case noire e5 · Roi blanc sur case blanche g2 | Tour noire sur case blanche a8 · Cavalier noir sur case noire f8 · Roi noir sur case noire h8 · Fou noir sur case noire a7 · Tour blanche sur case noire g7 · Fou blanc sur case noire e5 · Roi blanc sur case blanche g2 | Tour noire sur case blanche a8 · Cavalier noir sur case noire f8 · Roi noir sur case noire h8 · Fou noir sur case noire a7 · Tour blanche sur case noire g7 · Fou blanc sur case noire e5 · Roi blanc sur case blanche g2 | 2 |
| 1 | Tour noire sur case blanche a8 · Cavalier noir sur case noire f8 · Roi noir sur case noire h8 · Fou noir sur case noire a7 · Tour blanche sur case noire g7 · Fou blanc sur case noire e5 · Roi blanc sur case blanche g2 | Tour noire sur case blanche a8 · Cavalier noir sur case noire f8 · Roi noir sur case noire h8 · Fou noir sur case noire a7 · Tour blanche sur case noire g7 · Fou blanc sur case noire e5 · Roi blanc sur case blanche g2 | Tour noire sur case blanche a8 · Cavalier noir sur case noire f8 · Roi noir sur case noire h8 · Fou noir sur case noire a7 · Tour blanche sur case noire g7 · Fou blanc sur case noire e5 · Roi blanc sur case blanche g2 | Tour noire sur case blanche a8 · Cavalier noir sur case noire f8 · Roi noir sur case noire h8 · Fou noir sur case noire a7 · Tour blanche sur case noire g7 · Fou blanc sur case noire e5 · Roi blanc sur case blanche g2 | Tour noire sur case blanche a8 · Cavalier noir sur case noire f8 · Roi noir sur case noire h8 · Fou noir sur case noire a7 · Tour blanche sur case noire g7 · Fou blanc sur case noire e5 · Roi blanc sur case blanche g2 | Tour noire sur case blanche a8 · Cavalier noir sur case noire f8 · Roi noir sur case noire h8 · Fou noir sur case noire a7 · Tour blanche sur case noire g7 · Fou blanc sur case noire e5 · Roi blanc sur case blanche g2 | Tour noire sur case blanche a8 · Cavalier noir sur case noire f8 · Roi noir sur case noire h8 · Fou noir sur case noire a7 · Tour blanche sur case noire g7 · Fou blanc sur case noire e5 · Roi blanc sur case blanche g2 | Tour noire sur case blanche a8 · Cavalier noir sur case noire f8 · Roi noir sur case noire h8 · Fou noir sur case noire a7 · Tour blanche sur case noire g7 · Fou blanc sur case noire e5 · Roi blanc sur case blanche g2 | 1 |
|   | a | b | c | d | e | f | g | h |   |

|   | a | b | c | d | e | f | g | h |   |
| 8 | Tour noire sur case blanche a8 · Cavalier noir sur case noire f8 · Roi noir sur case noire h8 · Tour blanche sur case noire a7 · Fou blanc sur case noire e5 · Roi blanc sur case blanche g2 | Tour noire sur case blanche a8 · Cavalier noir sur case noire f8 · Roi noir sur case noire h8 · Tour blanche sur case noire a7 · Fou blanc sur case noire e5 · Roi blanc sur case blanche g2 | Tour noire sur case blanche a8 · Cavalier noir sur case noire f8 · Roi noir sur case noire h8 · Tour blanche sur case noire a7 · Fou blanc sur case noire e5 · Roi blanc sur case blanche g2 | Tour noire sur case blanche a8 · Cavalier noir sur case noire f8 · Roi noir sur case noire h8 · Tour blanche sur case noire a7 · Fou blanc sur case noire e5 · Roi blanc sur case blanche g2 | Tour noire sur case blanche a8 · Cavalier noir sur case noire f8 · Roi noir sur case noire h8 · Tour blanche sur case noire a7 · Fou blanc sur case noire e5 · Roi blanc sur case blanche g2 | Tour noire sur case blanche a8 · Cavalier noir sur case noire f8 · Roi noir sur case noire h8 · Tour blanche sur case noire a7 · Fou blanc sur case noire e5 · Roi blanc sur case blanche g2 | Tour noire sur case blanche a8 · Cavalier noir sur case noire f8 · Roi noir sur case noire h8 · Tour blanche sur case noire a7 · Fou blanc sur case noire e5 · Roi blanc sur case blanche g2 | Tour noire sur case blanche a8 · Cavalier noir sur case noire f8 · Roi noir sur case noire h8 · Tour blanche sur case noire a7 · Fou blanc sur case noire e5 · Roi blanc sur case blanche g2 | 8 |
| 7 | Tour noire sur case blanche a8 · Cavalier noir sur case noire f8 · Roi noir sur case noire h8 · Tour blanche sur case noire a7 · Fou blanc sur case noire e5 · Roi blanc sur case blanche g2 | Tour noire sur case blanche a8 · Cavalier noir sur case noire f8 · Roi noir sur case noire h8 · Tour blanche sur case noire a7 · Fou blanc sur case noire e5 · Roi blanc sur case blanche g2 | Tour noire sur case blanche a8 · Cavalier noir sur case noire f8 · Roi noir sur case noire h8 · Tour blanche sur case noire a7 · Fou blanc sur case noire e5 · Roi blanc sur case blanche g2 | Tour noire sur case blanche a8 · Cavalier noir sur case noire f8 · Roi noir sur case noire h8 · Tour blanche sur case noire a7 · Fou blanc sur case noire e5 · Roi blanc sur case blanche g2 | Tour noire sur case blanche a8 · Cavalier noir sur case noire f8 · Roi noir sur case noire h8 · Tour blanche sur case noire a7 · Fou blanc sur case noire e5 · Roi blanc sur case blanche g2 | Tour noire sur case blanche a8 · Cavalier noir sur case noire f8 · Roi noir sur case noire h8 · Tour blanche sur case noire a7 · Fou blanc sur case noire e5 · Roi blanc sur case blanche g2 | Tour noire sur case blanche a8 · Cavalier noir sur case noire f8 · Roi noir sur case noire h8 · Tour blanche sur case noire a7 · Fou blanc sur case noire e5 · Roi blanc sur case blanche g2 | Tour noire sur case blanche a8 · Cavalier noir sur case noire f8 · Roi noir sur case noire h8 · Tour blanche sur case noire a7 · Fou blanc sur case noire e5 · Roi blanc sur case blanche g2 | 7 |
| 6 | Tour noire sur case blanche a8 · Cavalier noir sur case noire f8 · Roi noir sur case noire h8 · Tour blanche sur case noire a7 · Fou blanc sur case noire e5 · Roi blanc sur case blanche g2 | Tour noire sur case blanche a8 · Cavalier noir sur case noire f8 · Roi noir sur case noire h8 · Tour blanche sur case noire a7 · Fou blanc sur case noire e5 · Roi blanc sur case blanche g2 | Tour noire sur case blanche a8 · Cavalier noir sur case noire f8 · Roi noir sur case noire h8 · Tour blanche sur case noire a7 · Fou blanc sur case noire e5 · Roi blanc sur case blanche g2 | Tour noire sur case blanche a8 · Cavalier noir sur case noire f8 · Roi noir sur case noire h8 · Tour blanche sur case noire a7 · Fou blanc sur case noire e5 · Roi blanc sur case blanche g2 | Tour noire sur case blanche a8 · Cavalier noir sur case noire f8 · Roi noir sur case noire h8 · Tour blanche sur case noire a7 · Fou blanc sur case noire e5 · Roi blanc sur case blanche g2 | Tour noire sur case blanche a8 · Cavalier noir sur case noire f8 · Roi noir sur case noire h8 · Tour blanche sur case noire a7 · Fou blanc sur case noire e5 · Roi blanc sur case blanche g2 | Tour noire sur case blanche a8 · Cavalier noir sur case noire f8 · Roi noir sur case noire h8 · Tour blanche sur case noire a7 · Fou blanc sur case noire e5 · Roi blanc sur case blanche g2 | Tour noire sur case blanche a8 · Cavalier noir sur case noire f8 · Roi noir sur case noire h8 · Tour blanche sur case noire a7 · Fou blanc sur case noire e5 · Roi blanc sur case blanche g2 | 6 |
| 5 | Tour noire sur case blanche a8 · Cavalier noir sur case noire f8 · Roi noir sur case noire h8 · Tour blanche sur case noire a7 · Fou blanc sur case noire e5 · Roi blanc sur case blanche g2 | Tour noire sur case blanche a8 · Cavalier noir sur case noire f8 · Roi noir sur case noire h8 · Tour blanche sur case noire a7 · Fou blanc sur case noire e5 · Roi blanc sur case blanche g2 | Tour noire sur case blanche a8 · Cavalier noir sur case noire f8 · Roi noir sur case noire h8 · Tour blanche sur case noire a7 · Fou blanc sur case noire e5 · Roi blanc sur case blanche g2 | Tour noire sur case blanche a8 · Cavalier noir sur case noire f8 · Roi noir sur case noire h8 · Tour blanche sur case noire a7 · Fou blanc sur case noire e5 · Roi blanc sur case blanche g2 | Tour noire sur case blanche a8 · Cavalier noir sur case noire f8 · Roi noir sur case noire h8 · Tour blanche sur case noire a7 · Fou blanc sur case noire e5 · Roi blanc sur case blanche g2 | Tour noire sur case blanche a8 · Cavalier noir sur case noire f8 · Roi noir sur case noire h8 · Tour blanche sur case noire a7 · Fou blanc sur case noire e5 · Roi blanc sur case blanche g2 | Tour noire sur case blanche a8 · Cavalier noir sur case noire f8 · Roi noir sur case noire h8 · Tour blanche sur case noire a7 · Fou blanc sur case noire e5 · Roi blanc sur case blanche g2 | Tour noire sur case blanche a8 · Cavalier noir sur case noire f8 · Roi noir sur case noire h8 · Tour blanche sur case noire a7 · Fou blanc sur case noire e5 · Roi blanc sur case blanche g2 | 5 |
| 4 | Tour noire sur case blanche a8 · Cavalier noir sur case noire f8 · Roi noir sur case noire h8 · Tour blanche sur case noire a7 · Fou blanc sur case noire e5 · Roi blanc sur case blanche g2 | Tour noire sur case blanche a8 · Cavalier noir sur case noire f8 · Roi noir sur case noire h8 · Tour blanche sur case noire a7 · Fou blanc sur case noire e5 · Roi blanc sur case blanche g2 | Tour noire sur case blanche a8 · Cavalier noir sur case noire f8 · Roi noir sur case noire h8 · Tour blanche sur case noire a7 · Fou blanc sur case noire e5 · Roi blanc sur case blanche g2 | Tour noire sur case blanche a8 · Cavalier noir sur case noire f8 · Roi noir sur case noire h8 · Tour blanche sur case noire a7 · Fou blanc sur case noire e5 · Roi blanc sur case blanche g2 | Tour noire sur case blanche a8 · Cavalier noir sur case noire f8 · Roi noir sur case noire h8 · Tour blanche sur case noire a7 · Fou blanc sur case noire e5 · Roi blanc sur case blanche g2 | Tour noire sur case blanche a8 · Cavalier noir sur case noire f8 · Roi noir sur case noire h8 · Tour blanche sur case noire a7 · Fou blanc sur case noire e5 · Roi blanc sur case blanche g2 | Tour noire sur case blanche a8 · Cavalier noir sur case noire f8 · Roi noir sur case noire h8 · Tour blanche sur case noire a7 · Fou blanc sur case noire e5 · Roi blanc sur case blanche g2 | Tour noire sur case blanche a8 · Cavalier noir sur case noire f8 · Roi noir sur case noire h8 · Tour blanche sur case noire a7 · Fou blanc sur case noire e5 · Roi blanc sur case blanche g2 | 4 |
| 3 | Tour noire sur case blanche a8 · Cavalier noir sur case noire f8 · Roi noir sur case noire h8 · Tour blanche sur case noire a7 · Fou blanc sur case noire e5 · Roi blanc sur case blanche g2 | Tour noire sur case blanche a8 · Cavalier noir sur case noire f8 · Roi noir sur case noire h8 · Tour blanche sur case noire a7 · Fou blanc sur case noire e5 · Roi blanc sur case blanche g2 | Tour noire sur case blanche a8 · Cavalier noir sur case noire f8 · Roi noir sur case noire h8 · Tour blanche sur case noire a7 · Fou blanc sur case noire e5 · Roi blanc sur case blanche g2 | Tour noire sur case blanche a8 · Cavalier noir sur case noire f8 · Roi noir sur case noire h8 · Tour blanche sur case noire a7 · Fou blanc sur case noire e5 · Roi blanc sur case blanche g2 | Tour noire sur case blanche a8 · Cavalier noir sur case noire f8 · Roi noir sur case noire h8 · Tour blanche sur case noire a7 · Fou blanc sur case noire e5 · Roi blanc sur case blanche g2 | Tour noire sur case blanche a8 · Cavalier noir sur case noire f8 · Roi noir sur case noire h8 · Tour blanche sur case noire a7 · Fou blanc sur case noire e5 · Roi blanc sur case blanche g2 | Tour noire sur case blanche a8 · Cavalier noir sur case noire f8 · Roi noir sur case noire h8 · Tour blanche sur case noire a7 · Fou blanc sur case noire e5 · Roi blanc sur case blanche g2 | Tour noire sur case blanche a8 · Cavalier noir sur case noire f8 · Roi noir sur case noire h8 · Tour blanche sur case noire a7 · Fou blanc sur case noire e5 · Roi blanc sur case blanche g2 | 3 |
| 2 | Tour noire sur case blanche a8 · Cavalier noir sur case noire f8 · Roi noir sur case noire h8 · Tour blanche sur case noire a7 · Fou blanc sur case noire e5 · Roi blanc sur case blanche g2 | Tour noire sur case blanche a8 · Cavalier noir sur case noire f8 · Roi noir sur case noire h8 · Tour blanche sur case noire a7 · Fou blanc sur case noire e5 · Roi blanc sur case blanche g2 | Tour noire sur case blanche a8 · Cavalier noir sur case noire f8 · Roi noir sur case noire h8 · Tour blanche sur case noire a7 · Fou blanc sur case noire e5 · Roi blanc sur case blanche g2 | Tour noire sur case blanche a8 · Cavalier noir sur case noire f8 · Roi noir sur case noire h8 · Tour blanche sur case noire a7 · Fou blanc sur case noire e5 · Roi blanc sur case blanche g2 | Tour noire sur case blanche a8 · Cavalier noir sur case noire f8 · Roi noir sur case noire h8 · Tour blanche sur case noire a7 · Fou blanc sur case noire e5 · Roi blanc sur case blanche g2 | Tour noire sur case blanche a8 · Cavalier noir sur case noire f8 · Roi noir sur case noire h8 · Tour blanche sur case noire a7 · Fou blanc sur case noire e5 · Roi blanc sur case blanche g2 | Tour noire sur case blanche a8 · Cavalier noir sur case noire f8 · Roi noir sur case noire h8 · Tour blanche sur case noire a7 · Fou blanc sur case noire e5 · Roi blanc sur case blanche g2 | Tour noire sur case blanche a8 · Cavalier noir sur case noire f8 · Roi noir sur case noire h8 · Tour blanche sur case noire a7 · Fou blanc sur case noire e5 · Roi blanc sur case blanche g2 | 2 |
| 1 | Tour noire sur case blanche a8 · Cavalier noir sur case noire f8 · Roi noir sur case noire h8 · Tour blanche sur case noire a7 · Fou blanc sur case noire e5 · Roi blanc sur case blanche g2 | Tour noire sur case blanche a8 · Cavalier noir sur case noire f8 · Roi noir sur case noire h8 · Tour blanche sur case noire a7 · Fou blanc sur case noire e5 · Roi blanc sur case blanche g2 | Tour noire sur case blanche a8 · Cavalier noir sur case noire f8 · Roi noir sur case noire h8 · Tour blanche sur case noire a7 · Fou blanc sur case noire e5 · Roi blanc sur case blanche g2 | Tour noire sur case blanche a8 · Cavalier noir sur case noire f8 · Roi noir sur case noire h8 · Tour blanche sur case noire a7 · Fou blanc sur case noire e5 · Roi blanc sur case blanche g2 | Tour noire sur case blanche a8 · Cavalier noir sur case noire f8 · Roi noir sur case noire h8 · Tour blanche sur case noire a7 · Fou blanc sur case noire e5 · Roi blanc sur case blanche g2 | Tour noire sur case blanche a8 · Cavalier noir sur case noire f8 · Roi noir sur case noire h8 · Tour blanche sur case noire a7 · Fou blanc sur case noire e5 · Roi blanc sur case blanche g2 | Tour noire sur case blanche a8 · Cavalier noir sur case noire f8 · Roi noir sur case noire h8 · Tour blanche sur case noire a7 · Fou blanc sur case noire e5 · Roi blanc sur case blanche g2 | Tour noire sur case blanche a8 · Cavalier noir sur case noire f8 · Roi noir sur case noire h8 · Tour blanche sur case noire a7 · Fou blanc sur case noire e5 · Roi blanc sur case blanche g2 | 1 |
|   | a | b | c | d | e | f | g | h |   |

|   | a | b | c | d | e | f | g | h |   |
| 8 | Tour noire sur case blanche a8 · Cavalier noir sur case noire f8 · Roi noir sur case blanche g8 · Tour blanche sur case noire a7 · Fou blanc sur case noire e5 · Roi blanc sur case blanche g2 | Tour noire sur case blanche a8 · Cavalier noir sur case noire f8 · Roi noir sur case blanche g8 · Tour blanche sur case noire a7 · Fou blanc sur case noire e5 · Roi blanc sur case blanche g2 | Tour noire sur case blanche a8 · Cavalier noir sur case noire f8 · Roi noir sur case blanche g8 · Tour blanche sur case noire a7 · Fou blanc sur case noire e5 · Roi blanc sur case blanche g2 | Tour noire sur case blanche a8 · Cavalier noir sur case noire f8 · Roi noir sur case blanche g8 · Tour blanche sur case noire a7 · Fou blanc sur case noire e5 · Roi blanc sur case blanche g2 | Tour noire sur case blanche a8 · Cavalier noir sur case noire f8 · Roi noir sur case blanche g8 · Tour blanche sur case noire a7 · Fou blanc sur case noire e5 · Roi blanc sur case blanche g2 | Tour noire sur case blanche a8 · Cavalier noir sur case noire f8 · Roi noir sur case blanche g8 · Tour blanche sur case noire a7 · Fou blanc sur case noire e5 · Roi blanc sur case blanche g2 | Tour noire sur case blanche a8 · Cavalier noir sur case noire f8 · Roi noir sur case blanche g8 · Tour blanche sur case noire a7 · Fou blanc sur case noire e5 · Roi blanc sur case blanche g2 | Tour noire sur case blanche a8 · Cavalier noir sur case noire f8 · Roi noir sur case blanche g8 · Tour blanche sur case noire a7 · Fou blanc sur case noire e5 · Roi blanc sur case blanche g2 | 8 |
| 7 | Tour noire sur case blanche a8 · Cavalier noir sur case noire f8 · Roi noir sur case blanche g8 · Tour blanche sur case noire a7 · Fou blanc sur case noire e5 · Roi blanc sur case blanche g2 | Tour noire sur case blanche a8 · Cavalier noir sur case noire f8 · Roi noir sur case blanche g8 · Tour blanche sur case noire a7 · Fou blanc sur case noire e5 · Roi blanc sur case blanche g2 | Tour noire sur case blanche a8 · Cavalier noir sur case noire f8 · Roi noir sur case blanche g8 · Tour blanche sur case noire a7 · Fou blanc sur case noire e5 · Roi blanc sur case blanche g2 | Tour noire sur case blanche a8 · Cavalier noir sur case noire f8 · Roi noir sur case blanche g8 · Tour blanche sur case noire a7 · Fou blanc sur case noire e5 · Roi blanc sur case blanche g2 | Tour noire sur case blanche a8 · Cavalier noir sur case noire f8 · Roi noir sur case blanche g8 · Tour blanche sur case noire a7 · Fou blanc sur case noire e5 · Roi blanc sur case blanche g2 | Tour noire sur case blanche a8 · Cavalier noir sur case noire f8 · Roi noir sur case blanche g8 · Tour blanche sur case noire a7 · Fou blanc sur case noire e5 · Roi blanc sur case blanche g2 | Tour noire sur case blanche a8 · Cavalier noir sur case noire f8 · Roi noir sur case blanche g8 · Tour blanche sur case noire a7 · Fou blanc sur case noire e5 · Roi blanc sur case blanche g2 | Tour noire sur case blanche a8 · Cavalier noir sur case noire f8 · Roi noir sur case blanche g8 · Tour blanche sur case noire a7 · Fou blanc sur case noire e5 · Roi blanc sur case blanche g2 | 7 |
| 6 | Tour noire sur case blanche a8 · Cavalier noir sur case noire f8 · Roi noir sur case blanche g8 · Tour blanche sur case noire a7 · Fou blanc sur case noire e5 · Roi blanc sur case blanche g2 | Tour noire sur case blanche a8 · Cavalier noir sur case noire f8 · Roi noir sur case blanche g8 · Tour blanche sur case noire a7 · Fou blanc sur case noire e5 · Roi blanc sur case blanche g2 | Tour noire sur case blanche a8 · Cavalier noir sur case noire f8 · Roi noir sur case blanche g8 · Tour blanche sur case noire a7 · Fou blanc sur case noire e5 · Roi blanc sur case blanche g2 | Tour noire sur case blanche a8 · Cavalier noir sur case noire f8 · Roi noir sur case blanche g8 · Tour blanche sur case noire a7 · Fou blanc sur case noire e5 · Roi blanc sur case blanche g2 | Tour noire sur case blanche a8 · Cavalier noir sur case noire f8 · Roi noir sur case blanche g8 · Tour blanche sur case noire a7 · Fou blanc sur case noire e5 · Roi blanc sur case blanche g2 | Tour noire sur case blanche a8 · Cavalier noir sur case noire f8 · Roi noir sur case blanche g8 · Tour blanche sur case noire a7 · Fou blanc sur case noire e5 · Roi blanc sur case blanche g2 | Tour noire sur case blanche a8 · Cavalier noir sur case noire f8 · Roi noir sur case blanche g8 · Tour blanche sur case noire a7 · Fou blanc sur case noire e5 · Roi blanc sur case blanche g2 | Tour noire sur case blanche a8 · Cavalier noir sur case noire f8 · Roi noir sur case blanche g8 · Tour blanche sur case noire a7 · Fou blanc sur case noire e5 · Roi blanc sur case blanche g2 | 6 |
| 5 | Tour noire sur case blanche a8 · Cavalier noir sur case noire f8 · Roi noir sur case blanche g8 · Tour blanche sur case noire a7 · Fou blanc sur case noire e5 · Roi blanc sur case blanche g2 | Tour noire sur case blanche a8 · Cavalier noir sur case noire f8 · Roi noir sur case blanche g8 · Tour blanche sur case noire a7 · Fou blanc sur case noire e5 · Roi blanc sur case blanche g2 | Tour noire sur case blanche a8 · Cavalier noir sur case noire f8 · Roi noir sur case blanche g8 · Tour blanche sur case noire a7 · Fou blanc sur case noire e5 · Roi blanc sur case blanche g2 | Tour noire sur case blanche a8 · Cavalier noir sur case noire f8 · Roi noir sur case blanche g8 · Tour blanche sur case noire a7 · Fou blanc sur case noire e5 · Roi blanc sur case blanche g2 | Tour noire sur case blanche a8 · Cavalier noir sur case noire f8 · Roi noir sur case blanche g8 · Tour blanche sur case noire a7 · Fou blanc sur case noire e5 · Roi blanc sur case blanche g2 | Tour noire sur case blanche a8 · Cavalier noir sur case noire f8 · Roi noir sur case blanche g8 · Tour blanche sur case noire a7 · Fou blanc sur case noire e5 · Roi blanc sur case blanche g2 | Tour noire sur case blanche a8 · Cavalier noir sur case noire f8 · Roi noir sur case blanche g8 · Tour blanche sur case noire a7 · Fou blanc sur case noire e5 · Roi blanc sur case blanche g2 | Tour noire sur case blanche a8 · Cavalier noir sur case noire f8 · Roi noir sur case blanche g8 · Tour blanche sur case noire a7 · Fou blanc sur case noire e5 · Roi blanc sur case blanche g2 | 5 |
| 4 | Tour noire sur case blanche a8 · Cavalier noir sur case noire f8 · Roi noir sur case blanche g8 · Tour blanche sur case noire a7 · Fou blanc sur case noire e5 · Roi blanc sur case blanche g2 | Tour noire sur case blanche a8 · Cavalier noir sur case noire f8 · Roi noir sur case blanche g8 · Tour blanche sur case noire a7 · Fou blanc sur case noire e5 · Roi blanc sur case blanche g2 | Tour noire sur case blanche a8 · Cavalier noir sur case noire f8 · Roi noir sur case blanche g8 · Tour blanche sur case noire a7 · Fou blanc sur case noire e5 · Roi blanc sur case blanche g2 | Tour noire sur case blanche a8 · Cavalier noir sur case noire f8 · Roi noir sur case blanche g8 · Tour blanche sur case noire a7 · Fou blanc sur case noire e5 · Roi blanc sur case blanche g2 | Tour noire sur case blanche a8 · Cavalier noir sur case noire f8 · Roi noir sur case blanche g8 · Tour blanche sur case noire a7 · Fou blanc sur case noire e5 · Roi blanc sur case blanche g2 | Tour noire sur case blanche a8 · Cavalier noir sur case noire f8 · Roi noir sur case blanche g8 · Tour blanche sur case noire a7 · Fou blanc sur case noire e5 · Roi blanc sur case blanche g2 | Tour noire sur case blanche a8 · Cavalier noir sur case noire f8 · Roi noir sur case blanche g8 · Tour blanche sur case noire a7 · Fou blanc sur case noire e5 · Roi blanc sur case blanche g2 | Tour noire sur case blanche a8 · Cavalier noir sur case noire f8 · Roi noir sur case blanche g8 · Tour blanche sur case noire a7 · Fou blanc sur case noire e5 · Roi blanc sur case blanche g2 | 4 |
| 3 | Tour noire sur case blanche a8 · Cavalier noir sur case noire f8 · Roi noir sur case blanche g8 · Tour blanche sur case noire a7 · Fou blanc sur case noire e5 · Roi blanc sur case blanche g2 | Tour noire sur case blanche a8 · Cavalier noir sur case noire f8 · Roi noir sur case blanche g8 · Tour blanche sur case noire a7 · Fou blanc sur case noire e5 · Roi blanc sur case blanche g2 | Tour noire sur case blanche a8 · Cavalier noir sur case noire f8 · Roi noir sur case blanche g8 · Tour blanche sur case noire a7 · Fou blanc sur case noire e5 · Roi blanc sur case blanche g2 | Tour noire sur case blanche a8 · Cavalier noir sur case noire f8 · Roi noir sur case blanche g8 · Tour blanche sur case noire a7 · Fou blanc sur case noire e5 · Roi blanc sur case blanche g2 | Tour noire sur case blanche a8 · Cavalier noir sur case noire f8 · Roi noir sur case blanche g8 · Tour blanche sur case noire a7 · Fou blanc sur case noire e5 · Roi blanc sur case blanche g2 | Tour noire sur case blanche a8 · Cavalier noir sur case noire f8 · Roi noir sur case blanche g8 · Tour blanche sur case noire a7 · Fou blanc sur case noire e5 · Roi blanc sur case blanche g2 | Tour noire sur case blanche a8 · Cavalier noir sur case noire f8 · Roi noir sur case blanche g8 · Tour blanche sur case noire a7 · Fou blanc sur case noire e5 · Roi blanc sur case blanche g2 | Tour noire sur case blanche a8 · Cavalier noir sur case noire f8 · Roi noir sur case blanche g8 · Tour blanche sur case noire a7 · Fou blanc sur case noire e5 · Roi blanc sur case blanche g2 | 3 |
| 2 | Tour noire sur case blanche a8 · Cavalier noir sur case noire f8 · Roi noir sur case blanche g8 · Tour blanche sur case noire a7 · Fou blanc sur case noire e5 · Roi blanc sur case blanche g2 | Tour noire sur case blanche a8 · Cavalier noir sur case noire f8 · Roi noir sur case blanche g8 · Tour blanche sur case noire a7 · Fou blanc sur case noire e5 · Roi blanc sur case blanche g2 | Tour noire sur case blanche a8 · Cavalier noir sur case noire f8 · Roi noir sur case blanche g8 · Tour blanche sur case noire a7 · Fou blanc sur case noire e5 · Roi blanc sur case blanche g2 | Tour noire sur case blanche a8 · Cavalier noir sur case noire f8 · Roi noir sur case blanche g8 · Tour blanche sur case noire a7 · Fou blanc sur case noire e5 · Roi blanc sur case blanche g2 | Tour noire sur case blanche a8 · Cavalier noir sur case noire f8 · Roi noir sur case blanche g8 · Tour blanche sur case noire a7 · Fou blanc sur case noire e5 · Roi blanc sur case blanche g2 | Tour noire sur case blanche a8 · Cavalier noir sur case noire f8 · Roi noir sur case blanche g8 · Tour blanche sur case noire a7 · Fou blanc sur case noire e5 · Roi blanc sur case blanche g2 | Tour noire sur case blanche a8 · Cavalier noir sur case noire f8 · Roi noir sur case blanche g8 · Tour blanche sur case noire a7 · Fou blanc sur case noire e5 · Roi blanc sur case blanche g2 | Tour noire sur case blanche a8 · Cavalier noir sur case noire f8 · Roi noir sur case blanche g8 · Tour blanche sur case noire a7 · Fou blanc sur case noire e5 · Roi blanc sur case blanche g2 | 2 |
| 1 | Tour noire sur case blanche a8 · Cavalier noir sur case noire f8 · Roi noir sur case blanche g8 · Tour blanche sur case noire a7 · Fou blanc sur case noire e5 · Roi blanc sur case blanche g2 | Tour noire sur case blanche a8 · Cavalier noir sur case noire f8 · Roi noir sur case blanche g8 · Tour blanche sur case noire a7 · Fou blanc sur case noire e5 · Roi blanc sur case blanche g2 | Tour noire sur case blanche a8 · Cavalier noir sur case noire f8 · Roi noir sur case blanche g8 · Tour blanche sur case noire a7 · Fou blanc sur case noire e5 · Roi blanc sur case blanche g2 | Tour noire sur case blanche a8 · Cavalier noir sur case noire f8 · Roi noir sur case blanche g8 · Tour blanche sur case noire a7 · Fou blanc sur case noire e5 · Roi blanc sur case blanche g2 | Tour noire sur case blanche a8 · Cavalier noir sur case noire f8 · Roi noir sur case blanche g8 · Tour blanche sur case noire a7 · Fou blanc sur case noire e5 · Roi blanc sur case blanche g2 | Tour noire sur case blanche a8 · Cavalier noir sur case noire f8 · Roi noir sur case blanche g8 · Tour blanche sur case noire a7 · Fou blanc sur case noire e5 · Roi blanc sur case blanche g2 | Tour noire sur case blanche a8 · Cavalier noir sur case noire f8 · Roi noir sur case blanche g8 · Tour blanche sur case noire a7 · Fou blanc sur case noire e5 · Roi blanc sur case blanche g2 | Tour noire sur case blanche a8 · Cavalier noir sur case noire f8 · Roi noir sur case blanche g8 · Tour blanche sur case noire a7 · Fou blanc sur case noire e5 · Roi blanc sur case blanche g2 | 1 |
|   | a | b | c | d | e | f | g | h |   |

|   | a | b | c | d | e | f | g | h |   |
| 8 | Tour blanche sur case blanche a8 · Cavalier noir sur case noire f8 · Roi noir sur case blanche g8 · Fou blanc sur case noire e5 · Roi blanc sur case blanche g2 | Tour blanche sur case blanche a8 · Cavalier noir sur case noire f8 · Roi noir sur case blanche g8 · Fou blanc sur case noire e5 · Roi blanc sur case blanche g2 | Tour blanche sur case blanche a8 · Cavalier noir sur case noire f8 · Roi noir sur case blanche g8 · Fou blanc sur case noire e5 · Roi blanc sur case blanche g2 | Tour blanche sur case blanche a8 · Cavalier noir sur case noire f8 · Roi noir sur case blanche g8 · Fou blanc sur case noire e5 · Roi blanc sur case blanche g2 | Tour blanche sur case blanche a8 · Cavalier noir sur case noire f8 · Roi noir sur case blanche g8 · Fou blanc sur case noire e5 · Roi blanc sur case blanche g2 | Tour blanche sur case blanche a8 · Cavalier noir sur case noire f8 · Roi noir sur case blanche g8 · Fou blanc sur case noire e5 · Roi blanc sur case blanche g2 | Tour blanche sur case blanche a8 · Cavalier noir sur case noire f8 · Roi noir sur case blanche g8 · Fou blanc sur case noire e5 · Roi blanc sur case blanche g2 | Tour blanche sur case blanche a8 · Cavalier noir sur case noire f8 · Roi noir sur case blanche g8 · Fou blanc sur case noire e5 · Roi blanc sur case blanche g2 | 8 |
| 7 | Tour blanche sur case blanche a8 · Cavalier noir sur case noire f8 · Roi noir sur case blanche g8 · Fou blanc sur case noire e5 · Roi blanc sur case blanche g2 | Tour blanche sur case blanche a8 · Cavalier noir sur case noire f8 · Roi noir sur case blanche g8 · Fou blanc sur case noire e5 · Roi blanc sur case blanche g2 | Tour blanche sur case blanche a8 · Cavalier noir sur case noire f8 · Roi noir sur case blanche g8 · Fou blanc sur case noire e5 · Roi blanc sur case blanche g2 | Tour blanche sur case blanche a8 · Cavalier noir sur case noire f8 · Roi noir sur case blanche g8 · Fou blanc sur case noire e5 · Roi blanc sur case blanche g2 | Tour blanche sur case blanche a8 · Cavalier noir sur case noire f8 · Roi noir sur case blanche g8 · Fou blanc sur case noire e5 · Roi blanc sur case blanche g2 | Tour blanche sur case blanche a8 · Cavalier noir sur case noire f8 · Roi noir sur case blanche g8 · Fou blanc sur case noire e5 · Roi blanc sur case blanche g2 | Tour blanche sur case blanche a8 · Cavalier noir sur case noire f8 · Roi noir sur case blanche g8 · Fou blanc sur case noire e5 · Roi blanc sur case blanche g2 | Tour blanche sur case blanche a8 · Cavalier noir sur case noire f8 · Roi noir sur case blanche g8 · Fou blanc sur case noire e5 · Roi blanc sur case blanche g2 | 7 |
| 6 | Tour blanche sur case blanche a8 · Cavalier noir sur case noire f8 · Roi noir sur case blanche g8 · Fou blanc sur case noire e5 · Roi blanc sur case blanche g2 | Tour blanche sur case blanche a8 · Cavalier noir sur case noire f8 · Roi noir sur case blanche g8 · Fou blanc sur case noire e5 · Roi blanc sur case blanche g2 | Tour blanche sur case blanche a8 · Cavalier noir sur case noire f8 · Roi noir sur case blanche g8 · Fou blanc sur case noire e5 · Roi blanc sur case blanche g2 | Tour blanche sur case blanche a8 · Cavalier noir sur case noire f8 · Roi noir sur case blanche g8 · Fou blanc sur case noire e5 · Roi blanc sur case blanche g2 | Tour blanche sur case blanche a8 · Cavalier noir sur case noire f8 · Roi noir sur case blanche g8 · Fou blanc sur case noire e5 · Roi blanc sur case blanche g2 | Tour blanche sur case blanche a8 · Cavalier noir sur case noire f8 · Roi noir sur case blanche g8 · Fou blanc sur case noire e5 · Roi blanc sur case blanche g2 | Tour blanche sur case blanche a8 · Cavalier noir sur case noire f8 · Roi noir sur case blanche g8 · Fou blanc sur case noire e5 · Roi blanc sur case blanche g2 | Tour blanche sur case blanche a8 · Cavalier noir sur case noire f8 · Roi noir sur case blanche g8 · Fou blanc sur case noire e5 · Roi blanc sur case blanche g2 | 6 |
| 5 | Tour blanche sur case blanche a8 · Cavalier noir sur case noire f8 · Roi noir sur case blanche g8 · Fou blanc sur case noire e5 · Roi blanc sur case blanche g2 | Tour blanche sur case blanche a8 · Cavalier noir sur case noire f8 · Roi noir sur case blanche g8 · Fou blanc sur case noire e5 · Roi blanc sur case blanche g2 | Tour blanche sur case blanche a8 · Cavalier noir sur case noire f8 · Roi noir sur case blanche g8 · Fou blanc sur case noire e5 · Roi blanc sur case blanche g2 | Tour blanche sur case blanche a8 · Cavalier noir sur case noire f8 · Roi noir sur case blanche g8 · Fou blanc sur case noire e5 · Roi blanc sur case blanche g2 | Tour blanche sur case blanche a8 · Cavalier noir sur case noire f8 · Roi noir sur case blanche g8 · Fou blanc sur case noire e5 · Roi blanc sur case blanche g2 | Tour blanche sur case blanche a8 · Cavalier noir sur case noire f8 · Roi noir sur case blanche g8 · Fou blanc sur case noire e5 · Roi blanc sur case blanche g2 | Tour blanche sur case blanche a8 · Cavalier noir sur case noire f8 · Roi noir sur case blanche g8 · Fou blanc sur case noire e5 · Roi blanc sur case blanche g2 | Tour blanche sur case blanche a8 · Cavalier noir sur case noire f8 · Roi noir sur case blanche g8 · Fou blanc sur case noire e5 · Roi blanc sur case blanche g2 | 5 |
| 4 | Tour blanche sur case blanche a8 · Cavalier noir sur case noire f8 · Roi noir sur case blanche g8 · Fou blanc sur case noire e5 · Roi blanc sur case blanche g2 | Tour blanche sur case blanche a8 · Cavalier noir sur case noire f8 · Roi noir sur case blanche g8 · Fou blanc sur case noire e5 · Roi blanc sur case blanche g2 | Tour blanche sur case blanche a8 · Cavalier noir sur case noire f8 · Roi noir sur case blanche g8 · Fou blanc sur case noire e5 · Roi blanc sur case blanche g2 | Tour blanche sur case blanche a8 · Cavalier noir sur case noire f8 · Roi noir sur case blanche g8 · Fou blanc sur case noire e5 · Roi blanc sur case blanche g2 | Tour blanche sur case blanche a8 · Cavalier noir sur case noire f8 · Roi noir sur case blanche g8 · Fou blanc sur case noire e5 · Roi blanc sur case blanche g2 | Tour blanche sur case blanche a8 · Cavalier noir sur case noire f8 · Roi noir sur case blanche g8 · Fou blanc sur case noire e5 · Roi blanc sur case blanche g2 | Tour blanche sur case blanche a8 · Cavalier noir sur case noire f8 · Roi noir sur case blanche g8 · Fou blanc sur case noire e5 · Roi blanc sur case blanche g2 | Tour blanche sur case blanche a8 · Cavalier noir sur case noire f8 · Roi noir sur case blanche g8 · Fou blanc sur case noire e5 · Roi blanc sur case blanche g2 | 4 |
| 3 | Tour blanche sur case blanche a8 · Cavalier noir sur case noire f8 · Roi noir sur case blanche g8 · Fou blanc sur case noire e5 · Roi blanc sur case blanche g2 | Tour blanche sur case blanche a8 · Cavalier noir sur case noire f8 · Roi noir sur case blanche g8 · Fou blanc sur case noire e5 · Roi blanc sur case blanche g2 | Tour blanche sur case blanche a8 · Cavalier noir sur case noire f8 · Roi noir sur case blanche g8 · Fou blanc sur case noire e5 · Roi blanc sur case blanche g2 | Tour blanche sur case blanche a8 · Cavalier noir sur case noire f8 · Roi noir sur case blanche g8 · Fou blanc sur case noire e5 · Roi blanc sur case blanche g2 | Tour blanche sur case blanche a8 · Cavalier noir sur case noire f8 · Roi noir sur case blanche g8 · Fou blanc sur case noire e5 · Roi blanc sur case blanche g2 | Tour blanche sur case blanche a8 · Cavalier noir sur case noire f8 · Roi noir sur case blanche g8 · Fou blanc sur case noire e5 · Roi blanc sur case blanche g2 | Tour blanche sur case blanche a8 · Cavalier noir sur case noire f8 · Roi noir sur case blanche g8 · Fou blanc sur case noire e5 · Roi blanc sur case blanche g2 | Tour blanche sur case blanche a8 · Cavalier noir sur case noire f8 · Roi noir sur case blanche g8 · Fou blanc sur case noire e5 · Roi blanc sur case blanche g2 | 3 |
| 2 | Tour blanche sur case blanche a8 · Cavalier noir sur case noire f8 · Roi noir sur case blanche g8 · Fou blanc sur case noire e5 · Roi blanc sur case blanche g2 | Tour blanche sur case blanche a8 · Cavalier noir sur case noire f8 · Roi noir sur case blanche g8 · Fou blanc sur case noire e5 · Roi blanc sur case blanche g2 | Tour blanche sur case blanche a8 · Cavalier noir sur case noire f8 · Roi noir sur case blanche g8 · Fou blanc sur case noire e5 · Roi blanc sur case blanche g2 | Tour blanche sur case blanche a8 · Cavalier noir sur case noire f8 · Roi noir sur case blanche g8 · Fou blanc sur case noire e5 · Roi blanc sur case blanche g2 | Tour blanche sur case blanche a8 · Cavalier noir sur case noire f8 · Roi noir sur case blanche g8 · Fou blanc sur case noire e5 · Roi blanc sur case blanche g2 | Tour blanche sur case blanche a8 · Cavalier noir sur case noire f8 · Roi noir sur case blanche g8 · Fou blanc sur case noire e5 · Roi blanc sur case blanche g2 | Tour blanche sur case blanche a8 · Cavalier noir sur case noire f8 · Roi noir sur case blanche g8 · Fou blanc sur case noire e5 · Roi blanc sur case blanche g2 | Tour blanche sur case blanche a8 · Cavalier noir sur case noire f8 · Roi noir sur case blanche g8 · Fou blanc sur case noire e5 · Roi blanc sur case blanche g2 | 2 |
| 1 | Tour blanche sur case blanche a8 · Cavalier noir sur case noire f8 · Roi noir sur case blanche g8 · Fou blanc sur case noire e5 · Roi blanc sur case blanche g2 | Tour blanche sur case blanche a8 · Cavalier noir sur case noire f8 · Roi noir sur case blanche g8 · Fou blanc sur case noire e5 · Roi blanc sur case blanche g2 | Tour blanche sur case blanche a8 · Cavalier noir sur case noire f8 · Roi noir sur case blanche g8 · Fou blanc sur case noire e5 · Roi blanc sur case blanche g2 | Tour blanche sur case blanche a8 · Cavalier noir sur case noire f8 · Roi noir sur case blanche g8 · Fou blanc sur case noire e5 · Roi blanc sur case blanche g2 | Tour blanche sur case blanche a8 · Cavalier noir sur case noire f8 · Roi noir sur case blanche g8 · Fou blanc sur case noire e5 · Roi blanc sur case blanche g2 | Tour blanche sur case blanche a8 · Cavalier noir sur case noire f8 · Roi noir sur case blanche g8 · Fou blanc sur case noire e5 · Roi blanc sur case blanche g2 | Tour blanche sur case blanche a8 · Cavalier noir sur case noire f8 · Roi noir sur case blanche g8 · Fou blanc sur case noire e5 · Roi blanc sur case blanche g2 | Tour blanche sur case blanche a8 · Cavalier noir sur case noire f8 · Roi noir sur case blanche g8 · Fou blanc sur case noire e5 · Roi blanc sur case blanche g2 | 1 |
|   | a | b | c | d | e | f | g | h |   |

## Principe
Dans la position du diagramme, les blancs jouent 1. Txg7+ forçant le roi noir à se déplacer sur la diagonale contrôlée par le fou blanc 1... Rh8. Grâce aux échecs à la découverte, la tour blanche peut alors effectuer un mouvement de va-et-vient entre la case g7 et chacune des cases de la septième rangée, le roi noir restant confiné aux cases g8 et h8 : 2. Txf7+ Rg8 3. Tg7+ Rh8 4. Txd7+ Rg8 5. Tg7+ Rh8 6. Txc7+ Rg8 7. Tg7+ Rh8 8. Txb7+ Rg8 9. Tg7+ Rh8 10. Txa7+ (Grâce à cette manœuvre, toutes les pièces noires de la septième rangée ont disparu) 10... Rg8 11. Txa8 et les noirs sont perdus.
|   | a | b | c | d | e | f | g | h |   |
| 8 | Tour noire sur case blanche a8 · Tour noire sur case blanche e8 · Cavalier noir sur case noire f8 · Roi noir sur case blanche g8 · Pion noir sur case noire a7 · Fou noir sur case blanche b7 · Pion noir sur case blanche f7 · Pion noir sur case noire g7 · Pion noir sur case noire d6 · Pion noir sur case blanche e6 · Pion noir sur case noire h6 · Dame noire sur case blanche b5 · Fou blanc sur case noire g5 · Dame blanche sur case blanche h5 · Pion blanc sur case noire b4 · Pion blanc sur case noire d4 · Cavalier blanc sur case noire e3 · Tour blanche sur case noire g3 · Pion blanc sur case blanche a2 · Pion blanc sur case noire f2 · Pion blanc sur case blanche g2 · Pion blanc sur case noire h2 · Tour blanche sur case noire e1 · Roi blanc sur case noire g1 | Tour noire sur case blanche a8 · Tour noire sur case blanche e8 · Cavalier noir sur case noire f8 · Roi noir sur case blanche g8 · Pion noir sur case noire a7 · Fou noir sur case blanche b7 · Pion noir sur case blanche f7 · Pion noir sur case noire g7 · Pion noir sur case noire d6 · Pion noir sur case blanche e6 · Pion noir sur case noire h6 · Dame noire sur case blanche b5 · Fou blanc sur case noire g5 · Dame blanche sur case blanche h5 · Pion blanc sur case noire b4 · Pion blanc sur case noire d4 · Cavalier blanc sur case noire e3 · Tour blanche sur case noire g3 · Pion blanc sur case blanche a2 · Pion blanc sur case noire f2 · Pion blanc sur case blanche g2 · Pion blanc sur case noire h2 · Tour blanche sur case noire e1 · Roi blanc sur case noire g1 | Tour noire sur case blanche a8 · Tour noire sur case blanche e8 · Cavalier noir sur case noire f8 · Roi noir sur case blanche g8 · Pion noir sur case noire a7 · Fou noir sur case blanche b7 · Pion noir sur case blanche f7 · Pion noir sur case noire g7 · Pion noir sur case noire d6 · Pion noir sur case blanche e6 · Pion noir sur case noire h6 · Dame noire sur case blanche b5 · Fou blanc sur case noire g5 · Dame blanche sur case blanche h5 · Pion blanc sur case noire b4 · Pion blanc sur case noire d4 · Cavalier blanc sur case noire e3 · Tour blanche sur case noire g3 · Pion blanc sur case blanche a2 · Pion blanc sur case noire f2 · Pion blanc sur case blanche g2 · Pion blanc sur case noire h2 · Tour blanche sur case noire e1 · Roi blanc sur case noire g1 | Tour noire sur case blanche a8 · Tour noire sur case blanche e8 · Cavalier noir sur case noire f8 · Roi noir sur case blanche g8 · Pion noir sur case noire a7 · Fou noir sur case blanche b7 · Pion noir sur case blanche f7 · Pion noir sur case noire g7 · Pion noir sur case noire d6 · Pion noir sur case blanche e6 · Pion noir sur case noire h6 · Dame noire sur case blanche b5 · Fou blanc sur case noire g5 · Dame blanche sur case blanche h5 · Pion blanc sur case noire b4 · Pion blanc sur case noire d4 · Cavalier blanc sur case noire e3 · Tour blanche sur case noire g3 · Pion blanc sur case blanche a2 · Pion blanc sur case noire f2 · Pion blanc sur case blanche g2 · Pion blanc sur case noire h2 · Tour blanche sur case noire e1 · Roi blanc sur case noire g1 | Tour noire sur case blanche a8 · Tour noire sur case blanche e8 · Cavalier noir sur case noire f8 · Roi noir sur case blanche g8 · Pion noir sur case noire a7 · Fou noir sur case blanche b7 · Pion noir sur case blanche f7 · Pion noir sur case noire g7 · Pion noir sur case noire d6 · Pion noir sur case blanche e6 · Pion noir sur case noire h6 · Dame noire sur case blanche b5 · Fou blanc sur case noire g5 · Dame blanche sur case blanche h5 · Pion blanc sur case noire b4 · Pion blanc sur case noire d4 · Cavalier blanc sur case noire e3 · Tour blanche sur case noire g3 · Pion blanc sur case blanche a2 · Pion blanc sur case noire f2 · Pion blanc sur case blanche g2 · Pion blanc sur case noire h2 · Tour blanche sur case noire e1 · Roi blanc sur case noire g1 | Tour noire sur case blanche a8 · Tour noire sur case blanche e8 · Cavalier noir sur case noire f8 · Roi noir sur case blanche g8 · Pion noir sur case noire a7 · Fou noir sur case blanche b7 · Pion noir sur case blanche f7 · Pion noir sur case noire g7 · Pion noir sur case noire d6 · Pion noir sur case blanche e6 · Pion noir sur case noire h6 · Dame noire sur case blanche b5 · Fou blanc sur case noire g5 · Dame blanche sur case blanche h5 · Pion blanc sur case noire b4 · Pion blanc sur case noire d4 · Cavalier blanc sur case noire e3 · Tour blanche sur case noire g3 · Pion blanc sur case blanche a2 · Pion blanc sur case noire f2 · Pion blanc sur case blanche g2 · Pion blanc sur case noire h2 · Tour blanche sur case noire e1 · Roi blanc sur case noire g1 | Tour noire sur case blanche a8 · Tour noire sur case blanche e8 · Cavalier noir sur case noire f8 · Roi noir sur case blanche g8 · Pion noir sur case noire a7 · Fou noir sur case blanche b7 · Pion noir sur case blanche f7 · Pion noir sur case noire g7 · Pion noir sur case noire d6 · Pion noir sur case blanche e6 · Pion noir sur case noire h6 · Dame noire sur case blanche b5 · Fou blanc sur case noire g5 · Dame blanche sur case blanche h5 · Pion blanc sur case noire b4 · Pion blanc sur case noire d4 · Cavalier blanc sur case noire e3 · Tour blanche sur case noire g3 · Pion blanc sur case blanche a2 · Pion blanc sur case noire f2 · Pion blanc sur case blanche g2 · Pion blanc sur case noire h2 · Tour blanche sur case noire e1 · Roi blanc sur case noire g1 | Tour noire sur case blanche a8 · Tour noire sur case blanche e8 · Cavalier noir sur case noire f8 · Roi noir sur case blanche g8 · Pion noir sur case noire a7 · Fou noir sur case blanche b7 · Pion noir sur case blanche f7 · Pion noir sur case noire g7 · Pion noir sur case noire d6 · Pion noir sur case blanche e6 · Pion noir sur case noire h6 · Dame noire sur case blanche b5 · Fou blanc sur case noire g5 · Dame blanche sur case blanche h5 · Pion blanc sur case noire b4 · Pion blanc sur case noire d4 · Cavalier blanc sur case noire e3 · Tour blanche sur case noire g3 · Pion blanc sur case blanche a2 · Pion blanc sur case noire f2 · Pion blanc sur case blanche g2 · Pion blanc sur case noire h2 · Tour blanche sur case noire e1 · Roi blanc sur case noire g1 | 8 |
| 7 | Tour noire sur case blanche a8 · Tour noire sur case blanche e8 · Cavalier noir sur case noire f8 · Roi noir sur case blanche g8 · Pion noir sur case noire a7 · Fou noir sur case blanche b7 · Pion noir sur case blanche f7 · Pion noir sur case noire g7 · Pion noir sur case noire d6 · Pion noir sur case blanche e6 · Pion noir sur case noire h6 · Dame noire sur case blanche b5 · Fou blanc sur case noire g5 · Dame blanche sur case blanche h5 · Pion blanc sur case noire b4 · Pion blanc sur case noire d4 · Cavalier blanc sur case noire e3 · Tour blanche sur case noire g3 · Pion blanc sur case blanche a2 · Pion blanc sur case noire f2 · Pion blanc sur case blanche g2 · Pion blanc sur case noire h2 · Tour blanche sur case noire e1 · Roi blanc sur case noire g1 | Tour noire sur case blanche a8 · Tour noire sur case blanche e8 · Cavalier noir sur case noire f8 · Roi noir sur case blanche g8 · Pion noir sur case noire a7 · Fou noir sur case blanche b7 · Pion noir sur case blanche f7 · Pion noir sur case noire g7 · Pion noir sur case noire d6 · Pion noir sur case blanche e6 · Pion noir sur case noire h6 · Dame noire sur case blanche b5 · Fou blanc sur case noire g5 · Dame blanche sur case blanche h5 · Pion blanc sur case noire b4 · Pion blanc sur case noire d4 · Cavalier blanc sur case noire e3 · Tour blanche sur case noire g3 · Pion blanc sur case blanche a2 · Pion blanc sur case noire f2 · Pion blanc sur case blanche g2 · Pion blanc sur case noire h2 · Tour blanche sur case noire e1 · Roi blanc sur case noire g1 | Tour noire sur case blanche a8 · Tour noire sur case blanche e8 · Cavalier noir sur case noire f8 · Roi noir sur case blanche g8 · Pion noir sur case noire a7 · Fou noir sur case blanche b7 · Pion noir sur case blanche f7 · Pion noir sur case noire g7 · Pion noir sur case noire d6 · Pion noir sur case blanche e6 · Pion noir sur case noire h6 · Dame noire sur case blanche b5 · Fou blanc sur case noire g5 · Dame blanche sur case blanche h5 · Pion blanc sur case noire b4 · Pion blanc sur case noire d4 · Cavalier blanc sur case noire e3 · Tour blanche sur case noire g3 · Pion blanc sur case blanche a2 · Pion blanc sur case noire f2 · Pion blanc sur case blanche g2 · Pion blanc sur case noire h2 · Tour blanche sur case noire e1 · Roi blanc sur case noire g1 | Tour noire sur case blanche a8 · Tour noire sur case blanche e8 · Cavalier noir sur case noire f8 · Roi noir sur case blanche g8 · Pion noir sur case noire a7 · Fou noir sur case blanche b7 · Pion noir sur case blanche f7 · Pion noir sur case noire g7 · Pion noir sur case noire d6 · Pion noir sur case blanche e6 · Pion noir sur case noire h6 · Dame noire sur case blanche b5 · Fou blanc sur case noire g5 · Dame blanche sur case blanche h5 · Pion blanc sur case noire b4 · Pion blanc sur case noire d4 · Cavalier blanc sur case noire e3 · Tour blanche sur case noire g3 · Pion blanc sur case blanche a2 · Pion blanc sur case noire f2 · Pion blanc sur case blanche g2 · Pion blanc sur case noire h2 · Tour blanche sur case noire e1 · Roi blanc sur case noire g1 | Tour noire sur case blanche a8 · Tour noire sur case blanche e8 · Cavalier noir sur case noire f8 · Roi noir sur case blanche g8 · Pion noir sur case noire a7 · Fou noir sur case blanche b7 · Pion noir sur case blanche f7 · Pion noir sur case noire g7 · Pion noir sur case noire d6 · Pion noir sur case blanche e6 · Pion noir sur case noire h6 · Dame noire sur case blanche b5 · Fou blanc sur case noire g5 · Dame blanche sur case blanche h5 · Pion blanc sur case noire b4 · Pion blanc sur case noire d4 · Cavalier blanc sur case noire e3 · Tour blanche sur case noire g3 · Pion blanc sur case blanche a2 · Pion blanc sur case noire f2 · Pion blanc sur case blanche g2 · Pion blanc sur case noire h2 · Tour blanche sur case noire e1 · Roi blanc sur case noire g1 | Tour noire sur case blanche a8 · Tour noire sur case blanche e8 · Cavalier noir sur case noire f8 · Roi noir sur case blanche g8 · Pion noir sur case noire a7 · Fou noir sur case blanche b7 · Pion noir sur case blanche f7 · Pion noir sur case noire g7 · Pion noir sur case noire d6 · Pion noir sur case blanche e6 · Pion noir sur case noire h6 · Dame noire sur case blanche b5 · Fou blanc sur case noire g5 · Dame blanche sur case blanche h5 · Pion blanc sur case noire b4 · Pion blanc sur case noire d4 · Cavalier blanc sur case noire e3 · Tour blanche sur case noire g3 · Pion blanc sur case blanche a2 · Pion blanc sur case noire f2 · Pion blanc sur case blanche g2 · Pion blanc sur case noire h2 · Tour blanche sur case noire e1 · Roi blanc sur case noire g1 | Tour noire sur case blanche a8 · Tour noire sur case blanche e8 · Cavalier noir sur case noire f8 · Roi noir sur case blanche g8 · Pion noir sur case noire a7 · Fou noir sur case blanche b7 · Pion noir sur case blanche f7 · Pion noir sur case noire g7 · Pion noir sur case noire d6 · Pion noir sur case blanche e6 · Pion noir sur case noire h6 · Dame noire sur case blanche b5 · Fou blanc sur case noire g5 · Dame blanche sur case blanche h5 · Pion blanc sur case noire b4 · Pion blanc sur case noire d4 · Cavalier blanc sur case noire e3 · Tour blanche sur case noire g3 · Pion blanc sur case blanche a2 · Pion blanc sur case noire f2 · Pion blanc sur case blanche g2 · Pion blanc sur case noire h2 · Tour blanche sur case noire e1 · Roi blanc sur case noire g1 | Tour noire sur case blanche a8 · Tour noire sur case blanche e8 · Cavalier noir sur case noire f8 · Roi noir sur case blanche g8 · Pion noir sur case noire a7 · Fou noir sur case blanche b7 · Pion noir sur case blanche f7 · Pion noir sur case noire g7 · Pion noir sur case noire d6 · Pion noir sur case blanche e6 · Pion noir sur case noire h6 · Dame noire sur case blanche b5 · Fou blanc sur case noire g5 · Dame blanche sur case blanche h5 · Pion blanc sur case noire b4 · Pion blanc sur case noire d4 · Cavalier blanc sur case noire e3 · Tour blanche sur case noire g3 · Pion blanc sur case blanche a2 · Pion blanc sur case noire f2 · Pion blanc sur case blanche g2 · Pion blanc sur case noire h2 · Tour blanche sur case noire e1 · Roi blanc sur case noire g1 | 7 |
| 6 | Tour noire sur case blanche a8 · Tour noire sur case blanche e8 · Cavalier noir sur case noire f8 · Roi noir sur case blanche g8 · Pion noir sur case noire a7 · Fou noir sur case blanche b7 · Pion noir sur case blanche f7 · Pion noir sur case noire g7 · Pion noir sur case noire d6 · Pion noir sur case blanche e6 · Pion noir sur case noire h6 · Dame noire sur case blanche b5 · Fou blanc sur case noire g5 · Dame blanche sur case blanche h5 · Pion blanc sur case noire b4 · Pion blanc sur case noire d4 · Cavalier blanc sur case noire e3 · Tour blanche sur case noire g3 · Pion blanc sur case blanche a2 · Pion blanc sur case noire f2 · Pion blanc sur case blanche g2 · Pion blanc sur case noire h2 · Tour blanche sur case noire e1 · Roi blanc sur case noire g1 | Tour noire sur case blanche a8 · Tour noire sur case blanche e8 · Cavalier noir sur case noire f8 · Roi noir sur case blanche g8 · Pion noir sur case noire a7 · Fou noir sur case blanche b7 · Pion noir sur case blanche f7 · Pion noir sur case noire g7 · Pion noir sur case noire d6 · Pion noir sur case blanche e6 · Pion noir sur case noire h6 · Dame noire sur case blanche b5 · Fou blanc sur case noire g5 · Dame blanche sur case blanche h5 · Pion blanc sur case noire b4 · Pion blanc sur case noire d4 · Cavalier blanc sur case noire e3 · Tour blanche sur case noire g3 · Pion blanc sur case blanche a2 · Pion blanc sur case noire f2 · Pion blanc sur case blanche g2 · Pion blanc sur case noire h2 · Tour blanche sur case noire e1 · Roi blanc sur case noire g1 | Tour noire sur case blanche a8 · Tour noire sur case blanche e8 · Cavalier noir sur case noire f8 · Roi noir sur case blanche g8 · Pion noir sur case noire a7 · Fou noir sur case blanche b7 · Pion noir sur case blanche f7 · Pion noir sur case noire g7 · Pion noir sur case noire d6 · Pion noir sur case blanche e6 · Pion noir sur case noire h6 · Dame noire sur case blanche b5 · Fou blanc sur case noire g5 · Dame blanche sur case blanche h5 · Pion blanc sur case noire b4 · Pion blanc sur case noire d4 · Cavalier blanc sur case noire e3 · Tour blanche sur case noire g3 · Pion blanc sur case blanche a2 · Pion blanc sur case noire f2 · Pion blanc sur case blanche g2 · Pion blanc sur case noire h2 · Tour blanche sur case noire e1 · Roi blanc sur case noire g1 | Tour noire sur case blanche a8 · Tour noire sur case blanche e8 · Cavalier noir sur case noire f8 · Roi noir sur case blanche g8 · Pion noir sur case noire a7 · Fou noir sur case blanche b7 · Pion noir sur case blanche f7 · Pion noir sur case noire g7 · Pion noir sur case noire d6 · Pion noir sur case blanche e6 · Pion noir sur case noire h6 · Dame noire sur case blanche b5 · Fou blanc sur case noire g5 · Dame blanche sur case blanche h5 · Pion blanc sur case noire b4 · Pion blanc sur case noire d4 · Cavalier blanc sur case noire e3 · Tour blanche sur case noire g3 · Pion blanc sur case blanche a2 · Pion blanc sur case noire f2 · Pion blanc sur case blanche g2 · Pion blanc sur case noire h2 · Tour blanche sur case noire e1 · Roi blanc sur case noire g1 | Tour noire sur case blanche a8 · Tour noire sur case blanche e8 · Cavalier noir sur case noire f8 · Roi noir sur case blanche g8 · Pion noir sur case noire a7 · Fou noir sur case blanche b7 · Pion noir sur case blanche f7 · Pion noir sur case noire g7 · Pion noir sur case noire d6 · Pion noir sur case blanche e6 · Pion noir sur case noire h6 · Dame noire sur case blanche b5 · Fou blanc sur case noire g5 · Dame blanche sur case blanche h5 · Pion blanc sur case noire b4 · Pion blanc sur case noire d4 · Cavalier blanc sur case noire e3 · Tour blanche sur case noire g3 · Pion blanc sur case blanche a2 · Pion blanc sur case noire f2 · Pion blanc sur case blanche g2 · Pion blanc sur case noire h2 · Tour blanche sur case noire e1 · Roi blanc sur case noire g1 | Tour noire sur case blanche a8 · Tour noire sur case blanche e8 · Cavalier noir sur case noire f8 · Roi noir sur case blanche g8 · Pion noir sur case noire a7 · Fou noir sur case blanche b7 · Pion noir sur case blanche f7 · Pion noir sur case noire g7 · Pion noir sur case noire d6 · Pion noir sur case blanche e6 · Pion noir sur case noire h6 · Dame noire sur case blanche b5 · Fou blanc sur case noire g5 · Dame blanche sur case blanche h5 · Pion blanc sur case noire b4 · Pion blanc sur case noire d4 · Cavalier blanc sur case noire e3 · Tour blanche sur case noire g3 · Pion blanc sur case blanche a2 · Pion blanc sur case noire f2 · Pion blanc sur case blanche g2 · Pion blanc sur case noire h2 · Tour blanche sur case noire e1 · Roi blanc sur case noire g1 | Tour noire sur case blanche a8 · Tour noire sur case blanche e8 · Cavalier noir sur case noire f8 · Roi noir sur case blanche g8 · Pion noir sur case noire a7 · Fou noir sur case blanche b7 · Pion noir sur case blanche f7 · Pion noir sur case noire g7 · Pion noir sur case noire d6 · Pion noir sur case blanche e6 · Pion noir sur case noire h6 · Dame noire sur case blanche b5 · Fou blanc sur case noire g5 · Dame blanche sur case blanche h5 · Pion blanc sur case noire b4 · Pion blanc sur case noire d4 · Cavalier blanc sur case noire e3 · Tour blanche sur case noire g3 · Pion blanc sur case blanche a2 · Pion blanc sur case noire f2 · Pion blanc sur case blanche g2 · Pion blanc sur case noire h2 · Tour blanche sur case noire e1 · Roi blanc sur case noire g1 | Tour noire sur case blanche a8 · Tour noire sur case blanche e8 · Cavalier noir sur case noire f8 · Roi noir sur case blanche g8 · Pion noir sur case noire a7 · Fou noir sur case blanche b7 · Pion noir sur case blanche f7 · Pion noir sur case noire g7 · Pion noir sur case noire d6 · Pion noir sur case blanche e6 · Pion noir sur case noire h6 · Dame noire sur case blanche b5 · Fou blanc sur case noire g5 · Dame blanche sur case blanche h5 · Pion blanc sur case noire b4 · Pion blanc sur case noire d4 · Cavalier blanc sur case noire e3 · Tour blanche sur case noire g3 · Pion blanc sur case blanche a2 · Pion blanc sur case noire f2 · Pion blanc sur case blanche g2 · Pion blanc sur case noire h2 · Tour blanche sur case noire e1 · Roi blanc sur case noire g1 | 6 |
| 5 | Tour noire sur case blanche a8 · Tour noire sur case blanche e8 · Cavalier noir sur case noire f8 · Roi noir sur case blanche g8 · Pion noir sur case noire a7 · Fou noir sur case blanche b7 · Pion noir sur case blanche f7 · Pion noir sur case noire g7 · Pion noir sur case noire d6 · Pion noir sur case blanche e6 · Pion noir sur case noire h6 · Dame noire sur case blanche b5 · Fou blanc sur case noire g5 · Dame blanche sur case blanche h5 · Pion blanc sur case noire b4 · Pion blanc sur case noire d4 · Cavalier blanc sur case noire e3 · Tour blanche sur case noire g3 · Pion blanc sur case blanche a2 · Pion blanc sur case noire f2 · Pion blanc sur case blanche g2 · Pion blanc sur case noire h2 · Tour blanche sur case noire e1 · Roi blanc sur case noire g1 | Tour noire sur case blanche a8 · Tour noire sur case blanche e8 · Cavalier noir sur case noire f8 · Roi noir sur case blanche g8 · Pion noir sur case noire a7 · Fou noir sur case blanche b7 · Pion noir sur case blanche f7 · Pion noir sur case noire g7 · Pion noir sur case noire d6 · Pion noir sur case blanche e6 · Pion noir sur case noire h6 · Dame noire sur case blanche b5 · Fou blanc sur case noire g5 · Dame blanche sur case blanche h5 · Pion blanc sur case noire b4 · Pion blanc sur case noire d4 · Cavalier blanc sur case noire e3 · Tour blanche sur case noire g3 · Pion blanc sur case blanche a2 · Pion blanc sur case noire f2 · Pion blanc sur case blanche g2 · Pion blanc sur case noire h2 · Tour blanche sur case noire e1 · Roi blanc sur case noire g1 | Tour noire sur case blanche a8 · Tour noire sur case blanche e8 · Cavalier noir sur case noire f8 · Roi noir sur case blanche g8 · Pion noir sur case noire a7 · Fou noir sur case blanche b7 · Pion noir sur case blanche f7 · Pion noir sur case noire g7 · Pion noir sur case noire d6 · Pion noir sur case blanche e6 · Pion noir sur case noire h6 · Dame noire sur case blanche b5 · Fou blanc sur case noire g5 · Dame blanche sur case blanche h5 · Pion blanc sur case noire b4 · Pion blanc sur case noire d4 · Cavalier blanc sur case noire e3 · Tour blanche sur case noire g3 · Pion blanc sur case blanche a2 · Pion blanc sur case noire f2 · Pion blanc sur case blanche g2 · Pion blanc sur case noire h2 · Tour blanche sur case noire e1 · Roi blanc sur case noire g1 | Tour noire sur case blanche a8 · Tour noire sur case blanche e8 · Cavalier noir sur case noire f8 · Roi noir sur case blanche g8 · Pion noir sur case noire a7 · Fou noir sur case blanche b7 · Pion noir sur case blanche f7 · Pion noir sur case noire g7 · Pion noir sur case noire d6 · Pion noir sur case blanche e6 · Pion noir sur case noire h6 · Dame noire sur case blanche b5 · Fou blanc sur case noire g5 · Dame blanche sur case blanche h5 · Pion blanc sur case noire b4 · Pion blanc sur case noire d4 · Cavalier blanc sur case noire e3 · Tour blanche sur case noire g3 · Pion blanc sur case blanche a2 · Pion blanc sur case noire f2 · Pion blanc sur case blanche g2 · Pion blanc sur case noire h2 · Tour blanche sur case noire e1 · Roi blanc sur case noire g1 | Tour noire sur case blanche a8 · Tour noire sur case blanche e8 · Cavalier noir sur case noire f8 · Roi noir sur case blanche g8 · Pion noir sur case noire a7 · Fou noir sur case blanche b7 · Pion noir sur case blanche f7 · Pion noir sur case noire g7 · Pion noir sur case noire d6 · Pion noir sur case blanche e6 · Pion noir sur case noire h6 · Dame noire sur case blanche b5 · Fou blanc sur case noire g5 · Dame blanche sur case blanche h5 · Pion blanc sur case noire b4 · Pion blanc sur case noire d4 · Cavalier blanc sur case noire e3 · Tour blanche sur case noire g3 · Pion blanc sur case blanche a2 · Pion blanc sur case noire f2 · Pion blanc sur case blanche g2 · Pion blanc sur case noire h2 · Tour blanche sur case noire e1 · Roi blanc sur case noire g1 | Tour noire sur case blanche a8 · Tour noire sur case blanche e8 · Cavalier noir sur case noire f8 · Roi noir sur case blanche g8 · Pion noir sur case noire a7 · Fou noir sur case blanche b7 · Pion noir sur case blanche f7 · Pion noir sur case noire g7 · Pion noir sur case noire d6 · Pion noir sur case blanche e6 · Pion noir sur case noire h6 · Dame noire sur case blanche b5 · Fou blanc sur case noire g5 · Dame blanche sur case blanche h5 · Pion blanc sur case noire b4 · Pion blanc sur case noire d4 · Cavalier blanc sur case noire e3 · Tour blanche sur case noire g3 · Pion blanc sur case blanche a2 · Pion blanc sur case noire f2 · Pion blanc sur case blanche g2 · Pion blanc sur case noire h2 · Tour blanche sur case noire e1 · Roi blanc sur case noire g1 | Tour noire sur case blanche a8 · Tour noire sur case blanche e8 · Cavalier noir sur case noire f8 · Roi noir sur case blanche g8 · Pion noir sur case noire a7 · Fou noir sur case blanche b7 · Pion noir sur case blanche f7 · Pion noir sur case noire g7 · Pion noir sur case noire d6 · Pion noir sur case blanche e6 · Pion noir sur case noire h6 · Dame noire sur case blanche b5 · Fou blanc sur case noire g5 · Dame blanche sur case blanche h5 · Pion blanc sur case noire b4 · Pion blanc sur case noire d4 · Cavalier blanc sur case noire e3 · Tour blanche sur case noire g3 · Pion blanc sur case blanche a2 · Pion blanc sur case noire f2 · Pion blanc sur case blanche g2 · Pion blanc sur case noire h2 · Tour blanche sur case noire e1 · Roi blanc sur case noire g1 | Tour noire sur case blanche a8 · Tour noire sur case blanche e8 · Cavalier noir sur case noire f8 · Roi noir sur case blanche g8 · Pion noir sur case noire a7 · Fou noir sur case blanche b7 · Pion noir sur case blanche f7 · Pion noir sur case noire g7 · Pion noir sur case noire d6 · Pion noir sur case blanche e6 · Pion noir sur case noire h6 · Dame noire sur case blanche b5 · Fou blanc sur case noire g5 · Dame blanche sur case blanche h5 · Pion blanc sur case noire b4 · Pion blanc sur case noire d4 · Cavalier blanc sur case noire e3 · Tour blanche sur case noire g3 · Pion blanc sur case blanche a2 · Pion blanc sur case noire f2 · Pion blanc sur case blanche g2 · Pion blanc sur case noire h2 · Tour blanche sur case noire e1 · Roi blanc sur case noire g1 | 5 |
| 4 | Tour noire sur case blanche a8 · Tour noire sur case blanche e8 · Cavalier noir sur case noire f8 · Roi noir sur case blanche g8 · Pion noir sur case noire a7 · Fou noir sur case blanche b7 · Pion noir sur case blanche f7 · Pion noir sur case noire g7 · Pion noir sur case noire d6 · Pion noir sur case blanche e6 · Pion noir sur case noire h6 · Dame noire sur case blanche b5 · Fou blanc sur case noire g5 · Dame blanche sur case blanche h5 · Pion blanc sur case noire b4 · Pion blanc sur case noire d4 · Cavalier blanc sur case noire e3 · Tour blanche sur case noire g3 · Pion blanc sur case blanche a2 · Pion blanc sur case noire f2 · Pion blanc sur case blanche g2 · Pion blanc sur case noire h2 · Tour blanche sur case noire e1 · Roi blanc sur case noire g1 | Tour noire sur case blanche a8 · Tour noire sur case blanche e8 · Cavalier noir sur case noire f8 · Roi noir sur case blanche g8 · Pion noir sur case noire a7 · Fou noir sur case blanche b7 · Pion noir sur case blanche f7 · Pion noir sur case noire g7 · Pion noir sur case noire d6 · Pion noir sur case blanche e6 · Pion noir sur case noire h6 · Dame noire sur case blanche b5 · Fou blanc sur case noire g5 · Dame blanche sur case blanche h5 · Pion blanc sur case noire b4 · Pion blanc sur case noire d4 · Cavalier blanc sur case noire e3 · Tour blanche sur case noire g3 · Pion blanc sur case blanche a2 · Pion blanc sur case noire f2 · Pion blanc sur case blanche g2 · Pion blanc sur case noire h2 · Tour blanche sur case noire e1 · Roi blanc sur case noire g1 | Tour noire sur case blanche a8 · Tour noire sur case blanche e8 · Cavalier noir sur case noire f8 · Roi noir sur case blanche g8 · Pion noir sur case noire a7 · Fou noir sur case blanche b7 · Pion noir sur case blanche f7 · Pion noir sur case noire g7 · Pion noir sur case noire d6 · Pion noir sur case blanche e6 · Pion noir sur case noire h6 · Dame noire sur case blanche b5 · Fou blanc sur case noire g5 · Dame blanche sur case blanche h5 · Pion blanc sur case noire b4 · Pion blanc sur case noire d4 · Cavalier blanc sur case noire e3 · Tour blanche sur case noire g3 · Pion blanc sur case blanche a2 · Pion blanc sur case noire f2 · Pion blanc sur case blanche g2 · Pion blanc sur case noire h2 · Tour blanche sur case noire e1 · Roi blanc sur case noire g1 | Tour noire sur case blanche a8 · Tour noire sur case blanche e8 · Cavalier noir sur case noire f8 · Roi noir sur case blanche g8 · Pion noir sur case noire a7 · Fou noir sur case blanche b7 · Pion noir sur case blanche f7 · Pion noir sur case noire g7 · Pion noir sur case noire d6 · Pion noir sur case blanche e6 · Pion noir sur case noire h6 · Dame noire sur case blanche b5 · Fou blanc sur case noire g5 · Dame blanche sur case blanche h5 · Pion blanc sur case noire b4 · Pion blanc sur case noire d4 · Cavalier blanc sur case noire e3 · Tour blanche sur case noire g3 · Pion blanc sur case blanche a2 · Pion blanc sur case noire f2 · Pion blanc sur case blanche g2 · Pion blanc sur case noire h2 · Tour blanche sur case noire e1 · Roi blanc sur case noire g1 | Tour noire sur case blanche a8 · Tour noire sur case blanche e8 · Cavalier noir sur case noire f8 · Roi noir sur case blanche g8 · Pion noir sur case noire a7 · Fou noir sur case blanche b7 · Pion noir sur case blanche f7 · Pion noir sur case noire g7 · Pion noir sur case noire d6 · Pion noir sur case blanche e6 · Pion noir sur case noire h6 · Dame noire sur case blanche b5 · Fou blanc sur case noire g5 · Dame blanche sur case blanche h5 · Pion blanc sur case noire b4 · Pion blanc sur case noire d4 · Cavalier blanc sur case noire e3 · Tour blanche sur case noire g3 · Pion blanc sur case blanche a2 · Pion blanc sur case noire f2 · Pion blanc sur case blanche g2 · Pion blanc sur case noire h2 · Tour blanche sur case noire e1 · Roi blanc sur case noire g1 | Tour noire sur case blanche a8 · Tour noire sur case blanche e8 · Cavalier noir sur case noire f8 · Roi noir sur case blanche g8 · Pion noir sur case noire a7 · Fou noir sur case blanche b7 · Pion noir sur case blanche f7 · Pion noir sur case noire g7 · Pion noir sur case noire d6 · Pion noir sur case blanche e6 · Pion noir sur case noire h6 · Dame noire sur case blanche b5 · Fou blanc sur case noire g5 · Dame blanche sur case blanche h5 · Pion blanc sur case noire b4 · Pion blanc sur case noire d4 · Cavalier blanc sur case noire e3 · Tour blanche sur case noire g3 · Pion blanc sur case blanche a2 · Pion blanc sur case noire f2 · Pion blanc sur case blanche g2 · Pion blanc sur case noire h2 · Tour blanche sur case noire e1 · Roi blanc sur case noire g1 | Tour noire sur case blanche a8 · Tour noire sur case blanche e8 · Cavalier noir sur case noire f8 · Roi noir sur case blanche g8 · Pion noir sur case noire a7 · Fou noir sur case blanche b7 · Pion noir sur case blanche f7 · Pion noir sur case noire g7 · Pion noir sur case noire d6 · Pion noir sur case blanche e6 · Pion noir sur case noire h6 · Dame noire sur case blanche b5 · Fou blanc sur case noire g5 · Dame blanche sur case blanche h5 · Pion blanc sur case noire b4 · Pion blanc sur case noire d4 · Cavalier blanc sur case noire e3 · Tour blanche sur case noire g3 · Pion blanc sur case blanche a2 · Pion blanc sur case noire f2 · Pion blanc sur case blanche g2 · Pion blanc sur case noire h2 · Tour blanche sur case noire e1 · Roi blanc sur case noire g1 | Tour noire sur case blanche a8 · Tour noire sur case blanche e8 · Cavalier noir sur case noire f8 · Roi noir sur case blanche g8 · Pion noir sur case noire a7 · Fou noir sur case blanche b7 · Pion noir sur case blanche f7 · Pion noir sur case noire g7 · Pion noir sur case noire d6 · Pion noir sur case blanche e6 · Pion noir sur case noire h6 · Dame noire sur case blanche b5 · Fou blanc sur case noire g5 · Dame blanche sur case blanche h5 · Pion blanc sur case noire b4 · Pion blanc sur case noire d4 · Cavalier blanc sur case noire e3 · Tour blanche sur case noire g3 · Pion blanc sur case blanche a2 · Pion blanc sur case noire f2 · Pion blanc sur case blanche g2 · Pion blanc sur case noire h2 · Tour blanche sur case noire e1 · Roi blanc sur case noire g1 | 4 |
| 3 | Tour noire sur case blanche a8 · Tour noire sur case blanche e8 · Cavalier noir sur case noire f8 · Roi noir sur case blanche g8 · Pion noir sur case noire a7 · Fou noir sur case blanche b7 · Pion noir sur case blanche f7 · Pion noir sur case noire g7 · Pion noir sur case noire d6 · Pion noir sur case blanche e6 · Pion noir sur case noire h6 · Dame noire sur case blanche b5 · Fou blanc sur case noire g5 · Dame blanche sur case blanche h5 · Pion blanc sur case noire b4 · Pion blanc sur case noire d4 · Cavalier blanc sur case noire e3 · Tour blanche sur case noire g3 · Pion blanc sur case blanche a2 · Pion blanc sur case noire f2 · Pion blanc sur case blanche g2 · Pion blanc sur case noire h2 · Tour blanche sur case noire e1 · Roi blanc sur case noire g1 | Tour noire sur case blanche a8 · Tour noire sur case blanche e8 · Cavalier noir sur case noire f8 · Roi noir sur case blanche g8 · Pion noir sur case noire a7 · Fou noir sur case blanche b7 · Pion noir sur case blanche f7 · Pion noir sur case noire g7 · Pion noir sur case noire d6 · Pion noir sur case blanche e6 · Pion noir sur case noire h6 · Dame noire sur case blanche b5 · Fou blanc sur case noire g5 · Dame blanche sur case blanche h5 · Pion blanc sur case noire b4 · Pion blanc sur case noire d4 · Cavalier blanc sur case noire e3 · Tour blanche sur case noire g3 · Pion blanc sur case blanche a2 · Pion blanc sur case noire f2 · Pion blanc sur case blanche g2 · Pion blanc sur case noire h2 · Tour blanche sur case noire e1 · Roi blanc sur case noire g1 | Tour noire sur case blanche a8 · Tour noire sur case blanche e8 · Cavalier noir sur case noire f8 · Roi noir sur case blanche g8 · Pion noir sur case noire a7 · Fou noir sur case blanche b7 · Pion noir sur case blanche f7 · Pion noir sur case noire g7 · Pion noir sur case noire d6 · Pion noir sur case blanche e6 · Pion noir sur case noire h6 · Dame noire sur case blanche b5 · Fou blanc sur case noire g5 · Dame blanche sur case blanche h5 · Pion blanc sur case noire b4 · Pion blanc sur case noire d4 · Cavalier blanc sur case noire e3 · Tour blanche sur case noire g3 · Pion blanc sur case blanche a2 · Pion blanc sur case noire f2 · Pion blanc sur case blanche g2 · Pion blanc sur case noire h2 · Tour blanche sur case noire e1 · Roi blanc sur case noire g1 | Tour noire sur case blanche a8 · Tour noire sur case blanche e8 · Cavalier noir sur case noire f8 · Roi noir sur case blanche g8 · Pion noir sur case noire a7 · Fou noir sur case blanche b7 · Pion noir sur case blanche f7 · Pion noir sur case noire g7 · Pion noir sur case noire d6 · Pion noir sur case blanche e6 · Pion noir sur case noire h6 · Dame noire sur case blanche b5 · Fou blanc sur case noire g5 · Dame blanche sur case blanche h5 · Pion blanc sur case noire b4 · Pion blanc sur case noire d4 · Cavalier blanc sur case noire e3 · Tour blanche sur case noire g3 · Pion blanc sur case blanche a2 · Pion blanc sur case noire f2 · Pion blanc sur case blanche g2 · Pion blanc sur case noire h2 · Tour blanche sur case noire e1 · Roi blanc sur case noire g1 | Tour noire sur case blanche a8 · Tour noire sur case blanche e8 · Cavalier noir sur case noire f8 · Roi noir sur case blanche g8 · Pion noir sur case noire a7 · Fou noir sur case blanche b7 · Pion noir sur case blanche f7 · Pion noir sur case noire g7 · Pion noir sur case noire d6 · Pion noir sur case blanche e6 · Pion noir sur case noire h6 · Dame noire sur case blanche b5 · Fou blanc sur case noire g5 · Dame blanche sur case blanche h5 · Pion blanc sur case noire b4 · Pion blanc sur case noire d4 · Cavalier blanc sur case noire e3 · Tour blanche sur case noire g3 · Pion blanc sur case blanche a2 · Pion blanc sur case noire f2 · Pion blanc sur case blanche g2 · Pion blanc sur case noire h2 · Tour blanche sur case noire e1 · Roi blanc sur case noire g1 | Tour noire sur case blanche a8 · Tour noire sur case blanche e8 · Cavalier noir sur case noire f8 · Roi noir sur case blanche g8 · Pion noir sur case noire a7 · Fou noir sur case blanche b7 · Pion noir sur case blanche f7 · Pion noir sur case noire g7 · Pion noir sur case noire d6 · Pion noir sur case blanche e6 · Pion noir sur case noire h6 · Dame noire sur case blanche b5 · Fou blanc sur case noire g5 · Dame blanche sur case blanche h5 · Pion blanc sur case noire b4 · Pion blanc sur case noire d4 · Cavalier blanc sur case noire e3 · Tour blanche sur case noire g3 · Pion blanc sur case blanche a2 · Pion blanc sur case noire f2 · Pion blanc sur case blanche g2 · Pion blanc sur case noire h2 · Tour blanche sur case noire e1 · Roi blanc sur case noire g1 | Tour noire sur case blanche a8 · Tour noire sur case blanche e8 · Cavalier noir sur case noire f8 · Roi noir sur case blanche g8 · Pion noir sur case noire a7 · Fou noir sur case blanche b7 · Pion noir sur case blanche f7 · Pion noir sur case noire g7 · Pion noir sur case noire d6 · Pion noir sur case blanche e6 · Pion noir sur case noire h6 · Dame noire sur case blanche b5 · Fou blanc sur case noire g5 · Dame blanche sur case blanche h5 · Pion blanc sur case noire b4 · Pion blanc sur case noire d4 · Cavalier blanc sur case noire e3 · Tour blanche sur case noire g3 · Pion blanc sur case blanche a2 · Pion blanc sur case noire f2 · Pion blanc sur case blanche g2 · Pion blanc sur case noire h2 · Tour blanche sur case noire e1 · Roi blanc sur case noire g1 | Tour noire sur case blanche a8 · Tour noire sur case blanche e8 · Cavalier noir sur case noire f8 · Roi noir sur case blanche g8 · Pion noir sur case noire a7 · Fou noir sur case blanche b7 · Pion noir sur case blanche f7 · Pion noir sur case noire g7 · Pion noir sur case noire d6 · Pion noir sur case blanche e6 · Pion noir sur case noire h6 · Dame noire sur case blanche b5 · Fou blanc sur case noire g5 · Dame blanche sur case blanche h5 · Pion blanc sur case noire b4 · Pion blanc sur case noire d4 · Cavalier blanc sur case noire e3 · Tour blanche sur case noire g3 · Pion blanc sur case blanche a2 · Pion blanc sur case noire f2 · Pion blanc sur case blanche g2 · Pion blanc sur case noire h2 · Tour blanche sur case noire e1 · Roi blanc sur case noire g1 | 3 |
| 2 | Tour noire sur case blanche a8 · Tour noire sur case blanche e8 · Cavalier noir sur case noire f8 · Roi noir sur case blanche g8 · Pion noir sur case noire a7 · Fou noir sur case blanche b7 · Pion noir sur case blanche f7 · Pion noir sur case noire g7 · Pion noir sur case noire d6 · Pion noir sur case blanche e6 · Pion noir sur case noire h6 · Dame noire sur case blanche b5 · Fou blanc sur case noire g5 · Dame blanche sur case blanche h5 · Pion blanc sur case noire b4 · Pion blanc sur case noire d4 · Cavalier blanc sur case noire e3 · Tour blanche sur case noire g3 · Pion blanc sur case blanche a2 · Pion blanc sur case noire f2 · Pion blanc sur case blanche g2 · Pion blanc sur case noire h2 · Tour blanche sur case noire e1 · Roi blanc sur case noire g1 | Tour noire sur case blanche a8 · Tour noire sur case blanche e8 · Cavalier noir sur case noire f8 · Roi noir sur case blanche g8 · Pion noir sur case noire a7 · Fou noir sur case blanche b7 · Pion noir sur case blanche f7 · Pion noir sur case noire g7 · Pion noir sur case noire d6 · Pion noir sur case blanche e6 · Pion noir sur case noire h6 · Dame noire sur case blanche b5 · Fou blanc sur case noire g5 · Dame blanche sur case blanche h5 · Pion blanc sur case noire b4 · Pion blanc sur case noire d4 · Cavalier blanc sur case noire e3 · Tour blanche sur case noire g3 · Pion blanc sur case blanche a2 · Pion blanc sur case noire f2 · Pion blanc sur case blanche g2 · Pion blanc sur case noire h2 · Tour blanche sur case noire e1 · Roi blanc sur case noire g1 | Tour noire sur case blanche a8 · Tour noire sur case blanche e8 · Cavalier noir sur case noire f8 · Roi noir sur case blanche g8 · Pion noir sur case noire a7 · Fou noir sur case blanche b7 · Pion noir sur case blanche f7 · Pion noir sur case noire g7 · Pion noir sur case noire d6 · Pion noir sur case blanche e6 · Pion noir sur case noire h6 · Dame noire sur case blanche b5 · Fou blanc sur case noire g5 · Dame blanche sur case blanche h5 · Pion blanc sur case noire b4 · Pion blanc sur case noire d4 · Cavalier blanc sur case noire e3 · Tour blanche sur case noire g3 · Pion blanc sur case blanche a2 · Pion blanc sur case noire f2 · Pion blanc sur case blanche g2 · Pion blanc sur case noire h2 · Tour blanche sur case noire e1 · Roi blanc sur case noire g1 | Tour noire sur case blanche a8 · Tour noire sur case blanche e8 · Cavalier noir sur case noire f8 · Roi noir sur case blanche g8 · Pion noir sur case noire a7 · Fou noir sur case blanche b7 · Pion noir sur case blanche f7 · Pion noir sur case noire g7 · Pion noir sur case noire d6 · Pion noir sur case blanche e6 · Pion noir sur case noire h6 · Dame noire sur case blanche b5 · Fou blanc sur case noire g5 · Dame blanche sur case blanche h5 · Pion blanc sur case noire b4 · Pion blanc sur case noire d4 · Cavalier blanc sur case noire e3 · Tour blanche sur case noire g3 · Pion blanc sur case blanche a2 · Pion blanc sur case noire f2 · Pion blanc sur case blanche g2 · Pion blanc sur case noire h2 · Tour blanche sur case noire e1 · Roi blanc sur case noire g1 | Tour noire sur case blanche a8 · Tour noire sur case blanche e8 · Cavalier noir sur case noire f8 · Roi noir sur case blanche g8 · Pion noir sur case noire a7 · Fou noir sur case blanche b7 · Pion noir sur case blanche f7 · Pion noir sur case noire g7 · Pion noir sur case noire d6 · Pion noir sur case blanche e6 · Pion noir sur case noire h6 · Dame noire sur case blanche b5 · Fou blanc sur case noire g5 · Dame blanche sur case blanche h5 · Pion blanc sur case noire b4 · Pion blanc sur case noire d4 · Cavalier blanc sur case noire e3 · Tour blanche sur case noire g3 · Pion blanc sur case blanche a2 · Pion blanc sur case noire f2 · Pion blanc sur case blanche g2 · Pion blanc sur case noire h2 · Tour blanche sur case noire e1 · Roi blanc sur case noire g1 | Tour noire sur case blanche a8 · Tour noire sur case blanche e8 · Cavalier noir sur case noire f8 · Roi noir sur case blanche g8 · Pion noir sur case noire a7 · Fou noir sur case blanche b7 · Pion noir sur case blanche f7 · Pion noir sur case noire g7 · Pion noir sur case noire d6 · Pion noir sur case blanche e6 · Pion noir sur case noire h6 · Dame noire sur case blanche b5 · Fou blanc sur case noire g5 · Dame blanche sur case blanche h5 · Pion blanc sur case noire b4 · Pion blanc sur case noire d4 · Cavalier blanc sur case noire e3 · Tour blanche sur case noire g3 · Pion blanc sur case blanche a2 · Pion blanc sur case noire f2 · Pion blanc sur case blanche g2 · Pion blanc sur case noire h2 · Tour blanche sur case noire e1 · Roi blanc sur case noire g1 | Tour noire sur case blanche a8 · Tour noire sur case blanche e8 · Cavalier noir sur case noire f8 · Roi noir sur case blanche g8 · Pion noir sur case noire a7 · Fou noir sur case blanche b7 · Pion noir sur case blanche f7 · Pion noir sur case noire g7 · Pion noir sur case noire d6 · Pion noir sur case blanche e6 · Pion noir sur case noire h6 · Dame noire sur case blanche b5 · Fou blanc sur case noire g5 · Dame blanche sur case blanche h5 · Pion blanc sur case noire b4 · Pion blanc sur case noire d4 · Cavalier blanc sur case noire e3 · Tour blanche sur case noire g3 · Pion blanc sur case blanche a2 · Pion blanc sur case noire f2 · Pion blanc sur case blanche g2 · Pion blanc sur case noire h2 · Tour blanche sur case noire e1 · Roi blanc sur case noire g1 | Tour noire sur case blanche a8 · Tour noire sur case blanche e8 · Cavalier noir sur case noire f8 · Roi noir sur case blanche g8 · Pion noir sur case noire a7 · Fou noir sur case blanche b7 · Pion noir sur case blanche f7 · Pion noir sur case noire g7 · Pion noir sur case noire d6 · Pion noir sur case blanche e6 · Pion noir sur case noire h6 · Dame noire sur case blanche b5 · Fou blanc sur case noire g5 · Dame blanche sur case blanche h5 · Pion blanc sur case noire b4 · Pion blanc sur case noire d4 · Cavalier blanc sur case noire e3 · Tour blanche sur case noire g3 · Pion blanc sur case blanche a2 · Pion blanc sur case noire f2 · Pion blanc sur case blanche g2 · Pion blanc sur case noire h2 · Tour blanche sur case noire e1 · Roi blanc sur case noire g1 | 2 |
| 1 | Tour noire sur case blanche a8 · Tour noire sur case blanche e8 · Cavalier noir sur case noire f8 · Roi noir sur case blanche g8 · Pion noir sur case noire a7 · Fou noir sur case blanche b7 · Pion noir sur case blanche f7 · Pion noir sur case noire g7 · Pion noir sur case noire d6 · Pion noir sur case blanche e6 · Pion noir sur case noire h6 · Dame noire sur case blanche b5 · Fou blanc sur case noire g5 · Dame blanche sur case blanche h5 · Pion blanc sur case noire b4 · Pion blanc sur case noire d4 · Cavalier blanc sur case noire e3 · Tour blanche sur case noire g3 · Pion blanc sur case blanche a2 · Pion blanc sur case noire f2 · Pion blanc sur case blanche g2 · Pion blanc sur case noire h2 · Tour blanche sur case noire e1 · Roi blanc sur case noire g1 | Tour noire sur case blanche a8 · Tour noire sur case blanche e8 · Cavalier noir sur case noire f8 · Roi noir sur case blanche g8 · Pion noir sur case noire a7 · Fou noir sur case blanche b7 · Pion noir sur case blanche f7 · Pion noir sur case noire g7 · Pion noir sur case noire d6 · Pion noir sur case blanche e6 · Pion noir sur case noire h6 · Dame noire sur case blanche b5 · Fou blanc sur case noire g5 · Dame blanche sur case blanche h5 · Pion blanc sur case noire b4 · Pion blanc sur case noire d4 · Cavalier blanc sur case noire e3 · Tour blanche sur case noire g3 · Pion blanc sur case blanche a2 · Pion blanc sur case noire f2 · Pion blanc sur case blanche g2 · Pion blanc sur case noire h2 · Tour blanche sur case noire e1 · Roi blanc sur case noire g1 | Tour noire sur case blanche a8 · Tour noire sur case blanche e8 · Cavalier noir sur case noire f8 · Roi noir sur case blanche g8 · Pion noir sur case noire a7 · Fou noir sur case blanche b7 · Pion noir sur case blanche f7 · Pion noir sur case noire g7 · Pion noir sur case noire d6 · Pion noir sur case blanche e6 · Pion noir sur case noire h6 · Dame noire sur case blanche b5 · Fou blanc sur case noire g5 · Dame blanche sur case blanche h5 · Pion blanc sur case noire b4 · Pion blanc sur case noire d4 · Cavalier blanc sur case noire e3 · Tour blanche sur case noire g3 · Pion blanc sur case blanche a2 · Pion blanc sur case noire f2 · Pion blanc sur case blanche g2 · Pion blanc sur case noire h2 · Tour blanche sur case noire e1 · Roi blanc sur case noire g1 | Tour noire sur case blanche a8 · Tour noire sur case blanche e8 · Cavalier noir sur case noire f8 · Roi noir sur case blanche g8 · Pion noir sur case noire a7 · Fou noir sur case blanche b7 · Pion noir sur case blanche f7 · Pion noir sur case noire g7 · Pion noir sur case noire d6 · Pion noir sur case blanche e6 · Pion noir sur case noire h6 · Dame noire sur case blanche b5 · Fou blanc sur case noire g5 · Dame blanche sur case blanche h5 · Pion blanc sur case noire b4 · Pion blanc sur case noire d4 · Cavalier blanc sur case noire e3 · Tour blanche sur case noire g3 · Pion blanc sur case blanche a2 · Pion blanc sur case noire f2 · Pion blanc sur case blanche g2 · Pion blanc sur case noire h2 · Tour blanche sur case noire e1 · Roi blanc sur case noire g1 | Tour noire sur case blanche a8 · Tour noire sur case blanche e8 · Cavalier noir sur case noire f8 · Roi noir sur case blanche g8 · Pion noir sur case noire a7 · Fou noir sur case blanche b7 · Pion noir sur case blanche f7 · Pion noir sur case noire g7 · Pion noir sur case noire d6 · Pion noir sur case blanche e6 · Pion noir sur case noire h6 · Dame noire sur case blanche b5 · Fou blanc sur case noire g5 · Dame blanche sur case blanche h5 · Pion blanc sur case noire b4 · Pion blanc sur case noire d4 · Cavalier blanc sur case noire e3 · Tour blanche sur case noire g3 · Pion blanc sur case blanche a2 · Pion blanc sur case noire f2 · Pion blanc sur case blanche g2 · Pion blanc sur case noire h2 · Tour blanche sur case noire e1 · Roi blanc sur case noire g1 | Tour noire sur case blanche a8 · Tour noire sur case blanche e8 · Cavalier noir sur case noire f8 · Roi noir sur case blanche g8 · Pion noir sur case noire a7 · Fou noir sur case blanche b7 · Pion noir sur case blanche f7 · Pion noir sur case noire g7 · Pion noir sur case noire d6 · Pion noir sur case blanche e6 · Pion noir sur case noire h6 · Dame noire sur case blanche b5 · Fou blanc sur case noire g5 · Dame blanche sur case blanche h5 · Pion blanc sur case noire b4 · Pion blanc sur case noire d4 · Cavalier blanc sur case noire e3 · Tour blanche sur case noire g3 · Pion blanc sur case blanche a2 · Pion blanc sur case noire f2 · Pion blanc sur case blanche g2 · Pion blanc sur case noire h2 · Tour blanche sur case noire e1 · Roi blanc sur case noire g1 | Tour noire sur case blanche a8 · Tour noire sur case blanche e8 · Cavalier noir sur case noire f8 · Roi noir sur case blanche g8 · Pion noir sur case noire a7 · Fou noir sur case blanche b7 · Pion noir sur case blanche f7 · Pion noir sur case noire g7 · Pion noir sur case noire d6 · Pion noir sur case blanche e6 · Pion noir sur case noire h6 · Dame noire sur case blanche b5 · Fou blanc sur case noire g5 · Dame blanche sur case blanche h5 · Pion blanc sur case noire b4 · Pion blanc sur case noire d4 · Cavalier blanc sur case noire e3 · Tour blanche sur case noire g3 · Pion blanc sur case blanche a2 · Pion blanc sur case noire f2 · Pion blanc sur case blanche g2 · Pion blanc sur case noire h2 · Tour blanche sur case noire e1 · Roi blanc sur case noire g1 | Tour noire sur case blanche a8 · Tour noire sur case blanche e8 · Cavalier noir sur case noire f8 · Roi noir sur case blanche g8 · Pion noir sur case noire a7 · Fou noir sur case blanche b7 · Pion noir sur case blanche f7 · Pion noir sur case noire g7 · Pion noir sur case noire d6 · Pion noir sur case blanche e6 · Pion noir sur case noire h6 · Dame noire sur case blanche b5 · Fou blanc sur case noire g5 · Dame blanche sur case blanche h5 · Pion blanc sur case noire b4 · Pion blanc sur case noire d4 · Cavalier blanc sur case noire e3 · Tour blanche sur case noire g3 · Pion blanc sur case blanche a2 · Pion blanc sur case noire f2 · Pion blanc sur case blanche g2 · Pion blanc sur case noire h2 · Tour blanche sur case noire e1 · Roi blanc sur case noire g1 | 1 |
|   | a | b | c | d | e | f | g | h |   |

## Torre-Lasker, Moscou, 1925
Dans cette partie, les blancs ont gagné après un pseudo-sacrifice de Dame :
25.Ff6!! Dxh5 26.Txg7+ Rh8 27.Txf7+ Rg8 28.Tg7+ Rh8 29.Txb7+ Rg8 30.Tg7+ Rh8 31.Tg5+ Rh7 32.Txh5 Rg6 33.Th3 Rxf6 34.Txh6+ Rg5 35.Th3 Teb8 36.Tg3+ Rf6 37.Tf3+ Rg6 38.a3 a5 39.bxa5 Txa5 40.Cc4 Td5 41.Tf4 Cd7 42.Txe6+ Rg5 43.g3 et les noirs abandonnent.